# Geschichte Osttimors

Flagge von Osttimor

Die Lage Osttimors

Die Geschichte Osttimors umfasst die Entwicklungen auf dem Gebiet der Demokratischen Republik Timor-Leste von der Urgeschichte bis zur Gegenwart. Sie ist geprägt von einer langen Zeit der Fremdherrschaft. 450 Jahre beherrschten die Portugiesen große Teile der Insel Timor, ständig bedrängt von Niederländern und den Topasse. Neun Tage nach der Ausrufung der Unabhängigkeit Osttimors 1975 besetzte Indonesien das Land. Infolge der indonesischen Okkupation, die 24 Jahre dauerte, kamen fast 200.000 Menschen ums Leben. Nach drei Jahren Verwaltung durch die Vereinten Nationen wurde Osttimor 2002 in die Unabhängigkeit entlassen. Damit war Osttimor der erste Staat, der im 21. Jahrhundert unabhängig wurde. Sorgten innere Konflikte in den ersten Jahren noch für neue Krisen, stabilisierte sich das Land seit dem Zusammenbruch der Rebellenbewegung im Jahr 2008. Am 31. Dezember 2012 endete die Mission der Sicherheitskräfte der Vereinten Nationen und der International Stabilization Force ISF. Internationale Truppen und Polizisten wurden abgezogen. Das Land erlebte seitdem einen deutlichen Aufschwung, der durch politische Auseinandersetzungen der Parteien getrübt wird und 2021 eine Naturkatastrophe und die COVID-19-Pandemie verkraften musste.

## Mythischer Ursprung Timors

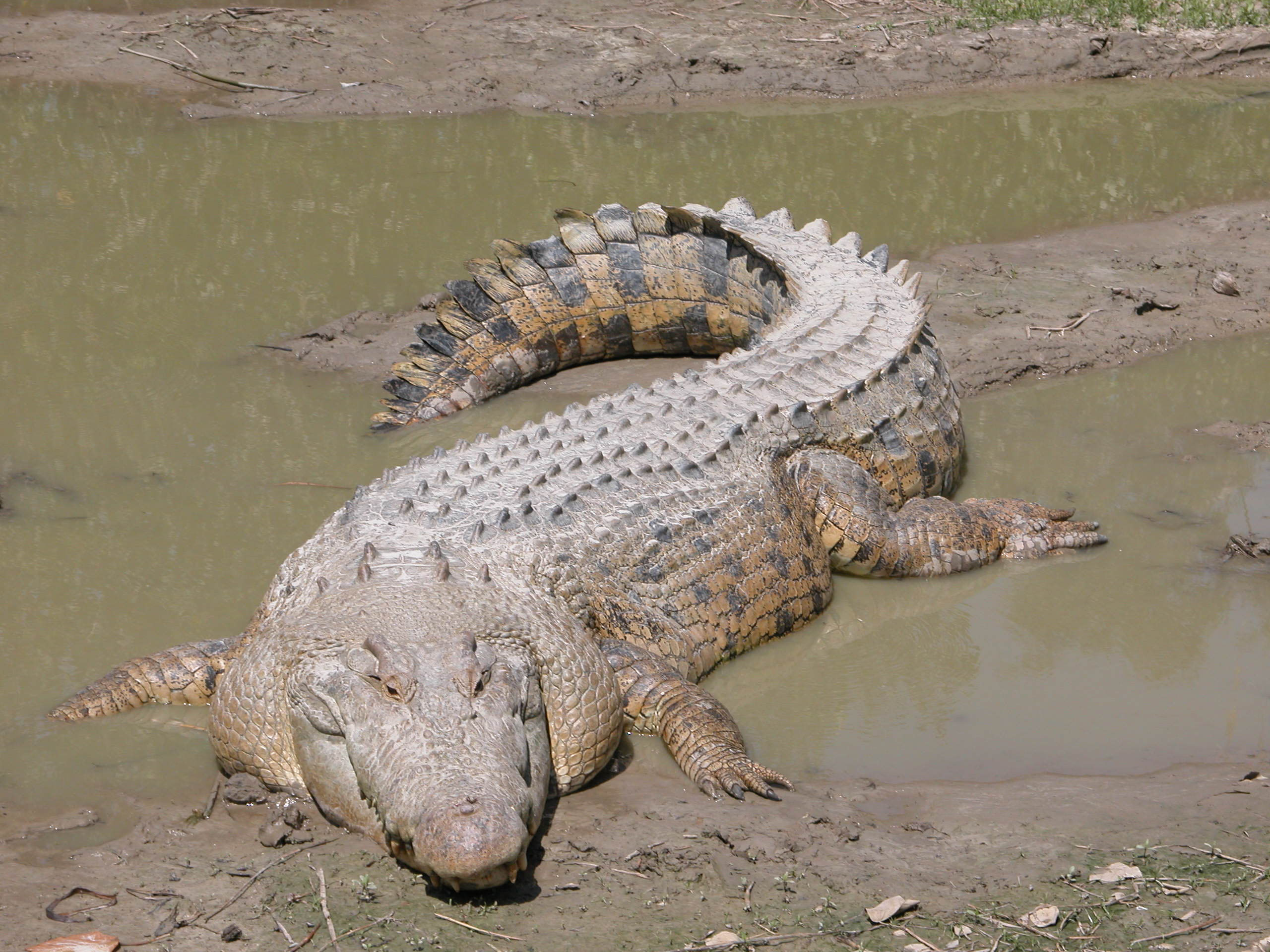
Das Leistenkrokodil: Mythischer Ursprung Timors

Der Legende nach half ein kleiner Junge einem Krokodilbaby, den Weg ins Meer zu finden. Zum Dank dafür nahm das Krokodil den Jungen auf lange Reisen über das Meer mit. Als das Krokodil starb, wurde aus seinem Körper die Insel Timor, die von den Nachkommen des Jungen besiedelt wurde. Noch heute hat das Krokodil in Osttimor große symbolische Bedeutung. Traditionell wird es als „Großvater“ bezeichnet und es gibt den Brauch, beim Überqueren von Flüssen „Krokodil, ich bin Dein Enkel – friss mich nicht“ zu rufen.

## Vor der Kolonialzeit

### Hintergrund

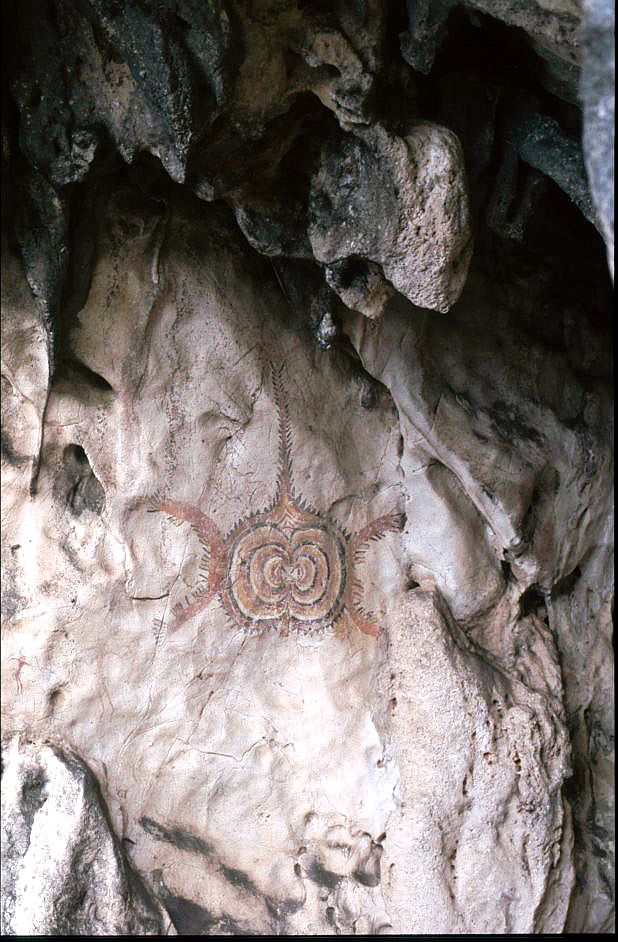
Felsmalerei in Ile Kére Kére

Die Küstenlinie der südostasiatischen Inselwelt veränderte sich im Laufe der Jahrtausende erheblich, was einen Einfluss auf mögliche Besiedlungen durch Einwanderer hatte. Stieg der Meeresspiegel vor etwa 70.000 Jahren stark an, sank er vor ungefähr 30.000 Jahren während des Letzteiszeitlichen Maximums. Vor zirka 18.000 Jahren stieg der Meeresspiegel erneut und Landmassen, wie Sundaland und Sahul wurden wieder durch das Wasser zerteilt. Weitere starke Veränderungen der Küstenlinie fanden vor 14.500, 11.500 und 7.500 Jahren statt und schufen so die heutige Inselwelt und den von Asien getrennten Kontinent Australien. Trotz dieser wechselhaften Veränderung der Geographie blieb Timor die ganze Zeit über eine Insel ohne eine Landverbindung zum Rest der Welt. Nur die zu überwindenden Distanzen schrumpften zeitweise erheblich.
Die Bevölkerung Timors kam im Rahmen der allgemeinen Besiedlung der Region auf die Insel. Anthropologen gehen davon aus, dass die Nachkommen von mindestens drei Einwanderungswellen hier leben, wodurch auch die ethnisch-kulturelle Vielfalt Timors zu erklären ist. Interessanterweise bezeichnen sich alle Volksgruppen auf Timor als Einwanderer, die ursprünglich von woanders auf die Insel zogen. Je früher die Einwanderung den Mythen nach erfolgte, desto höher war der Status in den traditionellen Machtstrukturen auf Timor.
Die timoresischen Völker kannten ursprünglich keine Schrift. Daher gibt es keine schriftlichen Überlieferungen von der Geschichte vor der europäischen Kolonisation. Dafür existiert eine reiche Tradition an mündlichen Überlieferungen, wie etwa beim Volk der Bunak im Zentrum der Insel. Die Geschichten wurden in wiederkehrenden Reimen und Alliterationen rezitiert. In jedem Dorf brachten die Alten den Jungen die Legenden des Clans bei, aber es gibt auch die Lian Nain (in etwa Herr der Wörter), Barden und zeremonielle Würdenträger, die stundenlang Verse rezitieren können. Meistens werden Verse aus zwei Zeilen verwendet, bei denen jede Zeile aus zwei Sätzen besteht. Der erste Satz der zweiten Zeile wiederholt dabei in anderen Wörtern den Inhalt des letzten Satzes der ersten Zeile. Die Sprachen sind reich an Metaphern und Symbolen aus der animistischen Kultur Timors. Legenden, wie der Schöpfungsmythos um das Krokodil, wurden außerdem bildlich dargestellt und dekorativ verwendet.
Es ist teilweise nicht einfach, das einheimische Wissen über die Geschichte zu sammeln. In Oe-Cusse Ambeno gibt es traditionelle Einschränkungen zur Weitergabe geschichtlichen Wissens. Dies ist meist nur zwei oder drei Personen in jedem Dorf gestattet. Dabei dürfen sie aber nur über die Geschichte des eigenen Dorfes berichten, über die Historie anderer Dörfer darf man nichts erzählen, sofern diese überhaupt bekannt ist. Noch heute verlassen viele Einwohner Oe-Cusse Ambenos ihr Dorf fast ihr ganzes Leben nicht und kennen bestenfalls die Nachbardörfer. Folge ist auch, dass die Angaben oftmals von Dorf zu Dorf einander widersprechen. Über zwei bestimmte Dörfer in der Gemeinde darf überhaupt keine Auskunft über die Vergangenheit gegeben werden. Darüber herrscht ein Tabu. Will man Informationen über die Geschichte des hiesigen Reiches erfahren, gibt es nur wenige, die darüber Auskunft geben dürfen.

### Die ersten Siedler

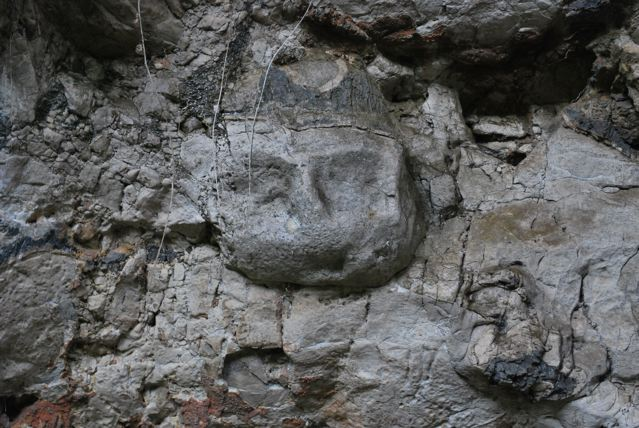
Steingravuren in der Höhle
Lene Hara

Die ältesten Spuren menschlicher Besiedlung auf Timor sind Stand 2024 zwischen 43.000 und 44.000 Jahre alt. Sie wurden in der Höhle Laili bei Laleia (Gemeinde Manatuto) entdeckt. In derselben Höhle fanden sich auch Sedimentschichten, die zwischen 59.000 und 54.000 Jahre alt sind. In diesen fehlen menschliche Spuren, was vermuten lässt, dass Timor zuvor nicht besiedelt wurde. Dies würde wiederum die Theorie einer Besiedlung Australiens über Timor widersprechen, wo die ältesten Funde menschlicher Herkunft inzwischen auf ein Alter von 65.000 Jahren geschätzt werden. Die Besiedlung Australiens fand demnach wahrscheinlich über Neuguinea statt und Timor erreichten die ersten Siedler erst später von Osten aus. 2006 wurden bereits in der Kalksteinhöhle Jerimalai nahe Tutuala im äußersten Osten Timors 42.000 Jahre alte Spuren gefunden. Neben Steinwerkzeugen und Muschelschalen, die als Schmuck verwendet wurden, fand man die Überreste von Schildkröten, Thunfischen und Riesenratten, die den Höhlenbewohnern als Nahrung gedient hatten. Von dieser Besiedlungswelle scheinen keine Spuren mehr in der heutigen Bevölkerung Timors zu existieren. Die Überreste der Fische stammen zur Hälfte von Arten, die nur in der Hochsee leben. Dies belegt erstmals, dass Menschen bereits vor 42.000 Jahren weitab der Küste auf Fischfang gehen konnten. Zudem fand man einen etwa vier Zentimeter langen Angelhaken, der aus einer Schale einer Meeresschnecke hergestellt wurde. Er wird auf ein Alter zwischen 16.000 und 23.000 Jahre geschätzt und ist damit der älteste bekannte Angelhaken der Welt. Der Haken diente zum Fang von Fischen in den Küstengewässern, die zu dieser Zeit durch die Bildung der Korallenriffe fischreicher wurden. 38.000 bis 42.000 Jahre alt sind kleine Plättchen mit gebohrten Löchern aus der Schale des Gemeinen Perlboots (Nautilus pompilius), die ältesten bekannten Schmuckstücke Ostasiens und des pazifischen Raums.
In Matja Kuru wurde ein 35.000 Jahre altes Knochenstück gefunden, das zur Befestigung von Harpunenspitzen am hölzernen Schaft diente. Es ist der älteste Nachweis dieser komplexen Bindungstechnik, die zwar in ganz Australien und Melanesien bekannt ist, deren älteste Zeugnisse bisher allerdings nur wenige hundert Jahre alt waren.

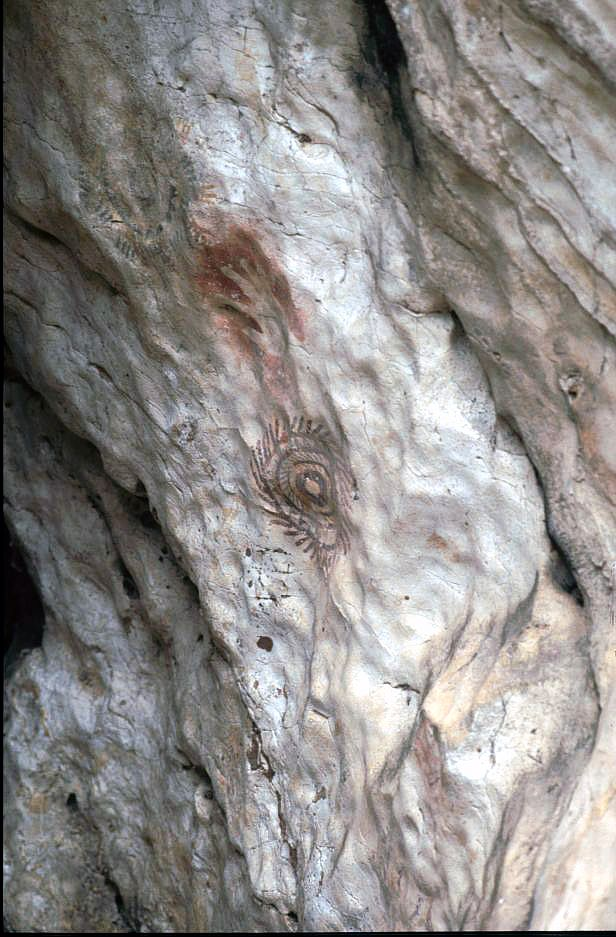
Felsmalerei einer „Sonne“ in
Ile Kére Kére

Auch in anderen Höhlen nahe Tutuala wurden Archäologen fündig. Besiedlungsreste fanden sich in der Höhle Lene Hara, die auf 41.000 bis 43.000 Jahre datiert wurden. Die mehrfarbigen Wandmalereien, die Boote, Tiere und geometrische Strukturen zeigen, sind nur 2000 Jahre alt. Auf 5000 Jahre werden die Malereien in den Höhlen O Hi und Ile Kére Kére geschätzt, die Steingravuren, die Gesichter zeigen, sogar auf 10.000 Jahre. Weitere Felsmalereien finden sich an den Steilküsten von Tutuala und Tunu Taraleu, in Lene Kici, Lene Cécé und Vérulu (alle nahe Tutuala), in Uai Bobo (in Venilale, Gemeinde Baucau), Lie Siri, Lie Kere, Lie Kere 2 und Lie Baai (auf dem Hochplateau von Baucau) und in der Region von Baguia (ebenfalls Gemeinde Baucau).
Man unterscheidet bei den Felsmalereien grundsätzlich zwei Zonen: Jene vom Plateau von Baucau und jene in der Umgebung von Tutuala. Pigmente in Schwarz, Rot, Gelb und Grün werden für vielfältige Motive verwendet: Linien und geometrische Figuren, strahlenumkränzte Kreise (bezeichnet als Sonnen oder Sterne), naturgetreue und Bilder im Röntgenstil von Tieren, Menschen, Anthropomorphe und Boote. Die meisten Bilder werden aber der neolithischen „austronesischen Maltradition“ (Austronesian Painting Tradition APT) zugerechnet. Auf dem nordöstlich gelegenen Kisar gibt es Wandmalereien, die zum Teil auffällige Ähnlichkeiten zu Malereien an der Ostspitze Timor zeigen. Sie sind mehr als 2500 Jahre alt und lassen auf enge Kontakte zwischen den beiden Inseln bereits zu dieser Zeit schließen.
Daneben sind auch einige Handumrisse bekannt, bei denen der Künstler seine Hand als Schablone auf den Felsen drückte und Farbpigmente darüber pustete. Solche Handabdrücke sind hier seltener als in benachbarten Regionen zu finden, was als besonderes Merkmal der Felsmalereien auf Timor gilt, im Vergleich zu den anderen Inseln Südostasien. Die Archäologin Sue O’Connor gruppierte Handschablonen neben einfachen rot-figurativen, ausgefüllten Motiven in einer Reihe von Bildnissen, die sich aufgrund ihrer Lage in tieferen, aber zugänglichen Höhlenteilen von der APT unterscheiden. Bis 2020 fehlten aber Hinweise, dass diese Bilder aus einer anderen Zeitepoche stammten. Dann wurden von der Höhle Lene Hara erstmals Handumrisse beschrieben, die wahrscheinlich aus dem Pleistozän stammen. Sie ähneln Bildnissen in Australien und unterstützen auch vom geschätzten Alter her die Theorie der Besiedlungsroute Australiens über Timor.
Auffällig ist das weitgehende Fehlen von Motiven großer Tiere, wie sie sost bei Felskunst aus dem Pleistozän oft vorkommt. Dies lässt sich damit erklären, dass Großtiere in der Fauna Timors weitgehend fehlen. Die hier ansässige Zwergform eines Stegodons starb deutlich vor der Ankunft der ersten Menschen auf der Insel aus.

### Die australo-melanesische Einwanderung

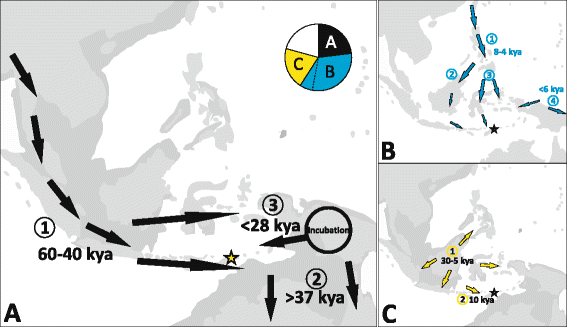
Migrationswege und ihr Beitrag zum mtDNA-Pool Osttimors

Man vermutet, dass australo-melanesische Völker (auch vedo-austronesisch genannt) etwa 40.000 bis 20.000 v. Chr., während der letzten Eiszeit, vom Norden und Westen her Timor erreichten. Zu diesem Zeitpunkt waren die Großen Sundainseln durch Landbrücken mit dem asiatischen Kontinent verbunden und der Weg über das Meer bis Timor deutlich kürzer. Ihre Nachkommen, die Atoin Meto (Atoni), repräsentieren wahrscheinlich die ursprüngliche Bevölkerung Timors und zeichnen sich durch eine sehr dunkle Hautfarbe und glatte, schwarze Haare aus. Sie stellen die Bevölkerungsmehrheit im Westen der Insel, auch in der osttimoresischen Exklave Oe-Cusse Ambeno.
Genetische Untersuchungen, die 2015 veröffentlicht wurden, lassen eine Einwanderungswelle aus dem Osten vermuten. Nach diesen Ergebnissen zogen zunächst vor 40.000 bis 60.000 Jahren die ersten Siedler von Westen her nach Neuguinea und vor 28.000 Jahren nahmen Menschen den Weg von Neuguinea zurück nach Timor (siehe rechts Karte A). Weitere genetische Hinweise lassen die Einwanderung weiterer nachfolgenden Gruppen vermuten, die vor 4000 bis 8000 Jahren aus Taiwan bis nach Timor zogen (Karte B). Eine dritte nachgewiesene Gruppe stammte vermutlich von der heutigen Insel Borneo und erreichte Timor vor 10.000 Jahren (Karte C).
Geht man davon aus, dass die Piroge erst 7000 v. Chr. erfunden wurde, kann man annehmen, dass die Strecken über das Meer mit Flößen bewältigt wurden. Die Menschen lebten in kleinen Clans oder Stämmen zusammen, die als Jäger und Sammler ohne feste Siedlungen umherzogen. Bereits vor 9000 Jahren brachten Menschen den Grauen Kuskus von Neuguinea nach Timor, der zu einer Hauptbeute der heimischen Jäger wurde.

### Die Melanesier

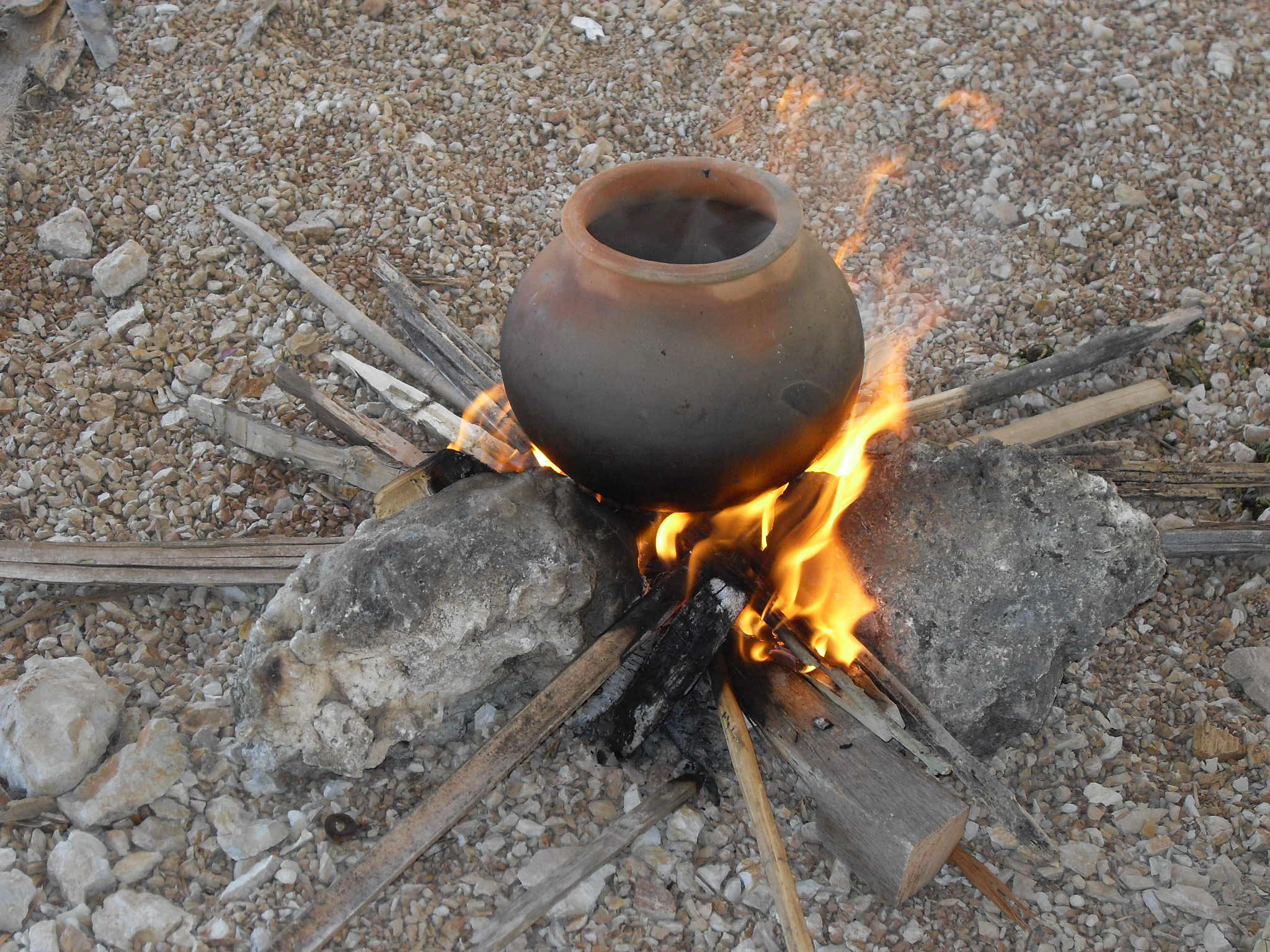
Seit 5000 Jahren auf Timor im Gebrauch: Keramik

Um 3000 v. Chr. kamen aus dem Westen Melanesier mit einer zweiten Einwanderungswelle und brachten die Ovale-Axt-Kultur nach Timor. Erstmals tauchten in dieser Zeit Töpferwaren, Beile und Muschelperlen auf Timor auf und es lassen sich landwirtschaftliche Spuren nachweisen. Eingeführt wurden Kolbenhirse, Flaschenkürbis, Kokosnüsse und andere Früchte. Auch finden sich aus derselben Zeit erstmals Überreste von Haushunden und Schweinen an der Ostspitze Timors. Die Vedo-Austronesier zogen sich nach dem Eintreffen der Melanesier ins bergige Landesinnere zurück, ohne dass größere Vermischungen stattfanden.
Die Einwanderungsrichtung aus dem Westen überrascht, da die Nachkommen dieser Einwanderer mit den Ethnien auf Papua-Neuguinea, Vanuatu und den Salomonen im Osten verwandt sind. Diese Regionen wurden bereits vor 30.000 bis 40.000 Jahren von den Melanesiern besiedelt. Zu den Melanesiern auf Timor gehören die Fataluku, Makasae, Makalero und Bunak. Ihre Sprachen gehören zu den Papuasprachen.
Neuere linguistische Untersuchungen lassen aber vermuten, dass zumindest die Fataluku sich erst nach der austronesischen Einwanderung von Osten kommend an der Ostspitze Timors ansiedelten. Dort haben sie in den letzten Jahrzehnten die ansässigen malayo-polynesischen Makuva nahezu vollständig assimiliert. Auch bei den Makasae wird über ein solches Szenario spekuliert.

### Die Austronesier

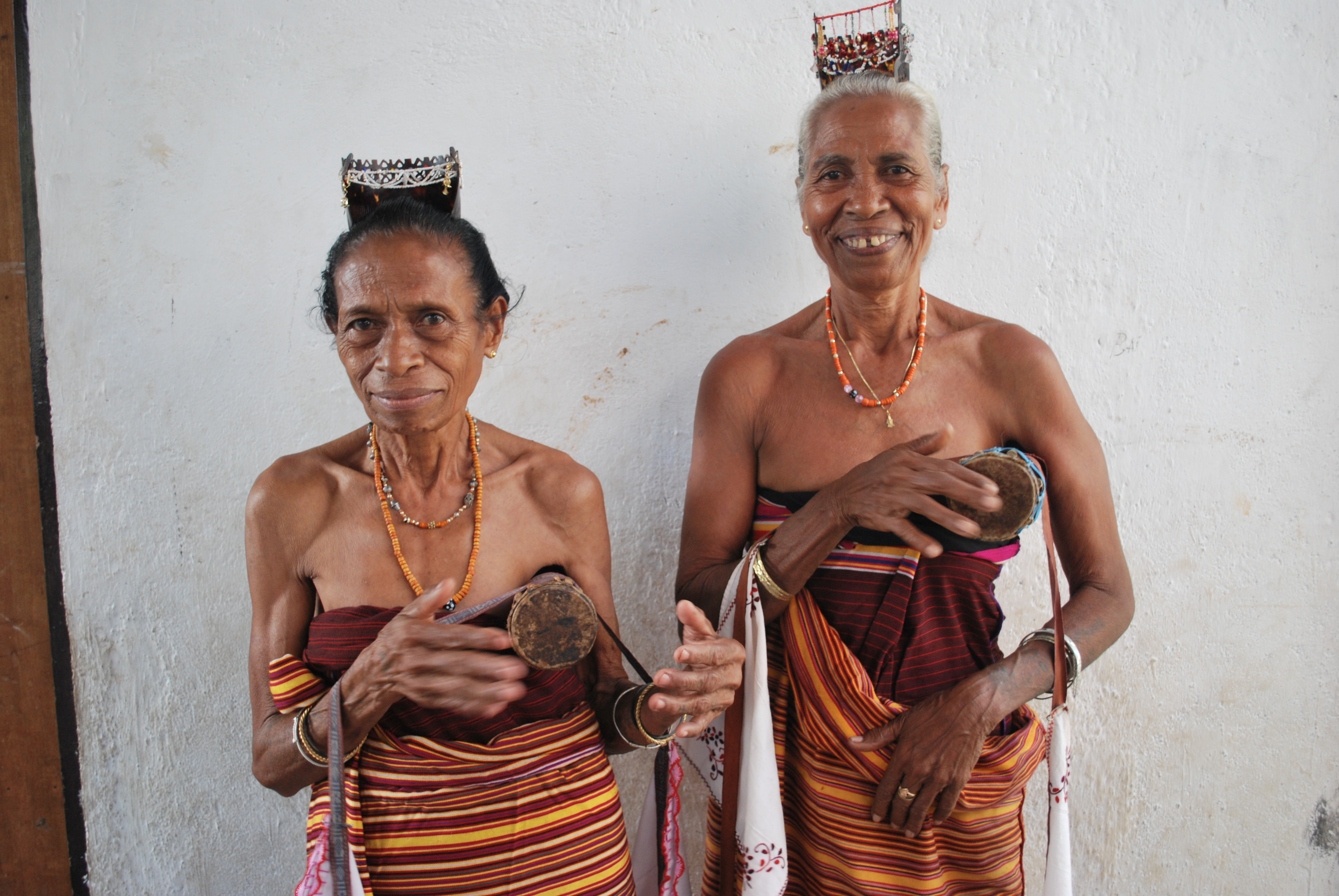
Tetum-Tänzerinnen in Viqueque

Es gibt unterschiedliche Angaben, in wie vielen Wellen die Austronesier Timor erreichten. Linguistisch kann man zwei Haupteinwanderungsrouten der Austronesier nach Timor vermuten. Die eine kam über Buton (südlich von Sulawesi), die zweite über Ambon (Molukken). Felsmalereien aus der Zeit zeigen 5 bis 15 Meter lange Boote, die neben Rudern auch über rechteckige Segel verfügten. Man nimmt an, dass die Austronesier den Reis als Kulturpflanze nach Timor brachten, auch wenn er noch bis in das 19. Jahrhundert eine untergeordnete Rolle in der lokalen Landwirtschaft einnahm.
Austronesische Gruppen aus Südchina und dem nördlichen Indochina erreichten Timor vermutlich um 2500 v. Chr. Sie breiteten sich unter dem Druck der Expansion der heutigen ostasiatischen Ethnien auf dem ganzen Malaiischen Archipel aus. Vor etwa 1000 bis 2000 Jahren begann man mit der Metallverarbeitung auf Timor. Zur selben Zeit starben vermutlich die heimischen Riesenratten, wie die Musser-Timor-Ratte (Coryphomys musseri) aus. Man nimmt an, dass mit den eingeführten Metallwerkzeugen erstmals große Flächen der Insel entwaldet wurden, was zum Aussterben der als Jagdbeute beliebten Riesenratten führte. Australische und portugiesische Forscher konnten die Existenz einer prähistorischen Kupferindustrie auf Timor nachweisen. Man entdeckte Gruben und einfache Tunnel, in denen Kupfererz abgebaut wurde und Artefakte bestätigten die Verhüttung und Herstellung von Kupferwerkzeugen auf der Insel.
Einige Wissenschaftler gehen davon aus, dass etwa um 500 n. Chr. weitere Austronesier, bei denen deutlichere ostasiatische Einflüsse sichtbar waren und welche die dominierende Bevölkerungsgruppe auf dem gesamten Archipel wurden, auch Timor erreichten. Auf den Hauptinseln Indonesiens ist diese Volksgruppe unverkennbar, auf Timor ist man sich aber bei der ursprünglichen Bevölkerung noch nicht einig, doch sie hat ein deutlich asiatischeres Erscheinungsbild als die ursprünglichen austronesischen Einwanderer.
Erst im 14. Jahrhundert wanderten die malayo-polynesischen Tetum nach Timor ein. Sie bilden heute mit 100.000 Mitgliedern die größte Ethnie in Osttimor. Ihren Erzählungen nach stammen sie aus Malakka, von wo sie nach Timor kamen. Zuerst ließen sich die Tetum im Zentrum der Insel nieder und verdrängten die Atoin Meto in den Westteil Timors. Später stießen sie auch in den Ostteil vor und gründeten insgesamt vier Reiche, von denen Wehale das mächtigste war.

### Händler und Könige

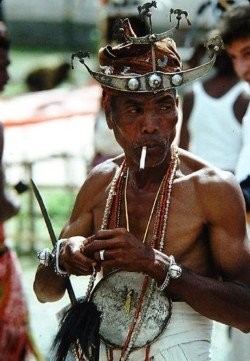
Mann in Ermera mit einer Kaibauk, einer timoresischen Krone, und einer Belak-Scheibe

2015 entdeckte man beim Bau eines Hauses am Fluss Raumoco im Suco Daudere (Gemeinde Lautém) eine Bronzetrommel der Dong-Son-Kultur (etwa 800 v. Chr. bis 200 n. Chr.) aus dem Gebiet des heutigen Vietnams. Das 80 kg schwere und ungefähr 2000 Jahre alte Artefakt ist eine der am besten erhaltenen von nur etwa 20 Bronzetrommeln, die man in Südostasien entlang der alten Schifffahrtswege fand. Bereits in den 1960er-Jahren fand man in Osttimor das obere Ringstück einer solchen Trommel, das auf ein Alter von 2000 bis 2300 Jahre datiert wurde. Nahe der Stadt Baucau wurde ein Tüllenbeil der Dong-Son-Kultur entdeckt.
Der Hinduismus kam im 1. Jahrhundert n. Chr. nach Timor und der Buddhismus ab dem 5. Jahrhundert. Beide hinterließen keine großen Spuren.
Obwohl einige indonesische Publikationen der 1970er-Jahre angeben, dass Timor zum Srivijaya-Reich (7. Jahrhundert bis 13. Jahrhundert) gehörte, fehlen jegliche Quellen, um dies nachzuweisen. Selbst Bali und der Osten Javas gehörten nicht zu diesem Reich, obwohl diese westlich von Timor lagen und hinduistisch und buddhistisch geprägt waren. Vermutlich hinderten javanische Königreiche das Srivijaya-Reich an seiner Expansion in Richtung Osten. Möglicherweise erreichten aber Händler Srivijayas Timor. Niederländische Historiker berichten, dass timoresisches Sandelholz bereits im 10. Jahrhundert durch die Straße von Malakka weiter nach China und Indien transportiert wurde.
In Osttimor finden sich mehrere Hügel mit Überresten von Befestigungen aus Stein, die einst wohl Siedlungen beschützten. Man vermutet, dass diese Wehranlagen zu Zeiten von klimatischen Veränderungen errichtet wurden. Einige entstanden um das Jahr 1000 n. Chr., als Regenfälle seltener wurden und sich die Umwelt stark veränderte. Andere Mauerreste werden auf die Zeit nach 1300 n. Chr. datiert, als der Wechsel zur Kleinen Eiszeit begann. In beiden Zeiträumen kam es aufgrund des Klimawandels wohl zu einer Verknappung der Ressourcen und verstärkt zu Konflikten zwischen verschiedenen Gruppen, wobei aber auch andere Gründe für die neue Notwendigkeit von befestigten Siedlungen existiert haben können, zum Beispiel der aufkommende Handel mit Sandelholz.
Timor wurde Ti-wu oder in der kantonesischen Variante Ti-mat (Ti-men) genannt. Verschiedene Berichte über die Insel aus der vorkolonialen Zeit stammen aus chinesischen Quellen. Der chinesische Beamte für Überseehandel Zhao Rukuo nannte Timor im Jahr 1225 einen Ort, der reich an Sandelholz sei. Der Sandelholzbaum (Santalum album) findet sich nicht nur auf Timor, sondern auch auf verschiedenen Pazifikinseln, Madagaskar, Australien und in Indien, doch lieferten nur Timor, Sumba und Solor die höchste Qualität von weißem Sandelholz. Um 1350 schrieben Chinesen im Tao-i chin-lueh:

„In Timors Bergen wachsen keine anderen Bäume außer Sandelholzbäume. Das Holz wird gegen Silber, Eisen, Becher und Stoffe aus dem Westen und gefärbten Taft gehandelt. Die Orte dort werden Matou genannt. Insgesamt gibt es zwölf Orte, die als Häfen dienen. Sie verfügen über einen örtlichen Häuptling. Der Boden eignet sich gut für den Anbau von Getreide. Das Klima ist unregelmäßig, tagsüber heiß und nachts kalt. Die Einheimischen verhalten sich sehr eigenwillig. Männer und Frauen schneiden ihre Haare ab und tragen kurze Baumwollhemden. Sie binden sie mit Stoffen aus Champa zusammen.“

Neben malaiischen und chinesischen Händlern reisten später auch arabische Händler nach Timor, um Sandelholz, Sklaven und Honig zu kaufen, die sie über Java und Sulawesi bis nach China und Indien exportierten. Bienenwachs für die Batikfärberei auf Java und später für die lokale, katholische Kirche als Kerzenwachs war eine weitere wertvolle Handelsware. Mit dem Aufblühen des örtlichen Handels entstanden lokale königliche Familien. Die Händler siedelten nicht auf dem fern den Handelsrouten zwischen China, Indien und den großen Inseln gelegenen Timor, sondern blieben immer nur so lange, wie sie mussten, um ihre Geschäfte abzuwickeln.
1292 scheiterten die Mongolen mit einer Invasion auf Java. Aus dem erfolgreichen Abwehrkampf heraus entstand das hinduistisch geprägte Majapahit-Reich, das in der Mitte des 14. Jahrhunderts seinen Höhepunkt erreichte. Im Nagarakertagama, dem Heldenepos der damaligen Zeit, wird eine lange Liste von tributpflichtigen Vasallenstaaten Majapahits aufgeführt. Darunter findet sich auch Timor. Allerdings vermerkte der portugiesische Schreiber Tomé Pires im 16. Jahrhundert, dass alle Inseln östlich von Java Timor genannt wurden, da die Landessprache mit dem Wort „Timor“ den Osten bezeichnet. Noch heute heißt „Osten“ auf Bahasa Indonesia timur. Arabische Karten um das Jahr 1500 zeigen östlich von Java die Timorinseln, mit der nördlichen Kette Timor Lor und den südlichen Timor Kidul. Die Insel Muta im äußersten Osten könnte Timor darstellen, mit dem Hafen Pulan, das Kupang sein könnte. Es ist aber auffällig, dass bis zum Eintreffen der Portugiesen nur chinesische Quellen etwas ausführlicher (also etwa zehn bis zwanzig Zeilen) über Timor berichteten, während die arabischen Texte sich damit begnügten zu erwähnen, dass es südlich von Banda und den Molukken eine Insel namens Timor gäbe, auf der man Sandelholz produziert. Die javanischen Chroniken, die Timor seit dem 16. Jahrhundert erwähnten, waren noch lakonischer und boten außer der angeblichen Tributpflicht keine weiteren Informationen.
Wie dem auch sei, bereits nach einem Jahrhundert zerfiel die Macht Majapahits aufgrund von Streitigkeiten zwischen den Hinduprinzen und der Verbreitung des Islams in Malaya, dem Nordosten Sumatras und dem Norden Javas. 1409 konvertierte der König von Malakka zum Islam und breitete seine Herrschaft über die Handelswege im Osten des Malaiischen Archipels aus, wodurch die javanischen Häfen im Handel mit Timor an Einfluss verloren. Auch andere Herrscher der Region, wie auf Sumatra, Kalimantan, Java, den Molukken und den Philippinen konvertierten zum Islam. Timor erreichte dieser Wandel allerdings nicht. Zuvor verschwanden die chinesischen Händler zwischen 1368 und 1405. Grund war die selbstgewählte Isolation Chinas von der Außenwelt. Als China von 1550 bis 1567 ein zweites Mal seinen Händlern den Außenhandel verbot, übernahmen die Portugiesen für die folgenden Jahre die Handelswege zwischen dem Reich der Mitte und Timor.

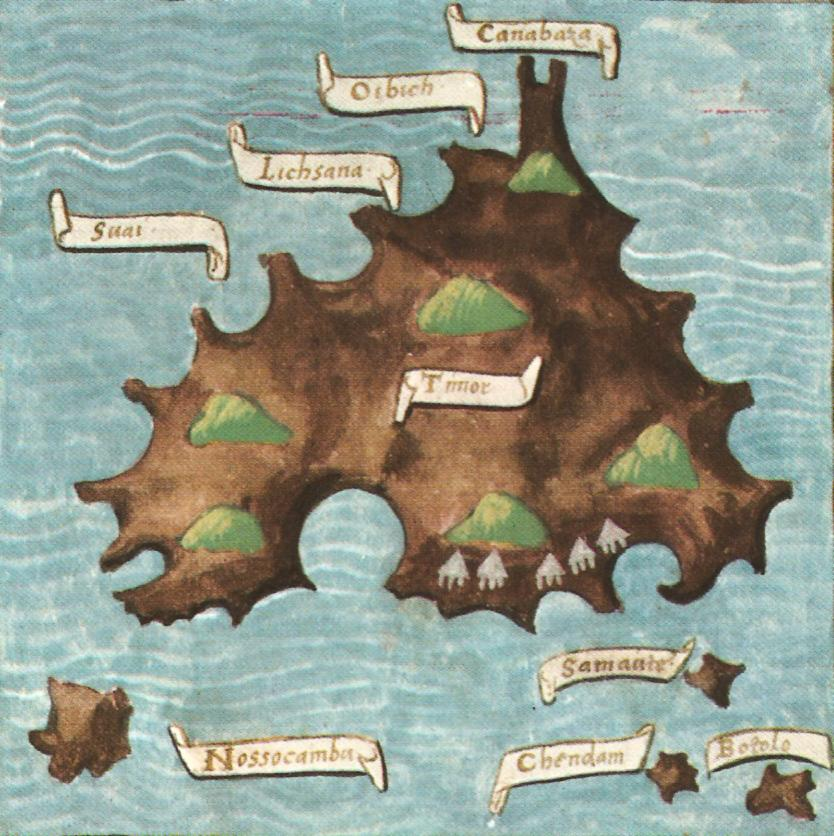
Karte Timors von Antonio Pigafetta von 1522

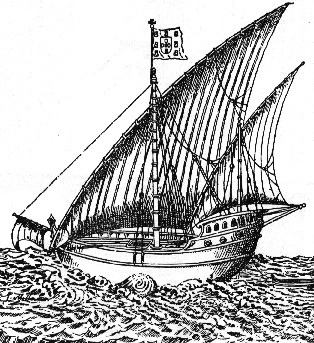
Portugiesische Karavelle 16. Jahrhundert

Die ersten europäischen Entdecker berichteten von einer Anzahl von kleinen Stammesgebieten und Reichen auf Timor, die durch den Handel entstanden waren und von Liurais, den traditionellen Herrschern, regiert wurden. Die Bevölkerung lebte in erster Linie vom Brandrodungsfeldbau. Die Beziehungen zwischen diesen Herrschaftsgebieten waren durch Rituale, Heirat und Handel äußerst komplex. Der Legende nach stammen alle Völker von einem Urahn ab, der die Insel zwischen seinen drei Nachkommen in einen West-, einen Ost- und einen zentralen Bereich aufteilte. Der Mitte der Insel stand das Reich von Wehale vor mit seinen Verbündeten unter den Stämmen der Ethnien der Tetum, Bunak und Kemak. Die Tetum bildeten den Kern des Reiches. Die Hauptstadt Laran auf dem Gebiet des heutigen Westtimor bildete das spirituelle Zentrum der gesamten Insel. Der Westen wurde von Sonba’i dominiert, der Osten von Likusaen (heute: Liquiçá) oder Luca. Diese rituelle Hierarchie der einzelnen Reiche und Voranstellung von Wehale, Sonba’i und Likusaen bedeutete aber keine wirkliche Macht, aber das Prestige der drei Herrscher konnte die Bildung von Bündnissen unterstützen.
Antonio Pigafetta, ein Mitglied der Magellanexpedition, besuchte Timor kurz im Jahre 1522. Er berichtet von vier Hauptkönigen auf Timor, die Brüder waren: Oibich, Lichisana, Suai und Canabaza. Oibich war der Oberste der vier. Oibich konnte man Wewiku zuordnen, das in späteren Quellen als Stützpunkt Wehales bezeichnet wird. Suai ist Hauptstadt der heutigen osttimoresischen Gemeinde von Cova Lima und bildete wahrscheinlich mit Camenaça (Kamenasa, Canabaza, auch Camenaça oder Camenasse) ein Doppelreich. Lichisana wird mit Liquiçá gleichgesetzt. Da Lichisana und Suai-Canabaza Wehale tributpflichtig waren und alle diese Reiche im Zentrum und Osten Timors lagen, wurden sie von den Portugiesen später als Provinz von Belu (auch: Belos oder Behale) zusammengefasst. Eisen war bekannt, aber es war keine Schrift in Gebrauch. Die Bevölkerung betrieb traditionelle, animistische Praktiken.
Das westliche Timor erhielt den Namen Servião nach dem dort dominierenden Sonba’i (holländisch: Zerviaen oder Sorbian). 1563 erschien Servião erstmals als Cerviaguo in den Berichten der Portugiesen als wichtiger Umschlagsplatz für Sandelholz an der Nordküste Timors. Da es aber dort keinen Ort gibt, dem man diesen Namen zuordnen kann, geht man davon aus, dass dies ein Außenposten von Sonba’i war, das erstmals 1613 als Königreich Servião auf der portugiesischen Karte von Manuel Godinho de Erédia erschien. Servião bestand aus dem größten Teil des Atoin-Meto-Gebiets in Westtimor. Auch Luca findet sich auf der Karte im äußersten Osten, besonders hervorgehoben.
Die Stämme am Westrand des Einflussgebietes von Wehale unterhielten gleichzeitig Bündnisse mit Sonba’i und Oecussi, die Stämme im Osten mit dem östlichen Timor und seinen Zentren Atsabe und Lospalos. Auf diese Weise bildete die Insel aus Sicht vieler Timoresen eine Einheit, die erst durch die koloniale Spaltung durch Niederländer und Portugiesen zerstört wurde (vgl. Mandala (politisches Modell)). Daraus entstand im 20. Jahrhundert das Konzept von „Groß-Timor“, welches die Vereinigung der Insel in einem Staat propagiert. Trotz der vielen ethnischen und sprachlichen Unterschiede zwischen den Bewohnern Timors waren ihre sozialen Strukturen doch sehr ähnlich, was den Kontakt zwischen den Völkern erleichterte. Dies darf aber über die Zersplitterung der Insel nicht hinwegtäuschen. Eine portugiesische Liste von 1811 führt insgesamt 62 Königreiche in Timor auf (16 in Servião und 46 in Belu). Letztlich lässt sich die Anzahl nicht genau festschreiben, da sie sich ständig aufgrund von Kriegen, Zusammenschlüssen und Abspaltungen änderte und manche Reiche anderen untergeordnet waren.
Die Bevölkerung Timors war in verschiedene soziale Schichten unterteilt, deren unterste die Sklaven bildeten. Diese wurden teilweise auch gehandelt, sodass im 17. Jahrhundert timoresische Sklaven auch nach Makassar und von dort weiter nach Palembang, Jambi und Aceh sowie in die Pfefferanpflanzungen auf Südborneo gelangten. Zum Hauptabnehmer wurde in dieser Zeit aber Batavia, das heutige Jakarta. Nahezu jedes Schiff, das von Timor aus den Hafen erreichte, hatte Sklaven an Bord. Bis weit ins 19. Jahrhundert hinein betrieben Niederländer und Portugiesen einen Sklavenhandel, von dem auch die Nachbarinseln betroffen waren. So fingen die Topasse auch auf Roti Menschen als Handelsware ein.
Die Einführung von Mais als Nahrungspflanze in der Mitte des 17. Jahrhunderts hatte großen Einfluss auf die timoresische Bevölkerung, denn die sonst übliche, arbeitsintensive Bewirtschaftung von Reisfeldterrassen (Sawah) war nur begrenzt möglich. Das Wachstum der Bevölkerung war auch abhängig vom Vorhandensein von wertvollen Ressourcen, wie Sandelholz oder Honig. Der Handel mit ihnen förderte den lokalen Reichtum. Paradoxerweise hatte Sandelholz vor Beginn des Außenhandels keinerlei Nutzen oder Bedeutung für die Timoresen.

### Insel der Kopfjäger

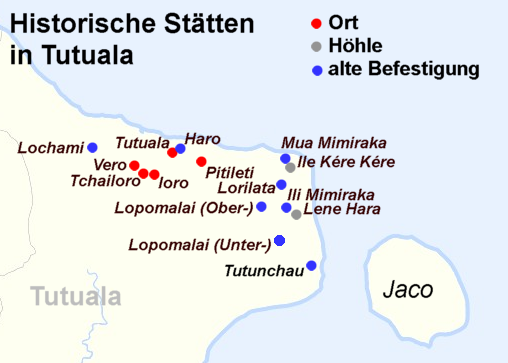
Historische Stätten um Tutuala

Zwischen 1100 und 1600 n. Chr. verursachte der El Niño verstärkt Dürren auf Timor. Einige Historiker gehen davon aus, dass es in dieser Zeit durch Hungersnöte verstärkt zu Konflikten in der Bevölkerung Timors kam. Tatsächlich entstanden zwischen 1150 und 1650 n. Chr. ein Großteil der heute als Tranqueiras bekannten Befestigungsanlagen, die meisten zwischen 1450 und 1650. Im Siedlungsgebiet der Fataluku gibt es Hunderte von Resten von Tranqueira (fataluku: lata irinu), mit denen die Einwohner ihre Siedlungen schützten. Solche Anlagen finden sich aber auch zum Beispiel zwischen Manatuto und Laclo an der Nordküste oder in Ainaro. Ein Großteil der Befestigungen ist weder wissenschaftlich erfasst, noch näher erforscht. Ähnliche Anlagen gibt es auch auf anderen Inseln östlich der Wallace-Linie. Ähnliche Bauwerke aus der Zeit von 1300 bis 1700 n. Chr. sind auch aus anderen Teilen des Malaiischen Archipels und Ozeanien bekannt. Sue O’Connor hinterfragt die Theorie, da die Datierungen der Festungen nicht präzise ist. Sie untersuchte Tranqueiras, die aus einer späteren Zeit zwischen 1334 und 1373 n. Chr. stammen. Auch der aufkommende Handel mit Sandelholz mit Händlern von außerhalb könnte Einfluss auf die lokalen Kulturen gehabt haben.
Mündliche Überlieferungen von den Atsabe Kemak aus der Gemeinde Ermera berichten von Fehden, Kriegen, Eroberungen und Kopfjägern. Solche Ausbrüche von Gewalt entstanden aus unterschiedlichsten Gründen, wie dem Streit um fruchtbares Land, Grenzen, Hochzeitsvereinbarungen oder einfach nur empfundene Missachtungen. Jedes Jahr brachen Kämpfe um Gebiete mit Bienenvorkommen aus, um sich die wertvolle Handelsware Bienenwachs oder auch Sandelholz zu sichern. Selbst zwischen den einzelnen Dorfgemeinschaften (Sucos), die von einem Dato regiert wurden, kam es zu Kämpfen um Ackerland, denn keinem Timoresen war es gestattet, Land im Nachbarterritorium zu bewirtschaften, da dann zum einen die Tributpflicht an den Dato und zum anderen die Gerichtsbarkeit im Streitfalle nicht zugeordnet werden konnten. Dies führte dazu, dass vor allem Sucos mit hohem Bevölkerungsdruck stets bemüht waren, ihre Gebiete zu vergrößern. Durch die ständigen Konflikte entstand eine Kultur des rituellen Krieges, die auf Timor Funu genannt wird.

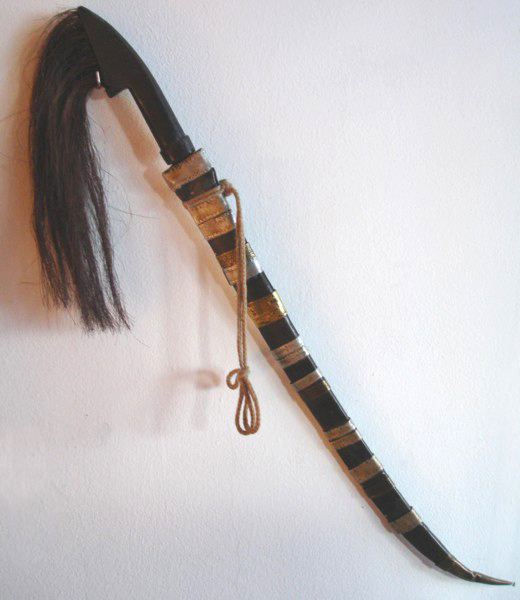
Ein traditionelles Schwert aus Timor: Ein Surik.

In den Krieg konnte nicht ohne die Einwilligung durch die Geister der Ahnen gezogen werden. Dazu opferte der Priester (Dato-lulik) einen Büffel und befragte die Geister. Nur wenn die Geister den Kriegsgrund als gerechtfertigt ansahen, konnte man in den Krieg ziehen. Akzeptierten die Geister ihn nicht, musste man die Begründung so lange ändern, bis die Geister einverstanden waren. Danach musste jeder Mann vor dem Priester ein Huhn schlachten. Streckte das Huhn dabei das rechte Bein nach oben, musste der Mann in den Kampf ziehen, streckte das Huhn das linke Bein hoch, war er dazu bestimmt, daheim Frauen und Kinder zu beschützen. Letztere konnten, wenn sie wollten, das Orakel noch ein zweites Mal befragen. Erhielt man dann die Erlaubnis zum Kampf, war aber die Wahrscheinlichkeit groß, verwundet oder getötet zu werden, während die Erwählten aus der ersten Runde nach dem Glauben unverwundbar für alle Waffen waren.
Vor einer Schlacht stellten sich die prachtvoll geschmückten sogenannten Meos vor die Krieger und begannen, mit Kriegstänzen die Stimmung anzuheizen, den Mut ihres Stammes zu preisen und die Gegner zu beschimpfen. Danach zogen sie sich zurück und die gegnerischen Parteien begannen, sich aus großer Entfernung heraus gegenseitig zu beschießen – ursprünglich mit Pfeil und Bogen, später mit Feuerwaffen. Sobald dabei ein Mann getötet wurde, endete der Kampf. Für damalige europäische Beobachter erschien diese Art der Kriegsführung seltsam, doch war die Feldschlacht nicht das Hauptziel. Der eigentliche Krieg bestand mehr aus Hinterhalten und Überfällen, bei denen versucht wurde, möglichst viele Köpfe gegnerischer Krieger, Frauen und Kinder als Sklaven sowie Vieh zu erbeuten und manchmal auch das Land des Gegners zu verwüsten. Frauen wurden nur dann enthauptet, wenn sie versuchten, aus bereits eroberten Dörfern zu fliehen, da dies gegen die Sitten verstieß.
Die heimkehrenden Krieger wurden von den Frauen mit dem traditionellen Likurai-Tanz begrüßt, bei dem die erbeuteten Köpfe zur Schau gestellt wurden. Jene, die einen Kopf erbeutet hatten, wurden geehrt, wobei jene Köpfe, die in der Schlacht erbeutet wurden, mehr Ehre einbrachten, als jene aus einem Hinterhalt. Die erfolgreichen Kopfjäger erhielten den Titel Assuai (der Tapfere). Die Kopftrophäen wurden gereinigt, getrocknet und dann in der Hütte des Assuais aufgehängt. Zu jeder Mahlzeit musste dem Kopf ebenfalls etwas zu essen angeboten werden. Schließlich wurde der Kopf dem Liurai oder Dato übergeben, der im Rahmen einer Siegesfeier gegen ihn trat. Dem Assuai wurde als Siegeszeichen ein Armreif oder eine metallene, runde Brustplatte (Belak) übergeben, die er um den Hals trug.

Timoresen präsentieren die Köpfe ihrer Feinde, Ende des 19. Jahrhunderts

Die erbeuteten Köpfe wurden sorgsam aufbewahrt, damit sie bei einem Friedensschluss unter großem Weinen und Klagen an die Familie des Toten zurückgegeben werden konnten. Fehlte ein Kopf, musste eine hohe Entschädigung gezahlt werden. Nach einem Friedensschluss hegte keine der Seiten mehr Groll gegen die andere. Gefestigt wurde der Frieden meist mit einer Hochzeit oder mit Blutsbrüderschaft. Dies verpflichtete dann im Kriegsfall zur bewaffneten Unterstützung.
Kopfjagd und innere Kämpfe endeten erst, als die Portugiesen nach der Niederschlagung der letzten Rebellion 1912 endgültig die uneingeschränkte Herrschaft über das Land hatten und Feindseligkeiten zwischen den Timoresen und gegen sich unterbinden konnten.
Wissenschaftler sehen, aufgrund von Forschungen auf Neuguinea, wo ähnliche Traditionen existierten, in den stark ritualisierten Kriegen eine Form der Bevölkerungskontrolle – nicht in erster Linie durch die Opfer des Krieges, sondern durch die Verwüstung der Anbauflächen. Brandrodungszonen mussten von den Unterlegenen aufgegeben werden, bevor der Boden ausgelaugt war, und die Sieger konnten aus Angst vor der Rache der Geister und aufgrund von Tabus sie nicht sofort nutzen. Die nun brachliegenden Flächen hatten die Möglichkeit, sich zu regenerieren. Zudem wurde durch die Kriegsform die Kindersterblichkeitsrate bei Mädchen erhöht, weswegen – auch durch die geringe Anzahl der Opfer unter den Kriegern – das Gleichgewicht zwischen den Geschlechtern regional gehalten wurde. Je mehr Krieger ein Reich hatte, desto besser konnte es seine Bevölkerung beschützen und das Territorium vergrößern. Männliche Nachkommen hatten daher eine wichtige Bedeutung.

## Portugiesische Kolonialzeit

### Ankunft der Portugiesen

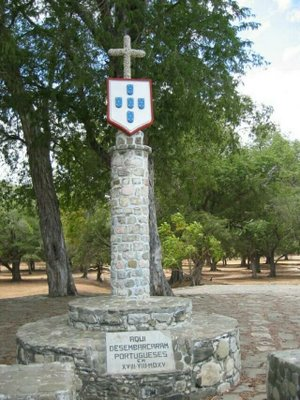
Ein nachgebauter Padrão markiert den Ort bei Lifau, an dem die Portugiesen erstmals Timor betraten

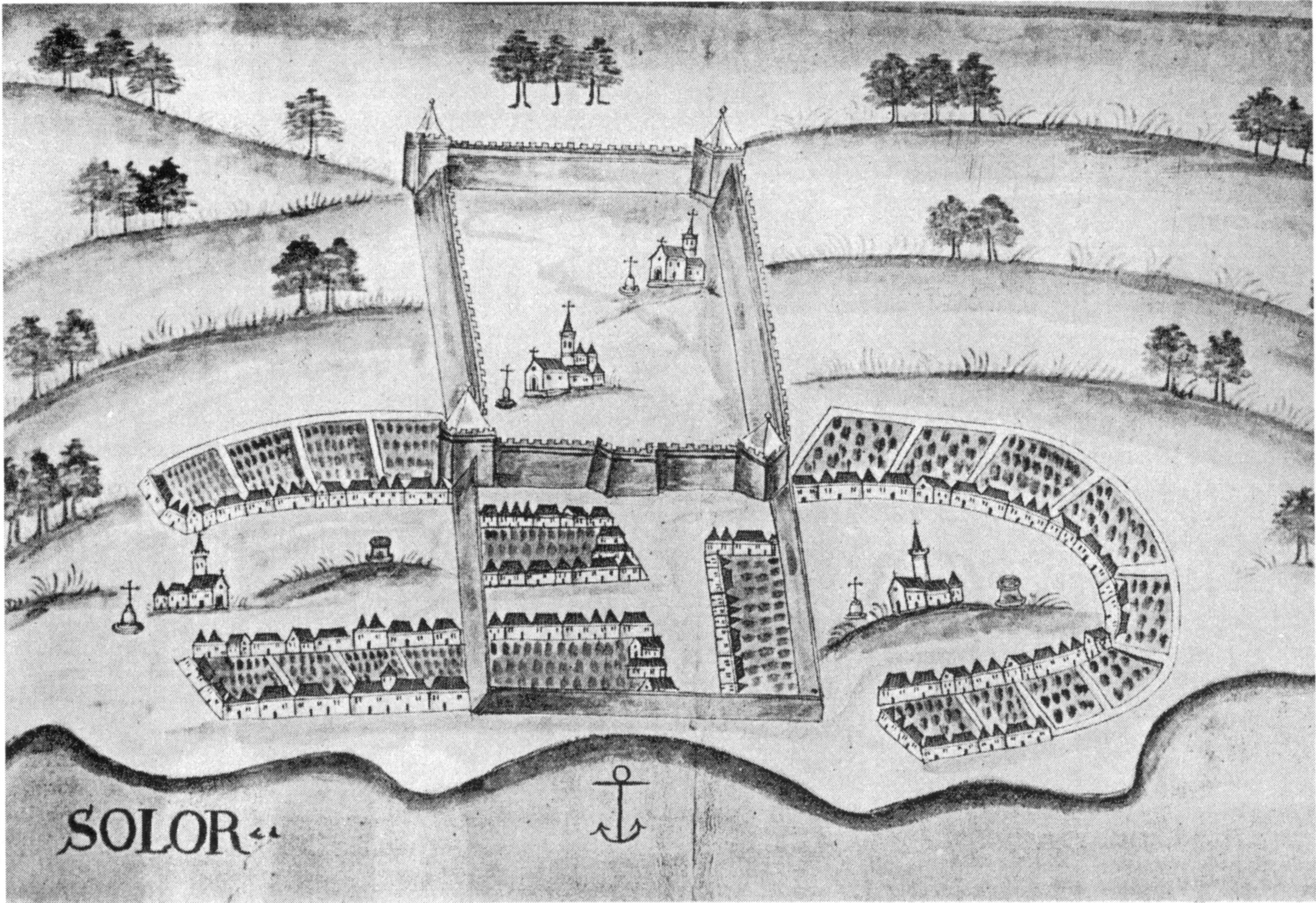
Portugiesische Festung auf Solor

Der Portugiese Afonso de Albuquerque eroberte am 15. August 1511 das Sultanat von Malakka. Damit stand Portugal ein wichtiger Stützpunkt für den Handel mit den Kleinen Sundainseln und vor allem den Molukken zur Verfügung, dem Hauptziel der portugiesischen Expansion in Südostasien. Um die Gewürzinseln genannten Inseln zu finden, wurde bereits im folgenden November eine Expedition aus drei Schiffen unter António de Abreu entsandt, der sich bereits bei der Eroberung von Malacca hervorgetan hatte. Nachdem die Schiffe die Molukken erreicht hatten, wandten sie sich nach Südwesten. Zwar gilt Abreu allgemein als der Europäer, der 1512 als erster sichtete, doch gibt es daran Zweifel. Seine Aufzeichnungen nach, passierte er aber nur die Nordküste der Inseln Sumbawa, Flores, Adonara und Alor (Ombai). Ein Passieren von Timor oder gar eine Landung auf Timor erscheint unwahrscheinlich. Dass die Insel erstmals in westlichen Berichten auf seiner Karte mit dem Vermerk „Die Insel Timor, wo der Sandelholzbaum wächst“ erscheint, ist wahrscheinlich lokalen Angaben oder chinesischen, arabischen oder javanischen Karten zu verdanken. Auf der Insel Solor soll bereits damals eine portugiesische Siedlung gegründet worden sein, die zur Keimzelle der portugiesischen Kolonien auf den Kleinen Sundainseln wurde. Ein weiteres Mal taucht Timor namentlich in einem portugiesischen Dokument vom 2. Januar 1514 auf. In einem Brief an König Manuel I. erwähnte Rui de Brito Patalim die Insel, auf der es viel Sandelholz, Honig und Wachs gäbe. Erst von 1515 gibt es einen gesicherten Bericht der Landung von Portugiesen auf Timor. Eine Gedenktafel an einem nachgebauten Padrão dos Descobrimentos markiert den Ort in Oe-Cusse Ambeno, an dem am 18. August 1515 portugiesische Dominikaner Timor als Missionare betraten. Zum 500. Jubiläum wurde das Lifau-Monument eingeweiht, mit der Nachbildung einer Karavelle und lebensgroßen, bronzenen Figuren, die das Aufeinandertreffen von Portugiesen und Timoresen nachstellen. Ungewöhnlich ist, dass es keinerlei Berichte einer Besitznahme der Insel durch das Aufstellen eines Padrão gibt. Auch genauere Beschreibungen der Insel fehlen. Erst Antonio Pigafetta liefert diese, nachdem er am 26. Januar 1522 an Bord des spanischen Schiffs Victoria nahe Batugade anlandete und für 18 Tage blieb.
1556 setzten sich die Portugiesen im Gebiet der heutigen osttimoresischen Exklave Oe-Cusse Ambeno das erste Mal auf Timor fest. Hier, wie auf der Nachbarinsel Solor, gründeten die Dominikaner zur Sicherung des Sandelholzhandels eine Siedlung. Auf Timor war es der Ort Lifau (Lifao), 6 km westlich des heutigen Pante Macassar. Zur selben Zeit begann der Dominikaner António Taveira die Missionierung Timors. Man konzentrierte sich dabei im späten 16. Jahrhundert auf die Königreiche an der Nord- und Südküste. 1566 wurde auf Solor eine Festung errichtet, die zum Zentrum des umliegenden Handels wurde. Solor hatte den Vorteil, dass es hier, im Gegensatz zu Timor, keine Malaria gab. Abgesehen von den Missionaren siedelten die meisten Portugiesen noch nicht auf Timor, sondern liefen verschiedene Punkte der Insel an, wie Kupang, Lifau oder Mena (östlich des heutigen Oe-Cusse Ambeno). Über Solor wurde jährlich das Sandelholz aus Timor exportiert, hauptsächlich nach Macau. Macau war das Bindeglied zu Portugal, auch wenn offiziell während des Großteils der Kolonialzeit Goa der zuständige Verwaltungssitz für Timor war.
Im 16. Jahrhundert waren die Handelswege stark von der Jahreszeit abhängig. Die Karavellen verließen Goa im September mit dem südwärts wehenden Monsun. Von Malakka aus wurden dann indische Waren auf Java gegen chinesische Kupfermünzen getauscht. Dafür erhielt man weiter im Osten auf Sumbawa Reis und einfache Baumwollstoffe, die wiederum auf den Banda-Inseln und Ternate gegen Gewürze getauscht wurden. Einige dieser Handelsreisenden kamen auch nach Solor und Timor, um Sandelholz zu erwerben. Zwischen Mai und September kehrte man mit dem Südwestmonsun nach Malakka zurück. Dass die Schiffe aufgrund der Windverhältnisse längere Zeit bei Solor und Timor warten mussten, begünstigte die Gründung permanenter Siedlungen. Ende des 16. Jahrhunderts existierten portugiesische Stützpunkte in Lifau, Mena und Kupang. In Mena wurde 1590 die erste Kirche der Insel errichtet. Der Profit ließ sich sehen. Für ein Pikul (62,5 kg) Sandelholz zahlte man auf Timor 1613 den Gegenwert von fünf Réis. In China konnte man für ein Pikul 40 Réis bekommen.
Anfangs unterhielten die Portugiesen auf Timor weder eine Verwaltung, noch Militärgarnisonen oder Handelsposten. Diese wurden erst schrittweise als Reaktion auf die Bedrohung durch die Niederländer aufgebaut, die ihren Einfluss in der Region immer mehr ausdehnten. In den ersten Jahren wurden einige Soldaten unter einem Capitão für Solor angeheuert. Ab 1575 stationierte man hier ein bewaffnetes Schiff mit 20 Soldaten und ab 1595 vergab Goa offiziell den Posten des Capitão, der die Aufgaben eines Gouverneurs für die Region übernahm – sehr zum Unmut der Dominikaner, die sich in ihren Rechten eingeschränkt sahen. Der erste Capitão Goas war Antonio Viegas.
1586 wurden große Teile Timors zur Kolonie Portugiesisch-Timor erklärt. Portugal nutzte die Kolonie nun auch als Verbannungsort für politische Gefangene und einfache Kriminelle. Diese Praxis behielt man bis ins 20. Jahrhundert bei.

### Wettlauf um Timor

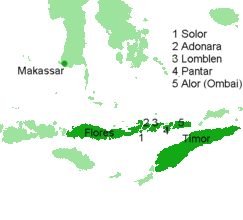
Portugiesische Einflusssphäre auf den Kleinen Sundainseln im 16. und 17. Jahrhundert

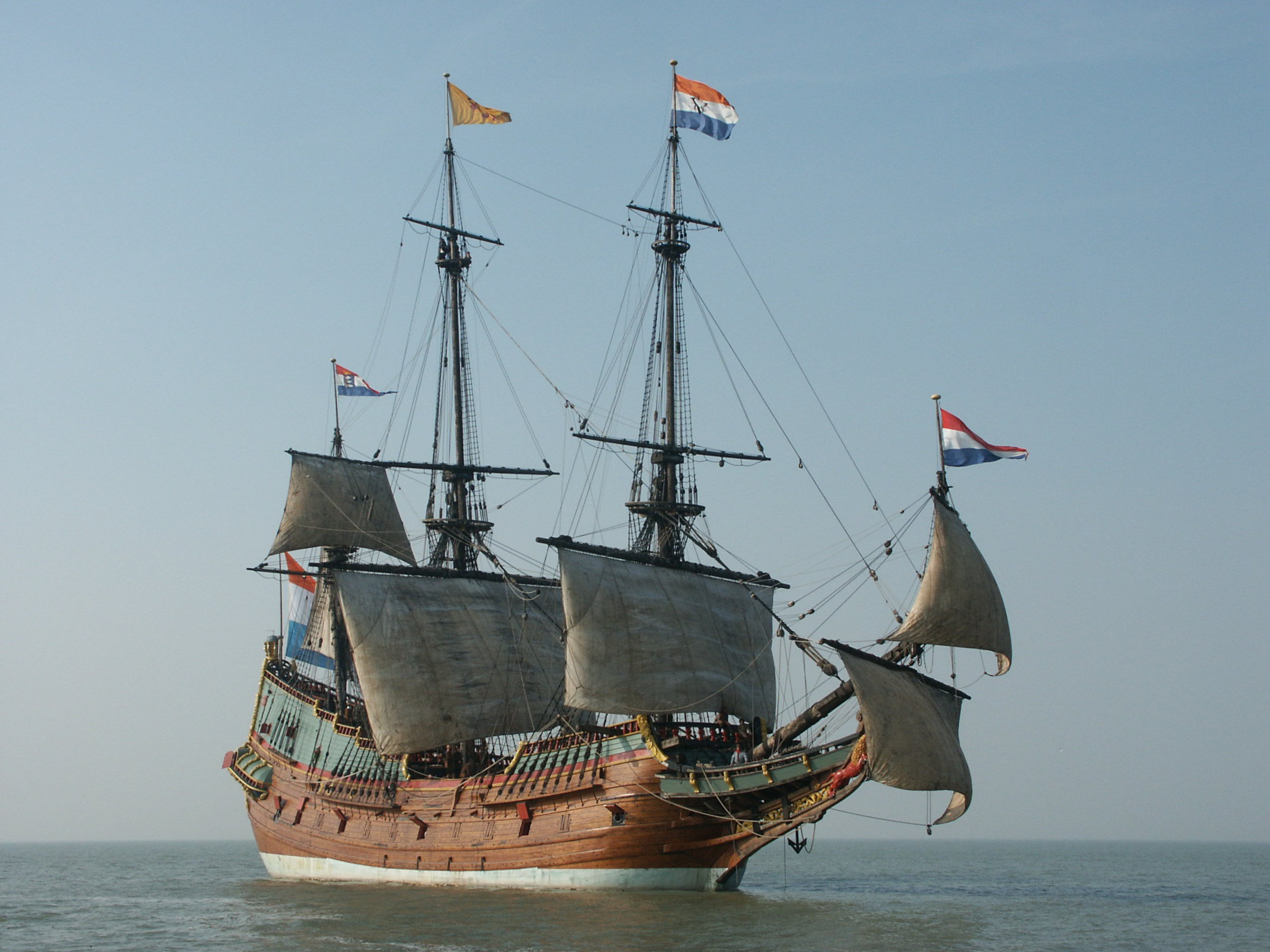
Nachbau eines holländischen Ostindienfahrers von 1629

Am 20. April 1613 eroberten die Niederländer unter Apollonius Schotte die Festung auf Solor. Die Portugiesen wichen nach Larantuka im Osten von Flores aus. Solor wechselte im Laufe der nächsten Jahrzehnte mehrfach den Besitzer, während Larantuka zum neuen portugiesischen Zentrum der Region wurde. Von Larantuka aus kontrollierten die Topasse das Handelsnetz in der Region, vor allem den lukrativen Sandelholzhandel. Die Topasse, auch Bidau, Larantuqueiros oder schwarze Portugiesen genannt, waren Nachfahren von portugiesischen Soldaten, Seeleuten und Händlern, die Frauen von Solor und Flores heirateten. Nach niederländischen Berichten beherrschten die Topasse von Larantuka aus bereits 1623 die Häfen an der Nordküste Timors.
Am 4. Juni 1613 landete Schotte in Mena. Die Herrscher von Mena und Asson wurden dazu bewegt, ein Bündnis mit den Niederländern zu schließen und Sandelholzlieferungen zu garantieren. Danach fuhr Schotte weiter die Küste entlang und schloss dabei mehrere Verträge mit einheimischen Herrschern, die später die Grundlage aller niederländischen Ansprüche in Westtimor waren. Schließlich eroberte er auch das portugiesische Fort bei Kupang und ließ hier, genauso wie in Mena, eine kleine Besatzungsmacht zurück. Doch 1615 gaben die Niederländer zunächst Solor, 1616 dann auch ihre Stützpunkte auf Timor und Flores auf.
Mit der Wiederherstellung der Unabhängigkeit von der spanischen Krone im Jahr 1640 konnte sich Portugal wieder stärker in Südostasien engagieren. Allerdings brach eine Revolte der Makassaren gegen die Portugiesen aus und Kanjilo (auch Camiliquio oder Karaeng Makkio genannt), der muslimische Sultan von Tallo (Tolo) auf Sulawesi, griff 1641 die Nord- und Südküste Timors mit insgesamt 150 Schiffen und 7000 Mann an. Nach dreimonatigen Raubzügen zog er sich zurück. Als António de São Jacinto, Dominikaner und Generalvikar von Solor, mit einer Streitmacht Mena erreichte, fand er den Ort zerstört vor. Die muslimische Besatzung floh ins Landesinnere. Der tote König war von seiner Frau abgelöst worden. Durch ihre Unterstützung gewannen die Portugiesen 1641 wieder die Kontrolle über Mena. Die Königin und ihr Volk konvertierten zum Christentum. Der Liurai von Amanuban (Amanubang), ein Schwager der Königin von Mena und Herrscher des Gebietes um Lifau, trat ebenfalls zum Christentum über und ließ mehrere Kirchen bauen. Am 26. Mai 1641 besiegte Francisco Fernandes eine Streitmacht des Liurais von Wehale an der Grenze zu Mena. Die Portugiesen begannen daraufhin unter Fernandes mit einer groß angelegten Militäraktion, um ihre Kontrolle auf das Inselinnere auszuweiten. Begründet wurde dieses Vorgehen mit dem Schutz der christianisierten Herrscher der Küstenregion. Die vorangegangene Christianisierung unterstützte die Portugiesen bei ihrem schnellen und brutalen Sieg, da ihr Einfluss auf die Timoresen den Widerstand bereits geschwächt hatte. Fernandes führte den Feldzug mit nur 90 portugiesischen Musketieren durch. Unterstützt wurde er aber von zahlreichen timoresischen Kriegern. Fernandes zog zunächst durch das Gebiet von Sonba’i und eroberte bis 1642 das Königreich Wehale, das als religiöses und politisches Zentrum der Insel galt. Mitglieder der königlichen Familie Wehales flohen nach Osten und heirateten dort in Herrscherfamilien ein. Viele adlige Familien beanspruchen daher auch heute noch ihre Abstammung von Wehale, selbst wenn dies zum Teil sehr fragwürdig ist. Mehrere Herrscher in Westtimor traten anschließend zum Christentum über und leisteten einen Schwur zur Loyalität gegenüber der portugiesischen Krone, so beispielsweise der Herrscher von Kupang. Timor erhielt daraufhin den Namen Ilha de Santa Cruz (Insel des Heiligen Kreuzes), den die Insel lange Zeit behielt. Um 1640 hatten eine Handvoll Priester bereits zehn Missionen und 22 Kirchen auf Timor gegründet. 1644 waren auch die Liurais von Luca und Açao christianisiert. 1647 wurde António de São Jacinto Generalvikar auch für Timor. Nicht immer hielt die Begeisterung für den neuen Glauben lange an. 1648 ließ die Königin von Mena alle 27 Portugiesen umbringen, die in Mena lebten. Capitão Francisco Caneiro de Sequeira reagierte mit der Hinrichtung der Königin und des Königs wegen „Kollaboration mit den niederländischen Feinden“.
1698 kam der Dominikaner Manuel de Santo António nach Timor. Durch seine erfolgreichen Missionierungsversuche um 1700 fielen auch Luca und seine Nachbarreiche im Südosten der Insel unter portugiesischen Einfluss. 1701 wurde er von Papst Clemens XI. zum Bischof von Malakka ernannt und residierte bis 1722 in Lifau. Manuel de Santo António gilt somit als erster Bischof auf Timor. Missionierung und wirtschaftliche Interessen gingen dabei Hand in Hand. Die Niederländer hatten andererseits keine Probleme, mit Herrschern zusammenzuarbeiten, die auch mit Gewalt gegen die Christianisierung Timors vorgingen.

### Vormachtstellung der Topasse

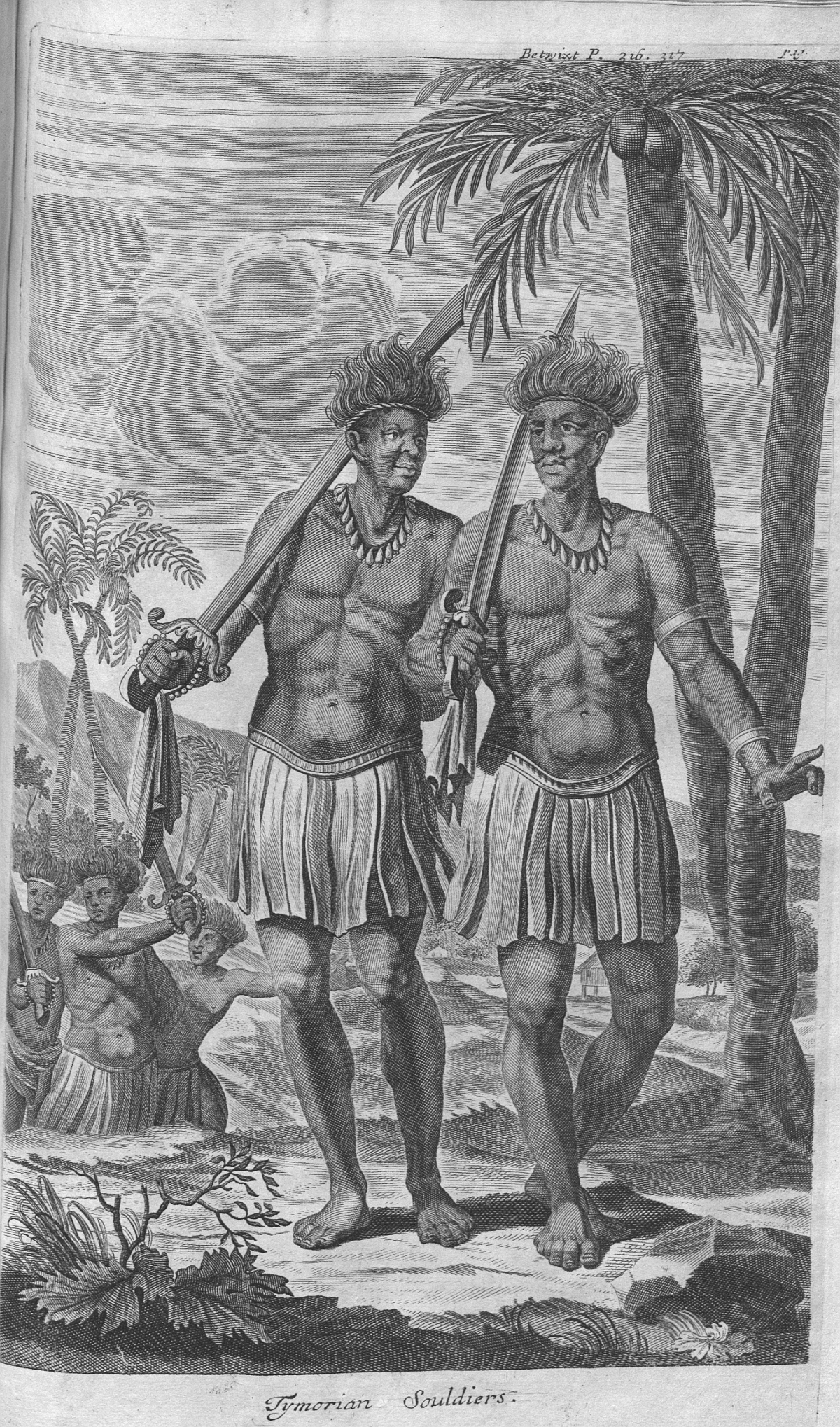
Timoresische Krieger im 17. Jahrhundert (J. Nieuhof)

Nach dem Sieg gegen Wehale nahm die Einwanderung der Topasse weiter zu. Um 1642 lebte bereits eine große Anzahl von Topasse auf Timor, deren Zentrum Lifau wurde, die portugiesische Hauptbasis auf der Insel. Auch ihr Führer, der später den Titel eines Generalkapitäns (Capitão-mor) führte, residierte ab dieser Zeit zumindest zeitweise in Lifau. Ursprünglich gehörte das Gebiet zum Reich von Ambeno, doch entstand hier unter Duldung durch die Timoresen an der nordöstlichen Küste der heutigen Exklave das Reich von Oecussi, das von Topasse regiert wurde. Der gebirgige Westen und Süden vom osttimoresischen Oe-Cusse Ambeno blieb bis in das 20. Jahrhundert hinein als Reich von Ambeno unter Führung einheimischer Herrscher, daher auch der allgemein übliche Doppelname der Exklave. Von Oecussi aus schlossen die Topasse durch Blutschwüre Bündnisse mit den ehemaligen Vasallen Wehales. Dabei wurde das Blut der Schwurpartner vermischt und getrunken. Als Zeichen des Bundes wurden den timoresischen Herrschern eine Flagge Portugals, ein Schwert und Rüstungsteile übergeben, die gemäß der traditionellen Vorstellung heilige Symbole der Stärke Portugals darstellten. Durch die Übergabe an die Liurais sollte ein Teil dieser Stärke auch auf die lokalen Herrscher übergehen. Die Oberhoheit der portugiesischen Krone wurde anerkannt, allerdings ging dies nicht einher mit der Übergabe von politischer oder wirtschaftlichen Macht. Die Liurais blieben die eigentlichen Herrscher ihrer Reiche. Doch auch wenn diese Reiche nun nominell Verbündete der Portugiesen waren, hielten in Wirklichkeit die Topasse alle Fäden der Macht zusammen. Im 17. Jahrhundert gab es im portugiesischen Einflussbereichs Timors nie mehr als 50 Europäer. Die Expansion und Herrschaft ging von den schwarzen Portugiesen aus.
1640 bauten die Niederländer nahe Kupang ihre erste Festung auf Timor und die politische Teilung der Insel begann. Die Bucht von Kupang galt als der beste natürliche Hafen der gesamten Insel. Seit 1642 schützte wieder ein einfaches Fort den portugiesischen Posten. An ihm scheiterten 1644 zwei niederländische Angriffe. Zur besseren Verteidigung bauten die Dominikaner unter António de São Jacinto 1647 eine neue Festung. 1653 zerstörten die Niederländer den portugiesischen Posten, der danach erneut errichtet wurde. 1655 erhob sich überraschend der bis dahin mit Portugal verbündete Herrscher von Sonba’i gegen die Portugiesen. Er tötete alle Portugiesen in seinem Gebiet und zündete ihre Häuser und Kirchen an. Danach verbündete sich Sonba’i mit den Niederländern, ein Verlust für die Portugiesen, denn das Reich war eines der prestigereichsten im Westen der Insel. Hintergrund der Rebellion scheinen die persönlichen Aversionen des als aggressiv beschriebenen Liurais von Sonba’i gegen die Portugiesen zu sein. Zudem wendete sich der Angriff gegen die Missionierung der animistischen Einwohner. Am 27. Januar 1656 eroberten die Niederländer schließlich den portugiesischen Posten in Kupang mit einer starken Streitmacht unter General Arnold de Vlamigh van Outshoorn. Allerdings mussten sie sich gleich wieder aufgrund von schweren Verlusten aus der Festung zurückziehen, nachdem sie den Topasse außerhalb Kupangs gefolgt waren. Eine herbe Niederlage mussten die Niederländer auch 1658 einstecken, als Portugiesen und Topasse das Reich von Sonba’i total vernichteten. Einige Bewohner von Sonba’i siedelten sich daraufhin bei den Niederländern in Kupang an. Wenn Liurais von den Portugiesen abfielen, entsandten diese verbündete, timoresische Krieger, wie zum Beispiel aus Amarasi. Hier nutzte die Kolonialmacht die timoresische Tradition der Kopfjagd, die einen ständigen Kriegszustand zwischen verschiedenen Reichen bedeutete; eine Maßnahme, die man bis in das 20. Jahrhundert anwandte. Wie Sonba’i ging es vor allem 1658, 1683 und 1688 auch anderen Reichen, die sich gegen die Portugiesen und Topasse auflehnten, wie zum Beispiel Taebenu. Ihre Einwohner mussten aus ihrer Heimat fliehen und siedelten um nach Kupang. Aus ihnen rekrutierten sich die Niederländer ohne große Anstrengungen neue Verbündete. Bis 1688 schloss die Niederländische Ostindien-Kompanie (VOC) Verträge mit den fünf kleinen Herrschern in der Umgebung von Kupang, den „fünf loyalen Alliierten“ in Sonbai Kecil, Kupang-Helong, Amabi (1665), Amfo’an (1683) und Taebenu (1688). 1661 schloss die VOC zunächst eine Vereinbarung mit Portugal, in der – im Gegenzug für den Bestand des niederländischen Postens bei Kupang – die Kompanie die portugiesische Oberhoheit über den Großteil Timors anerkannte. Die niederländische Einflusssphäre blieb vorläufig auf diese Region Timors beschränkt, wenn man von Maubara absieht, das sich 1667 mit den Niederländern verbündete. 1688 gelang den Niederländern schließlich die Eroberung Kupangs. Einer weiteren Expansion standen zunächst die durch die Topasse mit Portugal verbündeten Atoni-Reiche von Amanuban und Amarasi entgegen, die im ständigen Kriegszustand mit den fünf loyalen Alliierten standen.

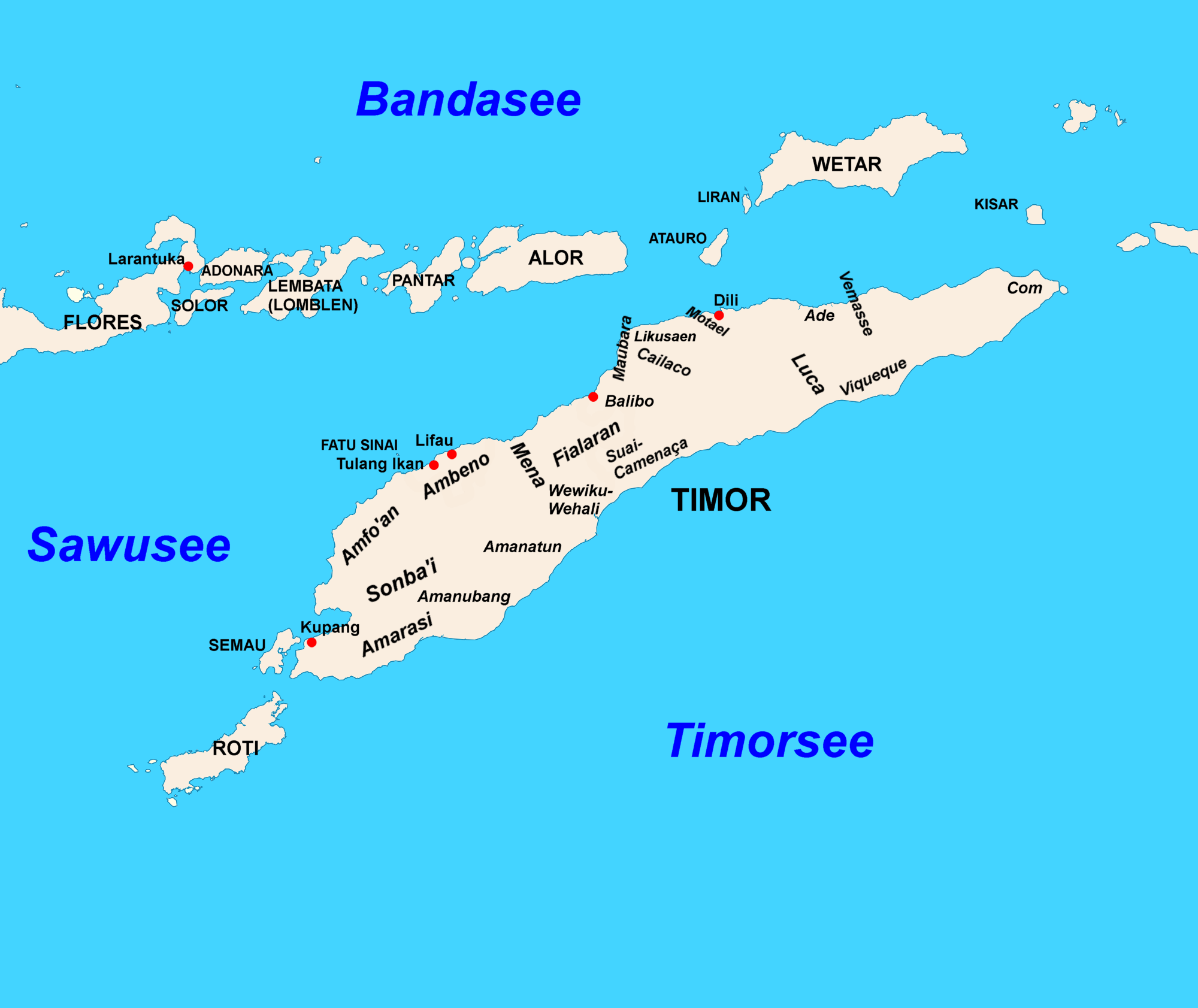
Timor und Nachbarinseln im 17. und 18. Jahrhundert

1650 warnten die Portugiesen christliche Timoresen davor, mit anderen als ihnen Handel zu betreiben. Zwischen 1665 und 1669 wurden mehrere Reiche von den Portugiesen angegriffen, die politische oder wirtschaftliche Beziehungen mit den Niederländern oder Händlern aus Makassar hatten. Wehale versuchte 1665 die Händler aus Makassar als Verbündete zu gewinnen und weiter im Osten hatten die Makassaren einen großen Einfluss. Teilweise wird dieser sogar als lose Oberhoheit über die Nordküste Timors beschrieben. Nach der Eroberung Makassars durch die VOC schlossen die Niederländer 1668 mit den Reichen von Ade (heute Vemasse), Manatuto, Hera, Laivai und Waimaa Verträge ab. Eine Flotte der Topasse beendete dieses Bündnis und versehrte Ade, Laclo und Manatuto, wodurch sie wieder zur portugiesischen Einflusssphäre gehörten.
Durch den Verlust von Malakka 1641 und Makassar 1665 gewann Macau für die Portugiesen auf Timor immer mehr an Bedeutung als Verbindung zur Außenwelt. Etwa 20 Dschunken liefen jährlich die Insel an und brachten Reis und Tauschwaren. Chinesische Händler etablierten in den befriedeten Gebieten Handelsbeziehungen mit den Timoresen und begannen sich auch auf Timor niederzulassen – zuerst in Kupang und Lifau, später auch in Dili. Sie kontrollierten einen Großteil des Handels mit Macau, inklusive eines regen Schmuggels. Ab den 1740er Jahren handelten sie direkt mit den Timoresen und brachen so die Handelsmacht der Topasse. Für Macau wurde der Handel mit Timor zur Haupteinnahmequelle, zumal man den lukrativen Handel mit Japan 1639 verloren hatte. Bis 1695 verteilte der Senat von Macau Handelslizenzen, so genannte pautas do navio. Danach wurde der Laderaum der Schiffe aufgeteilt. Ein Drittel stand dem Schiffseigner zur Verfügung, während zwei Drittel zu Gunsten verschiedener Bürger Macaus beladen wurden, vom Generalkapitän bis hin zu Witwen und Waisen. Dieses System wurde von den Schiffseignern als Vorteil gesehen und hatte fast hundert Jahre Bestand.
Im späten 17. Jahrhundert wurden mehrere Versuche der portugiesischen Krone vereitelt, die Kontrolle über das gesamte Timor zu gewinnen. 1665 (1664?) wurde der portugiesische Kommandant Simão Luis zum ersten Capitão-Mor von Solor und Timor ernannt, doch der in Larantuka Geborene starb noch vor der offiziellen Amtseinführung. Ihm folgte António da Hornay, ein Hauptmann der Topasse, womit der Titelinhaber praktisch mit dem Herrscher und Oberbefehlshaber der Topasse gleichgesetzt wurde. Die Topasse-Familienclans der Hornays (auch Ornai, Horney) und der Costas wurden die eigentlichen Machthaber in der Kolonie. Die Rivalität zwischen den beiden Clans nutzten wiederum die Portugiesen. Der portugiesische Vizekönig in Goa hatte 1666 gleichzeitig den gleichen Brief auch an António da Hornay und Mateus da Costa gesandt, mit dem er sie jeweils zum Capitão-Mor und seinem Repräsentanten erklärte, sofern derjenige die Macht innehabe. Diese lag zu jenem Zeitpunkt bei António, Mateus akzeptierte dies aber nicht und berief sich dabei auf eine frühere Ernennung. Zwischen 1668 und 1670 unterwarf Mateus da Costa für Portugal mehrere Königreiche der Tetum im Küstengebiet Belus. Von 1671 an konnte Mateus auch den Titel des Capitão-Mor für sich beanspruchen, doch starb er 1673. Nach einem kurzen Intermezzo durch Manuel da Costa Vieira gewann António da Hornay noch im selben Jahr den Titel zurück und regierte de facto als Fürst über Larantuka, Solor und Teile Timors. Er wird von den Niederländern als so rücksichtslos beschrieben, dass sie hofften, die Timoresen würden sich deswegen gegen ihn und die Portugiesen wenden. Stattdessen sahen sich die Niederländer einer der wenigen Rebellionen in dieser Zeit auf ihrem Gebiet gegenüber. 1678 verbündete sich Raja Ama Besi von Kupang mit den pro-portugiesischen Amarasi, um den Nachfolger auf seinen Thron anzugreifen. Nach dem Tod von António da Hornay 1693 wurde er von Pater António de Madre de Deus und schließlich von seinem Bruder Francisco da Hornay abgelöst. Schließlich kam es zur Vereinigung der Hornays und der Costas durch die Heirat von Francisco da Hornay mit einer Tochter von Domingos da Costa, dem Sohn von Mateus.
Die Topasse sahen sich von mehreren Seiten bedroht, einmal durch portugiesische Händler, die durch die Krone eine Erlaubnis erhielten, die Kontrolle über den Sandelholzhandel zu übernehmen, dann durch die Dominikaner, die versuchten, eine eigene unabhängige Machtbasis auf Timor aufzubauen, und schließlich durch einheimische Herrscher, die regelmäßig rebellierten, sowohl gegen die Topasse als auch gegen die Portugiesen. Jedoch einte alle der Kampf gegen die Expansion der Niederländer. Zumeist gelang es den Topasse auch durch immer wieder neue Bündnisse, rebellische Herrscher zu besiegen. In einem Bericht der VOC aus dem Jahre 1689 heißt es:

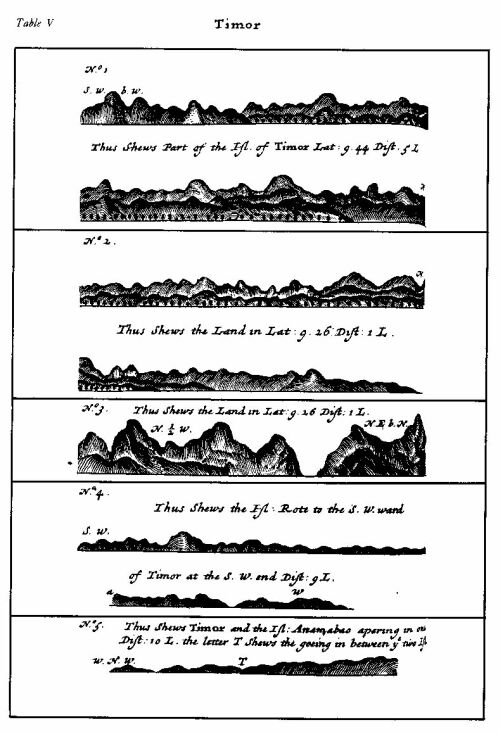
Zeichnung der Küste Timors von William Dampier, 1699

“The capitão mor […] sometimes hands out some cloths etcetera to the important kings. When a rebellion pops up here and there, he uses the soldiers in the war, mixed with other Timorese, since this island consists of many kings, who each possess their own districts. Thus he can use them the better when there are uprisingsby those or others, to once again bring them to obedience without incurring excessive costs, other than that he shares the small and large spoils with the aforementioned warriors, so that all those who have enjoyed these provisions follow his summons to take up arms and march against the rebels. By these means (if he is not attacked by foreign enemies) they [the Topasses] can keep the districts around here, and especially the Island of Timor, in strict loyalty without needing any help from the White Portuguese.”

„Der Capitão-mor […] verteilt manchmal einige Kleider und anderes an wichtige Könige. Wenn hier und da eine Rebellion ausbricht, nutzt er die Soldaten im Krieg, zusammen mit anderen Timoresen, denn auf dieser Insel gibt es viele Könige, von denen jeder seinen eigenen Distrikt hat. So kann er [der Capitão-mor] sie leichter benutzen, wenn sich diese oder andere erheben, um sie wieder zur Räson zu bringen, ohne maßlose Kosten aufbringen zu müssen. Daneben teilt er die geringe und große Beute mit den obengenannten Kriegern, so dass all jene einen Nutzen haben, die seinem Ruf zu den Waffen gefolgt und gegen die Rebellen gezogen sind. Auf diesen Weg können sie [die Topasse] (wenn sie nicht von einem äußeren Feind angegriffen werden) die Distrikte hier in der Umgebung, und speziell auf der Insel Timor, in strikter Loyalität halten, ohne dass sie Hilfe von den weißen Portugiesen brauchen.“

Auch wenn man sich „Untertan des portugiesischen Königs“ nannte, so herrschten die Topasse, nicht Portugal über die Besitzung. Portugiesische Offiziere auf Timor erhielten vom Capitão-Mor nur eine Lizenz zur Gewinnung von Sandelholz und einen kleinen Tribut, den die ansässige Bevölkerung stellen musste. Diese tuthais bestanden aus Reis, Schweinen und anderen Naturalien. Europäische Portugiesen bildeten ohnehin eine verschwindende Minderheit auf Timor. Der englische Reisende William Dampier beobachtete 1699:

„…obwohl sie darauf Wert legen portugiesisch genannt zu werden und ihre Religion in Ehren halten, sind die meisten Männer und alle Frauen, die hier leben Inder [Südostasiaten]; und es gibt auf der ganzen Insel nur sehr wenige echte Portugiesen. Von jenen aber, die sich selbst als Portugiesen bezeichnen, gibt es Tausende; und ich glaube, dass sie ihre Stärke mehr ihrer Anzahl, als guten Waffen oder Disziplin verdanken.“

1695 versuchte der Vizekönig in Goa erneut die Kontrolle über die Kolonie zurückzugewinnen, die seit 1681 offiziell Teil von Portugiesisch-Indien (Estado da Índia) war, und setzte als ersten Gouverneur von Solor und Timor António de Mesquita Pimentel (1696–1697) ein. Doch er zog schnell den Zorn der Einheimischen auf sich. Pimentel plünderte sie schamlos aus und ermordete zwei Kinder von Francisco da Hornay. 1697 wurde Domingos da Costa neuer Capitão-Mor. Er ließ schließlich Pimentel in Ketten legen und ihn nach Goa zurückschicken. Pimentels Nachfolger André Coelho Vieira wurde 1698 von Domingos da Costa bereits in Larantuka gefangen genommen und musste wieder zurück nach Macau fahren. Erst der 1701 vom Vizekönig in Goa entsandte António Coelho Guerreiro (1702–1705) konnte sich mit Unterstützung von Bischof Manuel de Santo António in Lifau etablieren, auch wenn sich die Mehrheit der Topasse ihm gegenüber feindlich stellte. Zwar sorgte Guerreiro innerhalb Lifaus für Ruhe und Ordnung, doch während seiner dreijährigen Amtszeit wurde er praktisch ständig durch die Costas belagert. Aber auch Domingos da Costa wurde immer wieder durch verschiedene Rivalen bedroht.
| Gouverneure von Portugiesisch-Timor                 |
| --------------------------------------------------- |
| Siehe Liste der Gouverneure von Portugiesisch-Timor |

Am 20. Februar 1702 begann Guerreiro mit seinem Dienst in Lifau. Damit waren die Dominikaner von der Administration der Besitzung offiziell entbunden. Guerreiro baute eine koloniale Verwaltung auf und vergab den Liurais den militärischen Rang eines Coronel (Oberst) – eine Tradition, die bis zum Ende der portugiesischen Kolonialzeit auf Timor 1975 fortgeführt wurde. Bis 1705 hielt Guerreiro durch, bevor er abziehen musste. Nach Manuel de Santo António (1705) übernahm Lourenço Lopes (1705–1706) die Verwaltung der Kolonie. Ihm folgte Manuel Ferreira de Almeida (1706–1708 und 1714–1715), der nicht in der offiziellen Liste der Gouverneure erscheint und wahrscheinlich ein Rivale Domingos da Costas war. Die Portugiesen kehrten nach Lifau zurück, aber ihre Macht blieb eingeschränkt. Manuel de Santo António sorgte bei Domingos da Costa dafür, dass der neue portugiesische Gouverneur Jácome de Morais Sarmento (1708–1710) wieder anerkannt wurde. Doch es kam zum Streit zwischen Morais Sarmento und Manuel de Santo António. Morais Sarmento ließ 1708 gegen jedes Recht Dom Mateus da Costa, den Liurai von Viqueque, festnehmen und erniedrigte ihn. Manuel de Santo António hatte selbst den Herrscher zum Christentum bekehrt, doch Morais Sarmento empfand ihn als „zu unabhängig“ und wollte ihn ersetzen. Domingos da Costa belagerte daraufhin Lifau bis 1709. Manuel de Santo António rettete die Situation, indem er in das Lager von Domingos da Costa ging und den Topasse-Herrscher überredete, sich doch wieder unter die portugiesischen Krone zu stellen. Der nachfolgende Gouverneur Manuel de Souto-Maior (1710–1714) rehabilitierte Dom Mateus, aber das Bündnis zwischen Klerus und Zivilverwaltung war zerstört. Die Topasse beherrschten weiterhin den Sandelholzhandel im Inselinneren. Manchmal arbeiteten Portugiesen und Niederländer zusammen, um Topasse und Timoresen wieder unter Kontrolle zu bringen.

### Zusammenbruch der Topasse-Herrschaft und Vertreibung der Portugiesen nach Dili

Die Belagerung Cailacos 1726 auf dem Planta de Cailacao

Nach einem erneuten Zwischenspiel von Manuel Ferreira de Almeida, das tödlich endete, hatte Domingos da Costa (1715–1718) selbst die Kontrolle über die Kolonie inne, bis sie wiederum vom neuen Gouverneur aus Portugal Francisco de Melo e Castro (1718–1719) übernommen wurde. 1719 trafen sich die Liurais von etwa einem Dutzend Reichen in Camenaça, um einen Blutpakt zu schließen. Ziel des Bundes war die Vertreibung der Portugiesen und des Christentums insgesamt. Der Camenaça-Pakt (Camnace-Pakt) gilt als Beginn der Cailaco-Rebellion (1719–1769). Gouverneur Melo e Castro musste fliehen und Bischof Manuel de Santo António übernahm die Amtsgeschäfte (1719–1722). Doch auch zwischen Manuel de Santo António und den Topasse kam es zum offenen Konflikt. 1722 sandte der Bischof Arraias, wie timoresische Hilfstruppen genannt wurden, aus Amakono (Groß-Sonba’i) gegen die Topasse aus. Die Amakono wurden abgeschlachtet. Gleichzeitig kämpften andere Arrais gegen Rebellen in Belu. Krieger von Luca attackierten einen Trupp von Moradores, die die Fintas einsammelten und sich auf dem Weg von Lifau nach Cailaco befanden. Fintas waren Tributzahlungen der mit Portugal verbündeten Reiche in Form von Naturalien, wie sie auch zwischen den timoresischen Herrschern üblich waren. Auslöser war weniger die Verpflichtung zur Zahlung, die zwischen 1710 und 1714 eingeführt wurde, als die Gewalt, mit der die Abgaben eingesammelt wurden. Erst Gouverneur António Moniz de Macedo (1725–1728 und 1734–1741) sollte am 10. Juli 1737 erstmals schriftlich eine Regelung über die Erhebung von Fintas festsetzen. Bis dahin wurden die Abgaben ziemlich willkürlich erhoben und teilweise deckten die Einnahmen nicht einmal die Kosten der Eintreibung. Die Idee einer Kopfsteuer wurde zunächst aufgegeben und erst Anfang des 20. Jahrhunderts wieder aufgegriffen und umgesetzt.
1722 traf der neue portugiesische Gouverneur António de Albuquerque Coelho (1722–1725) in Lifau ein. Dieser verbannte Bischof Manuel de Santo António, der als schwieriger Charakter galt, von Timor. Er sollte bis zu seinem Tod 1733 nicht wieder auf die Insel zurückkehren. Die Verbannung von Manuel de Santo António führte zu Problemen, denn viele timoresische Verbündete hatten wenig Interesse, für einen Gouverneur zu kämpfen, der ihren verehrten Bischof fortgeschickt hatte. Albuquerque Coelho wurde drei Jahre lang von den Topasse unter Francisco da Hornay II. in Lifau belagert, ebenso wie für längere Zeit sein Nachfolger Macedo. Auch später residierten Bischöfe von Malakka immer wieder in Lifau. 1739 kam Bischof António de Castro nach Timor und gründete hier 1742 das erste Priesterseminar. 1743 verstarb er aber 36-jährig aufgrund des Klimas. Seine sterblichen Überreste wurden in Lifau beigesetzt. 1749 kam Bischof Geraldo de São José nach Lifau. Er soll 1760 unter mysteriösen Umständen ums Leben gekommen sein.
Ein großes Problem für die Verwaltung der Kolonie waren die langen Entscheidungswege. 1723 beschwerten sich Händler aus Macau beim Vizekönig in Goa, dass Steuern, die Albuquerque Coelho für den Sandelholzhandel eingeführt hatte, die Fahrt zu den Inseln unrentabel machen würden. Die Beschwerde wurde an den König in Portugal weitergeleitet, der sie erst im August 1725 über seinen Staatssekretär an den Ministerrat im Überseeministerium zur Prüfung überwies. Nachdem dieser die Steuern als übertrieben einschätzte, wurde schließlich am 23. März 1726 der Vizekönig in Goa angewiesen, die Steuern wieder abzuschaffen.

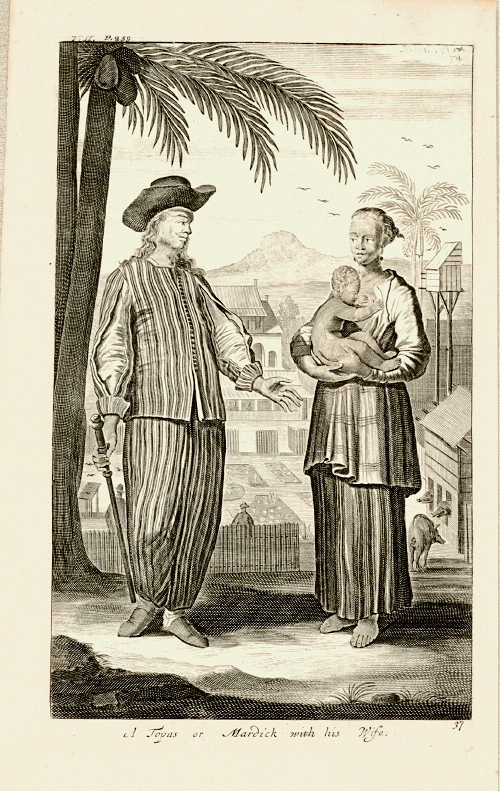
A Topas or Mardick with his wife (J. Nieuhof im 17. Jahrhundert)

1725 brach die Rebellion mit aller Kraft aus, als der Liurai von Lolotoe ablehnte, seine Fintas zu zahlen, und die portugiesischen Eintreiber nur mit Mühe nach Batugade fliehen konnten. Unter der Führung von Camenaça wurden Kirchen zerstört und Missionare und konvertierte Timoresen ermordet. Der gerade erst neu eingetroffene Macedo versuchte zunächst mit den Rebellen zu verhandeln, entsandte dann aber Truppen nach Cailaco, das als das Hauptquartier der Rebellen angesehen wurde. Die Pedras de Cailaco (Felsen von Cailaco), die Steilklippen des Berges Leolaco (1929 m), boten dem Reich eine natürliche Festung und galten als uneinnehmbar. Über 40 Tage belagerten die Portugiesen Cailaco vom 23. Oktober bis 8. Dezember 1726, mussten dann aber, auch aufgrund schwerer Regenfälle, aufgeben. Am 13. Januar 1727 lenkten einige Rebellenführer ein und unterzeichneten ein neues Bündnis mit den Portugiesen. 1730 zog Gouverneur Pedro de Melo (1728–1731) nach Manatuto und musste dort den Angriff von 15.000 Kriegern abwehren. Nach 85 Tagen gelang es ihm, die Belagerung zu durchbrechen. Zwar konnte er die Rebellen aus dieser Region nicht vertreiben, er schloss aber Bündnisse mit dem Liurai von Manatuto und anderen lokalen Herrschern – ein Umstand, der die spätere Verlagerung der kolonialen Hauptstadt von Lifau nach Dili erleichtern sollte. Bei seiner Rückkehr musste Melo feststellen, dass Topasse und Timoresen wieder Lifau belagerten. Nur das rechtzeitige Eintreffen von Melos Nachfolger Pedro de Rego Barreto da Gama e Castro (1731–1734) verhinderte, dass die Portugiesen Lifau aufgeben mussten. Gama e Castro gelang es bis 1732 mit Camenaça und anderen wieder Frieden zu schließen, aber immer wieder brachen neue Rebellionen aus. Als António Moniz de Macedo zu seiner zweiten Amtszeit 1734 antrat, wurde er überraschend freundlich vom Topasse-Führer und Capitão-Mor Gaspar da Costa begrüßt. Nochmals kam es 1737 zum Bündnis zwischen Portugiesen und Topasse.
1732 berichtet die VOC von einer weiblichen Liurai von Belu, mit ihrem Sitz in Wehale. Der Titel ist für eine Frau ungewöhnlich, weil er nach dem Lulik-Prinzip als maskulin gilt. Die Liurai schickte den Niederländern in Kupang rituelle Geschenke und bot an, ihre Allianz mit den Portugiesen zu beenden. Zu diesem Zeitpunkt wollte die VOC sich aber nicht mit dem Osten der Insel beschäftigen.
Dreimal versuchten die Topasse, die Niederländer von Timor zu vertreiben: 1735, 1745, 1749. 1748 hatte Amfo’an die Topasse angegriffen, worauf diese Amanuban und Amakono verwüsteten. Beide wechselten daraufhin in das Lager der VOC. Amakonos Herrscher floh mit seinen Männern nach Kupang, was als einer der Auslöser für den gemeinsamen Angriff von Portugiesen und Topasse am 18. Oktober 1749 auf Kupang gilt. Dieser endete, trotz Übermacht, in einem Desaster. Die Niederländer hatten ihre timoresischen Verbündeten und Marjdikers von Solor, Roti und Semau zur Hilfe gerufen. Die Marjdikers waren eine Mischbevölkerung aus verschiedenen „indischen Völkern“, die sich im Gegensatz zu den Topasse nicht zum katholischen Glauben bekannten. Sie etablierten sich im Handel zwischen den Inseln und unterstützten die Niederländer. Bei der Schlacht von Penfui (heute liegt dort der Flughafen Kupangs), am 9. November 1749 scheiterte ein letzter Versuch, die Niederländer aus Kupang zu vertreiben. Einer Streitmacht von 50.000 Mann unter Führung von Gaspar da Costa gelang es nicht, die 23 europäischen Soldaten und einige hundert einheimischen Verteidiger zu besiegen. Gaspar da Costa und viele weitere Führer der Topasse wurden getötet. Insgesamt sollen 40.000 Krieger der Topasse und ihrer Verbündeten umgekommen sein. Andere Literaturquellen sprechen von nur 2.000 Toten. Infolge der Niederlage brach die Herrschaft von Portugiesen und Topasse in Westtimor zusammen. Sogar Amarasi, einer der treusten Verbündeten der Portugiesen, wechselte die Seiten. Im April 1751 erhoben sich erneut Liurais aus Servião; einer Quelle nach soll Gaspar erst hier den Tod gefunden haben.
In den folgenden Jahren schwankten die neuen Verbündeten der Niederländer nochmals. Topasse und Portugiesen konnten die Reiche von Amarasi und Amakono mit großen Versprechungen wieder zu einem Bündnis bewegen. Katholische Priester arbeiteten nach niederländischen Quellen mit „den schönsten Versprechungen“ und „den dunkelsten Drohungen“.
Im März 1752 griff der niederländische Kommandant von Kupang, der Deutsche Hans Albrecht von Plüskow, das Reich von Amakono und kurz darauf auch Amarasi und das Topasse-Reich von Noimuti an. Der Kaiser von Amakono wurde nach Batavia ins Exil geschickt. Der Liurai von Amarasi ließ, eingekreist von seinen Feinden, sich und alle Frauen und Kinder von den eigenen Leuten töten. Über hundert Menschen starben. In Noimuti nahm Plüskow 400 Gefangene und eroberte 14 Kanonen.
Auf Betreiben des VOC-Diplomaten Johannes Andreas Paravicini schlossen 48 Herrscher Solors, Rotis, Sawus, Sumbas und eines Großteils Westtimors 1756 Bündnisse mit der Niederländischen Ostindien-Kompanie. Dies war der Beginn der niederländischen Herrschaft im heute indonesischen Westtimor. Unter den Unterzeichnern war auch ein gewisser Jacinto Correa (Hiacijinto Corea), „König von Wewiku-Wehale“ und „Großfürst von Belu“, der auch im Namen von 27 ihm traditionell unterstehenden Reichen im Zentrum Timors den dubiosen Vertrag von Paravicini unterschrieb. Zum Glück für die Portugiesen war Wehale nicht mehr mächtig genug, alle lokalen Herrscher auf die Seite der Niederländer zu ziehen. So blieben 16 der 27 ehemaligen Vasallen Wehales im Osten unter der Flagge Portugals, während Wehale selbst unter niederländische Herrschaft fiel. Wirkliche Freude war den Niederländern mit ihrem Landgewinn jedoch nicht gegönnt, da sie trotzdem kaum Zugang zum lukrativen Sandelholz hatten. Nie gelang es ihnen, im Sandelholzhandel vergleichbare Gewinne wie die Portugiesen oder Chinesen zu erreichen.

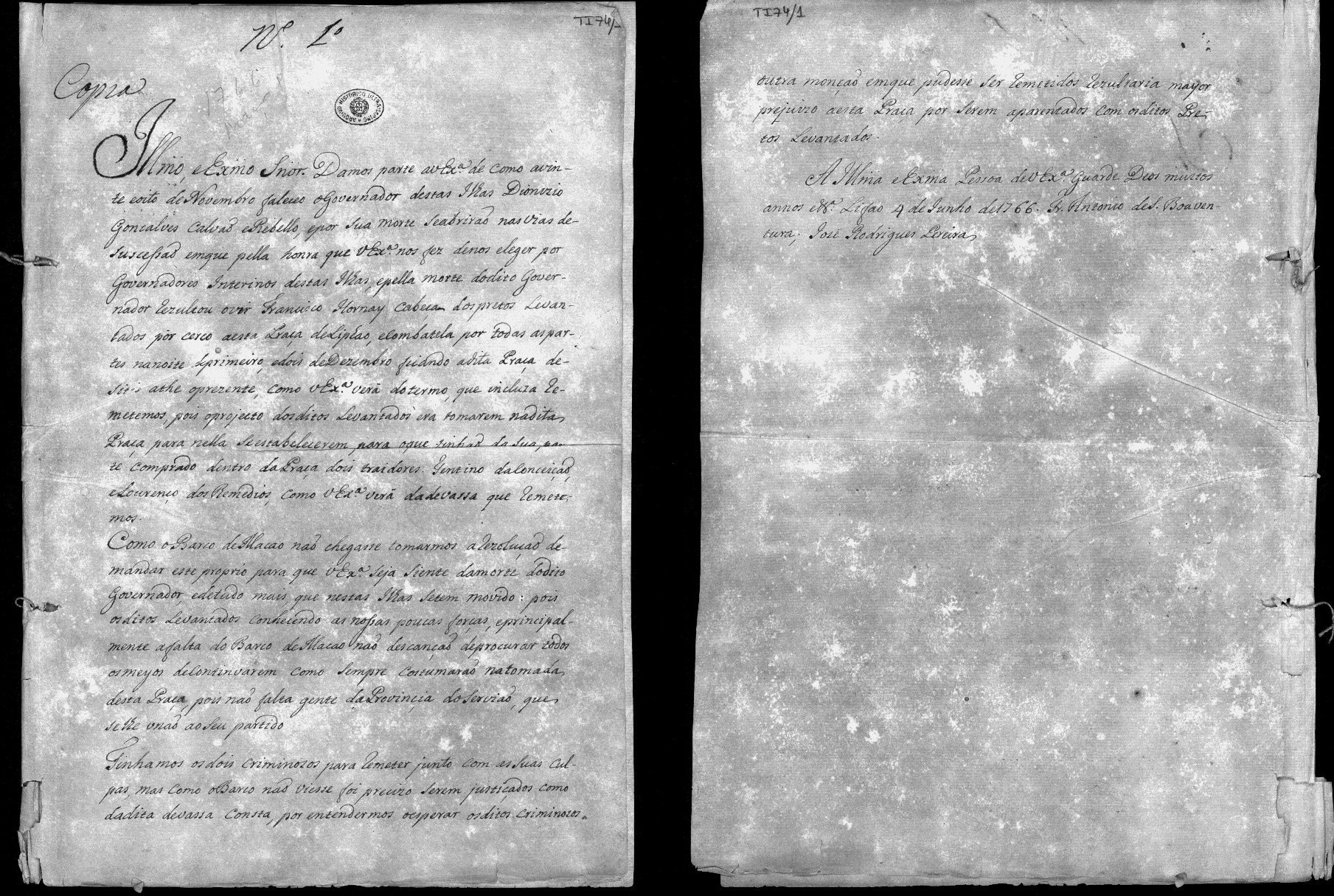
Bericht vom Tod von Gouverneur Dionísio Gonçalves Rebelo Galvão 1765

Als Francisco da Hornay III. die Führung der Topasse von seinem verstorbenen Vater João da Hornay 1757 übernahm, kam es zum Streit mit den Costas über den Anspruch. Beendet wurde der Zwist mit der Heirat Franciscos mit der Schwester von Domingos da Costa II. und der Ernennung Domingos zum Generalleutnant. António da Costa, der jüngere Bruder von Domingos, wurde Herrscher von Noimuti. Larantuka wurde von Dona Maria, der Schwester von João, kontrolliert. Die Niederländer nutzten die Gelegenheit. Sie bewogen Maria dazu, einen attraktiven niederländischen Beamten zu heiraten, und brachten Larantuka somit in die Einflusssphäre des VOC.
1759 entschied sich Gouverneur Vicento Ferreira de Carvalho (1756–1759) aufgrund der Situation, aufzugeben und Lifau eigenmächtig an die Niederländer zu verkaufen. Als die Niederländer 1760 unter Hans Albrecht von Plüskow aber Besitz von dem Ort nehmen wollten, sahen sie sich einer Streitmacht der Topasse gegenüber. Von Plüskow wurde von Francisco da Hornay III. und António da Costa ermordet. Inwieweit der neue portugiesische Gouverneur Sebastião de Azevedo e Brito (1759–1760) an der Abwehr beteiligt war, ist in den Quellen widersprüchlich angegeben. Das Verhältnis zwischen Gouverneur und Dominikaner hatte sich zu diesem Zeitpunkt deutlich verschlechtert. Schließlich ließ der Dominikaner Jacinto da Conceição den Gouverneur Azevedo e Brito arrestieren und schob ihn nach Goa ab. Bruder Jacinto da Conceição übernahm zusammen mit einem Regierungsrat (portugiesisch Conselho Governativo) mit Vicente Ferreira de Carvalho und Dom José, dem Liurai von Alas, die Verwaltung der Kolonie (1760–1761). Doch Jacinto da Conceição wurde von einem Mitverschwörer ermordet. Ab 1762 wurde der Regierungsrat von Bruder Francisco de Purificação und Francisco da Hornay III. geführt. 1763 traf der neue Gouverneur Dionísio Gonçalves Rebelo Galvão auf Timor ein, doch er starb am 28. November 1765. Er wurde von Francisco da Hornay III. vergiftet. Wieder übernahmen die Dominikaner, diesmal unter António de São Boaventura mit José Rodrigues Pereira, die Verwaltung der Kolonie. Da Francisco da Hornay III. von der Macht ausgeschlossen wurde, belagerte er ab 1766 Lifau. Mit seinem Verwandten António da Hornay II. schloss Francisco ein Bündnis und beendete so die zeitweilige Teilung der Topasse mit dem Ziel, die Portugiesen endgültig von Timor zu vertreiben.
1768 landete in Lifau der neue portugiesische Gouverneur António José Teles de Meneses (1768–1776) mit einem Bataillon, das in Sikka rekrutiert wurde. Doch auch diese Verstärkung brachte keine Wende mehr. Angesichts der andauernden Belagerung gab Teles de Meneses Lifau am 11. August 1769 schließlich auf und verließ auf Schiffen mit 1.200 Menschen Lifau in Richtung Osten. Am 10. Oktober begann der Gouverneur mit dem Ausbau Dilis zum neuen Verwaltungssitz. Kurz darauf schworen hier 42 Liurais Portugal die Treue, darunter der einflussreiche Dom Felipe de Freitas Soares, Herrscher von Vemasse, und Dom Alexandre, Herrscher von Motael, der Portugal vertraglich die gesamte Ebene von Dili bis zu den umgebenden Bergen übertrug. Durch die vorhergehenden Kontakte der Dominikaner mit den timoresischen Herrschern, wobei bereits Missionen in Manatuto und Viqueque gegründet worden waren, konnte sich Portugal zu dieser Zeit auf eine relativ große Unterstützung durch die Liurais stützen. Dies war später nicht mehr der Fall. Francisco da Hornay bot den Niederländern Lifau an, doch diese lehnten nach reiflicher Überlegung ab.

### Das Ringen um die endgültige Grenze
Zur Gründungszeit Dilis herrschte auf Timor ein Gleichgewicht der Kräfte zwischen Portugiesen, Holländern und Topasse. Portugal beherrschte die Nordküste Timors von Batugade bis Lautém, mit Ausnahme von Maubara, wo die Holländer 1756 ein Fort errichtet hatten. Die portugiesische Herrschaft stützte sich auf einheimische Verbündete. Südlich von Dili waren es Motael, Dailor, Atsabe und Maubisse. Westlich unterstützten die Reiche Ermera, Liquiçá und Leamean die Portugiesen. Im Osten fanden sie Verbündete in Hera und Vemasse. Die Grenze zu Westtimor sicherten die Reiche von Servião, Cowa und Balibo und im Südosten, jenseits der Bergkette, zählten zu dieser Zeit die Reiche von Samoro, Lacluta und Viqueque zu den Alliierten Portugals. Lücken im Bündnissystem fanden sich aber an der Südküste und im Osten. Grundsätzlich war Timor nun in einen Machtbereich der Niederländer im Westen, ausgenommen dem Gebiet der Topasse, und eine portugiesische Einflusssphäre im Osten geteilt.

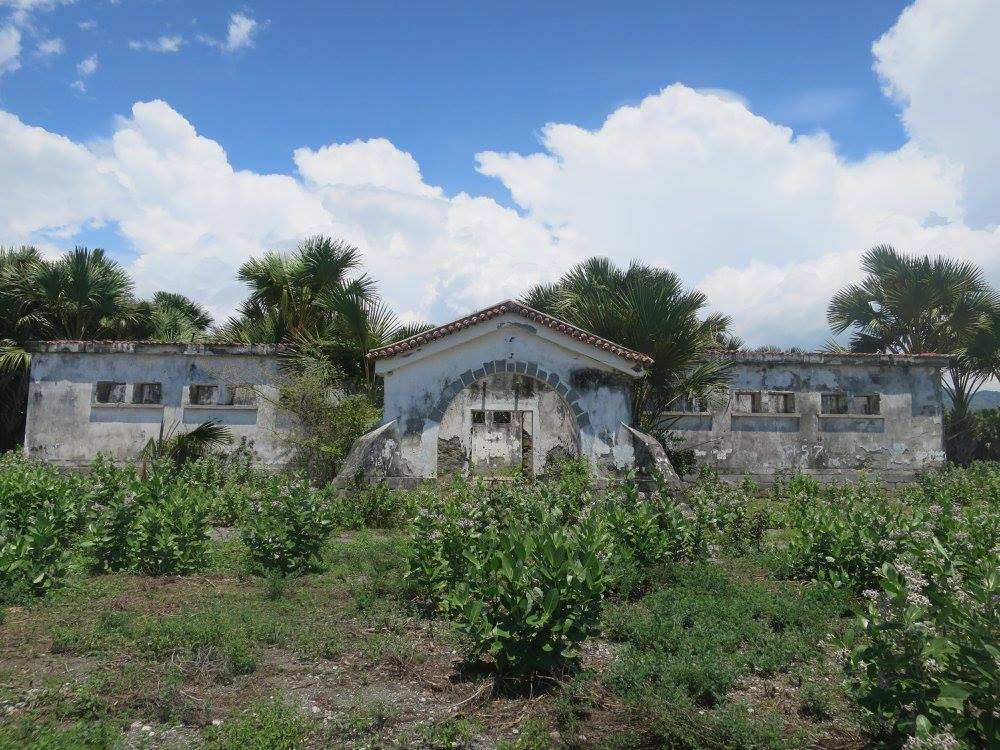
Ruinen des portugiesischen Zollhauses in Betano

Die Sandelholzvorkommen auf der Insel hatten bereits um 1710 aufgrund der übermäßigen Abholzung deutlich abgenommen. Durch die Cailaco-Rebellion und den Einstieg chinesischer Händler aus Kanton in den Handel zwischen China, Timor und Batavia im Jahr 1723 wurde der Handel von Macau aus unprofitabel. Und auch die Niederländische Ostindien-Kompanie entschied sich 1752 angesichts deutlicher Verluste, ihr Monopol auf den Sandelholzhandel aufzugeben und jedem gegen eine Kommission zu erlauben, Sandelholz zu schlagen. Folge war, dass der Sandelholzhandel endgültig unter die Kontrolle chinesischer Händler fiel. Nur noch ein bis zwei Schoner liefen Kupang jährlich von Batavia aus an und brachten verschiedene Stoffe, die sie gegen Wachs, Schildkrötenpanzer, etwas Sandelholz und Bohnen eintauschten. Laut einem französischen Bericht von 1782 reichte der Profit gerade mal aus, um die Kosten zu decken. Gouverneur João Baptista Vieira Godinho (1785 bis 1788) versuchte, das chinesische Monopol zu brechen, indem er einen freien Handel zwischen Timor und Goa befürwortete. 1785 hatte Dili, zumindest nominell, die Hoheit über die Handelszölle in Portugiesisch-Timor. Dies war wichtig, weil die Gehälter des Gouverneurs und der Beamten von diesen bestritten wurden – ein Umstand, der später zu Zahlungsschwierigkeiten führen sollte. An der Nordküste entstanden mehrere Zollstationen, die auch den Besitzanspruch der Portugiesen dokumentierten. Durch die Handelserleichterungen siedelten sich nun vermehrt auch portugiesische und armenische Familien an.
1779 wurde Gouverneur Caetano de Lemos Telo de Meneses (1776 bis 1779) nach Mosambik verbannt. Ihm wurde vorgeworfen, er habe durch geradezu krimineller Nachlässigkeit den Brand des Archivs von Dili verursacht, der einen Großteil der Aufzeichnungen über die Kolonie zerstörte. Dazu kamen massive Beschwerden über die Amtsführung, so durch den Bischof von Macau, der sich bereits 1777 in einem Schreiben über das skandalöse Benehmen des Gouverneurs beklagte. 1777 (nach anderen Quellen 1776, 1779 oder 1781) erhob sich auch das Reich von Luca, aufgrund von Repressionen gegen die animistischen Religion, in einer bis 1785 dauernden Revolte gegen die portugiesischen Kolonialherren, die der „Krieg der Verrückten“ (portugiesisch guerra de loucos, auch guerra dos doidos) genannt wurde. Eine „Prophetin“ hatte den Kriegern verkündet, dass die Ahnen sie unterstützen würden, um das Joch der Fremden abzuschütteln. Die Krieger hielten sich für unverwundbar. Viqueque unterstützte die Portugiesen bei der Niederschlagung der Rebellion. Ähnliche Gruppierungen, die im Kampf versuchen, sich mit magischen Ritualen zu schützen, finden sich noch heute in Osttimor. Die Rebellion wurde von Gouverneur Godinho erfolgreich niedergeschlagen. Auch Lifau konnte Godinho 1785 bewegen, sich wieder unter portugiesische Herrschaft zu stellen. Auf Solor garantierte er dem Topasse-Führer Pedro da Hornay seinen Titel und Status als Generalleutnant (tenente general), ebenso dessen Neffen Dom Constantino do Rosario, dem König von Solor. Dom Constantino garantierte daraufhin seine Loyalität für Portugal und bot Unterstützung bei der Verteidigung Dilis. Pedro da Hornay ging aufgrund des Bündnisses mit Godinho militärisch gegen die Niederländer vor, was aber zu diesem Zeitpunkt vom Vizekönig von Goa nicht gutgeheißen wurde. Der allgemein als fähiger Gouverneur angesehene Godinho wurde vorzeitig abberufen. Ein Schritt, den Goa später bedauerte. Sein Nachfolger, Gouverneur Feliciano António Nogueira Lisboa (1788 bis 1790) geriet bald in Streit mit dem Vertreter der katholischen Kirche in Manatuto, dem Mönch Francisco Luis da Cunha. Beide beschuldigten sich gegenseitig unter anderem der Raubüberfälle und des Diebstahls von Zolleinnahmen. Um den Gouverneur loszuwerden, wiegelte der Mönch die Einwohner Manatutos zur Rebellion auf. Christianisierte Timoresen drohten die Revolte auf ganz Belu auszudehnen. Schließlich griff der Vizekönig von Goa durch, ließ beide Männer verhaften und von Timor ausweisen. Der neue Gouverneur Joaquim Xavier de Morais Sarmento (1790 bis 1794) brachte die Lage wieder unter Kontrolle. Inzwischen griff der Topasse-Herrscher Pedro da Hornay 1790 im Auftrag Portugals erfolglos Maubara an, womit er nur erreichte, dass das Reich westlich von Dili sein Bündnis mit den Niederlanden erneuerte und als Symbol die Flagge der Niederlande setzte. Auch die Niederländer hatten mit Rebellionen in den 1750er und 1780er Jahren zu kämpfen. Am schlimmsten war der erneute Verlust von Groß-Sonba’i, das nun als unabhängiges Reich sich zwischen Niederländern und Portugiesen bewegte.

Französische Karte Timors aus dem 18. Jahrhundert

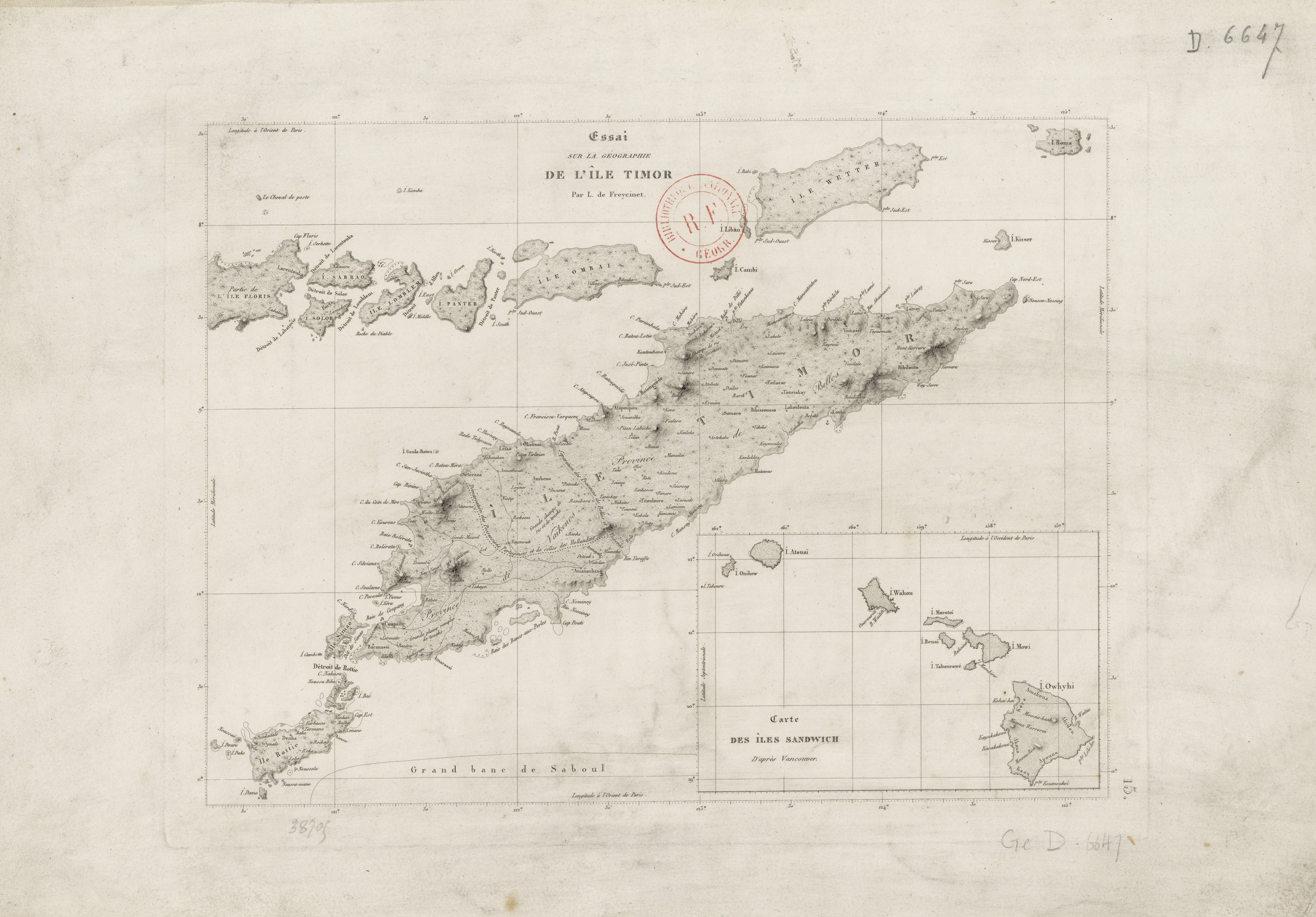
Auf der Karte von Louis de Freycinet von 1820 liegt die Grenze zwischen den Kolonialmächten weit im Westen

Um 1800 verfügte Portugal über etwa 40 Militärposten entlang der Küste und ein Militärlager mit 2000 einheimischen Soldaten, die von portugiesischen Offizieren kommandiert wurden. Teilweise waren diese auch indische Sepoys. Die 50 bis 60 Offiziere lebten zumeist in Dili, einige waren aber auch in den Außenposten stationiert. In erster Linie sollten sie niederländischen Ambitionen im Osten Timors vorbeugen, allerdings war die Befestigung Dilis lange Zeit mangelhaft und die Kanonen befanden sich zumeist in schlechtem Zustand. In Manatuto war eine Kompanie von Moradores stationiert, die Portugals Einfluss im wichtigen Zentrum des Herrschaftsbereichs sicherten. Aufgrund des chronischen Personalmangels wurde für die unteren Ränge in der Verwaltung sogar auf Deportierte aus Goa zurückgegriffen. Aber Timoresen kamen in dieser Zeit auch ungewollt nach Goa. Dom Felipe de Freitas, der uneheliche Sohn des Liurais von Vemasse, wurde 1803 von Gouverneur João Vicente Soares da Veiga (1803 bis 1807) als erster timoresischer Rebell nach Goa verbannt. Bis dahin war diese Strafe nicht üblich gewesen. 1807 brach in Venilale eine Revolte aus, als der Liurai Cristóvão Guterres ungerechterweise verhaftet wurde. Erst in Goa wurde er von einem Gericht freigesprochen. Nach dem Tod von Gouverneur António Botelho Homem Bernardes Pessoa, gleich in seinem ersten Amtsjahr, war von 1810 bis 1812 die Stelle des Gouverneurs vakant und ein Conselho Governativo führte die Geschicke der Kolonie. Die Macht lag in den Händen von Dom Gregório Rodrigues Pereira, dem Liurai von Motael, Oberstleutnant (tenente-coronel) Joaquim António Veloso und José de Anunciação, dem Bischof, der zu dieser Zeit in Manatuto residierte. Gegen diese Parteien musste sich der neue Gouverneur Vitorino Freire da Cunha Gusmão (1812 bis 1815) zuerst durchsetzen. Zwischenzeitlich rebellierten Lacluta, Maubara und Cailaco 1811 gegen die Tributzahlungen.
Großbritannien hielt zwischen 1811 und 1816 die niederländischen Besitzungen auf Timor besetzt, um französischen Versuche sich im Rahmen der Napoleonischen Kriege hier festzusetzen, vorzubeugen. Tatsächlich gab es in Frankreich bereits Ende des 18. Jahrhunderts Überlegungen sich in der Region Gebiete anzueignen, letztendlich wurden diese Bestrebungen aber nie über einige Forschungsexpeditionen hinaus vorangetrieben. Nach der Rückkehr der Oranier auf den niederländischen Thron erhielten die Niederländer am 7. Oktober 1816 ihre timoresischen Besitzungen zurück. Das mit den Briten verbündete Portugal nutzte die Gelegenheit seine Ansprüche auf den Flusshafen von Atapupu, zwischen Oe-Cusse Ambeno und Batugade, zu erneuern und übernahm 1812 die Kontrolle. Atapupu wurde zu einer Haupteinnahmequelle an Zolleinnahmen für die portugiesische Kolonie.

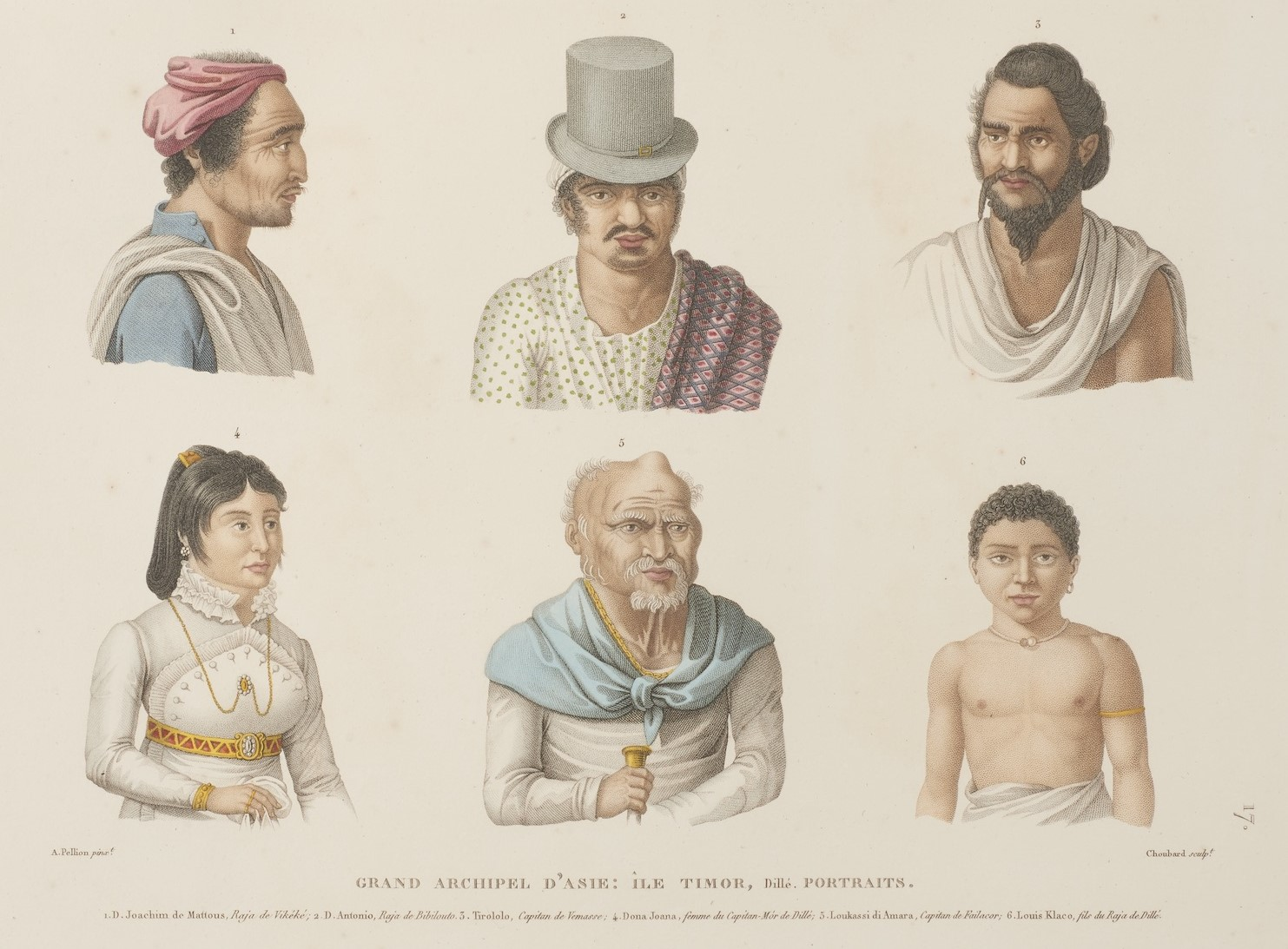
Menschen in Dili um 1818
(Bild von J. Alphonse Pellion)

1814 wurden noch mehrere Besitzungen der Portugiesen auf den Kleinen Sundainseln von Dili aus verwaltet. Neben Portugiesisch-Timor waren dies die Reiche von Sikka, Larantuka und Noumba auf Flores, Solor, die beiden Reiche auf Alor, Lembata (Lomblen), Pantar, Adonara und ein paar weitere kleinere Besitzungen. Gouverneur José Pinto Alcoforado de Azevedo e Sousa (1815 bis 1820) musste eine Rebellion in Batugade niederschlagen. Dass die Niederländer die Insel Pantar besetzten, konnte er genauso wenig verhindern, wie die Besetzung Atapupus am 20. April 1818 durch 30 niederländische Soldaten, die im Auftrag von Hazaert, ihres Kommandanten in Westtimor, den Flusshafen im Handstreich in Besitz nahmen und die portugiesische Flagge durch die Flagge der Niederlande ersetzten. Hinter der Besetzung standen Ambitionen chinesische Händler aus Kupang, die sich auf diese Weise die von Portugal geforderten Zölle sparen wollten. Atapupu war ein wichtiger Hafen für kleinere Schiffe und eine Hauptquelle an Zolleinnahmen für die Portugiesen. Gouverneur Alcoforado de Azevedo e Sousa beschwerte sich in Batavia über Hazaerts eigenmächtige Besetzung, sein Bestreben Batugade zu erobern und dafür die lokalen Herrscher und die chinesischen Händler gegen die Portugiesen aufzurühren. Alcoforado de Azevedo e Sousa drohte mit Truppen gegen die Niederländer auf Timor vorzugehen und forderte finanzielle Entschädigungen. Die Kommission befand aber, dass die Portugiesen den Sachverhalt falsch angegeben hätten und rehabilitierte Hazaert, der 1820 in sein Amt in Kupang zurückkehrte. Es wird vermutet, dass sich Portugal für den Verlust revanchierte, indem es den rebellischen Herrscher von Amanuban in Westtimor mit Männern und Waffen unterstützte.
1832 verstarb der langjährige Gouverneur Manuel Joaquim de Matos Góis (1821 bis 1832) in Dili. Ein Conselho Governativo übernahm die Verwaltung, zu dem Francisco Inácio de Seabra, Bruder Vicente Ferreira Varela und José Pereira de Azevedo gehörten. Noch im selben Jahr traf der neue Gouverneur Miguel da Silveira Lorena in der Kolonie ein, doch auch er starb kurz nach seiner Ankunft. Wieder übernahm der Conselho Governativo, indem es aber zum Streit kam. Vicente Ferreira Varela ließ die beiden anderen Mitglieder des Rates verhaften und führte nun die Geschäfte alleine weiter, bis der neue Gouverneur José Maria Marques (1834 bis 1839) in Dili ankam.
1838 gründeten die Briten die Siedlung Port Essington im Gebiet des heutigen australischen Northern Territorys. Die Siedler mussten mit vielen Schwierigkeiten kämpfen. Nachdem sie sich schon zuvor von der niederländischen Kolonie auf Kisar mit Nahrungsmitteln versorgt hatten, brachten sie Anfang 1839 Wasserbüffel, Timor-Ponys und einige englische Zeitungen von Dili nach Port Essington. Am 13. Februar besuchte der britische Kommandant Sir James J. Gordon Bremer Dili und versicherte sich vom dortigen Gouverneur Frederico Leão Cabreira (1839 bis 1844) weitere Hilfe für die neue Siedlung aufgrund des alten Bündnis zwischen den beiden Kolonialmächten. Auch wenn Port Essington von den Briten bereits 1849 wieder aufgegeben wurde, bedeutete die Erneuerung der Allianz mit den Briten für Portugal eine zusätzliche Unterstützung gegen den Expansionsdruck durch die Niederländer in dieser Region.

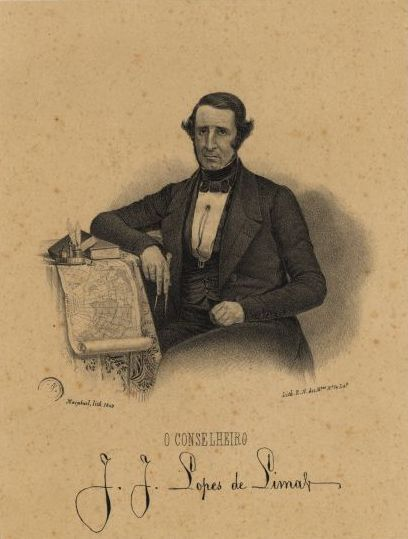
José Joaquim Lopes de Lima, portugiesischer Gouverneur 1851 bis 1852

Am 20. September 1844 wurde Macau zusammen mit Portugiesisch-Timor und Solor als eigenes Generalgouvernement von Goa abgetrennt. Im selben Jahr erklärte man die portugiesischen Häfen Timors zu Freihäfen, das heißt auch Schiffe anderer Nationen durften nun in den Häfen anlegen, um zu handeln. Dili profitierte dabei von den Ein- und Ausfuhrzöllen. 1846 begannen die Niederlande mit Portugal Gespräche über die Übernahme portugiesischer Territorien, doch Portugal lehnte zunächst jedes Angebot ab. 1847 kam es zum Streit um die Zugehörigkeit der Inseln Pantar und Alor. Der Liurai von Oecussi aus dem Hornay-Clan beanspruchte sie als Teil seines Herrschaftsgebiets, die somit unter portugiesische Oberhoheit fielen. Die Niederländer aus Kupang forderten ihrerseits die beiden Inseln. Gouverneur Julião José da Silva Vieira (1844 bis 1848) wies dies zurück und unterstützte den Liurai in seinem Anspruch. Beide Seiten verstärkten ihre Truppen auf Timor, doch es war klar, dass Portugal hier sowohl finanziell als auch kräftemäßig auf verlorenem Posten stand. Im März 1848 wurde der niederländische Gesandte Styen Parve nach Dili geschickt, um die Besitzverhältnisse auf den Inseln zu klären. Silva Vieira entschied sich für die Kompromissformel, dass „als portugiesisch alle Gebiete gelten, die die portugiesische und jene niederländisch, welche die niederländische Flagge führten.“
Aber auch beim Schutz der Kolonie vor äußere Bedrohungen zeigte sich die militärischen Schwäche der Portugiesen. So attackierten 1847 vermutlich buginesische Piraten oder Sklavenjäger einen Ort in der heutigen Gemeinde Lautém, was in dieser Zeit nicht ungewöhnlich war. Gouverneur Silva Vieira entsandte eine Militärexpedition, die aber von den Piraten geschlagen wurde. Drei Soldaten wurden dabei getötet. Noch viereinhalb Monate gelang es dann den 70 Buginesen sich einer Belagerung durch 3000 Krieger zu erwehren, die die lokalen Herrscher zusammengezogen hatten.
Silva Vieira entsandte eine Strafexpedition gegen das Reich von Sarau, da er es verdächtigte, mit den buginesischen Piraten zusammenzuarbeiten. Die Vergeltungsaktion über acht Monate, bei der auch das Kanonenboot Mondego eingesetzt wurde, brachte schließlich eine Entschädigungssumme von 2000 Rupien ein. Die Köpfe der gefallenen Gegner wurden nach Dili zurückgebracht und beim Likurai-Tanz zur Schau gestellt. Die timoresische Praxis wurde von den Portugiesen auch in den folgenden Jahren immer wieder bei Rebellionen zur Abschreckung genutzt.
Der nachfolgende Gouverneur António Olavo Monteiro Tôrres (1848 bis 1851) sah sich mit nur 120 (meist timoresischen) Soldaten einem Aufstand eines Abtrünnigen Moradores in Ermera gegenüber. 6000 Krieger verwüsteten Ermera und töteten den dortigen Liurai und 60 seiner Anhänger. Gouverneur Tôrres war gezwungen, den Liurai von Oecussi um Hilfe zu bitten, der daraufhin das mit den Rebellen verbündete Reich von Balibo angriff. Bei dieser Gelegenheit setzten sie in Janilo (Djenilo) die portugiesische Flagge, was wiederum die Niederländer auf den Plan rief, die befürchteten, dass der Hafen von Atapupu seine Verbindung zum Landesinneren verliert. Verhandlungen zur Beilegung der Grenzstreitigkeiten, die auf portugiesischer Seite José Joaquim Lopes de Lima führte, blieben erfolglos. Zur selben Zeit beklagten sich Herrscher von Pantar und Alor, Oecussis Herrscher würden in innere Konflikte auf den Nachbarinseln eingreifen und diese für Portugal beanspruchen. Tôrres widerrief die Ansprüche.
1850 schlugen die Niederlande erneut Verhandlungen über die Grenzziehung auf den Kleinen Sundainseln vor. Am 30. Oktober erhielten die portugiesischen Besitzungen dort den Status einer autonomen Provinz, die Lissabon direkt unterstellt war. Der Grund dafür soll die Ernennung von José Joaquim Lopes de Lima zum Gouverneur der Kolonie (1851 bis 1852) gewesen sein, der am 23. Juni 1851 in Dili ankam. Er war zuvor bereits einstweiliger Generalgouverneur von Goa (Governador Geral Interino), eine Ernennung zum einfachen Distriktsgouverneur (Governador Subalterno) wäre einer Degradierung gleichgekommen. Ein weiterer Grund war die Entfernung nach Macau, was schnelle Entscheidungen unmöglich machte. Man unterstellte die Kolonie der direkten Kontrolle der Zentralregierung, gründete in Dili einen Regierungs- und Finanzrat und nahm zwei Timoresen in die Kolonialregierung auf.

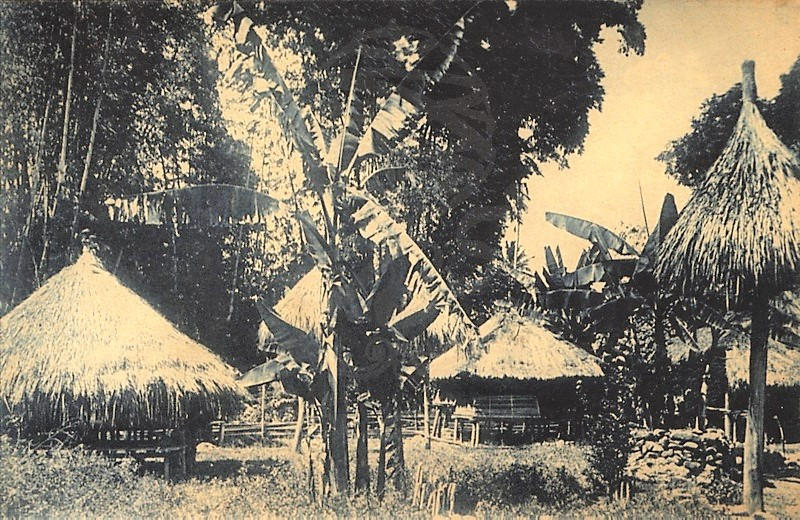
Timoresisches Dorf im Landesinneren, Anfang des 20. Jhdt.

1851 wurde von Niederländern und Portugiesen eine Kommission entsendet, die die Besitzstreitigkeiten klären sollte. Im Juli einigte sich Lopes de Lima mit Baron von Lynden, dem niederländischen Gouverneur von Kupang, in Dili über die kolonialen Grenzen in der Region, jedoch ohne Autorisierung durch Lissabon. Darin wurden die portugiesischen Ansprüche auf den größten Teil Westtimors endgültig zu Gunsten der Niederländer aufgegeben, wofür die niederländische Exklave Maubara im Osten an Portugal gehen sollte. Solor, Pantar, Alor und der Portugal verbliebene Ostteil von Flores wurden an die Niederländer verkauft. Grund für die eigenmächtige Entscheidung Lopes de Limas war der Bankrott der portugiesischen Kolonie. Die Beamten hatten seit zwei Jahren keinen Lohn mehr erhalten, das Kriegsschiff Mondego war reparaturbedürftig und Lopes de Lima wollte einige Schoner ankaufen, um den Handel wieder in Schwung zu bringen. Daher verlangte er auch eine sofortige Auszahlung einer ersten Rate von 80.000 Florins der 200.000 Florins Gesamtsumme. Man muss Lopes de Lima auch zugutehalten, dass die Besitzungen auf Flores eher ein Verlustgeschäft waren und die Wirtschaftsbeziehungen zu den anderen Inseln auch nur noch vage bestanden.
Wie zu erwarten stand, fiel der portugiesische Gouverneur in Ungnade, als Lissabon von dem Vertrag erfuhr, auch wenn die verkauften Gebiete eher eine Last als einen Gewinn für das portugiesische Kolonialreich darstellten. Am 8. September 1852 traf Lopes de Limas Nachfolger Manuel de Saldanha da Gama (1852 bis 1856) an Bord der Mondego in Dili ein, ließ seinen Vorgänger in Arrest nehmen und schickte ihn nach Lissabon zurück. Lopes de Lima starb allerdings auf der Rückreise in Batavia an einem Fieber.

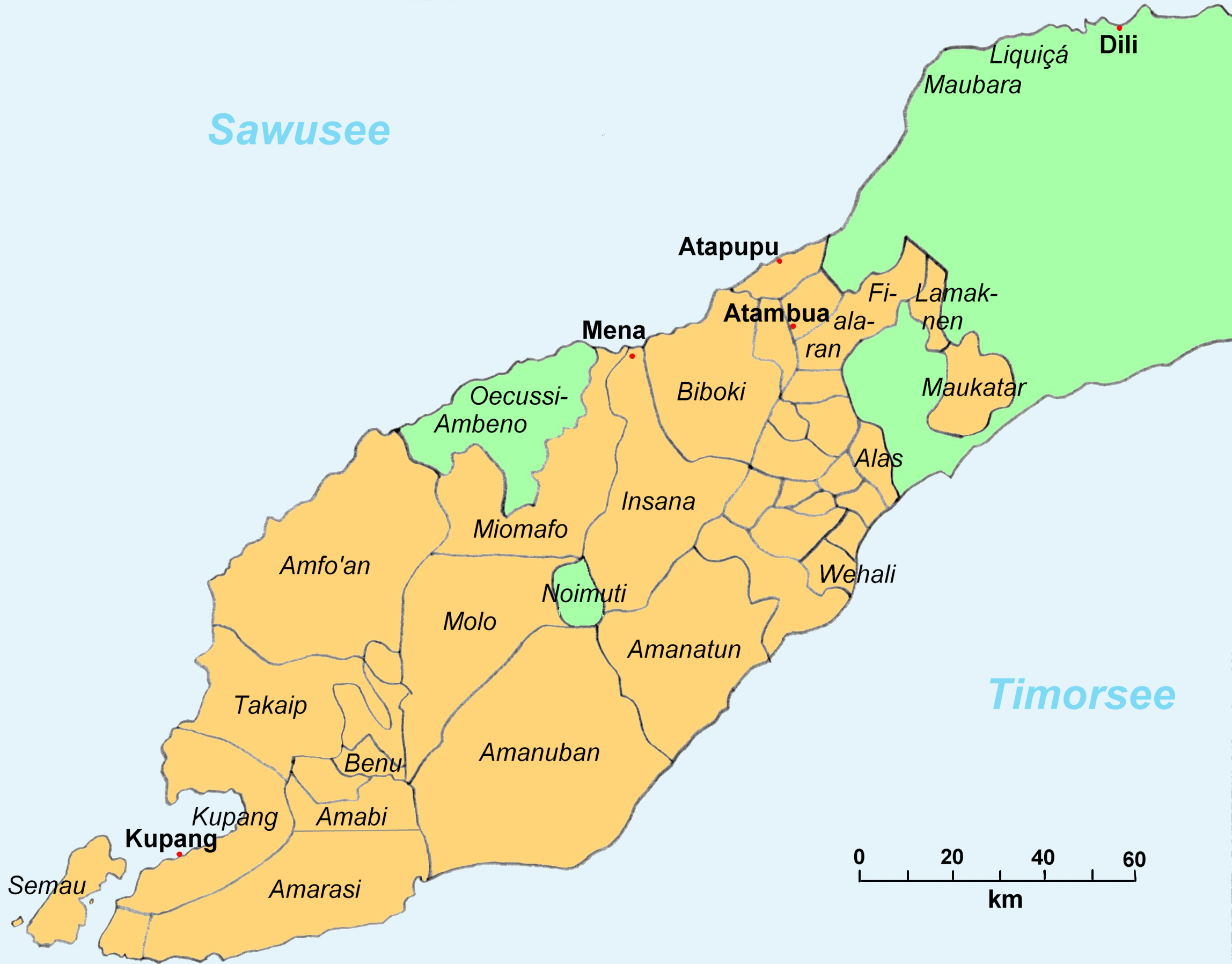
Niederländisch- (orange) und Portugiesisch-Timor (grün) 1911 (Grenzziehung aus niederländischer Sicht)

Die Kolonie wurde am 15. September 1851 wieder der Oberhoheit Macaus unterstellt, doch die Vereinbarungen mit den Niederländern konnten nicht mehr rückgängig gemacht werden, auch wenn der Vertrag über die Grenzen ab 1854 neu verhandelt und erst 1859 als Vertrag von Lissabon endgültig unterzeichnet wurde. Die verschiedenen kleinen Königreiche Timors wurden unter der niederländischen und portugiesischen Autorität aufgeteilt. Die Niederländer traten Maubara an die Portugiesen ab (April 1861) und erkannten deren Ansprüche auf Oecussi und Noimuti an. Dafür akzeptierten die Portugiesen die niederländische Oberhoheit über Maucatar und Lamaknen. Damit hatte der Vertrag einige Schwachpunkte. Mit Maucatar und Noimuti verblieb je eine Enklave ohne Meereszugang jeweils im Territorium der anderen Seite. Zudem waren die ungenauen Grenzen der timoresischen Reiche und ihre traditionellen Ansprüche Grundlage für die koloniale Grenzziehung.
Zwischen 1889 und 1892 wurde behauptet, dass portugiesische Beamte Timoresen im niederländischen Gebiet misshandelt hätten, was zu weiteren Spannungen zwischen den Kolonialmächten führte. Mit der Lissabon-Konvention, die am 10. Juni 1893 unterzeichnet wurde und einer Deklaration vom 1. Juli wurde eine Expertenkommission „zur Entwicklung von Zivilisation und Handel“ und zur Auflösung der noch existierenden Enklaven eingerichtet. Falls es dabei zu Schwierigkeiten käme, sollte ein Vermittler eingeschaltet werden. Die Vorwürfe gegen die portugiesischen Beamten wurden zurückgenommen. Die Kommission besuchte Timor und kam zwischen 1898 und 1899 zu einer Einigung über den Großteil des Grenzverlaufs. Ungelöst blieb vor allem das Problem mit den vom Meer abgetrennten Enklaven Noimuti und Maucatar. Dafür einigte man sich, Ansprüche dritter Nationen zu Gunsten des Vertragspartners gemeinsam zurückzuweisen. Der Wunsch nach einem Vorkaufsrecht für Osttimor war auch der ursprüngliche Grund, weswegen die Niederlande nun erneut in Verhandlungen mit Portugal traten. Es gab Gerüchte, dass Russland und Deutschland eine Kohlestation in Portugiesisch-Timor einrichten wollten, beziehungsweise, dass die Kolonie gegen die Anerkennung portugiesischer Ansprüche in Afrika mit Deutschland, Frankreich oder Großbritannien getauscht werden könnte. Tatsächlich vereinbarten am 30. August 1898 Deutschland und Großbritannien im Angola-Vertrag eine gemeinsame Anleihe für das hochverschuldete Portugal, für welche die portugiesischen Kolonien als Pfand vorgesehen waren. Im Falle einer Zahlungsunfähigkeit, wäre Portugiesisch-Timor an Deutschland gefallen. Bereits 1899 wurde der Vertrag aber durch die Verlängerung der britischen Schutzgarantie für Portugal und all seine Besitzungen unterlaufen.

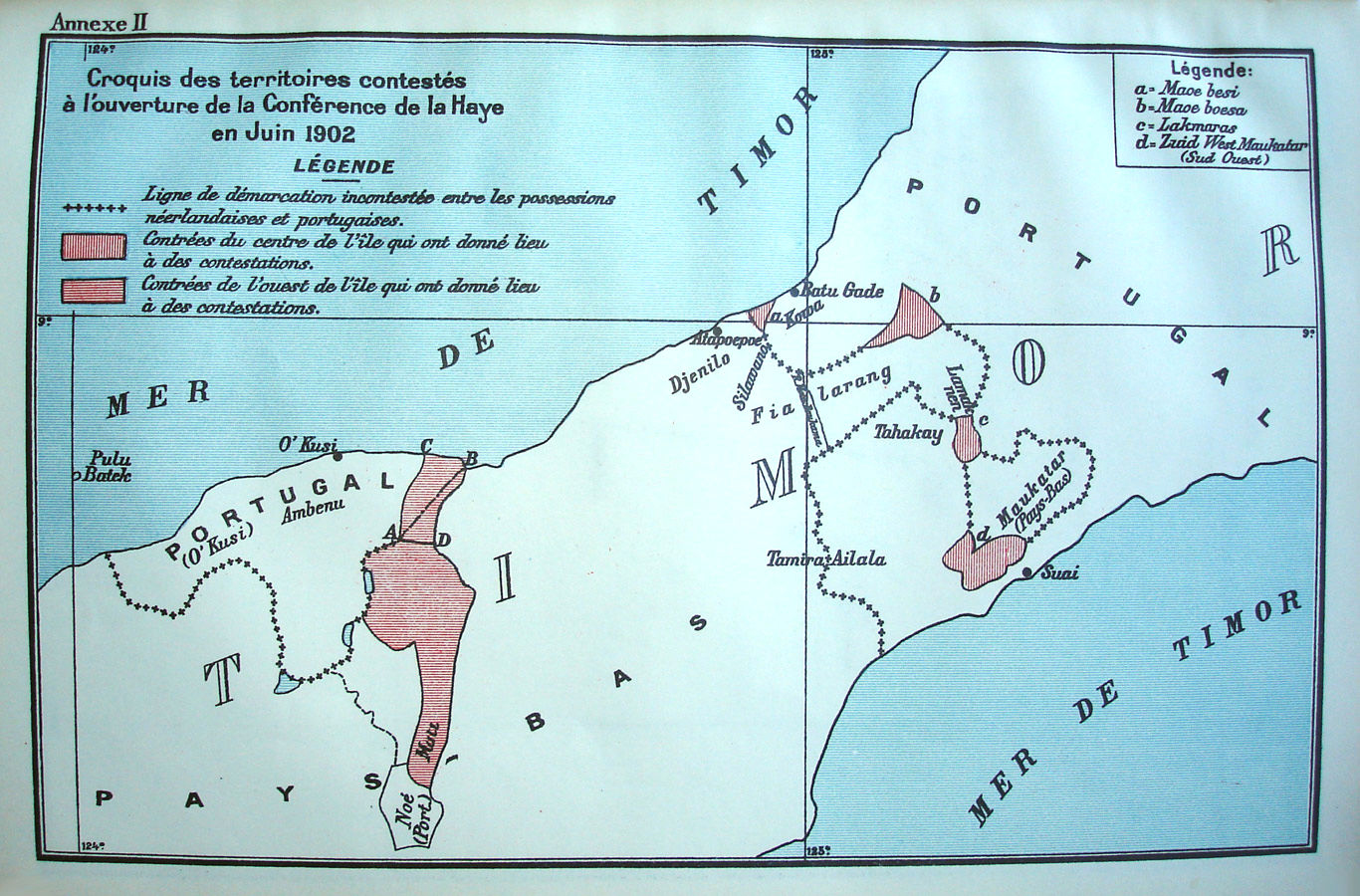
Kartenserie zum Schiedsspruch des Ständigen Schiedshofs vom 25. Juni 1914 zu den Grenzen auf Timor

1897 kam es Kämpfen um Lamaknen zwischen Lamaquitos, das unter portugiesischer Oberhoheit stand, und dem niederländisch dominierten Lakmaras. In Lakmaras selbst kam es zu Scharmützeln zwischen den beiden Kolonialtruppen, bei denen es Tote gab. Zwischen dem 23. Juni und dem 3. Juli 1902 konferierte man in Den Haag erneut. Es wurde gestritten, ob Oe-Cusse Ambeno Teil der Lissabon-Konvention über den Austausch der Enklaven sei oder nicht. Portugal widersprach, da das Gebiet einen Küstenverlauf hat und daher nicht unter die Definition einer Enklave falle. Der Anspruch der Niederländer auf Maucatar wurde bisher mit der Oberhoheit über Lakmaras begründet, das eine Verbindung zu Maucatar schuf. Zwischenzeitlich war Lakmaras aber Untertan des Reiches von Lamaquitos im portugiesischen Machtbereich geworden und Maucatar müsste nach den bisherigen Vereinbarungen als Enklave an Portugal fallen. Andererseits war das Reich von Tahakay (Tahakai, Tafakay, Takay) zwischenzeitlich an das Reich von Lamaknen gefallen. Tahakay gehörte aber zur portugiesischen Einflusssphäre, Lamaknen zur niederländischen. Portugal wehrte sich in den Verhandlungen gegen diesen Verlust und forderte daher nun die gesamten niederländischen Gebiete im Zentrum Timors. Mit der Den Haag-Konvention vom 1. Oktober 1904 wurde ein Kompromiss geschlossen. Portugal sollte die niederländische Enklave Maucatar erhalten, im Austausch für die portugiesische Enklave Noimuti und die Grenzgebiete Tahakay, Tamira Ailala (Tamiru Ailala) und Lamaknen. Die umstrittenen Gebiete im Osten von Oe-Cusse Ambeno wurden den Niederländern zugesprochen. Portugal ratifizierte den Vertrag bis 1909, doch dann kam es zum Streit um die Grenzziehung an der Ostgrenze von Oe-Cusse Ambeno. 1910 nutzten die Niederlande die unübersichtliche Situation nach dem Sturz der portugiesischen Monarchie, um sich Lakmaras erneut mit europäischen und javanischen Truppen anzueignen.

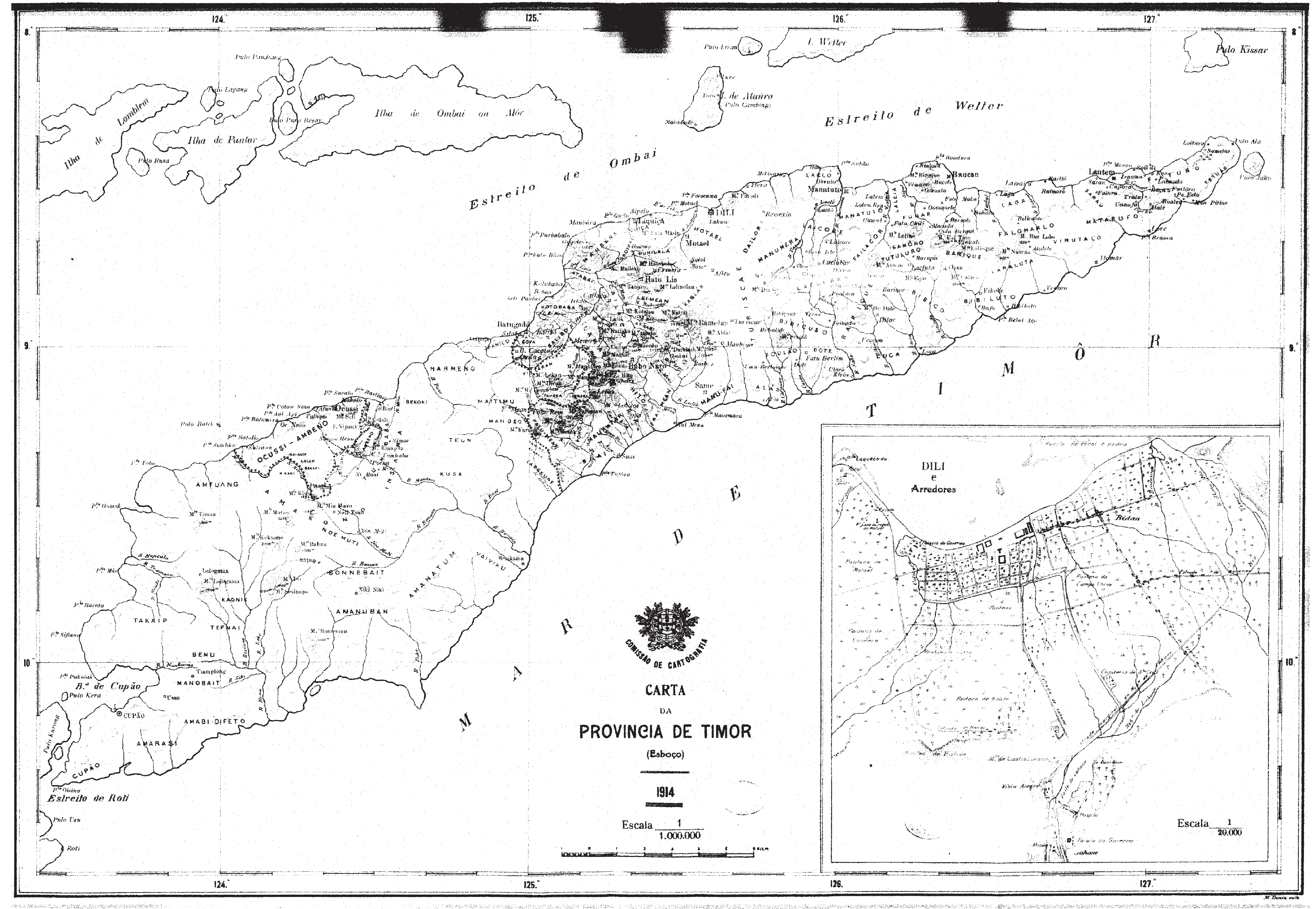
Portugiesische Karte von 1914 mit den verschiedenen timoresischen Reichen

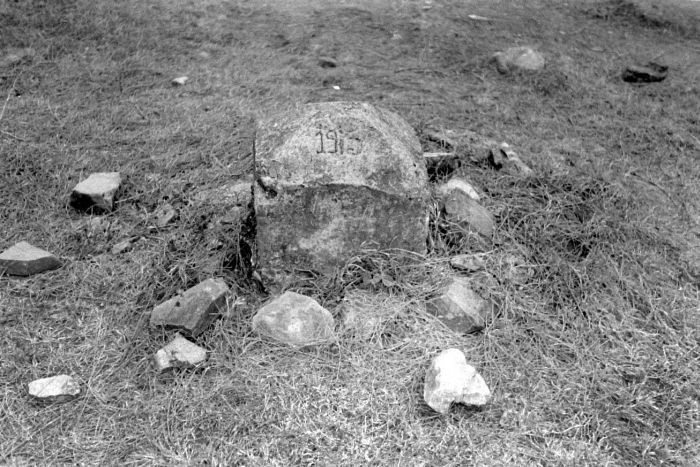
Grenzstein von 1915 zwischen Westtimor und Oe-Cusse Ambeno

Im Februar 1911 versuchte Portugal der Konvention von 1904 folgend Maucatar zu besetzen. Jedoch sah es sich im Juni einer überlegenen niederländischen Streitmacht aus ambonesischer Infanterie, unterstützt von europäischen Soldaten, gegenüber. Am 11. Juni besetzten Portugiesen Lakmaras, doch am 18. Juli drangen auch hier niederländische und javanische Truppen ein. Drei Mosambikaner starben dabei, Unterleutnant Francisco da Costa und seine Männer wurden gefangen genommen. Nach dem Sieg der Niederländer strebten die Portugiesen nun eine friedliche Einigung an. Sie gerieten bald darauf auch durch die Rebellion von Manufahi in Bedrängnis, was sie verhandlungsbereit machte. Nach einem längeren Briefwechsel zwischen den Kabinetten der Länder kam man in der Konvention von 1913 zur Übereinkunft, die Entscheidung über die Streitigkeiten einem Schlichter zu überlassen. Am 25. Juni 1914 fällte der Schweizer Richter Charles Édouard Lardy vom Ständigen Schiedshof in Den Haag einen Schiedsspruch (Sentenca Arbitral). Zwar waren sowohl koloniale, als auch einheimische Vertreter zur Grenzziehung befragt worden, da man aber die innertimoresischen Streitigkeiten als zu konfliktgeladen ansah, orientierte sich der Schiedshof an den bestehenden kolonialen Gegebenheiten. Folge war, dass ein späterer Militärverwalter berichtete, dass die Grenze für die lokale Bevölkerung ohne großen Belang war, da in den der Niederlande überlassenen Gebieten oft Freunde und Verwandte der Bevölkerung Oe-Cusse Ambenos lebten. Die Landvermessungsarbeiten wurden im April 1915 beendet. Am 17. August 1916 wurde der Vertrag in Den Haag unterzeichnet, der die weitgehend heute noch bestehende Grenze zwischen Ost- und Westtimor festlegte. Am 21. November wurden die Gebiete ausgetauscht. Noimuti, Maubesi, Tahakay und Taffliroe fielen an die Niederlande. Maucatar ging an Portugal, was in dem timoresischen Reich eine Panik auslöste. Vor der Übergabe an die Portugiesen zerstörten dort 5.000 Einheimische ihre Felder und siedelten nach Westtimor über. In Tamira Ailala wäre man lieber bei Portugal geblieben, während die Herrscher von Tahakay den Wechsel zu den Niederländern begrüßten. In Noimuti war die Stimmung gespalten. Die Dili vorgelagerte Insel Atauro war bereits im Vertrag von 1859 den Portugiesen überlassen worden, doch erst 1884 wurde die portugiesische Flagge in einer Zeremonie auf der kleinen Insel gesetzt und erst ab 1905 zahlten die Bewohner Abgaben an Portugal.
Es grenzt an Ironie, dass beide Kolonialmächte erst wenige Jahre zuvor einigermaßen Kontrolle über die Gebiete gewonnen hatten, über die sie seit Jahrhunderten stritten. Portugal gelang dies mit dem Sieg über Boaventura 1912, die Niederländer mussten sogar bis 1915 fast jedes Jahr Militärexpeditionen ins Landesinnere entsenden, meist gegen das Reich von Amanuban. Noch 1862 spottete Portugals Gouverneur Afonso de Castro (1859 bis 1863): „Unser Imperium auf dieser Insel ist nichts anderes als Fiktion.“
Das Gerangel um die Grenze zwischen Portugal und den Niederlanden und die Zugehörigkeit der einheimischen Bevölkerung zum Westen oder Osten hat bis in die heutige Zeit reichende Folgen. Verschiedene Ethnien, die Teil des Wehale Königreichs oder dessen enge Verbündete waren, wurden durch die Grenze geteilt. So leben heute Teile der nördlichen Tetum, der Bunak und der Kemak sowohl im indonesischen Westtimor als auch im unabhängigen Osttimor. Traditionell machen sich Teile dieser Völker noch immer Gedanken über ein vereintes Timor. Nutzten die Indonesier früher diese Tendenz, um den Anschluss Osttimors an Indonesien voranzutreiben, so warnte man später in Indonesien vor der Unabhängigkeit Osttimors aus Sorge vor sezessionistischen Tendenzen Westtimors und der Idee eines vereinigten und unabhängigen „Groß-Timors“ (Timor Raya). Diese Tendenzen sind aber in der Bevölkerung Timors nicht sehr ausgeprägt und auch die großen Parteien Osttimors unterstützen diese Idee nicht.

### Koloniale Verwaltung und Kirche

Hütten in Bibiçuço
(Henry Ogg Forbes, 1883)

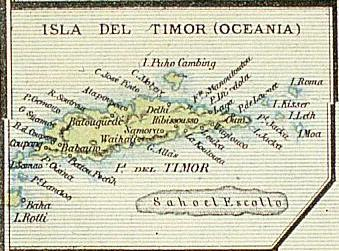
Karte Timors von 1888

Bis zum Ende des 19. Jahrhunderts verfügten die Kolonialmächte nicht über eine wirkliche Regierungsgewalt, sondern mehr über Einflusssphären, in denen die einheimischen Liurais die absolute Macht über ihre Reiche hatten und diese über innenpolitische, wirtschaftliche und rituelle Allianzen der Königreiche und Stammesgebiete festigten. Solche Allianzen wurden in der Regel durch Hochzeiten geknüpft, wodurch die Kolonialmächte bei der Bündnissuche grundsätzlich benachteiligt waren, ein Umstand, in dem die Portugiesen das größte Hindernis für ihre Kontrolle über Osttimor sahen. Die Niederlande beherrschten 1878 real nur einen schmalen Küstenstreifen an der Bucht von Kupang, in dem hauptsächlich Einwanderer von Roti und Sawu lebten. Ähnlich sah es im portugiesischen Timor aus. Auch nachdem die Portugiesen ihren Einfluss bis in das Inselinnere ausgedehnt hatten, Bestand die Kontrolle über das Gebiet nur indirekt über die Liurais. Portugal nutzte dabei das Prinzip „Teile und herrsche“, wodurch die Kolonialmacht mit einer geringen Streitmacht seine Herrschaft aufrechterhalten konnte. Mit Widerstand und Rebellionen der Liurais war aber ständig zu rechnen, weswegen immer wieder militärische Expeditionen notwendig waren. Zwischen 1847 und 1913 mussten die Portugiesen mehr als 60 bewaffnete Expeditionen entsenden, um die Timoresen im Inselinneren und im Süden endgültig zu unterwerfen. Kriege zwischen den Timoresen, Kopfjagd, Sklavenhandel oder Viehdiebstahl konnten die Portugiesen in dieser Zeit nicht unterbinden. Dafür verstanden auch die Timoresen sich darin, die beiden Kolonialmächte auf der Insel gegeneinander auszuspielen. Drohte eine Strafaktion, wechselten vor allem im Grenzgebiet die Liurais einfach ihren Bündnispartner und stellten sich unter den Schutz der anderen Seite. Allgemein waren die Timoresen nicht sehr angetan von der portugiesischen Präsenz und ihrer militärischen Strenge, weswegen es immer wieder zu Revolten kam. So leisteten die Kemak-Herrscher aus Atsabe (in der heutigen Gemeinde Ermera) wiederholt Widerstand gegen die Europäer, wobei auch lokale Machtkämpfe eine Rolle spielten. Interessanterweise hatten viele der Revolten gegen die Portugiesen ihren Ursprung im Westen von Osttimor, an der Grenze zu den niederländischen Besitzungen. Erst im Laufe des 19. Jahrhunderts gelang es Portugal zunehmend, seine koloniale Kontrolle auszudehnen.

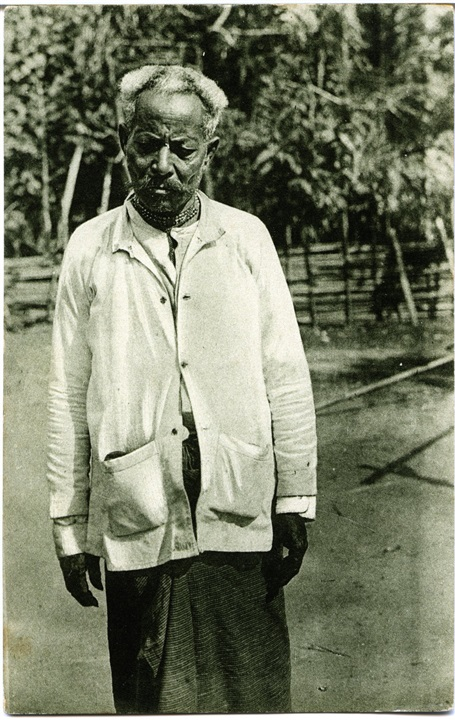
Ein osttimoresischer Dorfchef
(Anfang des 20. Jhdt.)

Zwischen dem späten 19. Jahrhundert und dem frühen 20. Jahrhundert entwickelten die Portugiesen ein neues politisches System für die Kolonie. 1860 teilte Gouverneur Afonso de Castro erstmals die Kolonie mit ihren etwa 150.000 Einwohnern in zehn Distrikte, zu denen 1863 noch Oecussi als elfter dazu kam. Jeder Distrikt wurde einem Kommandanten mit militärischen und zivilen Vollmachten zugeordnet, dessen Aufgaben und Pflichten in 39 Artikeln von Castro festgelegt wurden. Die Kommandanten waren als verlängerter Arm des Gouverneurs für den Frieden in ihren Distrikten verantwortlich und mussten mindestens alle zwei Monate eine Inspektionsreise durch alle Reiche in ihrem Distrikt unternehmen. Dabei mussten sie sich über alle Vorfälle informieren und konnten auch die Bewohner wegen Vergehen bestrafen. Nur gegen die Liurais durfte allein der Gouverneur Strafen verhängen. Die Kommandanten waren zudem für die Steuereintreibung und den Aufbau der Kaffeeanpflanzungen verantwortlich. Jedes Reich musste dem Distriktskommandanten fünf Mann für die Distriktsgarde abtreten. Diese Soldaten erhielten eine europäische Ausbildung, wurden eingekleidet und bewaffnet. Außerdem stellte jedes Reich einen Mann als Diener für den Kommandanten sowie Pferde und Mannschaften für die Inspektionsreise. Geschenke durften die Kommandanten von den Liurais nicht annehmen. 1894 wurde erstmals eine eigene Währung eingeführt, der Pataca, der gleichwertig mit dem Pataca Macaus war.
Eine reguläre, portugiesische Militäreinheit wurde in der Kolonie erst ab 1818 nach einer Reihe von Aufständen stationiert. Das in Goa aufgestellte Bataillon „Defensor de Timor“ („Verteidiger von Timor“, kurz „Batalhão Defensor“) schrumpfte aber infolge von ständigen Verlusten und Schwierigkeiten bei neuen Rekrutierungen bis 1850 auf die Größe einer Kompanie. Gouverneur Luís Augusto de Almeida Macedo (1856 bis 1859) baute die Einheit wieder auf ihre alte Stärke von etwa 300 Mann auf. Dabei quälte ihn der ständige Geldmangel der Kolonie. Als das Reich von Manumera rebellierte, sah sich Macedo gezwungen Geld, das zur Entlohnung der Offiziere und Angestellten vorgesehen war, zum Kauf von Waffen, Munition und Ausrüstung zum Kampf gegen Manumera zu verwenden. Wiederholt bat er die Regierung in Lissabon auch die Rechnung zur Reparatur der Brigg Mondega über 13.060 Rupien zu begleichen und auch die versprochenen Subventionen von jährlich 6.000 Patacas blieben aus. Gouverneur Afonso de Castro vergrößerte nun die Streitkräfte. Neben den von den timoresischen Reichen abgetretenen Kriegern, plante Castro aus Angola und Mosambik 300 bis 400 afrikanische Soldaten nach Timor zu bringen. Sie vertrugen das Klima besser als Europäer und galten als gehorsamer als die Einheimischen, auch wenn Gouverneur Rafael Jácome de Andrade (1888 bis 1889) später festhielt:

Portugiesisch-afrikanische Truppen auf Timor (um 1910)

„Die Afrikaner, die hierher geschickt werden, sind im Allgemeinen unverbesserlich, ungehorsam, der Disziplin abgeneigt und lasterhaft. Die Europäer, wenn sie nicht kommen als Unverbesserliche, sind Freiwillige des Heeres der Metropole [des europäischen Portugals] oder Polizeikräfte von Macau, die die Bezeichnung Freiwillige dem des Unverbesserlichen vorziehen.“

Bei den europäischen Soldaten handelte es sich zumeist um Deportierte, Strafversetzte und Personen, die politischen und anderen Problemen in der Heimat oder den anderen Kolonien entkommen wollten (die sogenannten Freiwilligen). Auch die afrikanischen Soldaten waren zumeist Verbrecher, Deserteure und andere Problemfälle aus den afrikanischen Kolonien Portugals. Einmal auf Timor, wurden sie gefolgsamer, weil es hier keine Möglichkeit mehr zu Desertion und Flucht gab. Die Timoresen hatten vor den dunklen Afrikanern Angst und entwickelten einen besonderen Hass gegen sie. 1872 gab es in Portugiesisch-Timor 138 europäische und 33 afrikanische Soldaten (Zählungen geben an, dass in der Kolonie 1927 101, 1936 157 und 1950 noch 54 Afrikaner lebten). Zu diesem Zeitpunkt erhielt ein europäischer Soldat 120 Réis, ein afrikanischer 88 Réis und ein timoresischer 58 Réis. Allerdings gab es immer wieder Verzögerungen bei der Zahlung des Solds. Mit Folgen: Der Regierungsrat, der nach dem Rücktritt und Abreise von Gouverneur José Manuel Pereira de Almeida (1863 bis 1864) die Führung der Kolonie übernahm, wurde durch eine Armeerevolte abgesetzt, weil die Truppen ein Jahr lang keinen Sold mehr bekommen hatten. Dem neue Gouverneur José Eduardo da Costa Meneses (1864 bis 1865) blieb nichts anderes übrig, als einen Kredit bei den niederländischen Nachbarn aufzunehmen. Als Costa Meneses aufgrund einer Krankheit 1865 nach Lissabon zurückkehrte, wurde er vor Gericht gestellt, da er mit der Kreditaufnahme seine Kompetenzen überschritten hatte. Costa Meneses starb während des Verfahrens. Nun musste Francisco Teixeira da Silva (1865 bis 1869) als Gouverneur die unliebsamen Folgen der Meuterei beseitigen. Beförderungen und Solderhöhungen durch seinen Vorgänger wurden zurückgenommen. Das Klima, die Trennung von den Familien und die fehlende Zerstreuung führte zu einer weiteren Demoralisierung der Kolonialtruppen.

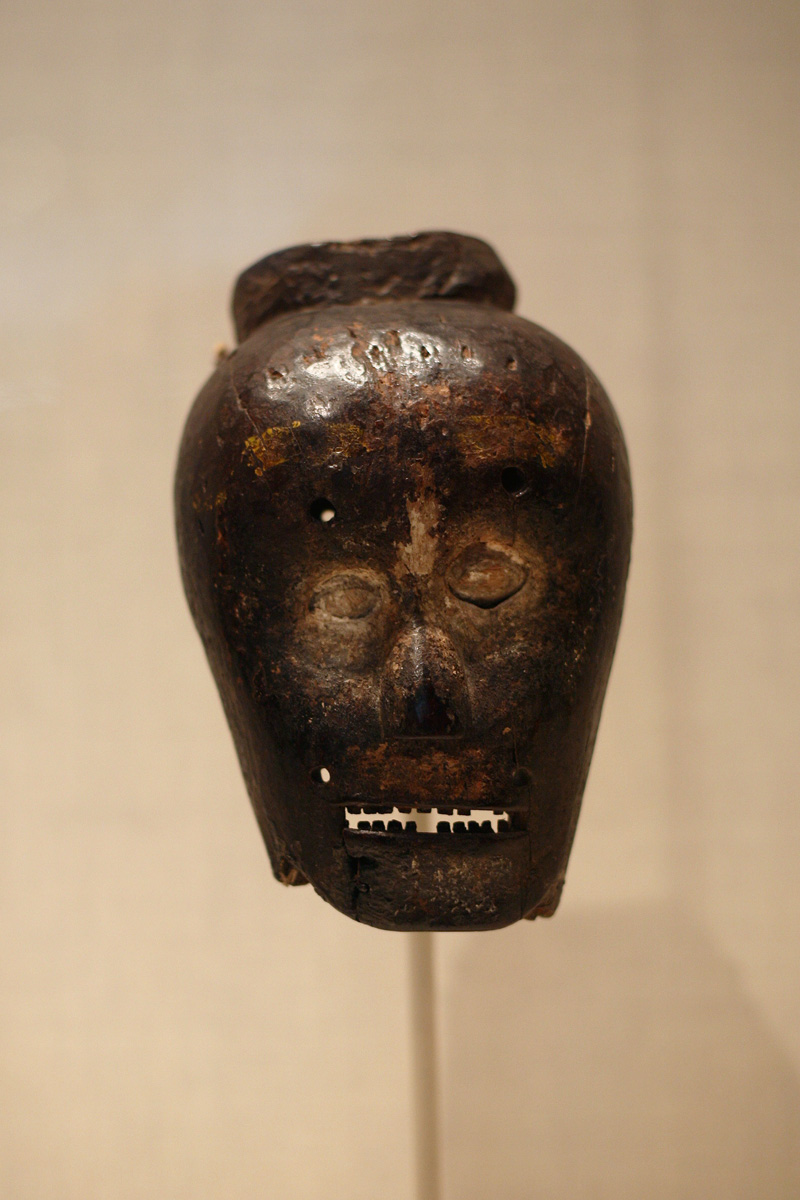
Maske aus Osttimor, um 1900 (Metropolitan Museum of Art)

Ohne die Arraias hätte Portugal seine Besitzansprüche nie aufrechterhalten können. Bis 1818 gab es in der Kolonie keine anderen portugiesischen Truppen. Ab 1860 wurden Einheimischentruppen zu einer ständigen Einheit ausgebaut. Einen Sold erhielten nur ein Oberstleutnant und die drei Kommandanten der Kompanien. Die restlichen Soldaten behielten ihren irregulären Status. Gouverneur Afonso de Castro sah in der timoresischen Bergwelt darin einen Vorteil, dass die Timoresen nicht durch Uniformen und europäische Ausrüstung behindert wurden. Die timoresischen Truppen der Portugiesen teilten sich in drei Kompanien (Companhias): Die Moradores, die Bidau und die Sica. Bei den Sica handelte es sich um freiwillige Rekruten aus dem Königreich Sikka im Osten der Insel Flores, bei den Bidau um Topasse und bei den Moradores um Timoresen. Alle drei Gruppen lebten in eigenen Vierteln Dilis. Ab 1870 sollte es in der Kolonie zwei Kompanien geben. Die erste Kompanie (primeira linha) sollte nur aus Europäern bestehen, geführt von einem Major. Neben 20 weiteren Offizieren und Unteroffizieren waren 80 einfache Soldaten vorgesehen. Die zweite Kompanie (segunda linha) sollte aus hundert Mann bestehen, rekrutiert aus Timoresen, Indern und Afrikanern. Die befehlshabenden Offiziere sollten aber Europäer sein. 1895 waren aufgrund der Schwierigkeiten bei der Rekrutierung für Timor nur noch 28 europäische Soldaten in der Kolonie, die 12.350 Timoresen gegen die rebellischen Reiche anführten. Unter Gouverneur José Celestino da Silva (1894 bis 1908) erhielten die Moradores erstmals eine Uniform.
Die seit 1842 im Mutterland geltenden Verwaltungsgesetze wurden ab 1869 auch in der Kolonie angewendet. Doch gerade die ungeprüfte Übertragung von Gesetzen führte zu Problemen. Gouverneur Afonso de Castro kritisierte, dass „wilden, unwissenden und quasi barbarischen Völkern eine Verwaltung gegeben wurde, deren politische, wirtschaftliche, zivile und strafrechtliche Gesetze von diesen Völkern weder verstanden, noch gewürdigt, noch von ihnen bevorzugt werden würde.“ Zudem prangerte Castro an, dass die Machtfülle im militärischen und zivilen Bereich zur Willkür des Gouverneurs führen könne. 1834 hatte Portugal zwar militärische und administrative Befugnisse zwar getrennt, dies aber bereits ein Jahr später wieder revidiert. Bereits seit 1822 durfte das Amt des Gouverneurs nur noch mit Militärpersonal besetzt werden. Ab 1869 wurde die Auswahl auf aktive Offiziere mit Erfahrung im Verwaltungsdienst beschränkt, um Günstlingswirtschaft zu vermeiden. Die Dienstzeit wurde auf maximal fünf Jahre beschränkt, real waren es in den folgenden Jahren meistens sogar nur ein oder zwei Jahre. Die Instabilität der portugiesischen Regierung färbte auf die Kolonien ab. Bei jedem Regierungswechsel wurden auch die Gouverneure ausgetauscht, was auch immer wieder zu einem Wechsel im Führungsstil führte. Ein weiterer Grund für den häufigen Austausch war, dass immer wieder Gouverneure im Dienst starben (insgesamt sechs zwischen 1751 und 1887) oder aufgrund der angeschlagenen Gesundheit um vorzeitige Abberufung baten. Ursache war meistens das Dili-Fieber, die Malaria. Seltener kam es zu gewaltsamen Tode. So wurde Gouverneur Alfredo de Lacerda Maia (1885 bis 1887) bei der Revolte der Moradores erschlagen. Problematisch war auch, dass es oft auch keinen Arzt in Dili gab. Gouverneur António Olavo Monteiro Tôrres bat am 7. März 1851 in einem Schreiben zum wiederholten Male um eine vorzeitige Entsendung eines Nachfolgers. Er wollte seine verbleibenden fünf Monate im Dienst nicht mehr ausüben, weil er seinen Gesundheitszustand mangels eines Arztes als ernst empfand. Tôrres starb am 24. März. In seiner gesamten Amtszeit hat er keine einzige schriftliche Anweisung aus Macau erhalten.

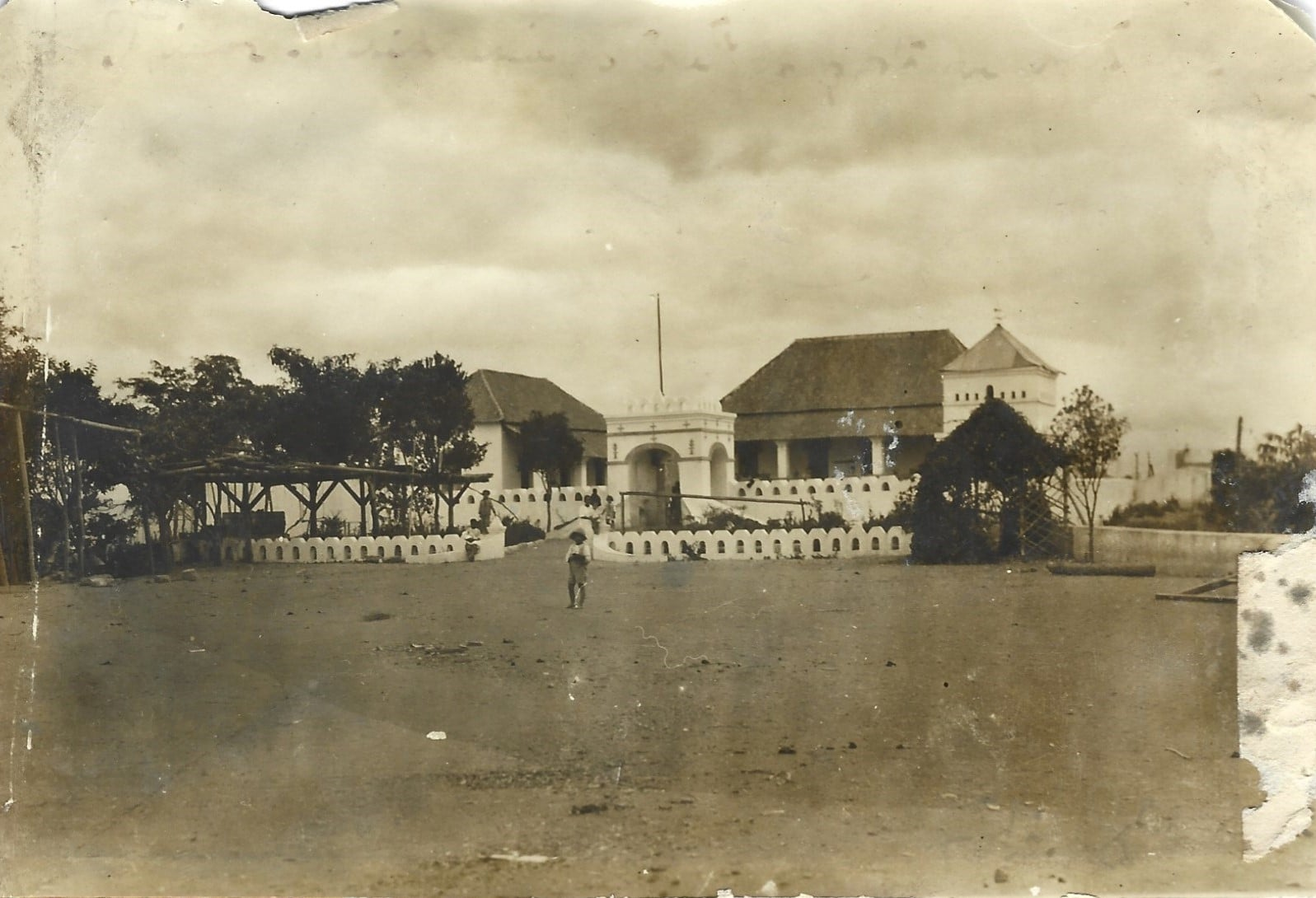
Portugiesisches Fort in Atsabe (in den 1920er Jahren)

Nicht anders ging es vielen portugiesischen Soldaten. Die häufigste Todesursache war für sie nicht das Gefecht, sondern Krankheiten, die unter ihnen grassierten. Sie hatten lange Zeit noch nicht einmal richtige Unterkünfte. Am 24. August 1866 waren die meisten öffentlichen Gebäude Dilis niedergebrannt, darunter auch die Militärbaracken. Selbst sechs Jahre später gab es nur offene Baracken, die während der Regenzeit nur notdürftig abgedeckt wurden. Gouverneur Clímaco de Carvalho brachte 24 Soldaten mit aus Macau, neun davon starben in den ersten acht Monaten. Einen Mangel gab es noch im 19. Jahrhundert auch an ausgebildeten Handwerkern und fähigen Kolonialbeamten, da angesichts der schlechten Bezahlung kaum jemand die Ämter übernehmen wollte. Folge war, dass Portugiesisch-Timor immer wieder als Ziel für Strafversetzungen unliebsamer Beamter wurde. Ansonsten vergab man die Posten an Offiziere und Unteroffiziere der Streitkräfte oder sogar an lokale, einheimische Liuais. Teilweise hatten einzelne Personen mehrere Ämter inne.

Händler mit ihren Booten am Ufer von Dili (1889)

Die Eingliederung Portugiesisch-Timors in das portugiesische Kolonialreich war in dieser Zeit einem ständigen Wechsel unterworfen. Die Unterordnung der Kolonie unter Macau und Goa hatte finanzielle Gründe, da man so die koloniale Verwaltung straffen konnte. Der Nachteil lag in der eingeschränkten Entscheidungsbefugnis für die Gouverneure in Dili. Anfragen nach Macau und Goa waren zeitaufwändig. Nach der erneuten Unterordnung unter Macau 1851, wurde ab dem 25. September 1856 wieder Goa für die Kolonie zuständig. Am 17. September 1863 folgte eine erneute Zeit als eigenständige Provinz. Dem Gouverneur wurden ein Sekretär, ein Richter, ein Vertreter der Staatsanwaltschaft und ein Notar zur Seite gestellt und 400 Soldaten dauerhaft in der Kolonie stationiert. Nur in rechtlichen Punkten war Timor weiter Goa unterstellt. 1864 erhielt Dili die Stadtrechte. Am 26. November 1866 kam Portugiesisch-Timor wieder unter die Vorherrschaft Macaus. Immerhin gab man dem timoresischen Gouverneur nun Entscheidungsbefugnisse für den Notfall und ein beratendes Gremium an seine Seite, dem der kommandierende Offizier des Militärs, der Leiter der Mission, ein Richter und ein Kämmerer angehörten. Drei Monate zuvor waren große Teile Dilis durch einen Brand zerstört worden. Der Gouverneur von Macau sammelte bei seiner Bevölkerung für den Aufbau der Stadt. Ab 1871 war Tomás de Carvalho der erste Abgeordnete im portugiesischen Parlament, der Cortes, der allein Portugiesisch-Timor vertrat. Zuvor hatten Macau und Timor nur einen gemeinsamen Sitz, der meist vom größeren Macau in Anspruch genommen wurde. Carvalho, ein Professor der Medizinischen Schule in Lissabon, wurde mit 687 der 695 Stimmen gewählt. Die 29 Stimmen aus dem Distrikt Batugade konnten mangels einer schreibkundigen Person nicht aufgenommen werden. Erst am 15. Oktober 1896 wurde Portugiesisch-Timor endgültig als Autonomer Distrikt zu einer eigenständigen Kolonie. Finanziell und mit Verwaltungspersonal war sie aber weiterhin abhängig von den kolonialen Zentren in Macau und Goa. Macau musste jährlich eine Finanzhilfe von 60.000 Patacas stellen.

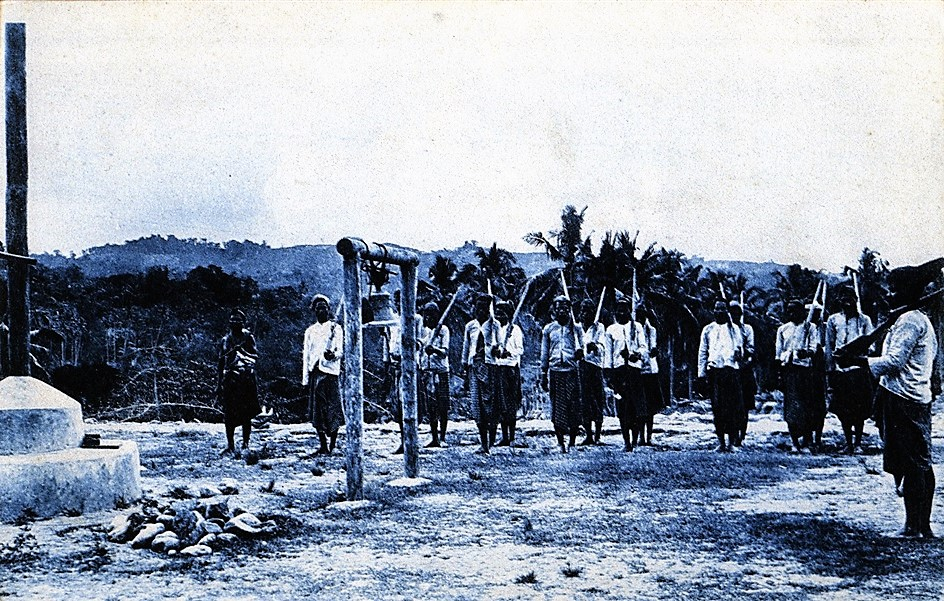
Fahnenappell mit Moradores Anfang des 20. Jahrhunderts

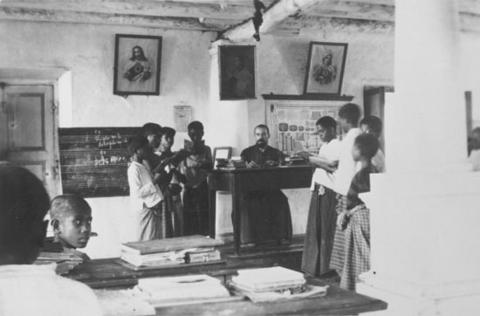
Schulunterricht in Timor (um 1940)

In Macau empfand man Timor als kostspieliges Anhängsel, ja als „Parasit“. Es fehlte an eigenständig erwirtschafteten, finanziellen Mitteln, da der Großteil der Einnahmen fast nur aus Naturalien bestanden, die aus den Tributzahlungen der Liurais stammten. Daneben nahm man Zölle für Handelswaren ein, doch die Militärposten, die man in der ersten Hälfte des 19. Jahrhunderts an der Nordküste errichtet hatte, waren heruntergekommen, weswegen in der zweiten Hälfte der Schmuggel blühte. Von den 50 bis 60 Schiffen, die Timors Häfen zur Regierungszeit Gouverneurs Afonso de Castro jährlich anliefen, war kein einziges portugiesisch. Meistens waren es australische oder amerikanische Walfänger, die zwischen den Gewürzinseln und Timor und im Pazifik bis Australien auf Pottwale Jagd machten. Der Handel lief über chinesische Dschunken, niederländische Schoner oder malaiische Schiffe aus Makassar. Es ist nicht verwunderlich, dass 1888 der portugiesische Abgeordnete José Bento Ferreira de Almeida den Verkauf der kostspieligen Kolonie forderte. 1889 wurden schließlich neue Posten westlich von Dili in Aipelo, Liquiçá, Maubara, Batugade und Oe-Cusse Ambeno und östlich von Dili in Manatuto, Baucau und Laga errichtet. An der Südküste fehlten Zollstellen weiterhin. 1868 betrug der Haushalt 9.786 Réis, bis 1881 stieg er auf 43.722 Reis. 53 % des Etats ging 1866 allein an das Militär, weitere 25 % für die Verwaltung. Immerhin finanzierte man auch vier Studienstipendien. Zwei in Goa, zwei in Lissabon. 60 Söhne von Liurais wurden in einer Schule in Dili und 20 in einer Mission in Manatuto unterrichtet. Außerdem unterrichtete der Kommandant der Festung von Batugade 15 Schüler. Verglichen mit anderen Kolonien war Timor damals dadurch bei der Bildung sogar vorbildlich.
Gouverneur António Joaquim Garcia (1869 bis 1870) berichtet, dass 1870 nur noch 23 Liurais Steuern in Höhe von unbedeutenden 2000 Florins an Portugal zahlten, während es 1776 noch 44 Herrscher gewesen waren. Der Regierungssekretär José dos Santos Vaquinhas zählte 1882 noch 19 von 52 Reichen in der portugiesischen Einflusssphäre, die keine Abgaben entrichteten, darunter die wohlhabenden, großen Reiche im Süden Manufahi, Suai und Raimea. Zwar hätten diese große Ebenen, in denen Getreide geerntet werde und Sandelholz im Überfluss, doch lebten diese Reiche in kompletter Unabhängigkeit. Zwölf der zahlenden Reiche nannte Vaquinhas als so klein und arm, dass ihr Beitrag sehr klein war. Das Grundproblem der Portugiesen war, dass sie zum Durchsetzen von Steuerzahlungen von den Reichen gestellte Krieger benötigten. Dazu musste man Herrscher finden, die bereit waren, zum Beispiel wegen innerer Konflikte, gegen das andere Reich vorzugehen. Diese verursachte aber erneute Ressentiments und Instabilität in der Kolonie. Infolgedessen verzichtete man oft einfach auf das Eintreiben der Steuern und die Reiche zahlten für Jahre keine Abgaben an die Kolonialmacht.
Gouverneur João Clímaco de Carvalho (1870 bis 1871) teilte in einem Bericht von 1872 die timoresischen Reiche in vier Gruppen: Gebiete, wie Dili, Batugade, Manatuto, Vemasse, Laga und Maubara standen unter direkter portugiesischer Kontrolle. Die Reiche in unmittelbarer Nähe zu Dili, vor allem westlich der Hauptstadt, hatten die portugiesische Oberhoheit praktisch anerkannt. Die Reiche im Inselinneren, wie zum Beispiel Cailaco, erkannten diese nicht an, außerdem gab es kaum Kontakte mit den Herrschern. Und schließlich gab es die Reiche an der Grenze zum niederländischen Westtimor, wie Cowa und Sanirin, die offen gegen Portugal rebellierten oder zu denen es, wie zu Suai, seit Jahren keine Verbindungen mehr gab. Der portugiesische Einfluss war gesunken, da sich die Missionare, seit der Verlagerung der Hauptstadt von Lifau nach Dili, mit ihrer Arbeit in das komfortablere Dili oder ganz von Timor zurückgezogen hatten. Seitdem waren niemals mehr als elf Missionare auf der Insel und 1812 schließlich nur noch zwei, inklusive des Bischofs in Manatuto. 1831 taten nur noch fünf oder sechs Priester ihren Dienst auf der Insel. 1834 wurden auch die letzten dominikanischen Missionare für 20 Jahre aus Timor verbannt. Das Dekret Königs Pedros IV. war eine Folge der Liberalen Revolution in Portugal.
Zwischen Gouverneur Julião José da Silva Vieira kam es aus unbekannten Gründen zum Streit mit Pater Gregorio Maria Barreto, dem ranghöchsten noch in Portugiesisch-Timor verbliebenen katholischen Missionar. Barreto war Timorese. An der Tür der Kirche von Dili wurde 1846 eine Proklamation an die „Timoresen und das Militär“ angebracht, in der Silva Vieira beschuldigt wurde, ein „miguelistischer Tyrann“ zu sein. Der Gouverneur beschuldigte Barreto das Pamphlet verfasst zu haben, um eine Revolte anzuzetteln und eine Ersatzregierung einsetzen zu können. Der Streit tobte hin und her mit Appellen an kirchliche und ministerielle Behörden, bis Silva Vieira 1848 nach Lissabon zurückkehrte. Als sein Nachfolger António Olavo Monteiro Tôrres 1851 in der Kolonie starb, ging die Kontrolle für einige Monate an einen Conselho Governativo, an dem tatsächlich Barreto mitbeteiligt war. Am 26. Dezember 1854 wurde die Maßnahme durch ein königliches Dekret zurückgenommen und Priester aus Goa wurden nach Timor entsandt. 1856 wurde Barreto zum Oberen der Mission in Timor gewählt. Doch auch nach der Rückkehr der Geistlichen nach Timor schien die Missionierung des Inselinneren aufgegeben worden zu sein. 1861 gab es nur noch zwei Missionare in der Kolonie und sie verließen nur selten Dili. Mit Luiz Xavier de Mesquita als neuen obersten Missionar wurde versucht die Missionierung Timors wieder voranzutreiben. 1871 und 1874 reiste er nach Timor und besuchte dabei mehrere Reiche in der ganzen Kolonie.

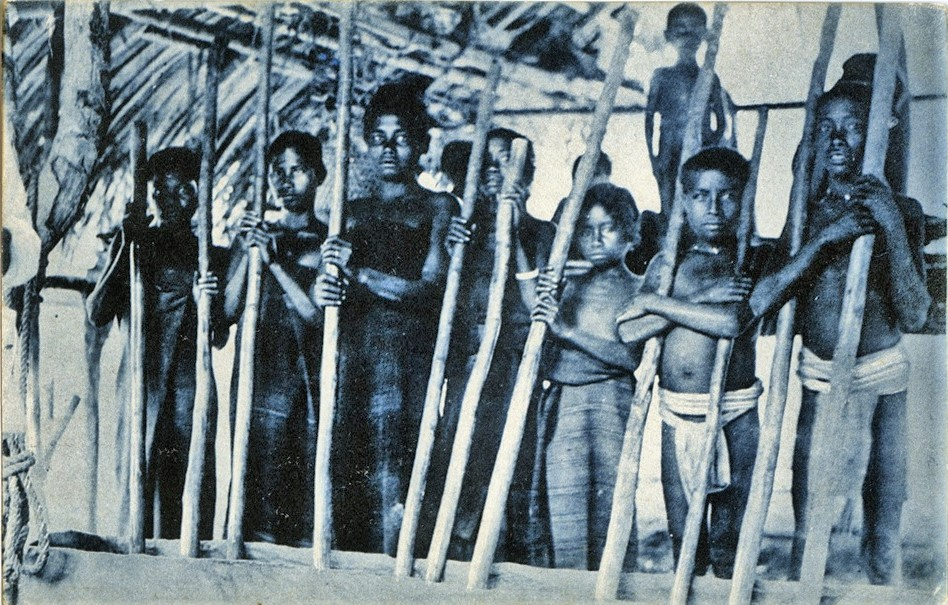
Jungen beim Reisstampfen
(Anfang des 20. Jhdt.)

Am 12. November 1877 wurde per Dekret die Missionierung des Inselinneren angewiesen und der Kirche auch das Recht gegeben, Schulen in der Kolonie zu gründen. Noch im selben Jahr trafen neun neue Missionare in Timor ein und wurden auf Batugade, Oe-Cusse Ambeno, Manatuto und Lacluta verteilt. Weitere vier Missionare wurden nach Bidau und Hera geschickt, einer übernahm die Leitung der Grundschule in Motael. Ein chinesischstämmiger Missionar wurde mit der Betreuung chinesischer Schulkinder in Dili betraut. Jacob dos Reis e Cunha, der Sohn eines Liurais, war in Macau zum Priester geweiht worden und missionierte an der Südküste zwischen Luca und Alas. Zuvor unterrichtete er seit 1864 in der Missionsschule in Lahane die Söhne von Liurais. Pater António Joaquim de Medeiros wurde als Superior der Kirche – 1877 zum Generalvikar ernannt – nun in Dili stationiert. Medeiros schätzte die Zahl der Christen auf der Insel zu diesem Zeitpunkt auf gerade mal 40.000. Die Verwicklung von Medeiros und seinen fanatischen Missionaren in den Krieg von Laleia (1878–1880) führten aber zu schweren Zerwürfnissen mit der Militärverwaltung. Im Prozess gegen den rebellierenden Liurai Manuel dos Remédios (1880–1881) hatten die Geistlichen schwere Vorwürfe gegen den Herrscher erhoben, letztlich wurde Remédios aber aus Mangel an Beweisen freigesprochen und rehabilitiert. Viele machten die Geistlichen mit ihren Einmischungen in die inneren Angelegenheiten der Timoresen für die Rebellion verantwortlich. Auch hatten Missionare zu den Gewalttaten beigetragen. 35 Schädel, die Teil einer anthropologischen Sammlung wurden, die Medeiros nach Portugal schickte, könnten davon zeugen. Medeiros gibt aber an, verbündete Timoresen hätten sie dem Missionar zum Geschenk gemacht. Dem gegenüber betätigte sich Medeiros als fleißiger Kritiker der Militärverwaltung der Kolonie. Zwar trafen seine Kritikpunkte oft zu, seine Motivation lag aber mehr in dem Wunsch, die Militärregierung auf Timor zu beenden. Zwischen Gouverneur Augusto César Cardoso de Carvalho (1880–1881) und dem Militär auf der einen und den Missionaren auf der anderen Seite eskalierten die Spannungen in Folge zu einem öffentlich ausgetragenen Konflikt, der bis in die Zeitungen von Macau und Lissabon reichte. Der Streit wurde zum politischen Konflikt zwischen der kolonialen Verwaltung und den kirchlichen Behörden. Kirchenhistoriker nannten diese Zeit die „Krise der Mission“ und sahen nun wiederum eine böswillige Verfolgung aus antikatholischen Bestreben heraus, angeführt von Gouverneur Carvalho.

Canossianerinnen mit ihren Schülerinnen (Portugiesisch-Timor zwischen 1890 und 1910)

Unter Medeiros wurde die Missionsschule in Lahane 1879 für 16.000 Rupien modernisiert. Sie verfügte nun über Wohngebäude, ein Missionsarchiv und die erste Bücherei auf Timor. Von den Canossianern wurden Schulen in Bidau und Manatuto eröffnet. In Manatuto stieg die Schülerzahl auf 180. Zudem wurden in Dili je eine Hochschule für Jungen und eine für Mädchen eröffnet, auch wenn die Liurais nur widerstrebend ihre Töchter in die Schule schickten, im Gegensatz zu ihren Söhnen. In Dili (inklusive Bidau, Lahane und Motael) gab es 1881 acht Schulen mit 320 Schülern. 1890 wurden noch zwei weitere Grundschulen in Baucau und Manatuto eröffnet, die auch für Mädchen Unterricht anboten. Medeiros beklagte 1881 aber die Qualität des Unterrichts in den Schulen. Die Lehrer würden die einfachsten Regeln der Pädagogik vernachlässigen und es mangle an einfachsten Dingen, wie Tinte und Papier. Auch beklagte Medeiros eine mangelnde Unterstützung durch die portugiesische Regierung. 1904 wurde in der Mission in Soibada eine Jesuitenschule für Jungen eröffnet.

Chinesischer Tempel in Osttimor (1901)

1910 wurden die Missionare von der neuen republikanischen Regierung aus der Kolonie ausgewiesen, was einen Rückschlag bei der Christianisierung bedeutete. 1916 gab es nur ein Dutzend Geistliche in Portugiesisch-Timor. Ab 1920 verstärkte die Kirche wieder ihr Engagement. 1928 betrug die Anzahl der bekehrten Timoresen gerade einmal 19.000. Mit der neuen portugiesischen Verfassung von 1933 und den Gesetzen von 1935 wurde das Dekret von 1910 wieder aufgehoben, und 1938 betrieb man wieder 20 Missionen. Zusammen mit Macau bildete Portugiesisch-Timor eine gemeinsame Diözese. Am 4. September 1940 mit der päpstlichen Bulle Solemnibus Conventionubus wurde die Diözese Dili abgetrennt. Jaime Garcia Goulart wurde am 18. Januar 1941 zum apostolischen Administrator ernannt und 1945 zum Bischof Dilis geweiht. Er war bereits von 1933 bis 1937 als Kommissar für die Diözese von Macau und Timor nach Dili entsandt worden.
Clube Chum Fuk Tong Su, die erste chinesische Schule in der Kolonie, bot 1912 neben Unterricht in Chinesisch, auch Englisch, Zoologie und Botanik an. Gouverneur Filomeno da Câmara de Melo Cabral (1911 bis 1913 und 1914 bis 1917) setzte 1916 neue Regeln für die Grundschulen fest. Inzwischen gab es in Portugiesisch-Timor 16 staatliche und neun Missionsschulen. In den ländlichen Gebieten wurde nun der Schwerpunkt der Ausbildung auf die Landwirtschaft gelegt. Ab 1940 verfügte die Katholische Kirche durch ein Konkordat über das Erziehungsmonopol in der Kolonie. Die Kirche war mit der lokalen portugiesischen Administration verbunden und finanzierte ab 1941 das Bildungssystem. Sie vermittelte sowohl katholische als auch portugiesische kulturelle Werte.
1860 wurde das Krankenhaus von Lahane (Antigo Hospital Português) im Süden von Dili errichtet. 1906 wurde es erneuert und 1918 kamen Krankenhäuser in Baucau, Same und Bobonaro hinzu. Mobile medizinische Einheiten wurden in der Kolonie gebildet. In den 1930er Jahren folgten weitere Krankenhäuser, so in Liquiçá. Dazu klamen drei private Krankenhäuser, eine Geburtsklinik und etwa 20 medizinische Stationen. In den 1960er Jahren wurde das Gesundheitsnetz nochmals weiter ausgebaut.

### Entwicklung der kolonialen Wirtschaft

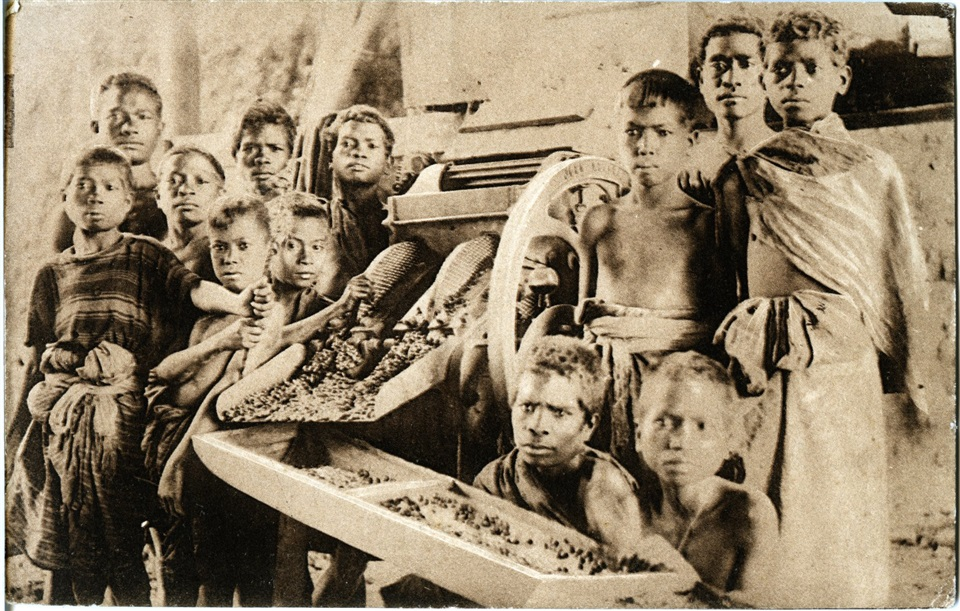
Kaffeeverarbeitung in Osttimor um 1900

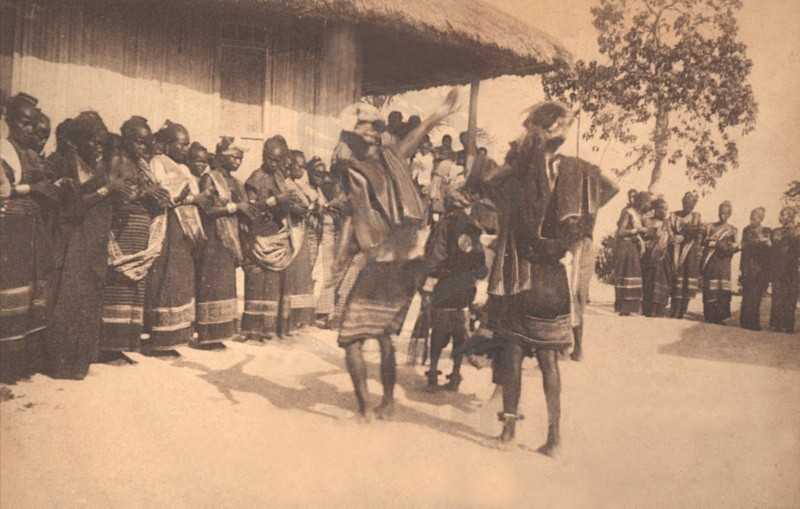
Timoresen beim Tebedai-Tanz

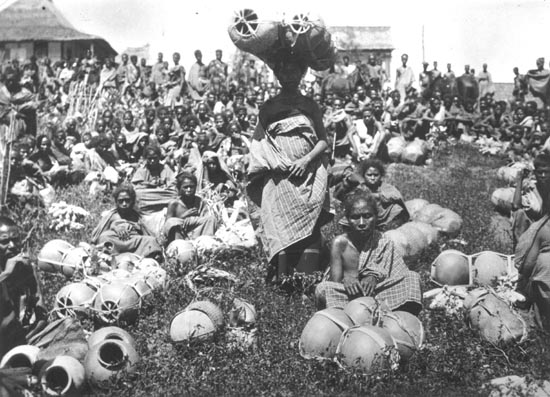
Auf einem Markt in den 1930er Jahren

Nach den Napoleonischen Kriegen zwang Großbritannien Portugal die Häfen für den Handel von britischen Schiffen zu öffnen. Hatten Goa und Macau bisher eine gesunde Wirtschaft, brach diese nun zusammen. Es hatte eine katastrophale Auswirkung auf die portugiesische Handelsflotte und man verlor den Textilhandel mit Indien. In Macau konnte man seine Wirtschaft, unabhängig vom Mutterland, mit Opium- und Teehandel wieder in Schwung bringen. Selbst nach der britischen Übernahme von Hongkong 1844 profitierte man vom Zugang zu den Vertragshäfen in China. Als 1870 neue Regeln den Handel über Macau benachteiligten, boomte dafür Macaus Rolle als Auswandererhafen für Chinesen, die im Ausland als Kulis arbeiteten. Zwischen einem Sechstel und einem Viertel aller Kulis aus China reisten über Macau in die Welt. Macaus Erfolg verdeckte die Defizite der Kolonie in Timor, dem ungeliebten Anhängsel. Anfang des 19. Jahrhunderts hatte Macau noch gute Gewinne gemacht, als ein Großteil des Sandelholzhandels von Händlern aus Macau durchgeführt wurde. In den 1830er-Jahren verlor der Sandelholzhandel aber an Bedeutung. Züchter auf Sumba und Roti traten in Konkurrenz und die Briten überschwemmten den Markt mit minderwertigem Sandelholz aus Australien und Neukaledonien.
Bereits Mitte des 18. Jahrhunderts war Kaffee im damals niederländischen Maubara eingeführt worden, doch erst unter Gouverneur Vitorino Freire da Cunha Gusmão wurde er 1815 erstmals in den Küstenregionen westlich von Dili und in Liquiçá angepflanzt. Cunha Gusmão führte zudem Zuckerrohr ein und begann eine Rumproduktion. 1858 hatte Kaffee schließlich einen beträchtlichen Anteil am Export aus der Kolonie erreicht, neben den alten Handelsgütern Wachs, Honig, Leder, Weizen, Schildkröten und Pferden. In den darauffolgenden Jahren boomte die Kaffeeproduktion, zudem stiegen die Preise auf dem Weltmarkt. Während der Kaffee zwischen 1858 und 1860 noch 7 % des Exports der Kolonie ausmachte, waren es zwischen 1863 und 1865 bereits 54 %. Die anderen Exportgüter verloren schnell an Bedeutung. Wurden zum Beispiel 1859 noch 942 Pferde exportiert, waren es 1865 nur noch drei. Dafür wurden vermehrt Wasserbüffel gehandelt. Allein im September 1867 luden fünf niederländische und ein englisches Schiff in Dili 661 Tonnen Kaffee. Die Samen für die Kaffeepflanzen wurden in staatlichen Plantagen gesammelt und in Aufzuchtsstationen in verschiedenen Teilen der Insel herangezüchtet. 1877 berichtete der australische Reisende G. R. McMinn, dass die Kaffeeplantagen an den Nordwesthängen der Hügel angelegt wurden. Die Bewässerung erfolgte von Quellen oberhalb der Pflanzungen mit Bambusleitungen. Zwischen den Kaffeesträuchern wurden Bananenstauden gepflanzt, die die jungen Pflanzen abschirmten und mit dem von ihnen eingefangenen Tau den Kaffee zusätzlich bewässerten. Jährlich würden 1300 Tonnen Kaffee ausgeführt. Allerdings kritisierte McMinn, wenn die Plantagen nicht in Händen von Privatleuten wären, würden sie zehnmal so viel Kaffee produzieren. Portugal folgte zunächst nicht dem Vorbild der großen Plantagen auf Java, konnte aber dafür eine hohe Qualität des timoresischen Kaffees vorweisen. Zwischen 1879 und 1892 erreichte die Kaffeeausfuhr einen Höhepunkt und blieb bis in die 1930er Jahre stabil, als sie zeitweise um die Hälfte sank. Grund waren Pflanzenkrankheiten (Hemilea vastarix) und eine Überflutung des Kaffeemarktes durch Brasilien. Auch heute ist Kaffee das wichtigste Exportgut des Landes. Die Einnahmen reichten aber weiterhin gerade mal für den Sold der regulären Soldaten. Timor blieb weiter von den Subventionen aus Macau abhängig. Gouverneur António Joaquim Garcia empfahl 1870 den nachweislichen Schwund im Zollhaus zu bekämpfen.

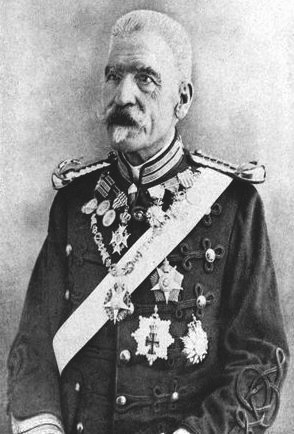
Eine schillernde Persönlichkeit: José Celestino da Silva, der „König von Timor“, portugiesischer Gouverneur 1894 bis 1908

Auch hoffte Garcia auf die Nutzung von Bodenschätzen: Kupfer in Vemasse, Schwefel in Viqueque und Gold, Salz und Kohle in Laga. Eine Hoffnung, welche die Portugiesen schon früher gehabt hatten. Bereits António de São Jacinto berichtete Ende des 17. Jahrhunderts König João I. in einem Brief von der Entdeckung großer Kupferminen auf Timor – eine Angabe, die sich wiederholt in den Quellen findet. Gouverneur Azevedo e Sousa ließ nach Erdöl suchen, sein Nachfolger Manuel Joaquim de Matos Góis nach Gold, Kupfer, Salpeter und anderen Bodenschätzen. Vom Fund mehrerer Kupfernuggets nahe Dili wird berichtet, doch konnte ein englischer Bergbauingenieur 1861 keine nennenswerten Kupfervorkommen im Osten Timors finden, während sich in der Korrespondenz des niederländischen Kolonialministeriums bereits 1849/50 Verweise auf Kupferminen im Westen der Insel finden. Ab 1884 versorgte man immerhin die Lampen und Straßenbeleuchtung Dilis mit Öl aus Laclubar. 1891 machte sich erneut eine geologische Expedition auf die Suche nach Gold, Kupfer und Erdöl. Nachweisen konnte sie Erdgasvorkommen. Die Idee einer Ölpipeline von Laclubar nach Dili und einer gezielten Ausbeutung des Vorkommens wurde aber nicht weiter verfolgt. Ab 1901 suchten verschiedene britische, australische und andere Firmen auf Timor nach Erdöl. Eine australische Expedition fand 1936 Gold, Silber, Kupfer, Mangan und Chrom, allerdings in solch kleinen Mengen, dass ein Abbauc sich nicht lohnen würde. Kurz vor Ausbruch des Zweiten Weltkriegs berichtete ein britischer Konsul, dass eine kleine, regierungseigene Raffinerie acht Kanister Kerosin pro Tag herstellte. 1940 sprach eine japanische Quelle von Chrom, Mangan, Kupfer und Erdöl in Portugiesisch-Timor. Gold sollte es demnach reichlich als Nuggets an den Südhängen der zentralen Berge geben. Tatsächlich wurde in dieser Zeit Manganerz nach Japan exportiert. Die kleine Mine befand sich im Osten an der Südküste. Zwischen 1936 und 1941 förderte der Niederländer Hofman Manganerz in Nova Benfica (heute: Uatucarbau) und nahe Baucau. Kurz vor Kriegsbeginn vereinbarte die Kolonialregierung Manganlieferungen an Australien.

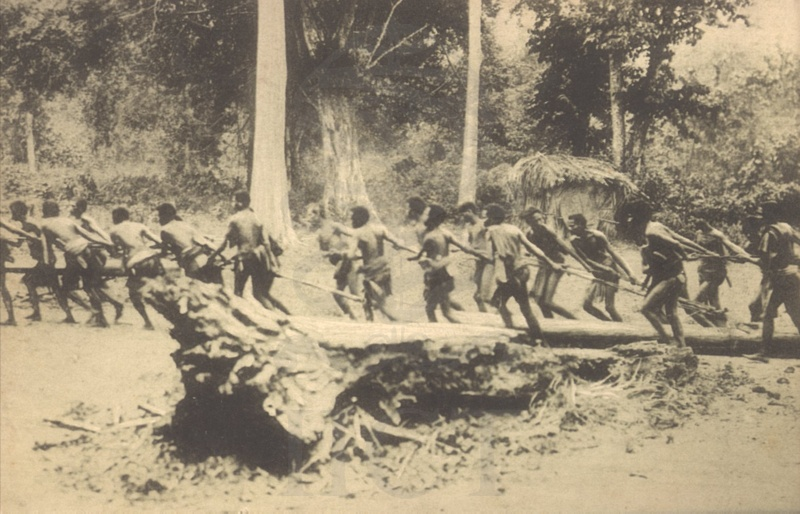
Holzfällarbeiten in Portugiesisch-Timor (1927)

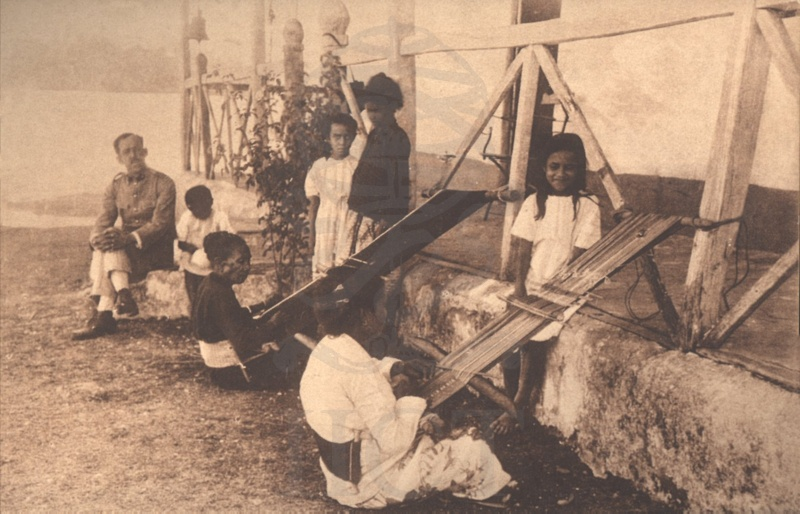
Weberinnen in der Kolonialzeit

Erst Gouverneur José Celestino da Silva legte schließlich die Grundlagen für ein funktionierendes Plantagensystem nach niederländischem Vorbild. Gummiplantagen wurden in Hatulia, Uato-Lari und Luca gegründet. Der Kaffeeanbau in die Region von Ermera ausgedehnt (heute das Hauptanbaugebiet in Osttimor). Statt auf kleine private Pflanzungen, setzte Silva auf große, staatliche Plantagen. Dies ging einher mit Kolonialkapitalismus, Landenteignung zu Gunsten europäischer Siedler und militärischen Zwangsmaßnahmen. Mehr als 20 Militäraktionen führte Silva in seiner Amtszeit auf Timor durch. Die Timoresen wurden zur Zwangsarbeit gedrängt (ab den 1890er Jahren beim Straßenbau und in Plantagen, zum Beispiel auf Kaffeeplantagen in Ermera ab 1899 und Kopra zwischen 1911 und 1917). Trotzdem stiegen die Exportzahlen nicht weiter, da die portugiesische Administration weiterhin zu schwach ausgebaut war. 1906 wurde für jeden timoresischen Familienvater die Kopfsteuer zwischen dem 18. und 60. Lebensjahr eingeführt, ab 1908 wurde sie von jedem Timoresen ab dem 18. und ab 1909 von jedem ab dem 16. Lebensjahr gefordert. Die lokalen Königreiche wurden 1908 abgeschafft und die Liurais als Regenten abgesetzt. Vom Gouverneur eingesetzte Administratoren übernahmen die Verwaltung. Die politische und administrative Neustrukturierung veränderte aber die lokale Ideologie und den Alltag nicht. Traditionelle Hierarchien blieben bestehen, unterstützt durch lokale Bräuche und Weltanschauungen. So entstand ein System auf zwei Ebenen – einer kolonialen und einer einheimischen traditionellen. Silvas ungewöhnlich lange Regierungszeit als Gouverneur von 14 Jahren, ist durch seine persönliche Freundschaft zum portugiesischen König Carlos I. zu erklären. Silva lernte in seiner Amtszeit sogar Tetum, die Lingua franca Timors. Zeitgenössische Kritiker nannten ihn aber, wegen seines Regierungsstils und der unverhohlenen Selbstbereicherung, spöttisch den „König von Timor“. Silva wurde erst nach dem Tod von Carlos I. abberufen. Silvas Bilanz wird sehr unterschiedlich bewertet. Die einen kritisieren, dass er die Kolonie wie sein Privateigentum regierte und in seine eigene Tasche wirtschaftete. Dabei soll er den Einheimischen selbst das Nötigste zum Leben genommen haben. Andere Historiker sind der Meinung, dass Portugal ohne Silvas Reformen seine Kolonie schon früher verloren hätte. Silva hatte die Herrschaft Portugals endgültig über den gesamten Osten der Insel ausgebreitet. Ein Netz von Militärposten, die sogar telefonisch miteinander verbunden waren, überzog das Gebiet (1912 hatte das Netz eine Größe von 1148 km).
Die ersten Kakaobäume wurden 1901 gepflanzt, und 1908 wurde erstmals Kakao exportiert (6,2 t nach Australien). Zwischen 1911 und 1930 wurden im Durchschnitt 15 t Kakao pro Jahr exportiert, und 1931–1940 durchschnittlich 8 t jährlich. Ab 1910 engagierten sich insgesamt sechs Gesellschaften mit dem Anlegen von Kaffee-, Kakao- und Baumwollplantagen. Bevorzugt wurden in der jungen portugiesischen Republik nun aber vor allem kleine Plantagen in privater Hand. 6000 Hektar wurden an portugiesische Einzelpersonen vergeben. Mit einem Dekret vom 5. Dezember 1910 wurde dem Gouverneur das alleinige Recht gegeben, Flächen bis 2500 Hektar, Distriktadministratoren unter bestimmten Umständen bis 100 Hektar zu vergeben.
Ab 1854 wurde in Portugiesisch-Timor die Sklaverei offiziell verboten, doch es dauerte lange, dies bei den einheimischen Herrschern durchzusetzen. De facto blieb die Sklavenhaltung in ihrer timoresischen Form bei ihnen bis weit ins 20. Jahrhundert bestehen, wenn auch in Form von wirtschaftlichen Bindungen und einer Dienerschaft.

Der Dampfer Dilly

Bis in die 1850er-Jahre schickte man noch aus Macau ein Schiff nach Timor für den Sandelholzhandel, dann wurde diese Verbindung mangels Rentabilität eingestellt. Danach musste die gesamte Post, auch die offizielle, Händlern aus Makassar mitgegeben werden, die sie nach Kupang brachten. Ab 1863 sorgte ein Schiff der niederländischen Koninklijke Paketvaart Maatschappij (KPM) für den Postdienst der Kolonie. Portugal zahlte dafür monatlich 500 Rupias und zusätzlich die Frachtkosten. Auch Passagiere und selbst die neuen Gouverneure der Kolonie mussten mit niederländischen, britischen und französischen Schifffahrtslinien von Europa aus reisen, um Portugiesisch-Timor zu erreichen. Da die ausländischen Linien für die regelmäßigen Verbindungen zudem Vergünstigungen beim Zoll verlangten, wurde Timor für portugiesische Händler unattraktiv. Es heißt, dass nach dem Verfall der Teepreise 1870 kein portugiesisches Handelsschiff mehr in asiatische Gewässer gefahren sei, was zu einer Kappung der Verbindung zwischen Lissabon auf der einen und Macau und Timor auf der anderen Seite führte. Abgesehen von kleineren Mengen, die von niederländischen Schiffen transportiert wurden, verlief der verbliebene Export von Kaffee, Sandelholz und Bienenwachs über chinesische Händler und ihre Partner bei den Handelshäusern in Makassar. Den portugiesischen Zoll sparte man sich, indem man jenseits der Häfen an der Küste ankerte und die Waren dort von den Timoresen abnahm oder man lief die niederländischen Häfen im Westen der Insel an. Zwar kaufte Portugal 1891 den sieben Jahre alten Dampfer Dilly an, doch das Schiff, mit einer Verdrängung von 100 Tonnen, musste bereits 1905 wieder verschrottet werden, da es inzwischen unbrauchbar geworden war. Im selben Jahrzehnt wurde ein Vertrag mit der Eastern & Australian Steam Navigation Company geschlossen und eine Schiffsverbindung zwischen Timor und Macau und Hongkong eingerichtet. Anfang des 20. Jahrhunderts kam noch eine Verbindung nach Yokohama hinzu. Portugiesische Beamte, die von Portugal nach Timor reisten, mussten für die Verbindung allerdings einen Monat Wartezeit in Macau einplanen. Noch in den 1940er-Jahren dauerte eine Reise zwischen dem Mutterland und seiner entlegensten Kolonie, inklusive der Wartezeiten auf den nächsten Anschluss, zwischen 45 und 56 Tage.
Die Telegraphenverbindung ließ auch auf sich warten. Alle anderen portugiesischen Kolonien waren zwischen 1870 und 1886 durch englische Gesellschaften im Auftrag der portugiesischen Regierung an das Netz angeschlossen worden. Ein Telegramm nach Dili musste aber zum portugiesischen Konsul in Makassar geschickt werden. Dort blieb es dann liegen, bis wieder ein Schiff nach Timor ablegte. Gerade in Krisen war deswegen eine Hilfsanfrage an die niederländischen Nachbarn schneller als in das weit entfernte Macau.

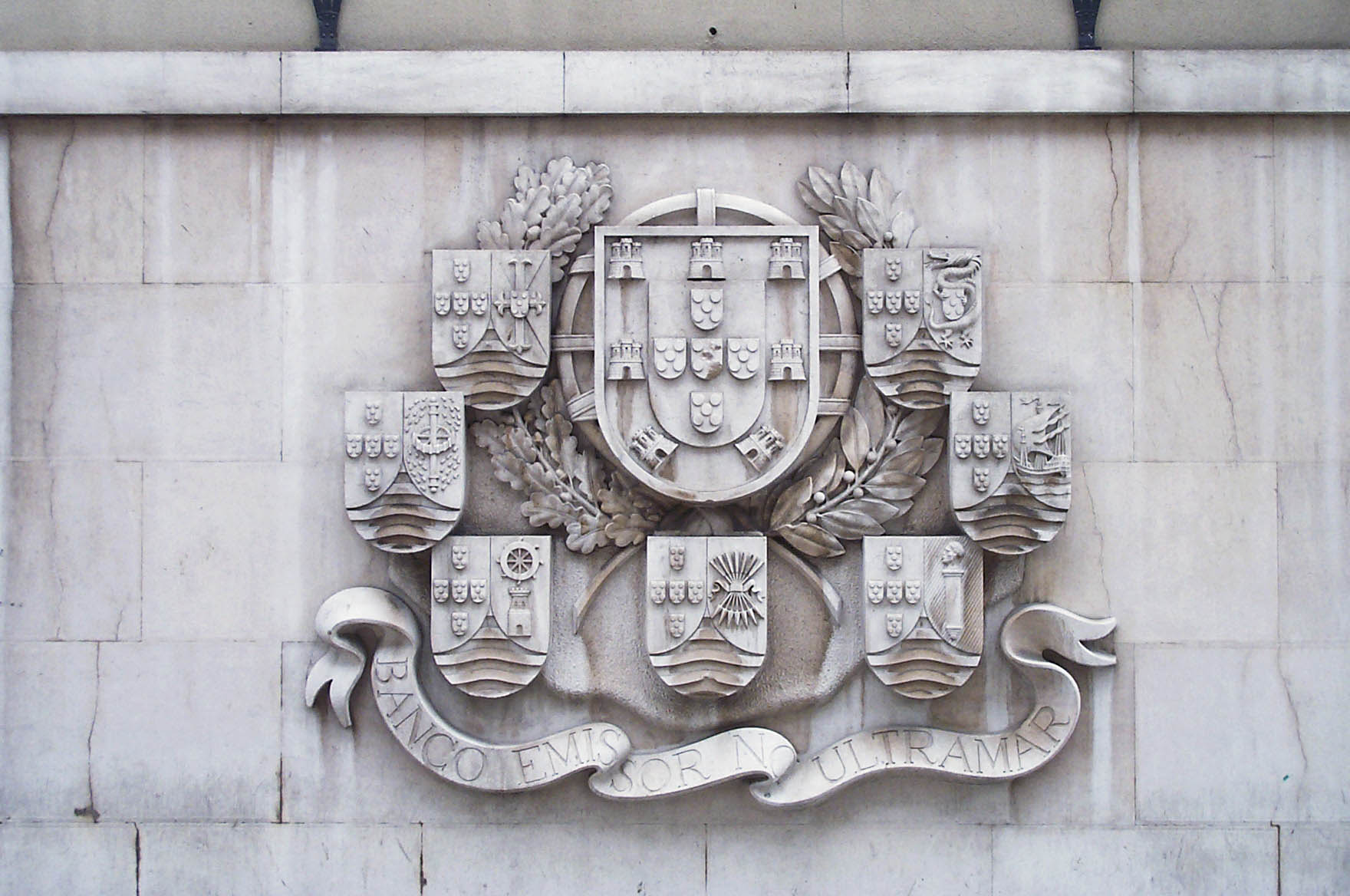
Fassade der Banco Nacional Ultramarino in Lissabon mit den Wappen der Überseeprovinzen

1912 eröffnete die Banco Nacional Ultramarino (BNU) eine Filiale in Dili. Sie übernahm in den Kolonien die Finanzgeschäfte und die Geldausgabe. Auch vergab sie Kredite an Plantagenbesitzer. 1894 war erstmals eine eigene Währung für die Kolonie eingeführt, der Pataca, der gleichwertig mit dem Pataca Macaus war. Mexikanische Pataca-Silbermünzen waren seit den 1880er Jahren auf Timor im Gebrauch. Parallel wurde bis ins 20. Jahrhundert hinein der niederländische Gulden (Florin) verwendet. Ein Pataca entsprach in etwa zwei Gulden. Mit Eröffnung der BNU in Dili wurden auch erstmals Pataca-Geldscheine ausgegeben, allerdings nur macanesische Scheine mit dem zusätzlichen Aufdruck „Pagavel em Timor“. Erst 1915 entschied der Regierungsrat, dass nur noch der Pataca in Portugiesisch-Timor gültig sein sollte. Der Beschluss wurde ab dem 4. Mai 1918 umgesetzt. Eigene Geldscheine der Kolonie wurden ab dem 2. Januar 1920 ausgegeben.

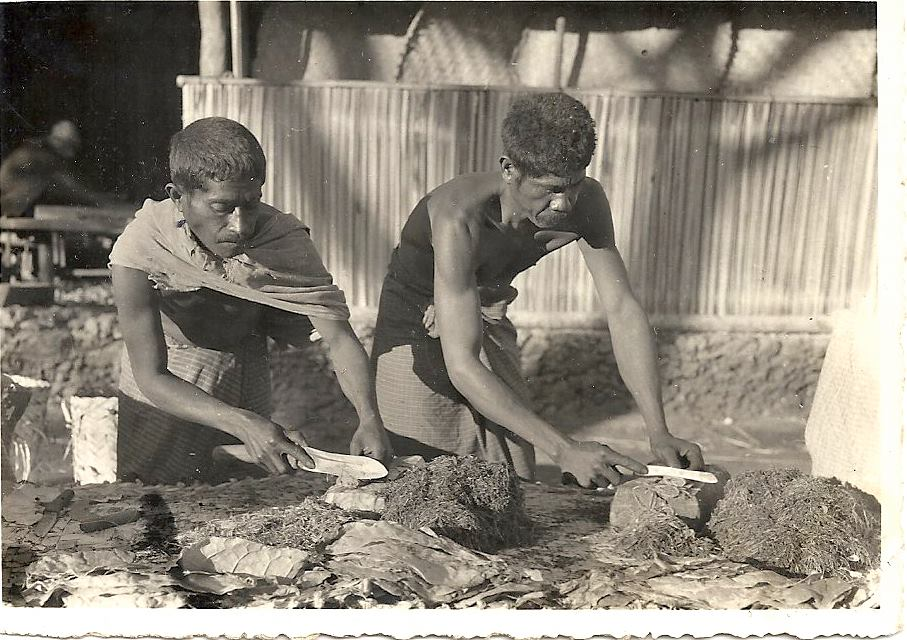
Tabakproduktion in Balibo in den 1930er Jahren

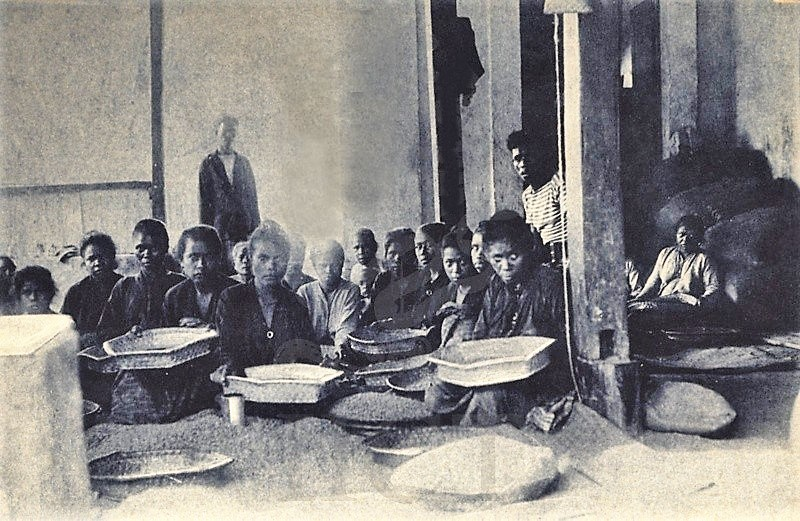
Reinigung des Kaffees

1914 trat ein Syndikat aus Hongkong an die Kolonialregierung heran mit der Bitte zu einer Erlaubnis für die Opiumproduktion in Portugiesisch-Timor. Nach längerem Ablehnen, erhielt das Syndikat Leong Kwong 1916 schließlich doch die Erlaubnis, doch bereits die erste Lieferung von Rohopium aus Indien wurde von den britischen Behörden in Singapur beschlagnahmt, da die Genehmigung zum Export aus Britisch-Indien fehlte. Das Fällen von Sandelholzbäumen wurde aufgrund der Überholzung 1926 verboten. Eine staatlich vorgegebene Kontrolle, die Gouverneur Câmara de Melo Cabral 1911 eingeführt hatte, wurde schlichtweg ignoriert. In Oe-Cusse Ambeno war es unmöglich, die Einhaltung zu überwachen. Die Bäume wurden illegal geschlagen und einfach über den Landweg in das niederländische Westtimor geschmuggelt. Daher lockerten die Portugiesen 1929 das Verbot des Sandelholzhandels für die Exklave. Einheimischen wurde das Fällen von ausgewachsenen Bäumen erlaubt, unter Schutz blieben nur junge Bäume und die Wurzeln. Die Bestände nahmen trotzdem weiter ab. 1939 nannte man den Sandelholzbaum nur noch ein „botanisches Relikt“. Die letzten Bestände in Oe-Cusse Ambeno verschwanden aber erst in der indonesischen Besatzungszeit. Im Kernland Osttimors steht er unter strengen Schutz.
1897 hatte Gouverneur José Celestino da Silva die Sociedade Agrícola Pátria e Trabalho (SAPT) gegründet, die weitgehende Monopole in der Kolonie erlangte. Silva war in seiner Amtszeit in fast allen privaten Plantagengesellschaften beteiligt oder ihr Besitzer und die SAPT agierte praktisch als Staat im Staat. Noch Jahrzehnte später gehörte Silvas Familie zu den Besitzern der SAPT. Untergliederungen der SAPT waren die Empresa Agrícola Perseverança mit einer Kakaoplantage in Deribate und die Empresa Agrícola Timor Limitada, die in Deribate eine 2000 Hektar große Plantage betrieb. Nach Silvas Amtszeit entstanden bis 1911 zwei weitere Gesellschaften, die Campanha de Timor als zweitgrößte im Lande, mit sieben Plantagen in Ermera und die Empresa Commerçial Agricola e Industrial de Timor mit zwei Plantagen in Maubara und in Mau-Ubo. Die meisten der Gesellschaften waren erfolglos. Der Richter Alberto Osório de Castro, der von 1908 bis 1911 in Dili lebte, berichtete 1909, dass eine Plantage der Campanha de Timor aufgrund von Geldmangel aufgegeben war.
Das zweitwichtigste Handelsgut nach dem Kaffee wurde Kopra, das bis zum Zweiten Weltkrieg um die 10 % des Exports ausmachte. Um einen ausländischen Einfluss zu verhindern, musste mindestens die Hälfte des Kapitals eines Unternehmens, das sich in den Kolonien engagierte, aus Portugal stammen. Timor spielte hier aber aufgrund der chinesischen Händler eine Sonderrolle. So kamen in den 1930er Jahren nur 15 % der importierten Waren aus Portugal und Mosambik, zumeist Wein und Zucker. Baumwollstoffe kamen aber zum Beispiel meist aus japanischen Produktionen. Neben Schiffsverbindungen mit der KPM nach Surabaya und Makassar und einer kurzzeitigen Linie zwischen Macau und Dili, wurde 1934 eine japanische Linie über Surabaya nach Palau eingerichtet, das damals unter japanischer Verwaltung stand. So wurde Japan nach Niederländisch-Indien (für den Weiterexport) und Portugal zum drittgrößten Abnehmer von osttimoresischen Kaffee. Außerdem wurden nach Japan Mais, Manganerz, Kopra, Gummi, Baumwolle und Wachs. Der Handel mit Japan wurde von der SAPT organisiert, von der 1940 die japanische Nanyo Kohatsu K. K. 48 % der Anteile kaufte. Die Nanyo Kohatsu K. K. war ein Unternehmen, das die wirtschaftlichen und politischen Interessen Japans in Südostasien und Ozeanien sichern sollte. Ab 1941 war die SAPT die einzige große Plantagen- und Handelsgesellschaft in der Kolonie. Sie kontrollierte auch den Handel mit Portugal, womit sie 20 % des gesamten Handels Portugiesisch-Timors beherrschte. Zudem hatte die SAPT ein Monopol auf den Ankauf des Arabica-Kaffees, der wichtigsten und edelsten Sorte Timors.
1934 gab es Berichte, dass Japan den Portugiesen ihre Kolonie für fünf Millionen US-Dollar abkaufen wollten. Fast gleichzeitig gab es Meldungen, die Briten würden den Niederlanden und Portugal 25 bis 50 Millionen US-Dollar für die Insel Timor anbieten, um die Luftverkehrsroute von Europa nach Australien auszubauen. Die portugiesische Regierung dementierte aber diese Angebote kurze Zeit später.

### Sicherung der kolonialen Macht

Boaventura, der Liurai von Manufahi

Die Wirkung der Maßnahmen war sehr unterschiedlich. Die Plantagen mit ihrem Anbau von Handelsgütern statt Nahrungsmitteln für den täglichen Bedarf veränderten nicht viel, die erzwungene Arbeit im Straßenbau jedoch war mit ein Grund für mehrere Rebellionen zwischen 1860 und 1912. Die Ermordung von Gouverneur Alfredo de Lacerda Maia bei der sogenannten Revolte der Moradores erschütterte die portugiesische Herrschaft schwer.
1888 führte Gouverneur Rafael de Andrade eine Streitmacht aus Kriegern der verbündeten Reiche in den Nordosten Timors und griff die Reiche Faturó (Futoro) und Sarau (Saran) an. Andrade standen das Kanonenboot Tejo, eine Einheit afrikanischer Soldaten und Arraias aus Laleia, Vemasse, Manatuto, Bercoly und Venilale zur Verfügung.  Zwar hatte sein Vorgänger Teixeira da Silva Sarau und Faturó bereits 1867 zu einem Treueschwur bewegt, aber die Reiche am äußersten Ende der Insel hatten weiter ihre Unabhängigkeit bewahrt, auch weil es bisher an Truppen für eine solche Militärexpedition fehlte. Andrade erklärte später, er habe die Bewohner für Diebstähle und „Ungehorsams gegenüber ihren eigenen Regulos“ (deutsch Herrscher) bestrafen wollen, die ein „schlechtes Beispiel für andere Menschen“ darstellen würden. Hintergrund der letzten Bemerkung war, dass die Portugiesen den Sohn des Liurais von Sarau unterstützten, der nun im Kampf um die Herrschaft das eigene Reich attackierte. Im Verlauf des Feldzuges wurden 70 Dörfer niedergebrannt, eine große Zahl von Büffeln geraubt und viele Menschen entweder gefangen genommen oder sie wurden Opfer der Kopfjagd.

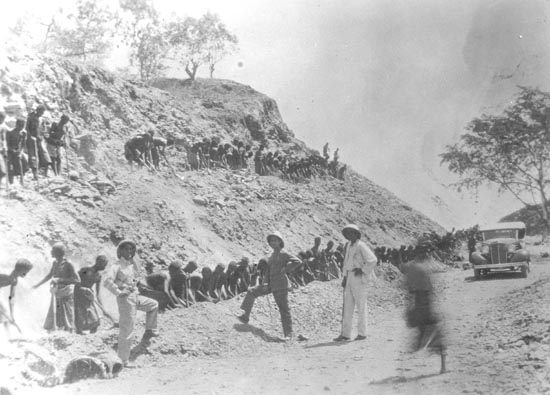
Straßenbau mit einheimischen Kräften (vor 1940)

Zwischen Dezember 1893 und Februar 1894 wütete in der Kolonie nochmals die Cholera mit mindestens 1000 Toten. Nach der Revolte von Maubara, die mit Hilfe des Kanonenboots Diu niedergeschlagen worden war, waren die Leichen der Gefallenen liegen geblieben, was zum Ausbruch der Krankheit vor allem in Maubara führte, aber auch in Tibar, Atapupu auf Alor und selbst in Dili grassierte die Seuche. Um die Jahrhundertwende führte im Laufe von 16 Jahren Boaventura, der Liurai von Manufahi, mehrere timoresische Reiche wiederholt gegen die Kolonialherren. Er wurde erst bei der Rebellion von Manufahi 1911/12 mit portugiesischen Truppen aus Mosambik und teils sogar aus Angola endgültig besiegt. Osttimoresische Quellen schätzen, dass bei der Niederschlagung zwischen 15.000 und 25.000 Menschen getötet und viele Tausend gefangen genommen und eingekerkert wurden. Allein bei der Belagerung am Berg Leolaco (nicht zu verwechseln mit dem gleichnamigen Berg in Cailaco) sollen mehr als 3000 timoresische Kämpfer und Zivilisten abgeschlachtet worden sein, eines der ersten kolonialen Massaker der jungen portugiesischen Republik. Portugal tolerierte keinen großflächigen Ungehorsam mehr. Boaventura verschwand als Gefangener auf der Insel Atauro. Timoresen, wie der „Verräter-Liurai“ Nai-Cau und sein Neffe Aleixo Corte-Real, hatten auch auf Seiten der Portugiesen gekämpft. Bis zum Zweiten Weltkrieg folgte nun eine Phase ohne größere, gewalttätige Auseinandersetzungen, eine Phase des Friedens, wie es sie zuvor nie in Timor gegeben hatte. Diese war aber mehr der strafferen kolonialen Kontrolle zu verdanken, als einer durchgehenden Sympathie der Timoresen für die Portugiesen.

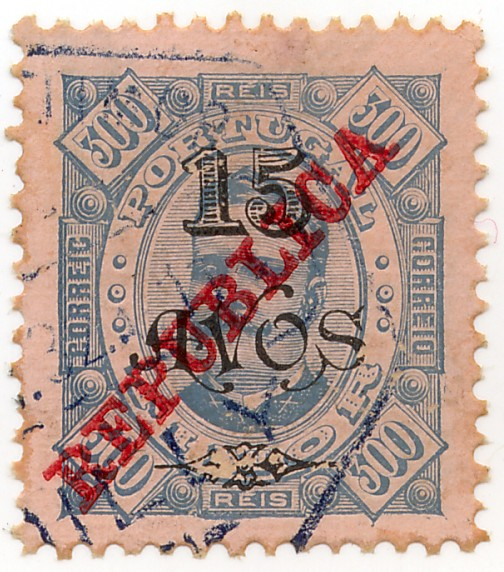
Briefmarke Portugiesisch-Timors mit Bild von König Carlos I., überstempelt mit dem Wort „REPUBLICA“

Die Nachricht vom Sturz der portugiesischen Monarchie traf in Dili am 7. Oktober 1910 durch ein Telegramm des portugiesischen Marineministeriums vom Vortag ein. Generalgouverneur Alfredo Cardoso de Soveral Martins (5. Februar bis 30. Oktober 1910) gab am 30. Oktober offiziell die Ausrufung der Republik bekannt, die blau-weiße Flagge des royalen Portugals wurde eingeholt und die neue grün-rote Flagge Portugals wurde unter Abfeuern von 21 Schuss Salut gesetzt. Martins verließ Dili Anfang November. Das Amt wurde von Martins Sekretär, Kapitän Anselmo Augusto Coelho de Carvalho protokollarisch weitergeführt. Ihn ersetzte am 22. Dezember, ebenfalls protokollarisch, Hauptmann José Carrazeda de Sousa Caldas Vianna e Andrade (22. Dezember 1910 – 1911). Er begann Änderungen im Geiste radikaler Reformen einzuführen, die von den Freimaurern und anderen liberalen Ideologen gepredigt wurden. Sie wurden von ersten republikanischen Gouverneur Filomeno da Câmara de Melo Cabral (1911–1913; 1914–1917) wieder zurückgenommen. Der Wechsel zur Republik in Portugiesisch-Timor führte zu Verwirrung bei den Timoresen, denen das Konzept einer Republik fremd war. Teilweise gab es eine Sehnsucht nach der Monarchie, was die Niederländer mit Propagandaaktionen im Grenzgebiet auszunutzen versuchten. Sie verteilten Bilder ihrer Königin Wilhelmina.

Das Kanonenboot Pátria vor Timor 1912

Bei Ausbruch des Ersten Weltkrieges war Portugal zunächst neutral. Im August 1914 tauchte vor der Ostspitze Timors der deutsche Kreuzer Emden auf. Gouverneur Filomeno da Câmara de Melo Cabral reagierte ziemlich angriffslustig und ließ den Chef des Postens von Tutuala an Bord der Emden gehen. Dieser wies die Emden an, dass sie sofort die portugiesischen Gewässer verlassen sollte. 1916 trat Portugal in den Krieg auf Seiten der Entente ein. Zu dieser Zeit befürchtete man in Portugal, die Niederlande könnten auf Seiten der Mittelmächte in den Krieg eintreten. Im April 1916 erfuhr man, dass sich deutsche Kriegsschiffe in Niederländisch-Indien befanden. Daraufhin wurde das Kanonenboot Pátria von Macau nach Timor geschickt. Als die Beziehungen zwischen den Niederlanden und Großbritannien auf einen Tiefpunkt sank, zogen die Niederländer 1917 Truppen an der timoresischen Grenze zusammen. Zum niederländischen Kriegseintritt kam es letztendlich nicht. Die Zeit zwischen Ersten und Zweiten Weltkrieg war in Portugiesisch-Timor eine auffällig ruhige Phase ohne Aufstände gegen die portugiesische Kolonialherrschaft.

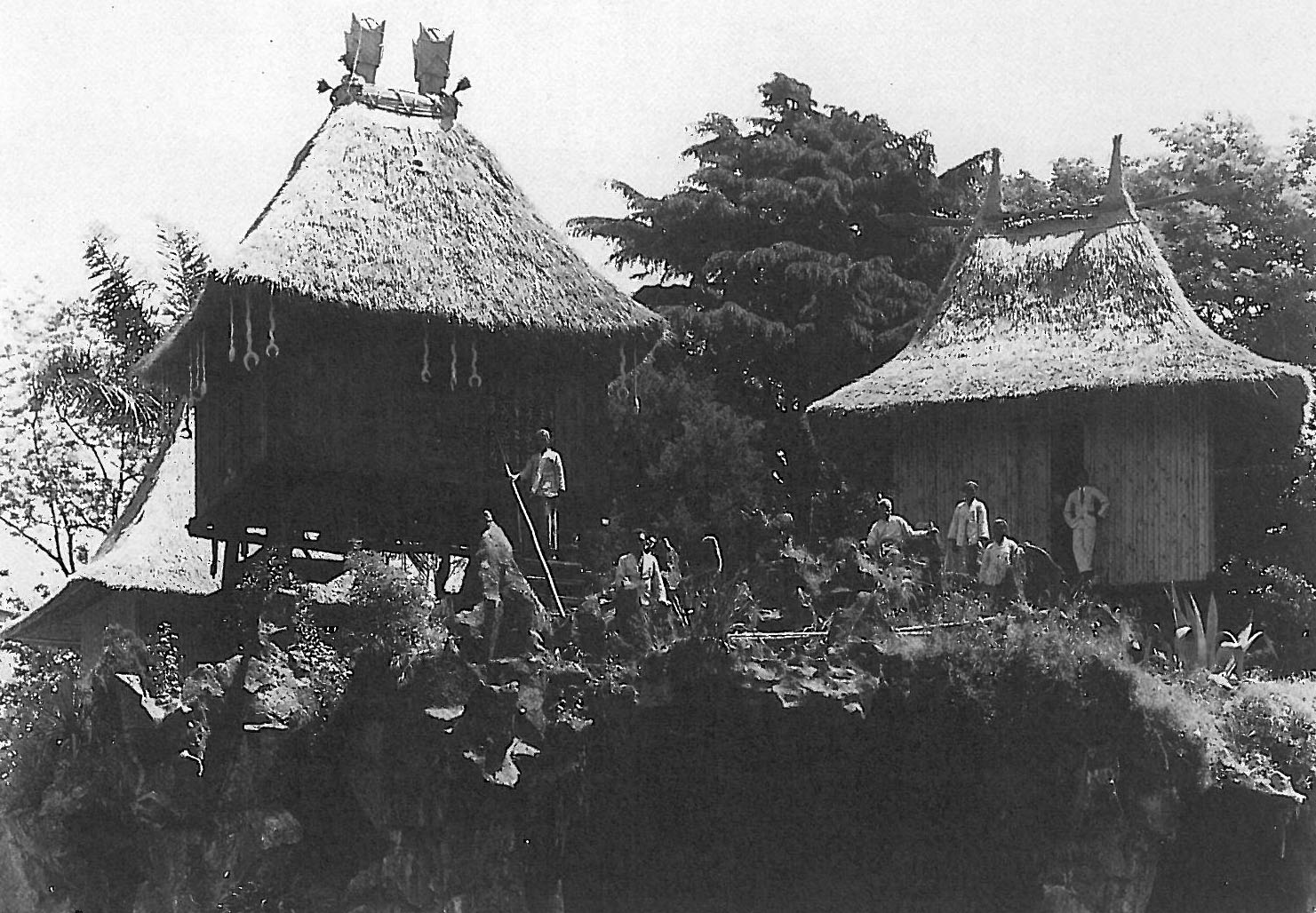
Timoresische Hütten (1934)

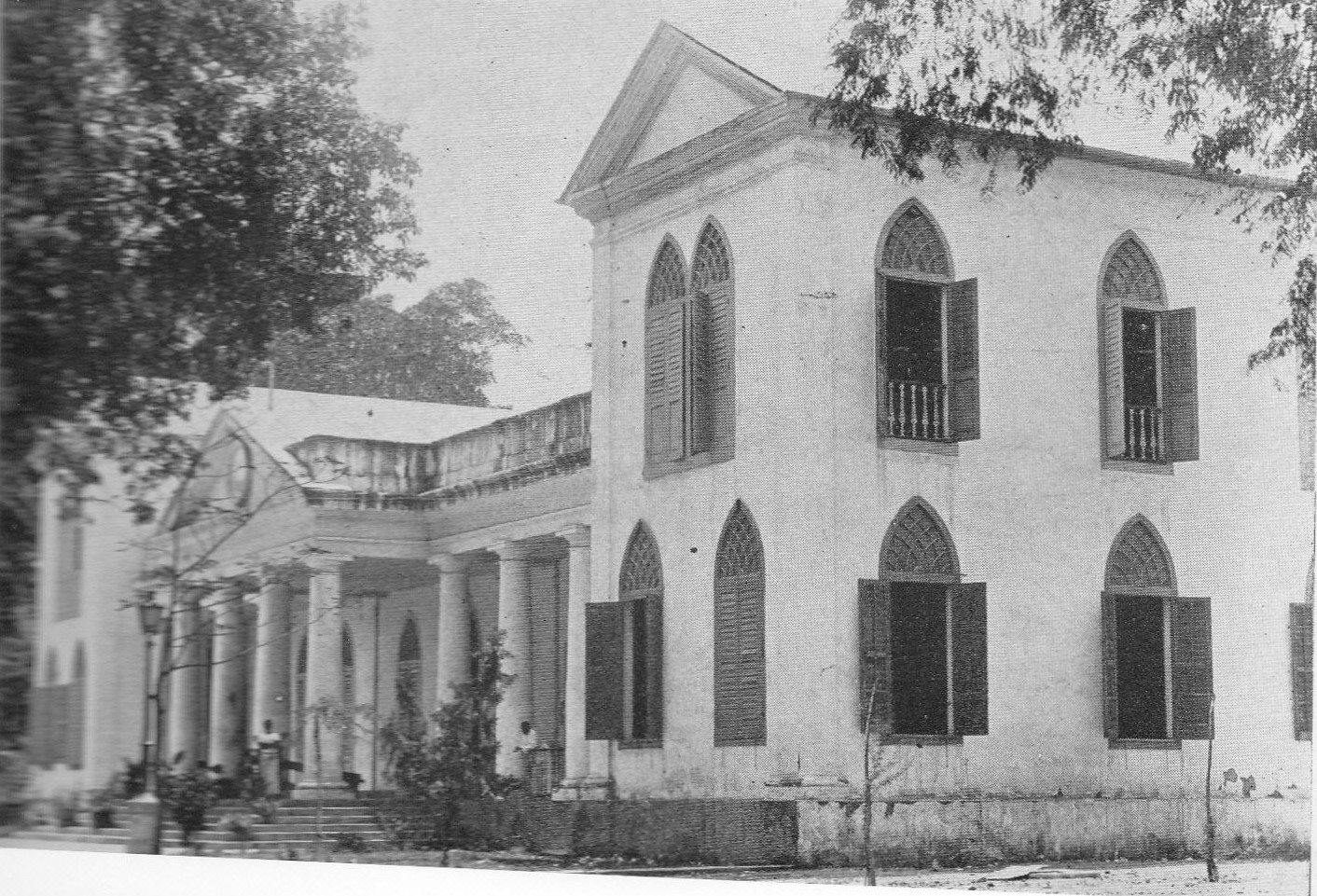
Gebäude von Dilis Stadtrat (Câmara Municipal) vor seiner Zerstörung im Zweiten Weltkrieg

Die in Niederländisch-Indien aufkommenden indonesischen Nationalisten (Perserikatan Nasional Indonesia) zeigten zu diesem Zeitpunkt kein Interesse an der portugiesischen Kolonie. Ohnehin verhinderte in Portugiesisch-Timor die Diktatur des Estado Novo, die 1926 die Macht in der Republik übernahm, jegliche Bildung einheimischer, politischer Vereinigungen, wie sie im niederländischen Westtimor bereits in den 1920er und 1930er Jahren entstanden (Timorsch Verbond, Timor Evolutie und andere). Portugiesisch-Timor war sowieso selbst im Vergleich zu anderen portugiesischen Kolonien politisch desinteressiert. In Goa und Portugiesisch-Guinea (heute: Guinea-Bissau) hatte es Widerstände gegen die Diktatur von Salazar gegeben, in Mosambik bis zu ihrer Unterdrückung Organisationen, die sich für die Rechte der europäisch-gebildeten Afrikaner einsetzten. Seit der Boaventura-Rebellion zeigten sich die assimilierten Timoresen aber wenig politisch. Politische Opposition war nur von den etwa 100 portugiesischen Deportierten in Portugiesisch-Timor zu erwarten.

Wappen der Kolonie Portugiesisch-Timor ab 1935

Neben den Deportierten kamen in den Jahren nach 1927 auch europäische Auswanderer nach Portugiesisch-Timor, um hier zu siedeln. Gefördert wurde dies von Teófilo Duarte (1926 bis 1928), dem ersten Gouverneur des Estado Novo. Eine Quelle beschreibt ihn als gefährlichen Größenwahnsinnigen, der überall Komplotte vermutete. Vor allem wird ihm die Zwangsarbeit Einheimischer für den Straßenbau vorgeworfen, bei der Tausende an Tuberkulose erkrankten. Da die bis dahin weit verstreuten und schwer zugänglichen Siedlungen der Timoresen kaum unter militärische Kontrolle noch unter eine koloniale Verwaltung zu bringen waren, ließ Duarte sie in neue, sogenannte „Eingeborenendörfer“ umsiedeln. Álvaro Eugénio Neves da Fontoura (1937 bis 1940) führte diese Maßnahme ebenso fort, wie später die Indonesier 50 Jahre später. Die Timoresen wehrten sich oft gegen die Zwangsumsiedlungen. Sie wollten weder von ihren heiligen Stätten fort, noch in neue Siedlungen, die teilweise im malariaverseuchten Tiefland lagen.
Ab dem frühen 20. Jahrhundert wurden erstmals einige Osttimoresen in der Kolonialverwaltung eingestellt. Das Kolonialgesetz von 1930 stellte alle Kolonien unter direkte Kontrolle Lissabons. Legislative Räte wurden aus den kolonialen Eliten aufgestellt: Verwaltung, Kirche, portugiesische Plantagenbesitzer und Armee. Die Familiensippen der Liurais wurden in die koloniale Zivilverwaltung als Verwalter, Lehrer und im Militär eingebunden. Ihre Kinder wurden ab 1939 zur Katholischen Schule geschickt, wodurch eine neue Gesellschaftsschicht in der Kolonie entstand. Die Sekundärschule und weiterführende Bildung sollte erst ab 1952 für Timoresen möglich sein. In dieser Zeit der portugiesischen Diktatur wurde die Bevölkerung in „Eingeborene“ und „Nicht-Eingeborene“ geteilt. Zur letzteren Gruppe wurden auch die Mestiços und „assimilierte Eingeborene“ (Assimilados) gerechnet. Die portugiesische Staatsbürgerschaft stand den Nicht-Eingeborenen offen, sie hatten auch das Wahlrecht für die portugiesische Nationalversammlung und die lokalen legislativen Räte. Sie sprachen Portugiesisch und hatten meistens ein ausreichendes Einkommen. Sie beherrschten den Handel, bildeten die Administration und die lokale politische Elite. 1936 wurde das Steuersystem geändert und 1937 mit weiteren Steuern erweitert, die das gesamte alltägliche Leben betrafen, wie Hausrenovierungen, Fahrräder, Feiern (außer Hochzeiten), Alkohol, Hahnenkämpfe oder das Setzen ausländischer Flaggen. Wer von den Einheimischen seine Steuern nicht zahlen konnte, musste unter der Aufsicht von Moradores Zwangsarbeit leisten. Die Zustände dabei, werden von zeitgenössischen australischen Quellen als brutal beschrieben. Wer floh, wurde als Verbrecher mit 100 bis 200 Schlägen mit dem Bambusstock bestraft. 1940 wurde das Polizeikorps von Dili gegründet.

### Der Zweite Weltkrieg und die letzten Jahre der Kolonie
| Militärkommandanten Timors während des Zweiten Weltkriegs | Militärkommandanten Timors während des Zweiten Weltkriegs | Militärkommandanten Timors während des Zweiten Weltkriegs |
| --------------------------------------------------------- | --------------------------------------------------------- | --------------------------------------------------------- |
| Niederlande:                                              | Nico Leonard Willem van Straten                           | 17. Dezember 1941 bis 24. Mai 1942                        |
| Australien:                                               | William Watt Leggatt                                      | 17. Dezember 1941 bis 12. Februar 1942                    |
| Australien:                                               | William Veale                                             | 12. Februar 1942 bis 24. Mai 1942                         |
| Australien:                                               | Alexander Spence                                          | 24. Mai 1942 bis 11. November 1942                        |
| Australien:                                               | Bernard Callinan                                          | 11. November 1942–1942 od. 1943                           |
| Japan:                                                    | Sadashichi Doi                                            | Februar 1942 – August 1942                                |
| Japan:                                                    | Yuichi Tsuchihashi                                        | August 1942–1945 (?)                                      |

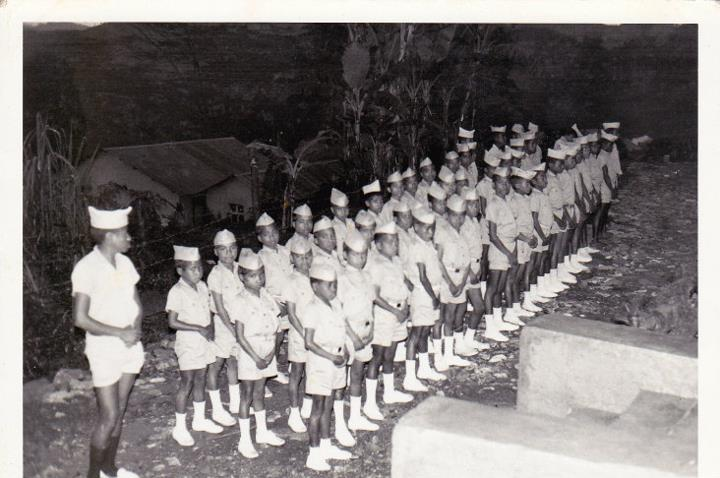
Schüler der Schule der portugiesischen Kavallerieschwadron in Atsabe (Weihnachten 1968)

Obwohl Portugal neutral war, besetzten 1941 während des Zweiten Weltkriegs 400 niederländische und australische Soldaten Osttimor, um einer japanischen Invasion zuvorzukommen. Timor sollte als Puffer für Australien dienen. Portugal protestierte erfolglos gegen die Besatzung. Ab der Nacht vom 19. auf den 20. Februar 1942 landeten die Japaner in Osttimor mit 20.000 Mann. Das kleine australische Kontingent wurde schnell aus Dili vertrieben. In den Bergen kämpften sie zusammen mit timoresischen Freiwilligen in Guerillaaktionen gegen die Japaner. Zum timoresischen Volkshelden verklärt wurde Aleixo Corte-Real, der auf Seiten der Alliierten kämpfte und von den Japanern hingerichtet wurde. Insgesamt verloren im Zweiten Weltkrieg zwischen 40.000 und 70.000 Timoresen ihr Leben, auch durch Bombardements von beiden Seiten. So wurde zum Beispiel 1944 Lautém von der australischen Luftwaffe (RAAF) bombardiert. Die Brutalität, mit der japanische Soldaten gegen Unterstützer der Australier vorgingen, ist den Osttimoresen noch immer in Erinnerung. Von Folter, Hinrichtungen, systematischen Vergewaltigungen und Prügelstrafen durch die Japaner wird berichtet. Durch Zwangsarbeit wurden erste Straßen und Flugfelder auf Timor gebaut, die teilweise noch heute von Bedeutung sind. Die portugiesische Zivilbevölkerung wurde interniert. Pro-japanische Gruppen von Timoresen, die schwarzen Säulen (portugiesisch Colunas Negras), griffen Priester und andere Zivilisten an. Insgesamt starben 75 Portugiesen durch die japanische Besetzung, darunter Artur do Canto Resende, der Administrator des Distriktes Dili. Mit der Kapitulation der Japaner übernahm Portugal 1945 wieder die Kontrolle über seine Kolonie. Während Westtimor Teil des 1949 von den Niederlanden unabhängig gewordenen Indonesiens wurde, erhielt Osttimor 1951 nur den Status einer portugiesischen Überseeprovinz. Die arabischstämmige Bevölkerung (1949 wurden 146 gezählt) fühlte Sympathien für den neuen, mehrheitlich muslimischen Nachbarstaat und der Ruf „merdeka bersama Indonesia“ (Unabhängigkeit mit Indonesien) wurde unter ihnen laut. 1957 beantragten viele Araber beim indonesischen Konsulat in Dili die indonesische Staatsbürgerschaft, worauf Portugal mit dem Angebot der portugiesischen Staatsbürgerschaft für sie reagierte.
Australien wurde sich durch die Bombardierungen Darwins im Zweiten Weltkrieg der für sie wichtigen strategischen Lage Timors bewusst. Am 26. Januar 1946 erreichte mit Charles Eaton der neue australische Konsul Dili. Auf sein Betreiben begannen die Australier mit Catalinas der RAAF am 24. April 1946 einen Fluglinienbetrieb zwischen Dili und Darwin. Allerdings war die Route nie rentabel und wurde es noch weniger, als Portugal einen Flugdienst nach Kupang eröffnete, von wo aus eine niederländische Flugverbindung nach Darwin existierte. 1950 wurde der Betrieb der australischen Verbindung eingestellt. 1939 war bereits die Transportes Aéreos de Timor (TAT) gegründet worden. 1960 stürzte eine Maschine der TAT auf dem Flug von Darwin nach Baucau ab. Alle neun Insassen des zweimotorigen Flugzeugs kamen ums Leben.

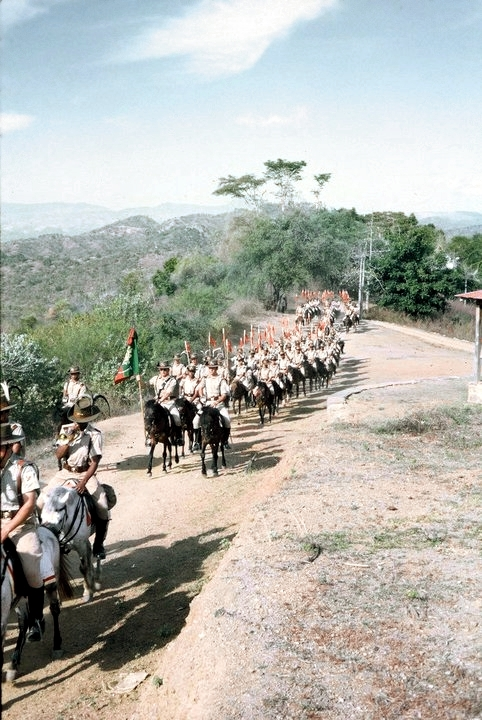
Portugiesische Kavallerieangehörige 1969 in Atabae

In der Nachkriegszeit wurde die Zwangsarbeit durch die Portugiesen wieder vorangetrieben, um die Kriegsschäden zu beseitigen. Jeder Suco musste Arbeiter für jeweils einen Monat zur Verfügung stellen und die Führer der Sucos erhielten ausgeweitete Rechte, um genügend Zwangsarbeiter auszuheben. Menschenrechtsverletzungen durch Beamte und Landbesitzer waren üblich. Unterstaatssekretär für Überseeangelegenheiten Carlos Abecassis hinterließ 1956 nach seinem Besuch in der Kolonie Gouverneur César Maria de Serpa Rosa (1950–1958) entsetzt Anordnungen zur Verbesserung der Situation auf 17 Seiten. Darunter wurde die Abschaffung körperlicher Strafen gefordert, aber es kam nur zu wenigen Änderungen. Die Missstände führten zu Widerständen und schließlich brach 1959 in Uato-Lari eine Rebellion aus, die sich schnell auf die benachbarten Gebiete im Distrikt Viqueque ausbreitete. Die Portugiesen schlugen die Revolte mit Hilfe timoresischer Milizen aus den Nachbarregionen und mit äußerster Brutalität nieder. Angaben über die Zahl der Todesopfer der Viqueque-Rebellion schwanken zwischen 50 und (unwahrscheinlichen) 40.000. Die Rädelsführer wurden in die Verbannung geschickt. Der Priester und spätere Bischof von Osttimor, Martinho da Costa Lopes, war als Gesandter der portugiesischen Regierung Augenzeuge zahlreicher öffentlicher Hinrichtungen. Die Rebellion war nicht spontan ausgebrochen, sondern von einigen Indonesiern, die in Uato-Lari und Baucau als Asylanten lebten, geplant worden. Pläne für einen Umsturzversuch in Dili und Aileu, an denen die Gruppe ebenfalls beteiligt war, waren schon zuvor aufgedeckt worden. Erste Verhaftungen der Verschwörer drängten die Rebellen in Viqueque loszuschlagen. Es gibt widersprüchliche Ansichten, ob die indonesischen Rebellen Agenten Jakartas waren oder Gegner des Regimes, die Timor als Basis für separatistische Bewegungen im Osten des Archipels nutzen wollten. Jedoch begann Indonesien in der Amtszeit Serpa Rosas Kollaborateure unter der arabischstämmigen Bevölkerung der Kolonie zu suchen, um die anti-portugiesische Stimmung dort zu verstärken. Außerdem wurden militärisch wichtige Anlagen fotografiert und es gab Gerüchte von Landungen indonesischer Soldaten im Osten von Portugiesisch-Timor.
| Bevölkerungsgruppen laut Volkszählung 1970 | Bevölkerungsgruppen laut Volkszählung 1970 | Bevölkerungsgruppen laut Volkszählung 1970 |
| Volksgruppe                                | Anzahl                                     | Anteil                                     |
| ------------------------------------------ | ------------------------------------------ | ------------------------------------------ |
| Portugiesen                                | 1.463                                      | 0,2 %                                      |
| Chinesen                                   | 6.120                                      | 1,0 %                                      |
| Mestiços                                   | 1.939                                      | 0,3 %                                      |
| Goanesen                                   | 42                                         | -                                          |
| Negroes                                    | 22                                         | -                                          |
| Timoresen                                  | 599.891                                    | 98,4 %                                     |
| Gesamt                                     | 609.477                                    | 100,0 %                                    |

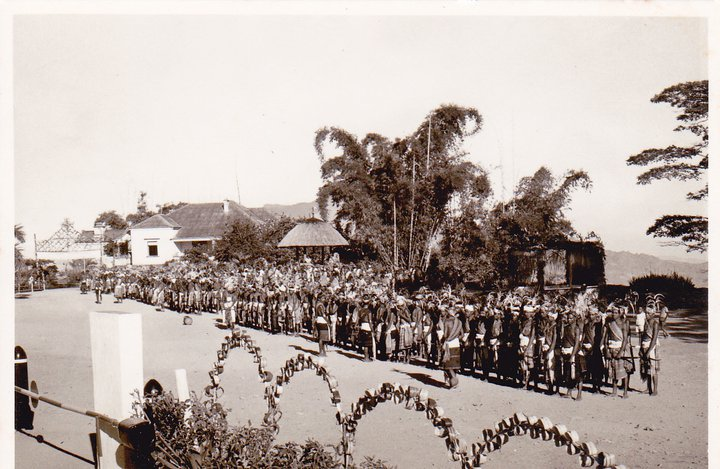
Moradores in Atsabe (1968/1970)

In den 1960er-Jahren drängten die Portugiesen die Einheimischen den traditionellen Maisanbau zugunsten vom Anbau von Naßreis aufzugeben. Ökologisch machte dies Sinn, da der langjährige Maisanbau das Land auslaugte. Allerdings sollten dafür wieder Dörfer aus dem Hochland in das Flachland an der Südküste umsiedeln. Es war schwer, die Timoresen von dem Land ihrer Ahnen und den Beerdigungsstätten wegzubringen. Die traditionellen Regeln des Lulik standen dagegen. Als dann viele Umgesiedelte in den Ebenen an Malaria erkrankten, sahen sie das als Zeichen, dass sie den lokalen Geistern nicht willkommen seien. Daher kehrten die Siedler schnell in ihre Heimat im Hochland zurück.

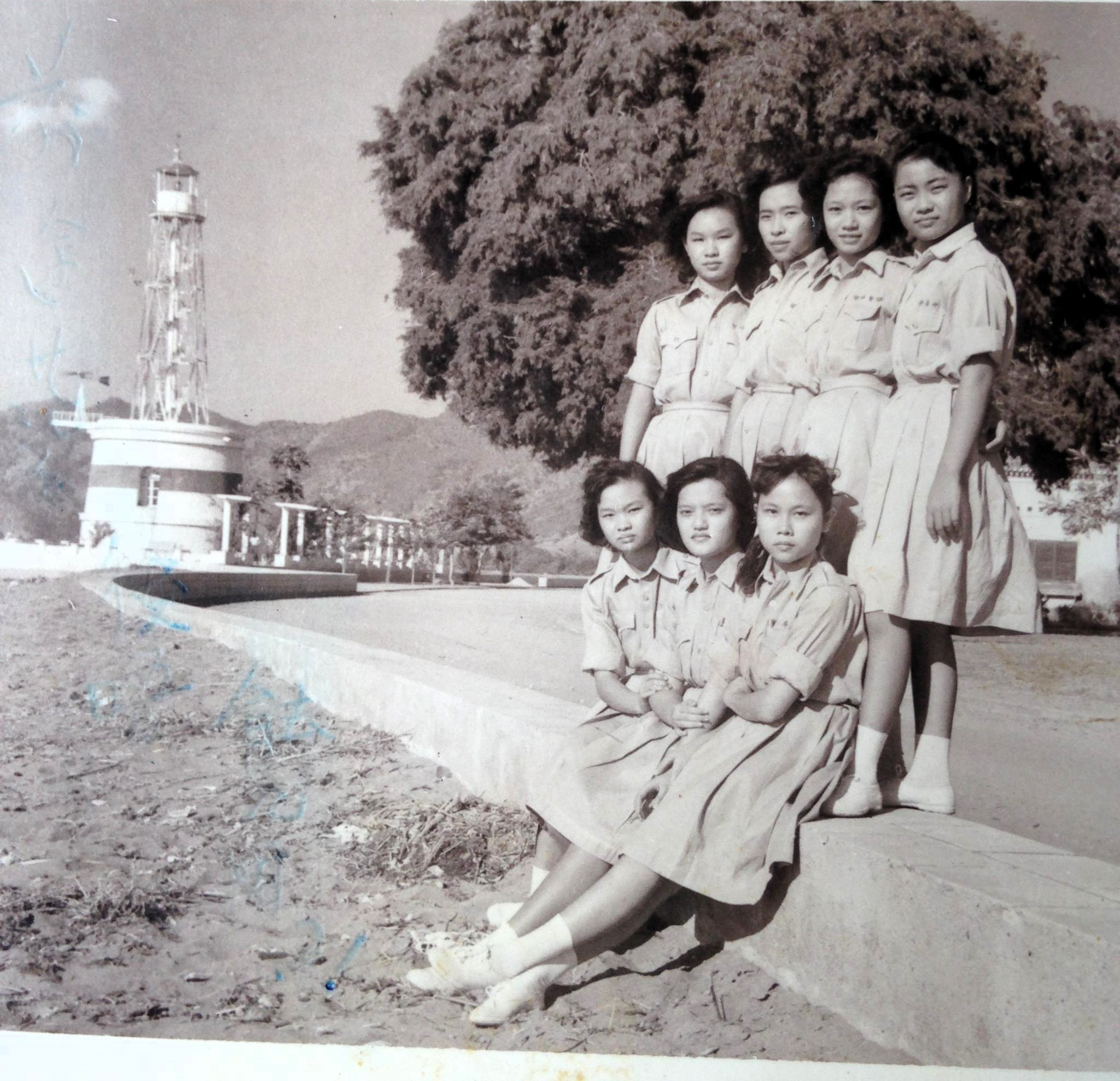
Chinesisch-timoresische Mädchen in Pfadfinderuniform in Motael, Dili (1961)

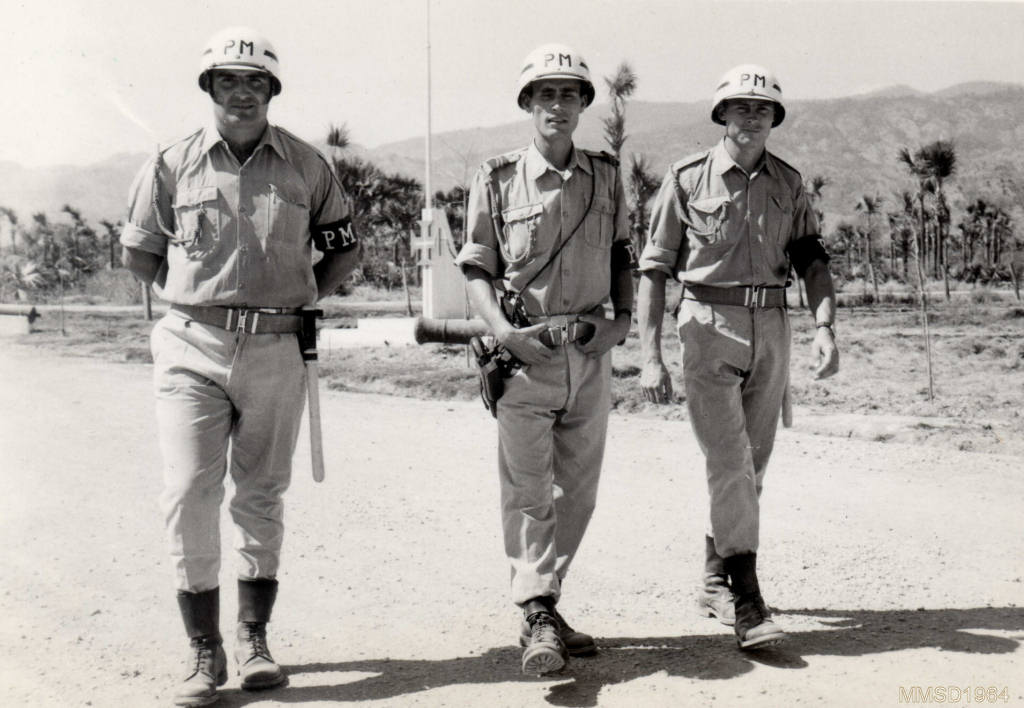
Portugiesische Militärpolizisten in den Straßen von Dili (1964)

Anfang 1961 versuchte das linksgerichtete Kampfbüro zur Befreiung Timors (Bureau de Luta pela Libertação de Timor) unter Maoclao einen Aufstand mit finanzieller Unterstützung aus Indonesien. Am 9. April riefen sie im Grenzort Batugade eine Republik aus und stellten eine timoresische Regierung mit zwölf Ministern auf. Die Portugiesen schlugen den Aufstand schnell nieder und die Kämpfer flohen nach Indonesien. In Jakarta gründete Maoclao 1963 eine Exilregierung, die Regierung der Vereinigten Republik von Timor, doch auf Druck der indonesischen Regierung ging Maoclao schließlich nach London in den Ruhestand und die Exilregierung löste sich auf. Im Dezember 1966 kam es zu Zusammenstößen zwischen indonesischen und portugiesischen Streitkräften. Die Indonesier brannten in Oe-Cusse Ambeno einige Dörfer nieder und beschossen das portugiesische Territorium mit Mörsern. Nur die schnelle Reaktion der portugiesischen Armee scheint die indonesischen Truppen von weiteren Attacken abgehalten zu haben. In dieser Zeit wurden die indonesischen Begehrlichkeiten bezüglich der portugiesischen Kolonie immer deutlicher. 1969 wurden Stimmen im Indonesischen Militär laut, die eine Integration Osttimors in Indonesien als entscheidend für die Landessicherheit ansahen, falls die portugiesische Macht instabil werden sollte. Die Möglichkeit einer Annexion wurde ein wichtiger Punkt in der Arbeit der Geheimdienste Indonesiens, Australiens und der Vereinigten Staaten in den frühen 1970er-Jahren. 1972 erklärte der indonesische Außenminister Adam Malik in einem australischen Interview, Indonesien würde sich eine Befreiungsbewegung gegen die Kolonialherren in Dili wünschen und auch finanziell unterstützen. Zeitgleich verteilte eine Gruppe namens „Unirepublic of Timor Dili“ in Jakarta Flugblätter über die Situation in Osttimor.
Das Interesse der Australier an Portugiesisch-Timor war mit Aufnahme einer regelmäßigen Flugverbindung nach Baucau durch die Trans Australia Airlines (TAA) wieder gestiegen. Die Kolonialherrschaft in den 1960er-Jahren wurde von australischen Journalisten als eine Mischung aus Zivilisierung und Brutalität beschrieben. Die Timoresen würden von morgens bis abends unter der Peitsche Zwangsarbeit leisten müssen. Auch die anhaltende Armut der Bevölkerung und die repressive Verwaltung standen in der Kritik. Unter anderem versuchten die Portugiesen vermehrt Timoresen im Südosten der Insel anzusiedeln, der sich jedoch nicht zum intensiven Reisanbau eignete.

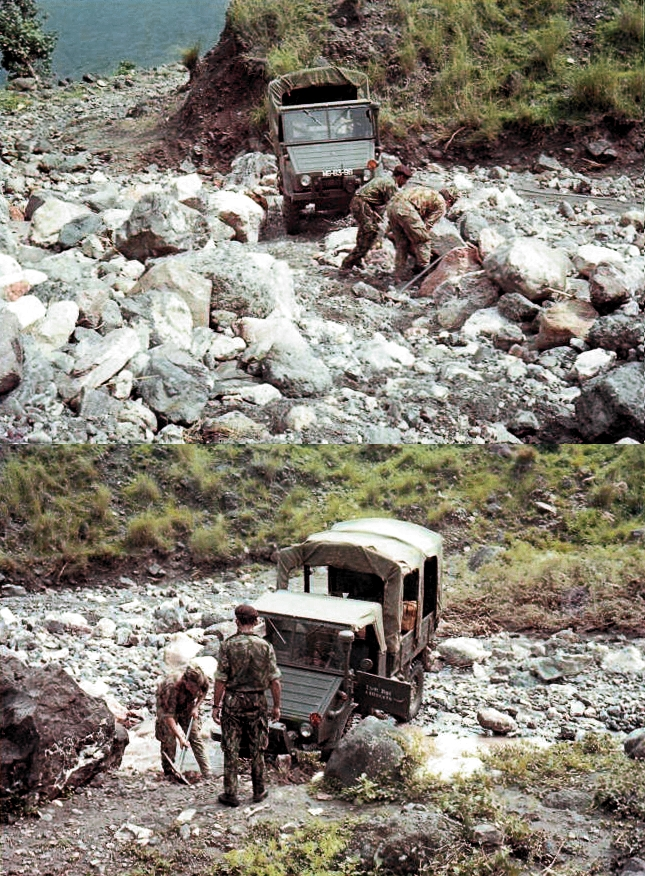
Portugiesischer Militärtransporter auf dem Weg von Atsabe nach Bobonaro (1968/70)

Verglichen mit dem Kolonialkrieg in Afrika war für portugiesische Wehrpflichtige der Dienst in Portugiesisch-Timor deutlich angenehmer. Während Söhne von einfachen Landbewohnern und Arbeitern in Afrika kämpften, nahmen die Angehörigen der Mittelschicht und einflussreichen Familien teilweise sogar ihre Frauen und Kinder mit in das tropische Paradies. Unter diesen Portugiesen waren auch Intellektuelle, die nicht gut auf die portugiesische Diktatur zu sprechen waren. Sie sorgten für einen Aufschwung der urbanen Zentren, vor allem Dilis. So wurden die Infrastruktur ausgebaut und auch erste Sozialwohnungen errichtet. Zwischen 1953 und 1974 stieg die Zahl der Grundschüler von 8.000 auf 95.000, 77 % der Kinder in der Kolonie. Die Zahl jener, die eine weiterführende Fortbildung erhielten, war natürlich geringer und auch die Grundschulbildung war meist mangelhaft. So waren 1975 noch immer 90 bis 95 % der einheimischen Bevölkerung Analphabeten, doch konnten viele Timoresen zumindest rudimentär Portugiesisch sprechen. Das Nachrichtenmagazin der Streitkräfte, die Revista do Comando Autonómo Provincial, wurde das Medium erster national-timoresischer Ideen, auch für einheimische Autoren. Die Streitkräfte wurden so unbeabsichtigt zu einem Förderer der timoresischen Gesellschaft.
Am 22. Dezember 1972 wurde eine legislative Versammlung für Portugiesisch-Timor geschaffen. Sie unterstand dem Gouverneur und hatte 20 Abgeordnete, wovon zehn durch direkte Wahl bestimmt wurden, während die anderen ernannt wurden. Portugiesisch-Timor wurde zur autonomen Region der Republik Portugal, womit die Einwohner eine eingeschränkte portugiesische Staatsbürgerschaft erhielten und nicht mehr als Indígenas galten. Diese Maßnahme Portugals mit dem Ziel, Einfluss auf die timoresische Gesellschaft zu bekommen, war im Gegensatz zu den anderen erfolgreich. Einige Timoresen aus der assimilierten, städtischen Bevölkerung, Mestiços und Söhne der Liurai-Familien erhielten auch die Möglichkeit zu einem Studium an der Universität Lissabon. Die Sprösslinge der lokal herrschenden Familien wurden zu politischen Führern mit festen Werten ausgebildet, die Bildung, Nationalstolz und auch Gleichheit befürworteten. Diese Privilegierten trafen sich im Geheimen, um ihre Ideen zu Themen von Bildung, über Landwirtschaft, bis hin zu traditionellen Hochzeiten zu diskutieren. Im Januar 1970 begann eine Gruppe solch junger Osttimoresen, Pläne zur Unabhängigkeit der Kolonie zu schmieden. Zu ihnen gehörten Marí Alkatiri, Nicolau Lobato, Justino Mota und José Ramos-Horta. Die katholischen Zeitungen, wie etwa die SEARA, waren ebenfalls ein Sprachrohr für solche Ideen. Politisch waren die jungen Aktivisten jedoch unerfahren und daher trotz ihres Ehrgeizes sehr naiv. Einige baten 1973 die indonesische Regierung um Unterstützung gegen die Portugiesen.
Aus der gut ausgebildeten, jungen timoresischen Elite kamen später die Gründer der ersten politischen Parteien, als die Unabhängigkeit mit der Nelkenrevolution im April 1974 in Portugal in den Bereich des Möglichen rückte. Die neue Regierung Portugals kehrte zurück zur Demokratie und versprach die Entkolonisierung aller Überseegebiete.
Am 23. August 1973 berichtete der australische Journalist Bill Nicol erstmals von einer politischen Untergrundbewegung namens „Timor Liberation Front“. Diese Bewegung sei nach Aussagen eines „jungen Radikalen“ aus Dili zwar „unbedeutend, unorganisiert und unbewaffnet“, jedoch bereit, gegen die Portugiesen vorzugehen. Nicol war sich sicher, dass der „junge Radikale“ José Ramos-Horta war. Wenige Monate später tauchte Ramos-Horta auch erstmals namentlich in der australischen Presse auf, als er in einem Interview den portugiesischen Kolonialismus und die Politik der australischen Labour-Regierung dazu attackierte. Statt Enthaltungen Australiens bei Kolonialfragen in den Vereinten Nationen forderte Ramos-Horta Unterstützung für Timor in Form von Entwicklungshilfe und Ausbildung. In seiner Heimat geriet Ramos-Horta aufgrund des Interviews in Schwierigkeiten, weswegen er versuchte, sich mit Artikeln in der A Voz de Timor von dem Interview etwas zu distanzieren.
Vermutlich am 30. April 1973 sank in einem Sturm das Handelsschiff Arbiru in der Floressee, das in den Jahren zuvor Dili mit den anderen Küstenorten der Kolonie und sporadisch auch in die Nachbarländer fuhr und von portugiesischen Marinepersonal geführt wurde. Vor allem der Tod der fünf Passagiere empfand die portugiesische Bevölkerung als große Tragödie. Nur eines der 19 Besatzungsmitglieder überlebte den Untergang.

## Entkolonisierung

### Die neuen Parteien

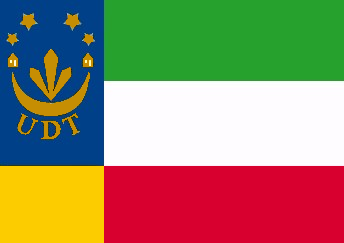
Flagge der UDT

Flagge der FRETILIN

Nachdem die Nelkenrevolution die Diktatur in Portugal beendet hatte, bildeten sich in Osttimor bereits im Mai 1974 drei große Parteien.
Von den traditionellen Eliten (Liurai und Datos) wurde die erste Partei Osttimors, die União Democrática Timorense (UDT) (deutsch Demokratische Union Timor) unterstützt. Die am 11. Mai 1974 gegründete Partei befürwortete zunächst eine enge Bindung an die frühere Kolonialmacht Portugal oder wie sie in Tetum sagte: „mate bandera hum“ – im Schatten der portugiesischen Flagge. Hinter dieser Politik stand Gründungspräsident Mário Viegas Carrascalão, der sich aber nicht dauerhaft durchsetzen konnte. Unter ihrem neuen Präsidenten Francisco Xavier Lopes da Cruz unterstützte die UDT eine schrittweise Heranführung an die Unabhängigkeit. Innerhalb von zehn bis fünfzehn Jahren sollte Portugal die ehemalige Kolonie so weit entwickeln, dass sie als souveräner Staat überlebensfähig wäre. Allerdings zeigte Portugal wenig Interesse an dieser Idee.
Die am 20. Mai 1974 gegründete Associação Social Democrática Timorense ASDT (Timoresische Sozialdemokratische Assoziation, nicht identisch mit der 2001 gegründeten Partei Associação Social-Democrata de Timor) unterstützte eine schnelle Unabhängigkeit. Am 11. September änderte sie ihren Namen in Frente Revolucionária de Timor-Leste Independente FRETILIN (Revolutionäre Front für die Unabhängigkeit Osttimor). Viele der Parteigründer waren die Söhne von Liurai und waren als Lehrer oder in der Verwaltung tätig. Ihre Unterstützer fand die FRETILIN nicht nur unter vielen prominenten Liurai, sondern auch in den Dörfern.
Der FRETILIN wurde von Australien und Indonesien vorgeworfen marxistisch, beziehungsweise kommunistisch zu sein, was auch als Begründung für die spätere Invasion durch Indonesien diente. Tatsächlich waren einige Mitglieder der FRETILIN Kommunisten, in ihrer Mehrheit war die Partei aber eher Mitte Links anzusiedeln, mit einem breiten Spektrum von konservativ bis linksextrem. Im späteren bewaffneten Konflikt wurde ihre Rhetorik radikal mit kommunistischen Elementen und die parteiinterne Sprache verwendete sozialistisch-revolutionäre Begriffe, angefangen beim Parteinamen. Viele Parolen hatten Vorbilder in den marxistischen Befreiungsbewegungen der afrikanischen Kolonien, wie FRELIMO oder MPLA. Die FRETILIN wurde aber mehr durch afrikanische Nationalisten wie Amílcar Cabral in Portugiesisch-Guinea und den Kapverdischen Inseln beeinflusst. Ihn, wie auch Samora Machel aus Mosambik und andere, hatten timoresische Studenten im Casa dos Timores in Lissabon kennengelernt. Als sie um die Jahreswende 1974/75 nach Portugiesisch-Timor zurückkehrten, trugen sie mit ihrer marxistischen Ausrichtung viel zur Radikalisierung der FRETILIN bei.
Die Associação Popular Democrática Timorense (APODETI, deutsch Timoresische Sozialdemokratische Assoziation), eine von Jakarta finanzierte Tarnorganisation, strebte den Anschluss an Indonesien als autonome Provinz an. Ihr Chefstratege war José Fernando Osório Soares. Die am 27. Mai 1974 gegründete APODETI fand nur Unterstützung bei einigen Liurais in der Grenzregion. Einige von ihnen hatten während des Zweiten Weltkrieges mit den Japanern kollaboriert. Auch die kleine muslimische Minderheit unterstützte die APODETI. Nicht so Marí Alkatiri, ein muslimisches Mitglied der FRETILIN-Führung und späterer Premierminister Osttimors.
Weitere kleinere Parteien waren die Associacão Popular Monarquia de Timor APMT, die spätere Klibur Oan Timor Asuwain KOTA, die eine Monarchie unter einem lokalen Liurai anstrebte und die Partido Trabalhista (Arbeiterpartei). Sie fanden aber keine nennenswerte Unterstützung. Die Associação Democratica para a Integração de Timor-Leste na Austrália ADITLA schlug einen Anschluss an Australien vor, fiel aber zusammen, als die australische Regierung mit Nachdruck die Idee ablehnte.
Unter den jungen (zumeist zwischen 27 und 37 Jahre alt) enthusiastischen Parteigründern dieser frühen Parteien waren viele, die später auch im unabhängigen Staates Osttimor politische Führungspositionen innehatten und haben. Wenig beteiligt an den politischen Umwälzungen war die traditionell lebende Landbevölkerung, die die Entkolonialisierung mehr als eine Aktion der europäisierten Eliten ansah oder, wie die Mambai in Aileu es nannten, von den Timoresen, „die Hosen anzogen“ (tam kalsa). Nicht unbedingt sah man sich in den eigenen Interessen von jenen vertreten, die als Sprecher der osttimoresischen Bevölkerung auftraten.

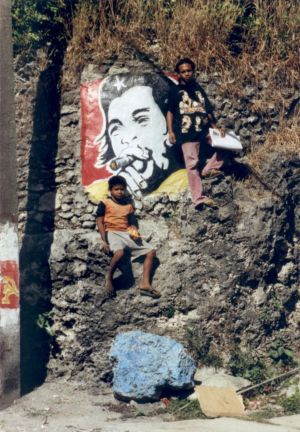
Wandbild von Che Guevara in Baucau

Die neue demokratische Regierung in Lissabon entsandte am 18. November 1974 Mário Lemos Pires (1974 bis offiziell 1976) als neuen Gouverneur nach Osttimor – er sollte der letzte Gouverneur Portugiesisch-Timors sein und das Land auf seine Unabhängigkeit und Demokratie so schnell wie möglich vorbereiten. Eine seiner ersten Anordnungen betraf die Legalisierung der politischen Parteien als Vorbereitung für freie Wahlen zu einer verfassunggebenden Versammlung. Pires ermutigte die drei großen Parteien zu einer Koalition. Während die APODETI Kooperationstreffen boykottierte, griffen FRETILIN und UDT diesen Vorschlag auf, zumal die FRETILIN dies schon zuvor der UDT angeboten hatte. Am 21. Januar 1975 wurde die Koalition geschlossen und Mitte März bildeten UDT, FRETILIN und die portugiesische Regierung eine gemeinsame Übergangsregierung für Osttimor. Dabei sollten alle drei vertretenen Parteien zu gleichen Teilen beteiligt sein. Diese Übergangsregierung sollte drei Jahre im Amt bleiben, bis dann durch Wahlen eine verfassunggebende Versammlung bestimmt werden sollte. Die Integration sollte beendet werden und verschiedene Sozialprogramme wurden geplant, hauptsächlich aus FRETILIN-Programmen mit Unterstützung durch die UDT. In ländlichen Gebieten hatte die Koalition große Unterstützung und es sah so aus, als ob der Weg zur Unabhängigkeit geebnet worden sei. Streit entwickelte sich in erster Linie mit der APODETI. Eine Konferenz in Macau, die von der portugiesischen Entkolonisierungskommission im Juni 1974 organisiert wurde, um den Konflikt zu schlichten, wurde von der FRETILIN mit Hinweis auf die Teilnahme der APODETI boykottiert. Ramos-Horta nannte dies später im Rückblick einen der größten taktischen, politischen Fehler.
Die Parteien folgten unterschiedlichen Strategien im Kampf um die Wählerstimmen. Die UDT wandte sich an die lokalen Führungspersönlichkeiten. Über Administratoren der Distrikte und Subdistrikte bis hin zu den Liurais. Die FRETILIN sprach die einfache Bevölkerung direkt an und versuchte so auch die Führenden für sich einzunehmen. Francisco Xavier do Amaral (FRETILIN) erklärte später, manchmal hätten sich die Parteien dann in der Mitte getroffen. Auffällig war, dass oft ganze Dorfgemeinschaften sich gemeinsam für eine Partei entschieden. So unterstützte Maubisse die UDT, während ganz Uato-Lari für die FRETILIN war und in Uatucarbau die Bevölkerung hinter der APODETI stand.
Im direkten Wettstreit verschärfte sich der Ton zwischen UDT und FRETILIN immer mehr. Auf kommunaler Ebene herrschte eine große Intoleranz gegenüber Anhängern anderer politischer Parteien. Oft kam es vor, dass Parteimitglieder verprügelt wurden, wenn sie im „falschen“ Dorf für sich werben wollten. Die UDT nannte die FRETILIN kommunistisch, wofür diese die UDT als Faschisten bezeichnete. Mit dafür verantwortlich waren sieben timoresische Studenten, die im September 1974 aus Lissabon zurückkehrten und schnell führende Positionen in der FRETILIN erreichten. In Portugal waren sie deutlich radikalisiert worden, was sich an der harten Kritik an der konservativen UDT und Anti-UDT-Graffiti mit „Tod den Faschisten“ bemerkbar machte. Ihnen werden oft die linksradikalen Strömungen in der FRETILIN zugeordnet. Es ist zu vermuten, dass diese geladene Atmosphäre die spätere Gewalt zwischen UDT und FRETILIN beförderte. Zudem wurden einige UDT-Führer zu radikalen Anti-Kommunisten, nach ihren Reisen nach Jakarta und Australien 1975. Die im Manifest „Manual e Programa Politicos da FRETILIN“ vom 11. September festgehaltene Aussage, die FRETILIN sei die einzige „legitime Vertretung des osttimoresischen Volkes“ sorgte für weitere Verstimmungen und Misstrauen. Zudem schürte die FRETILIN den timoresischen Nationalismus, zum Beispiel durch die Schaffung der Bezeichnung „Maubere“ als Sammelbegriff aller Timoresen, in Abgrenzung zu portugiesischen Siedlern und Mestiços. Die UDT lehnte diese Trennung als rassistisch ab. Für Besorgnis sorgte bei der UDT die Information von der portugiesischen Geheimpolizei Polícia de Informações Militares, dass die FRETILIN zwei Militärcamps betreiben würde. Die Ausbilder kämen aus dem kommunistischen Vietnam. Zudem signalisierten in Timor portugiesische Vertreter der Movimento das Forças Armadas (MFA), welche die Hauptbewegung hinter der Nelkenrevolution gewesen war, dass man Portugiesisch-Timor zu einem kommunistischen Staat machen wolle.
Die erste Partei, die paramilitärische Kräfte aufstellte war aber die APODETI. Im August 1974 begann sie mit Ausbildungscamps im indonesischen Westtimor. Ausbilder und Waffen kamen vom indonesischen Militär. Tomás Gonçalves, Sohn des Liurais von Atsabe Guilherme Gonçalves und APODETI-Repräsentant in Westtimor, traf im September in Jakarta den Oberbefehlshaber der Streitkräfte, General Maraden Panggabean. Die APODETI präsentierte sich als geeignetes Mittel zur Integration Osttimors in Indonesien. UDT und FRETILIN warben andererseits um Mitglieder der portugiesischen Kolonialarmee. Gouverneur Pires musste bald feststellen, dass es zu einer Spaltung innerhalb seiner einheimischen Truppen kam.

### Reaktionen des Auslands
Indonesien und Australien beobachteten die Entwicklung in Portugiesisch-Timor 1974/1975 außerordentlich genau. Die Regierung von General Suharto befürchtete, dass die linksgerichtete FRETILIN die Regierung übernehmen könnte und dass ein kleiner Staat inmitten des Malaiischen Archipels ein Vorbild für die nach Unabhängigkeit strebenden Provinzen, wie Aceh, Westneuguinea und die Südlichen Molukken werden könnte. Wollte man anfangs von Portugal nur eine Garantie, dass Osttimor nicht zu einer Bedrohung für die Sicherheit Indonesiens wird, kam man bald zu der Ansicht, dass man dieses Ziel nur erreichen könne, wenn Osttimor kein unabhängiger Staat wird. Die im Mai gegründete linksgerichtete FRETILIN und der Fall des konservativen, portugiesischen Präsidenten António de Spínola im September hatte in Indonesien bereits zu Beunruhigungen geführt. Indonesien entsandte eine Delegation unter Führung von General Ali Murtopo nach Lissabon, die von der portugiesischen Regierung am 14. und 15. Oktober 1974 empfangen wurde. Nach dem Besuch verkündete die indonesische Delegation, in der portugiesischen Führung sei man sich einig, dass die Integration Osttimors in Indonesien die beste Option sei. Portugals Präsident Francisco da Costa Gomes widersprach. Zwar sei man der Meinung gewesen, dass Osttimor entweder weiter eine enge Beziehung zu Portugal haben oder in Indonesien integriert werden müsse, man aber die Priorität dem Willen des timoresischen Volkes geben wolle. Es wird vermutet, dass die indonesische Seite diesen letzten Punkt überging und sich in dem Ergebnis der Lissabonner Gespräche zu weiteren Schritten ermutigt sah.
Mitte 1974 begann der indonesische Militärgeheimdienst Bakin mit der Operation Komodo (indonesisch Operasi Komodo, nach dem Komodowaran), um Portugiesisch-Timor zu destabilisieren und einen Anschluss an Indonesien zu erwirken. Dabei arbeitete man auch mit Osttimoresen zusammen, die den Anschluss an Indonesien favorisierten. Zumeist mit der APODETI, aber ab Mitte März 1975 auch mit einigen UDT-Mitgliedern, deren Angst vor kommunistischen Elementen in der FRETILIN geschürt wurde. Seit der Verkündung der Koalition von UDT und FRETILIN im Januar 1975 arbeitete Indonesien immer offener an seinen Interessen in Osttimor, weswegen Portugal ein weiteres Treffen mit Indonesien am 9. März in London vereinbarte. Wieder leitete General Murtopo die indonesische Delegation. Diese blieb beim Standpunkt, dass die Integration Osttimors die einzige Lösung sei und forderte eine Beraterrolle in der kolonialen Regierung. Eine weitere Internationalisierung der Frage über die Zukunft Osttimors lehnten sie ab. Portugal beharrte auf dem Selbstbestimmungsrecht der Osttimoresen. Trotzdem machte Portugal Eingeständnisse, indem es Indonesien die Rolle eines „interessierten Beobachters“ und das Recht zugestand, die APODETI aktiv zu unterstützen. Die indonesische Seite interpretierte dies erneut als Zustimmung für ihre Position.

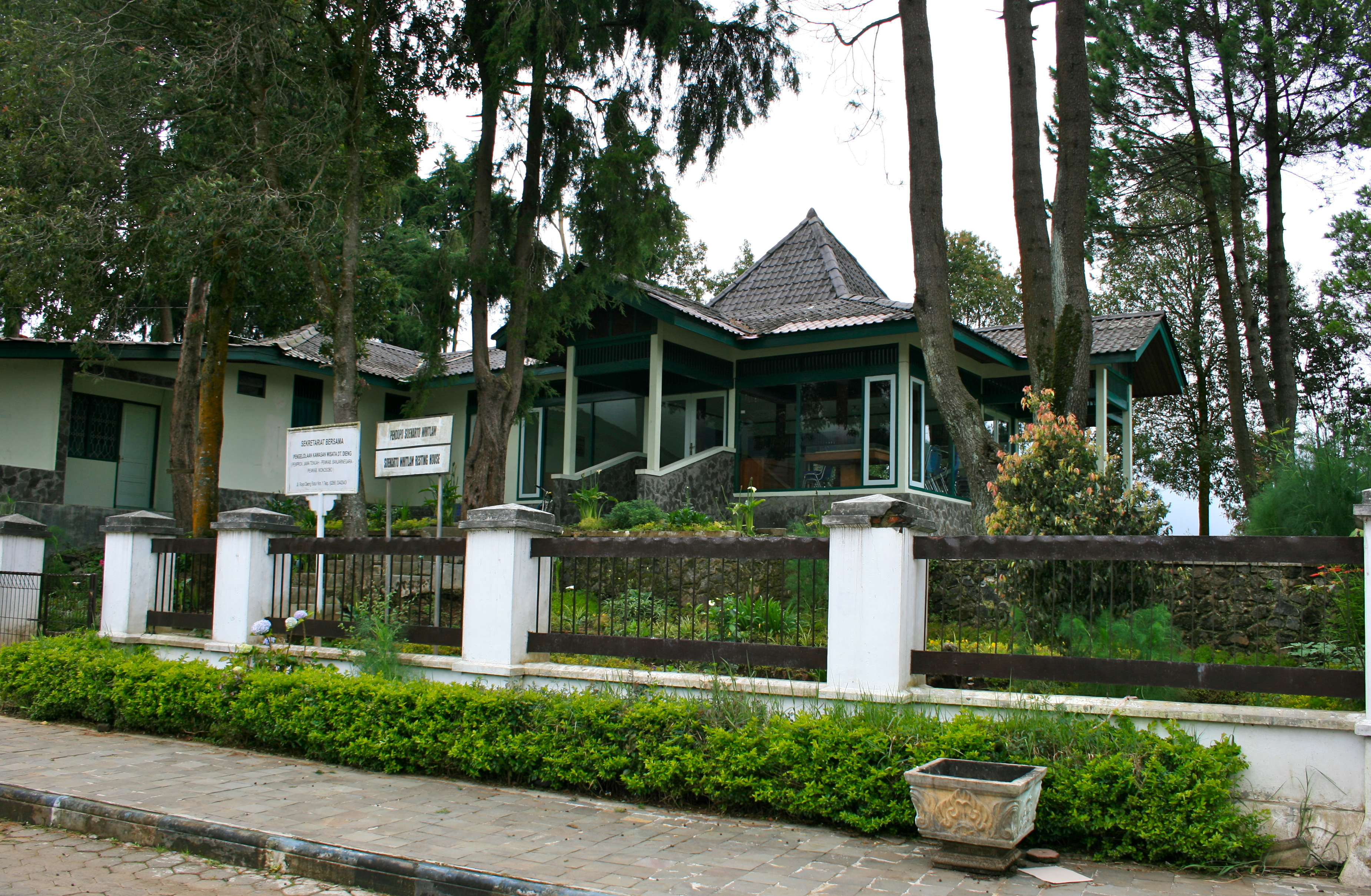
Das Suharto-Whitlam House (Dieng-Plateau, Indonesien). Hier diskutierten die beiden Politiker 1974 über Osttimor.

Australiens Premierminister Gough Whitlam arbeitete eng mit Suharto zusammen und verfolgte die Ereignisse ebenfalls mit Besorgnis. Während eines Treffens am 6. September 1974 auf dem Dieng-Plateau, nahe Wonosobo, auf Java erklärte Whitlam, Osttimor würde „ein überlebensunfähiger Staat und eine potentielle Bedrohung für die Stabilität in der Region“ sein. Obwohl er den Wunsch nach Selbstbestimmung anerkannte, hielt er im Interesse Osttimors einen Anschluss an Indonesien für das Beste. Whitlam erklärte explizit, dass Australien und Indonesien betreffs Portugiesisch-Timors dieselben strategischen Interessen hätten. Ein unabhängiges Osttimor sei eine leichte Beute für China oder die Sowjetunion und sei daher „ein Dorn im Auge Australiens und ein Dorn im Rücken Indonesiens.“ Es gibt Hinweise darauf, dass Whitlam seinen Standpunkt erst festlegte, nachdem Suhartos klar erklärt hatte, dass er keine andere Lösung für Osttimor sehe. Am 4. April 1975 gab Suharto bei seinem weiteren Treffen mit Whitlam in Townsville die indonesische Auffassung wieder, dass Portugal in der Integration Osttimors in Indonesien die beste Möglichkeit sehe, vorausgesetzt die Bevölkerung stehe hinter der Entscheidung. Auch bei diesem Treffen gab Whitlam Suharto grünes Licht zur Übernahme des osttimoresischen Territoriums. Die Übernahme solle aber unter Anerkennung des Selbstbestimmungsrechts der Osttimoresen und auf eine Art und Weise geschehen, die „die australische Bevölkerung nicht aufregen“ solle. Obwohl klar war, dass sich die indonesischen Pläne nicht mit diesen Bedingungen vereinbaren lassen, machte Whitlam nicht deutlich, welcher Punkt für Australien Priorität hatte. Obwohl Suharto gegenüber Whitlam noch Gewalt als Option ausschloss, machte der indonesische Präsident doch deutlich, dass man sich nicht auf die Wünsche des osttimoresischen Volkes verlassen könne. Whitlam stimmte zu, dass die Osttimoresen „keine Ahnung von Politik haben“ und sie Zeit bräuchten „ihre ethnische Verwandtschaft zu ihren indonesischen Nachbarn zu erkennen.“ In einem geheimen Telegramm an seinem Außenminister Don Willesee vom 24. September 1974 hatte Whitlam bereits klar erklärt „Ich bevorzuge die Integration, aber der Selbstbestimmung muss gehuldigt werden.“
1974 fragte die indonesische Regierung bei US-Außenminister Henry Kissinger an, wie die Vereinigten Staaten zu einer indonesischen Invasion stehen würden. Die Vereinigten Staaten hatten mitten im Kalten Krieg und nach dem verlorenen Krieg in Vietnam Bedenken gegenüber einer Unabhängigkeit Portugiesisch-Timors. Nachdem man Indonesien als Verbündeten gewonnen hatte, wollte man nicht mitten im großen Archipel ein destabilisierendes, linksgerichtetes Regime. Die Vereinigten Staaten befürchteten, dass Osttimor zu einem „zweiten Kuba“ werden könne, da die FRETILIN Kontakte zur Volksrepublik China hatte und als kommunistisch galt. Man wollte nicht einen kommunistischen Dominoeffekt in Südostasien riskieren, weswegen die Vereinigten Staaten, wie Australien, die Aktionen des pro-westlichen Indonesiens tolerierten, obwohl Portugal NATO-Mitglied war und versuchte seine ehemalige Kolonie zu unterstützen. Lissabon hatte aber gegen die Interessen der beteiligten Staaten nur diplomatische Möglichkeiten. Im März 1975 empfahl der US-Botschafter in Indonesien David D. Newsom eine Politik des „Stillschweigens“ und unterstützte dabei Kissingers Auffassung. Beim Gipfeltreffen am 5. Juli in Camp David von US-Präsident Gerald Ford und Suharto wurde das Thema „Osttimor“ ausgegrenzt. Suharto schloss es mit dem Satz ab „die Integration in Indonesien ist der einzige Weg.“
Auch andere westliche Staaten und asiatische Verbündete Suhartos teilten die Ansicht, dass Portugiesisch-Timor von Indonesien absorbiert werden sollte. Großbritanniens Botschafter John Archibald Ford erklärte in einer Empfehlung für London:

„Even without Soviet or Chinese intervention that territory could become the “problem child” [of the region]…Britain’s interest is that Indonesia integrates that territory…If there is a crisis and a debate in the UN we shall all keep our heads down and avoid taking a position against Indonesia.“

„Selbst ohne sowjetische oder chinesische Intervention könnte dieses Territorium zum „Problemkind“ [der Region] werden (…) Großbritanniens Interesse ist, dass Indonesien dieses Gebiet integriert (…) Wenn es eine Krise und eine Debatte in der UNO gibt, werden wir alle unsere Köpfe unten behalten und vermeiden, eine Position gegen Indonesien einzunehmen.“

Innerhalb der jungen ASEAN reichten die Reaktionen auf die Bestrebungen Indonesiens in Richtung Portugiesisch-Timor von Zurückhaltung Singapurs bis Unterstützung durch Malaysia. Auch Japan unterstützte Indonesien, um seine eigenen wirtschaftlichen Interessen zu schützen.

### Bürgerkrieg und Ausrufung der Unabhängigkeit

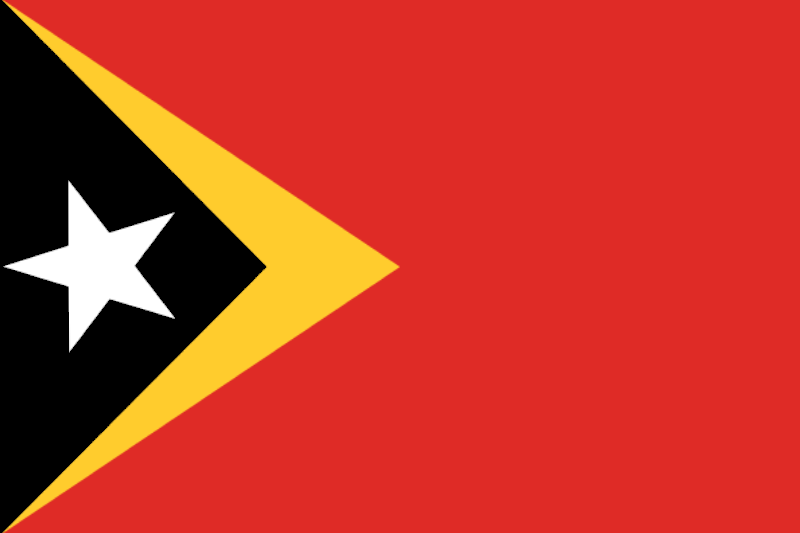
Die Flagge Osttimors von Natalino Leitão, wie sie 1975 verwendet wurde

Im Frühjahr 1975 konnte die FRETILIN sich auf eine Mehrheit der Bevölkerung in ganz Osttimor stützen. Am 13. März 1975 wurden im Rahmen des Dekolonisationsprogramms Wahlen im Distrikt Lautém durchgeführt. Ziel war es, die traditionellen Herrschersysteme zu ersetzen. Bei diesem Pilotprojekt für Lokalwahlen gab es keine Parteilisten oder -kandidaten. Die Wähler warfen einfach Kieselsteine in Körbe der Kandidaten um ihre Stimme abzugeben. FRETILIN-nahe Kandidaten konnten sich hier klar gegen UDT-Kandidaten durchsetzen. Am 11. Juli verabschiedete das portugiesische Parlament ein Gesetz, das für Osttimor die Wahlen für eine Volksversammlung im Oktober vorsah. Ein portugiesischer Hoher Kommissars sollte dann die Kolonie in einer dreijährigen Übergangszeit zur Unabhängigkeit führen. Doch Portugal wurde immer mehr durch zivile Unruhen und politische Krisen von den politischen Entwicklungen in seiner Kolonie abgelenkt. Vor allem beschäftigte es die Entkolonisation von Angola und Mosambik. Viele portugiesische Politiker sahen eine Unabhängigkeit Osttimors immer weniger als realistisch an und diskutierten über einen Anschluss Portugiesisch-Timors an Indonesien.
Guinea-Bissau hatte Ende 1974 seine Unabhängigkeit erlangt. Anfang des Sommers 1975 folgten Mosambik, Kap Verde und São Tomé und Príncipe, doch in Osttimor brachen, nach den Intrigen des indonesischen Militärgeheimdienstes Bakin, Kämpfe um die Macht aus. Die vermeintliche „kommunistische Bedrohung“ in der Zeit des Kalten Krieges und kurz nach dem Vietnamkrieg, wurde für jene UDT-Führer zur Begründung, die ohnehin mit dem Bündnis mit der FRETILIN unzufrieden waren, die Koalition am 27. Mai 1975 zu verlassen. Bereits am 6. Juni 1975 besetzten indonesische Truppen, getarnt als UDT-Kämpfer die Enklave Oe-Cusse Ambeno. Da eine Reaktion Portugals ausblieb, sah man sich in Indonesien zu weiteren Schritten ermuntert.
Vom 26. bis 28. Juni führte António de Almeida Santos, der portugiesische Minister für Koordination interterritorialer Angelegenheiten, Gespräche mit UDT- und APODETI-Vertretern sowie indonesischen Diplomaten in Macau. Die FRETILIN boykottierte das Treffen wegen der Teilnahme von Indonesien und der APODETI. Man sah in der Konferenz einen portugiesischen Versuch, Osttimor an Indonesien zu übergeben. Die UDT zeigte sich über den Boykott erzürnt. Indonesien war mit dieser Konferenz von Portugal endgültig als teilnehmende Partei in der Osttimorfrage anerkannt worden. Ergebnis der Konferenz war das Dekret 7/75. In ihm wurden die Struktur einer provisorischen Regierung, unter Beteiligung aller Parteien, und ein Zeitplan für Wahlen im folgenden Jahr festgelegt. Die portugiesische Herrschaft sollte 1978 endgültig enden. Damit war zwar eine gesetzliche Basis geschaffen, die eine direkte Überführung Portugiesisch-Timors von Portugal zu Indonesien verhinderte, das Dekret legte aber nur ein Recht auf Selbstbestimmung fest, nicht die Unabhängigkeit Osttimors. Die FRETILIN zeigte sich uneinheitlich betreffs des Dekrets, man kündigte aber an, sich an den Wahlen zu beteiligen. Die UDT unterstützte das Dekret, APODETI und Indonesien lehnten es ab. Es würde nur auf eine Unabhängigkeit Osttimors hinauslaufen und der Zeitplan sei zu lang. UDT und FRETILIN kritisierten geheime bilaterale Treffen zwischen der portugiesischen und der indonesischen Delegation.
| Präsident der Demokratischen Republik Timor-Leste | Präsident der Demokratischen Republik Timor-Leste |
| ------------------------------------------------- | ------------------------------------------------- |
| Francisco Xavier do Amaral (FRETILIN)             | 28. November 1975 bis 14. September 1977          |
| Nicolau dos Reis Lobato (FRETILIN)                | September 1977 bis 31. Dezember 1978              |
| Präsident der provisorischen Regierung            |                                                   |
| Arnaldo dos Reis Araújo (APODETI)                 | 17. Dezember 1975 bis 17. Juli 1976               |
| Präsident der Demokratischen Republik Timor-Leste |                                                   |
| Xanana Gusmão (parteilos)                         | 20. Mai 2002 bis 20. Mai 2007                     |
| José Ramos-Horta (parteilos)                      | 20. Mai 2007 bis 20. Mai 2012                     |
| Taur Matan Ruak (parteilos)                       | 20. Mai 2012 bis 20. Mai 2017                     |
| Francisco Guterres (FRETILIN)                     | 20. Mai 2017 bis 20. Mai 2022                     |
| José Ramos-Horta (parteilos, für den CNRT)        | seit 20. Mai 2022                                 |

Am 10. Juni kam es beinahe zur Konfrontation zwischen einheimischen Soldaten der Forças Armadas Português em Timor (deutsch Portugiesischen Streitkräfte in Timor), die die FRETILIN unterstützten, und ihren Kameraden, die hinter Dilis Bürgermeister César Mousinho unterstützten, einem Gründungsmitglied der UDT. Während ihre Vorgesetzten Karten spielten, verließen die FRETILIN-Anhänger die Garnison in Taibesi und fuhren Richtung Stadtzentrum mit dem Ziel, den Bürgermeister seines Amtes zu entheben. Rui Alberto Maggiolo Gouveia, Oberstleutnant der Forças Armadas Português em Timor und Polizeikommandant, stellte sich den Aufständischen entgegen und sagten ihnen, sie sollten keine Dummheit begehen. Nach dieser sanften Ermahnung kehrten die Soldaten nach Taibesi zurück. Ein Disziplinarverfahren gab es für sie nicht.
Am 11. August 1975 versuchte die UDT einen Putsch (Operaçao Sakonar), um der wachsende Popularität der FRETILIN entgegenzutreten. Der indonesische Geheimdienst hatte die UDT zu diesem Schritt bewegt. Am 13. August bildete die UDT mit Sympathisanten aus der portugiesischen Kolonialarmee die Bewegung zur Einheit und Unabhängigkeit von Timor-Dili (portugiesisch Movimento para Unidade e Independência de Timor-Dili MUITD). Sie plante die Auflösung aller pro-Unabhängigkeitsparteien und Integration ihrer Mitglieder in die MUITD. In den ersten Tagen nach dem Putsch konnte die UDT Polizeichef Maggiolo Gouveia und verschiedene Einheiten des Militärs, wie die Kompanien in Baucau und Lospalos für sich gewinnen. Am 16. August rief die UDT zur Vertreibung aller Kommunisten aus dem Territorium auf, auch „jener im Büro des portugiesischen Gouverneurs“. Sie forderte die Aufhebung des Dekrets 7/75, mit der der Zeitplan für die Entlassung Portugiesisch-Timors in die Unabhängigkeit bis 1978 festgelegt wurde und die Wiederaufnahme von Verhandlungen über die Unabhängigkeit der Kolonie. Am 17. August wurden Major Mota, Chef des Büros für politische Angelegenheiten, und Major Jónatas nach Lissabon zurückgeschickt. Die beiden Vertreter der Movimento das Forças Armadas (MFA) wurden beschuldigt, der kommunistische Flügel in der Kolonialregierung zu sein.
In Dili kam es zu Straßenkämpfen. Osttimoresen, die bisher in der portugiesischen Armee dienten, unterstützten im Kampf die FRETILIN und bildeten den Kern der am 20. August gegründeten Forças Armadas de Libertação Nacional de Timor-Leste FALINTIL (deutsch Bewaffnete Kräfte zur nationalen Befreiung Osttimors). Im dreiwöchigen Bürgerkrieg kämpften etwa 1500 UDT-Anhänger gegen 2000 Mann der FRETILIN.
Gouverneur Pires setzte die verbliebenen portugiesischen Soldaten nicht ein, um die Kontrolle wieder zu erlangen. Bereits am 12. August lief der niederländische Frachter  MV MacDili mit 272 Menschen an Bord aus Dili aus. Die meisten von ihnen waren Mitarbeiter der portugiesischen Kolonialadministration oder Angehörige des Militärs, die vor den Kämpfen in Sicherheit gebracht werden sollten. Am 15. August erreichte das Schiff das australische Darwin. Die norwegischen SS Lloyd Bakke befand sich vor der Küste Osttimors, als es einen Notruf von Pires erhielt. Das Schiff brachte 1150 Flüchtlinge nach Darwin. Etwa 500 Personen holte die MacDili in der Nacht zum 27. August aus Dili. Um 3:30 Uhr verließ sie den Hafen; im Schlepp das Landungsboot Loes mit Gouverneur Pires und den letzten Mitgliedern der Kolonialverwaltung an Bord. Andere Mitglieder und 85 Soldaten waren schon am Vortag auf die Dili vorgelagerte Insel Atauro gebracht worden, wo Pires sein neues Hauptquartier aufschlug. Die Flüchtlinge auf an Bord brachte die MacDili auch nach Darwin. Für die australische Stadt eine Belastung, da erst acht Monate zuvor Darwin vom Zyklon Tracy zerstört worden war.
Pires versuchte von Atauro aus ein Abkommen zwischen den beiden Parteien auszuhandeln. Von der FRETILIN, die am 27. August Dili einnahm, wurde er gedrängt, zurückzukehren, und die Entkolonialisierung voranzutreiben, aber Pires bestand darauf, auf Anweisungen aus Lissabon zu warten. Er wollte auf diese Weise einen Guerillakrieg gegen die portugiesische Regierung in Osttimor vermeiden. Schließlich konnte sich die besser bewaffnete und von der breiten Bevölkerung unterstützte FRETILIN endgültig durchsetzen und bis September de facto die Kontrolle in der gesamten Kolonie übernehmen, wobei sie offiziell weiterhin die portugiesische Souveränität über die Kolonie anerkannte. Am 13. September verfasste das Zentralkomitee der FRETILIN (CCF) ein Kommuniqué, mit dem es nochmals offiziell die portugiesische Oberhoheit anerkannte und zu weiteren Verhandlungen zur Dekolonisierung aufrief. Die Verhandlungen sollten „im nationalen Territorium und ohne äußeren Druck“ stattfinden. Doch Portugal verweigerte weiterhin die Anerkennung der FRETILIN als alleinige Vertreter der Osttimoresen.
Insgesamt starben in den Kämpfen 1500 bis 3000 Menschen. 10.000 bis 20.000 UDT-Kämpfer und Zivilisten flohen in das indonesische Westtimor. Von den 3.000 timoresischen Assimilados und europäischen Portugiesen verließen bis zum Ende des Bürgerkrieges 80 % die Kolonie.

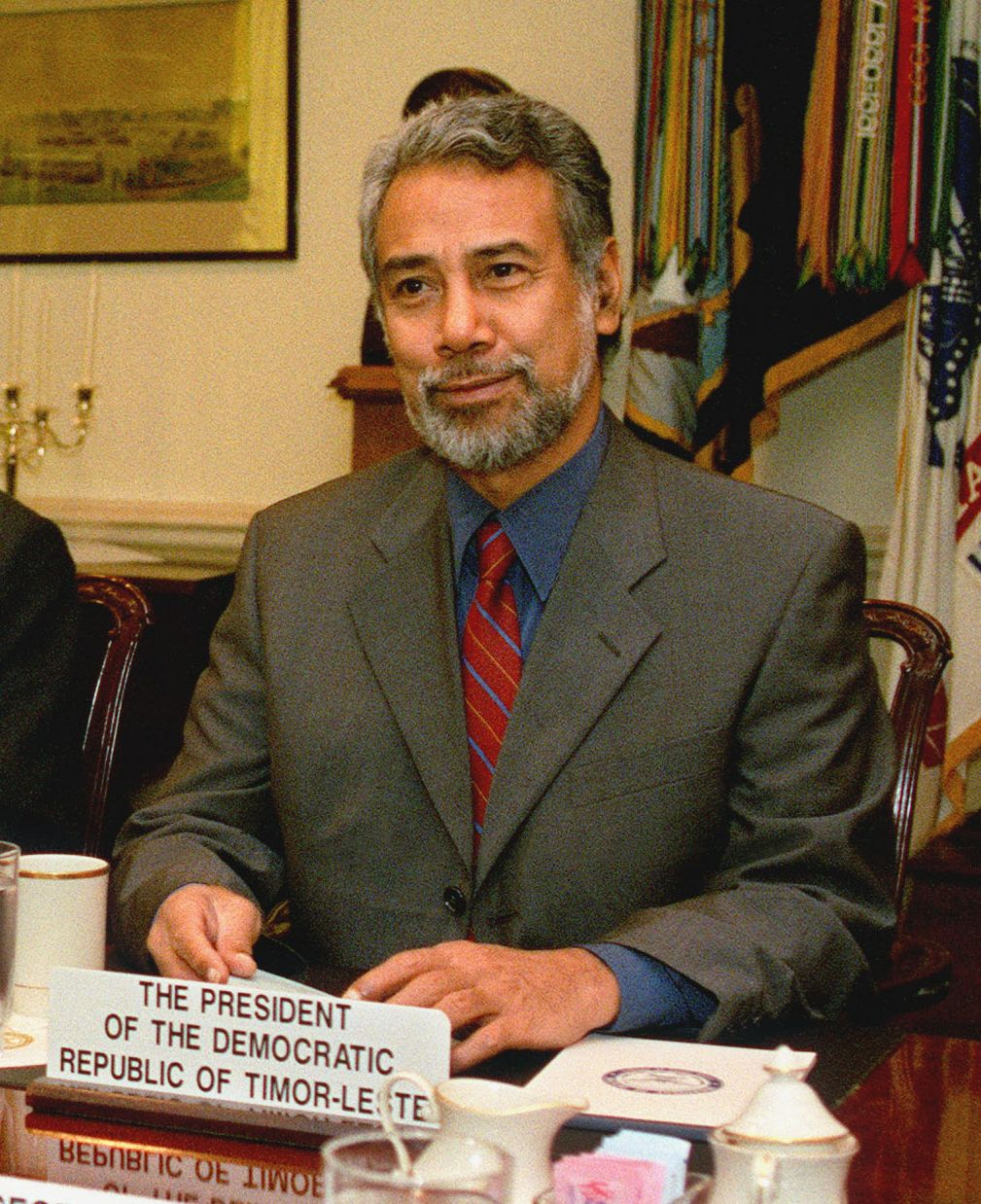
Xanana Gusmão (2002)

Indonesien stellte den Bürgerkrieg als Bedrohung dar, der Portugiesisch-Timor in Anarchie und Chaos stürze, aber nur einen Monat später besuchten Hilfsorganisationen aus Australien und anderen Ländern die Kolonie und bezeichneten die Situation als stabil. Die FRETILIN hatte durch die große Unterstützung in der Bevölkerung schnell wieder für Ruhe und Ordnung gesorgt. Auch die Lebensmittelversorgung der Bevölkerung war gesichert, dank Hilfen durch das Internationale Rote Kreuz und den Australian Council for Overseas Aid (ACFOA). Ehemalige UDT-Anhänger, die geblieben waren, arbeiteten nun mit der FRETILIN zusammen. Fehlendes Personal in der Verwaltung wurde mit ehemaligen Soldaten aufgefüllt, in den einzelnen Distrikten Regionalkomitees und im Oktober verschiedene Kommissionen eingerichtet. Da die Filiale der Banco Nacional Ultramarino geschlossen war und der FRETILIN das Know-how fehlte ein Banksystem aufzubauen, kam es zum Mangel an Fremdwährungen, was den Bargeldfluss und den internationalen Handel erschwerte. Bis zu einem gewissen Grad wurde die Wirtschaft noch durch die chinesische Gemeinde gestützt, so dass zumindest auf den Märkten in Dili und in den chinesischen Geschäften in Oktober und November wieder Leben einkehrte. Staatliche und kirchliche Schulen blieben mangels Lehrer allerdings geschlossen. Viele Nonnen und Pfarrer hatten das Land verlassen. „Die Schäfer sind gerade zu diesem Zeitpunkt weggegangen, als die Lämmer ihre Führung brauchten“, kommentierte dies Francisco Xavier do Amaral später. Probleme hatte die FRETILIN allerdings, ihre Kader von Amtsmissbrauch abzuhalten und auch die mehr als 2000 Kriegsgefangenen brachten Schwierigkeiten mit sich. Ursprünglich wollte man sie bis zur Rückkehr der portugiesischen Verwaltung gefangen halten. Da es aber dazu nicht kam, wurde von der FRETILIN am 30. September eine Ermittlungskommission (Comissão de Inquêrito) eingesetzt, die unter den Gefangenen Führende von unbeteiligten Parteimitgliedern trennen sollte. Dazu wurden in öffentlichen Verhandlungen Zeugen befragt, was zu willkürlichen Urteilen führte. Führungskräfte und Beschuldigte wurden zu weiteren Untersuchungen nach Dili und Aileu gebracht. Dort waren sie teils massiven Misshandlungen ausgesetzt. Es kam auch zu Morden und Hinrichtungen. Die schlechte Behandlung der Gefangenen war keine offizielle Linie der FRETILIN und Parteiführer gingen teilweise auch dagegen vor, doch das Zentralkomitee tat letztlich zu wenig, um die Missstände zu beseitigen.

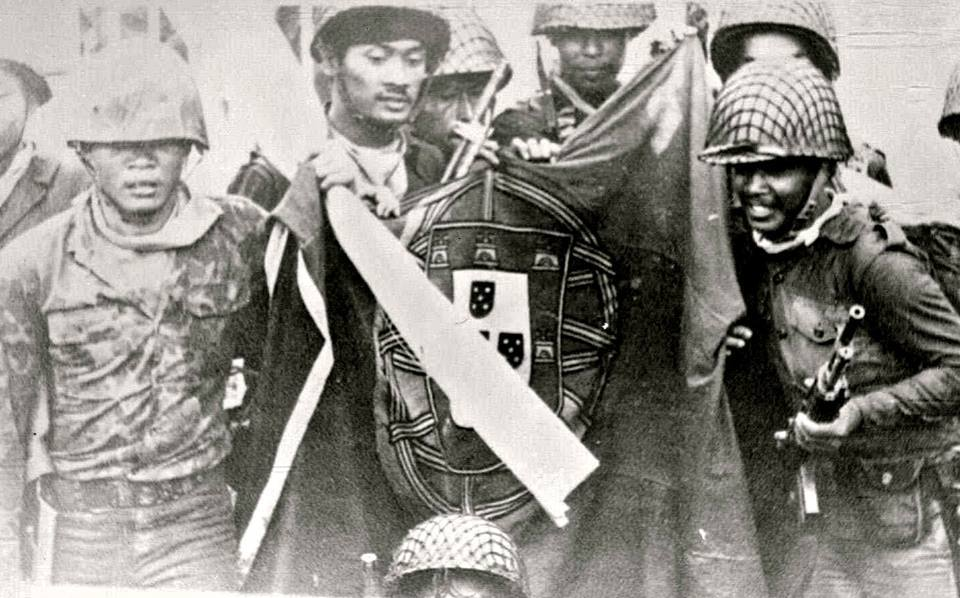
Indonesische Soldaten posieren im November 1975 im osttimoresischen Batugade mit einer erbeuteten portugiesischen Flagge

Indonesien sah sich angesichts der Niederlage der UDT veranlasst, seine Strategie zu ändern. Die Operation Komodo des Bakin wurde zur Militäroperation Flamboyan, die einer extra gegründeten Sondereinheit unterstellt wurde. Ab September begannen indonesische Spezialeinheiten mit Einfällen in Portugiesisch-Timor. Am 16. September wiederholte die FRETILIN daher ihren Aufruf zu Verhandlungen mit Portugal. Außerdem sollte eine Konferenz mit Portugal, Osttimor, Indonesien und Australien „Gerüchte und Missverständnisse beseitigen“. Als UDT-Kämpfer getarnt besetzten indonesische Truppen am 8. Oktober 1975 den osttimoresischen Grenzort Batugade und vertrieben die dortigen FALINTIL-Einheiten. Hier wurde das Hauptquartier der Operation Flamboyan aufgebaut. Am 8. Oktober 1975 teilte Philip Habib, Mitglied der US-Delegation im Sicherheitsrat der Vereinten Nationen, den anderen Teilnehmern mit, dass es so aussehe, als ob Indonesien nun begonnen hätte Osttimor anzugreifen. Kissinger antwortete, er hoffe Habib würde seinen Mund über diese Sache halten. Bis zum 16. Oktober 1975 waren die Distrikte an der Grenze Bobonaro und Cova Lima in großen Teilen in indonesischer Hand. Zwei britische, ein neuseeländischer und zwei australische Fernsehjournalisten (die Balibo Five), die an diesem Tag Zeugen der Besetzung der osttimoresischen Grenzstadt Balibo geworden waren, wurden von indonesischen Soldaten gezielt ermordet. Indonesien dementierte selbst jetzt noch, Truppen in Osttimor zu haben oder das Land gar gewaltsam besetzen zu wollen, obwohl in Balibo bereits Kriegsschiffe die Küste beschossen hatten und am selben Tag Maliana besetzt wurde, indem Truppen mit Flugzeugen dort landeten, was man als großangelegte Offensive bewerten muss. Bei einem Treffen der Außenminister Portugals und Indonesiens Anfang November in Rom, sagte Portugal zu, nochmals mit den timoresischen Parteien nach einer friedlichen Lösung zu suchen. Zwar hatte die FRETILIN Bereitschaft zu Gesprächen signalisiert, diese fanden aber letztlich nicht mehr statt. Während die FRETILIN weiter versuchte den portugiesischen Gouverneur zur Rückkehr zu bewegen und die portugiesische Flagge vereinzelt von Regierungsgebäuden wehte, zeigte sich, dass internationale Unterstützung, unabhängig von Portugal, immer nötiger wurde. Im November entsandte die FRETILIN eine Delegation, um im Ausland Unterstützung für eine unilaterale Unabhängigkeitserklärung zu suchen. 25 Länder sagten eine Anerkennung zu. Am 24. November startete die FRETILIN einen Appell an den Weltsicherheitsrat den Rückzug der indonesischen Truppen zu erzwingen. Sie forderte die Entsendung von UN-Friedenstruppen.
Parallel bereitete man sich auf die großangelegte indonesische Invasion vor. Waffen und Vorräte wurden in das Landesinnere gebracht und versucht, die Truppen zu vergrößern. Dazu schuf man eine Miliz, die Milícia Popular de Libertação Nacional (MIPLIN).
In Atabae leisteten Kämpfer der FRETILIN unter Aquiles Freitas Soares, einem timoresischen Adligen aus Letemumo und ehemaligen Unteroffizier der portugiesischen Armee mit zwölf Jahren militärischer Erfahrung, noch bis zum 26. November Widerstand. Seit Mitte des Monats hatten die Indonesier daher Atabaes Hauptort Aidabaleten von See aus beschossen und besetzten ihn schließlich am Morgen des 28. Novembers. Für die FRETILIN war dies das endgültige Signal zur Ausrufung der Unabhängigkeit, da man sich als unabhängiger Staat mehr Unterstützung durch die Vereinten Nationen erhoffte.

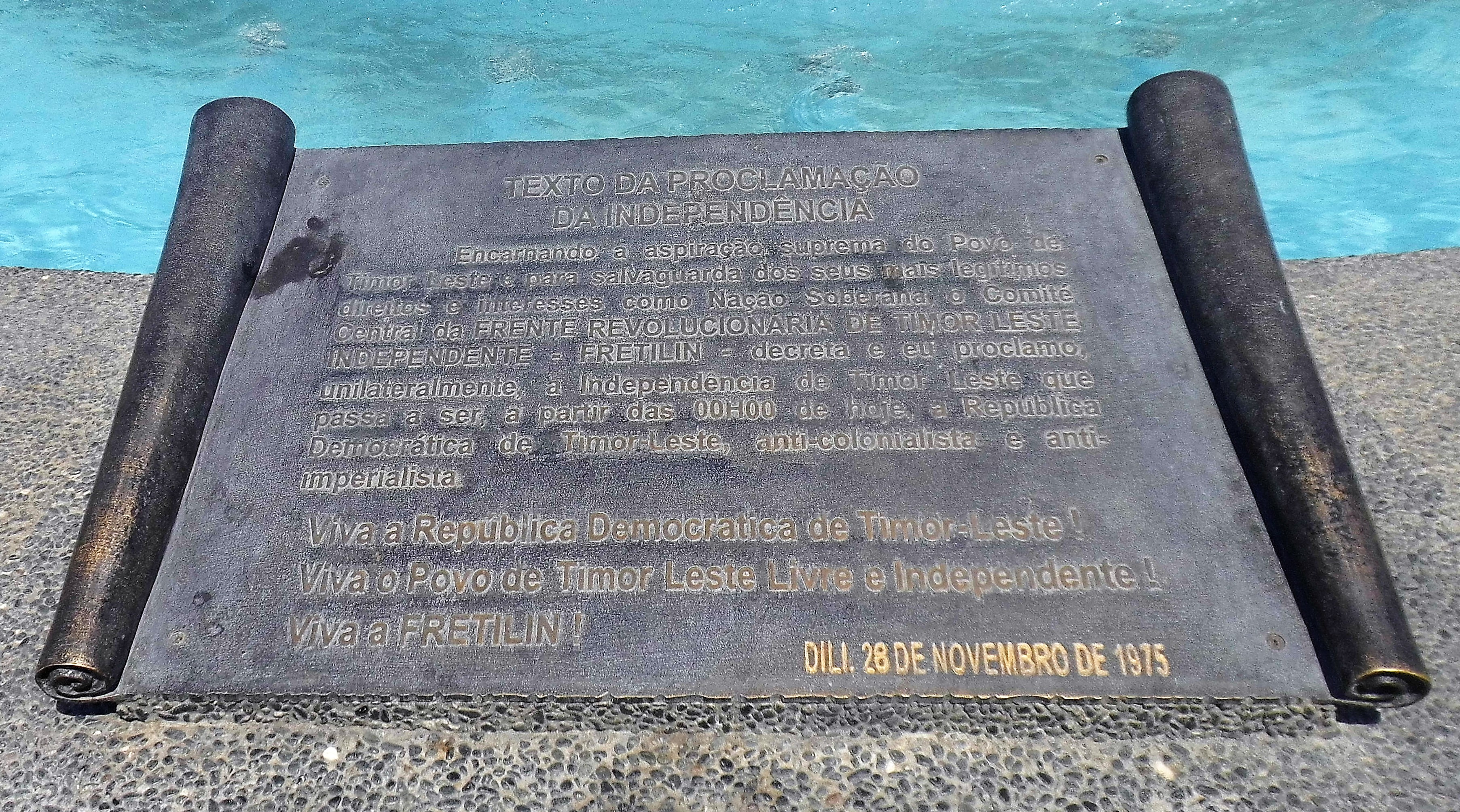
Text der Unabhängigkeitsproklamation am Denkmal für Francisco Xavier do Amaral

Die Unabhängigkeitserklärung der Demokratischen Republik Osttimor (portugiesisch República Democrática de Timor-Leste, tetum Repúblika Demokrátika Timor Lorosa'e) RDTL am 28. November 1975 wurde von insgesamt zwölf Staaten anerkannt, neben ehemaligen portugiesischen Kolonien wie Angola, Kap Verde, Guinea-Bissau, Mosambik oder São Tomé und Príncipe, auch von der Volksrepublik China (als einzigem ständigen Mitglied des Weltsicherheitsrates), Kuba und Vietnam. Portugal, Indonesien, Australien, die Vereinigten Staaten und die Vereinten Nationen verweigerten aber die Anerkennung. Australien nannte sie „provokativ und unverantwortlich“. Die USA betonten, sich nicht einmischen zu wollen.
Francisco Xavier do Amaral wurde der erste Staatspräsident Osttimors, Nicolau Lobato Premierminister. Indonesien reagierte mit der Meldung, die Führer von UDT, APODETI, KOTA und der Arbeiterpartei hätten am 30. November 1975 die sogenannte Balibo-Deklaration unterzeichnet, in der zum Anschluss Osttimors an Indonesien aufgerufen wurde. Die Deklaration, eine Ausarbeitung des indonesischen Geheimdienstes, wurde allerdings auf Bali und nicht in Balibo unterzeichnet, wohl auf Druck der indonesischen Regierung. Die Unterzeichner waren mehr oder weniger Gefangene Indonesiens. Xanana Gusmão nannte das Papier die „Balibohong Declaration“, ein Wortspiel mit dem indonesischen Wort für „Lüge“.

## Indonesische Besatzungszeit

### Indonesische Invasion

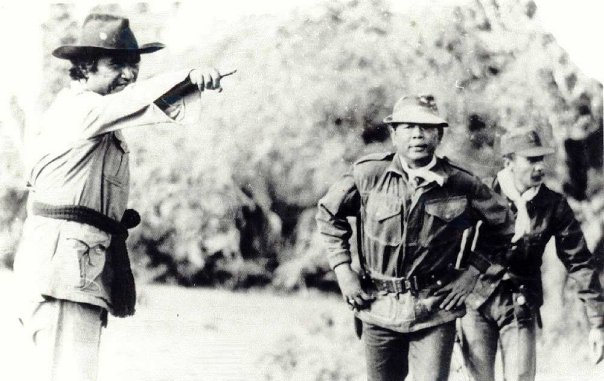
Der indonesische Oberst Dading Kalbuadi in Osttimor

Schon einen Tag nach der Unabhängigkeitserklärung zog das indonesische Militär am 29. November 1975 in der osttimoresischen Exklave Oe-Cusse Ambeno offiziell seine rot-weiße Flagge auf.
Ab dem 7. Dezember 1975 begann mit der Operation Seroja (Operasi Seroja, deutsch Lotus) unter Führung von Oberst Dading Kalbuadi die Besetzung des restlichen Gebietes von Osttimor. Zuerst wurde Dili in den frühen Morgenstunden durch 20 Kriegsschiffe der indonesische Marine beschossen und 13 Flugzeuge bombardierten Ziele in der Stadt, dann landeten Boote an den Stränden und Fallschirmjäger. Auf der Werft Dilis kam es zu öffentlichen Exekutionen. Eines der Opfer dort wurde der australische Journalist Roger East.
Mit Hilfe der portugiesischen Korvetten João Roby und Afonso Cerqueira verließ Gouverneur Pires mit den letzten Angehörigen der Kolonialverwaltung am 8. Dezember seinen Zufluchtsort auf Atauro.
Am 10. Dezember folgte eine weitere indonesische Landung in Baucau, der zweitgrößten Stadt Osttimors. Weitere Orte folgten. Am 30. Dezember landeten die Indonesier auf Atauro, wo kurz darauf in einer offiziellen Zeremonie das letzte Zeichen des Machtanspruchs Portugals über seine Kolonie eingeholt wurde; eine portugiesische Flagge, die Gouverneur Pires zurückgelassen hatte. Am 31. Dezember fiel Manatuto.

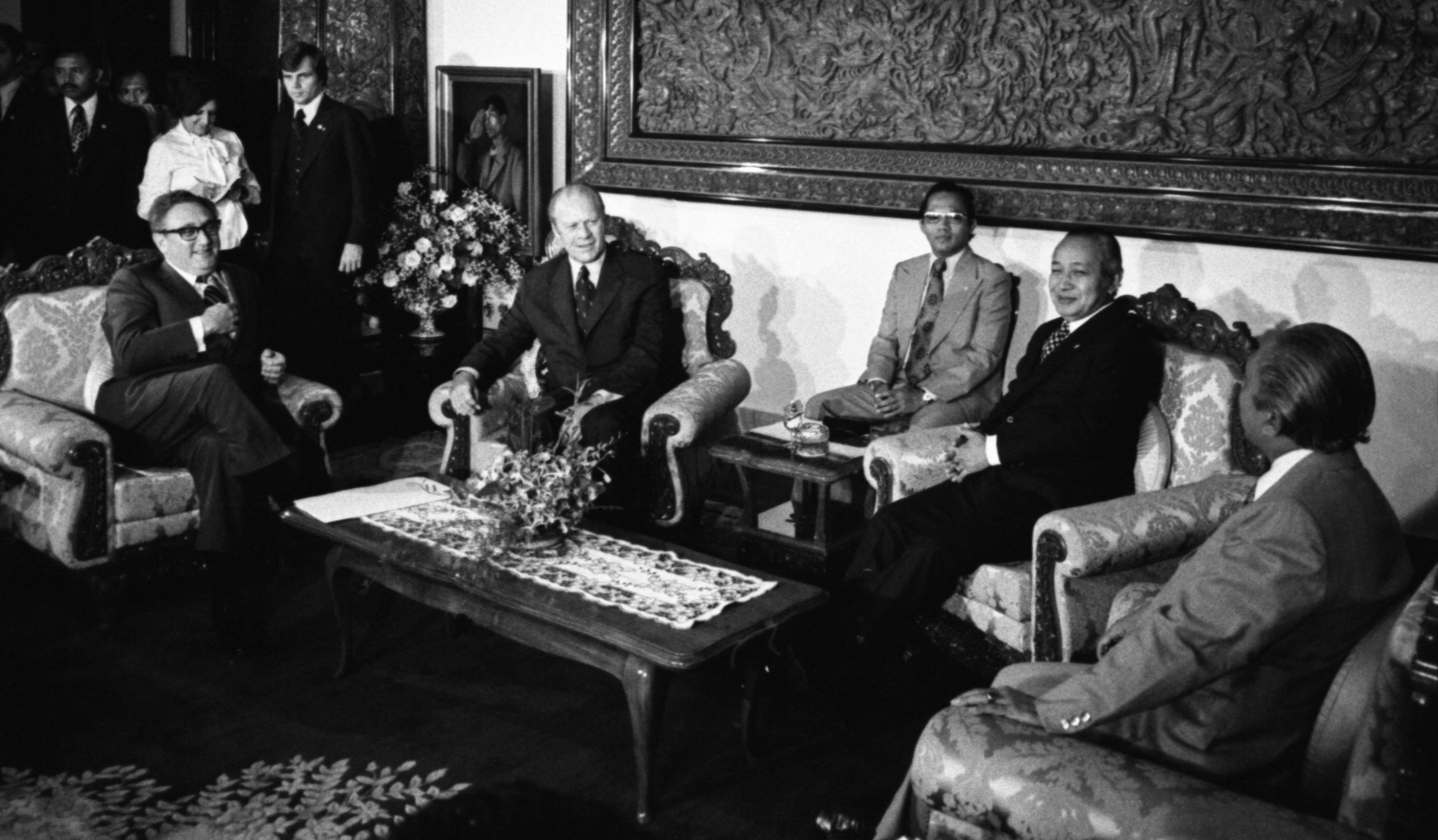
US-Außenminister Henry Kissinger und Präsident Gerald Ford mit Indonesiens Präsident Suharto am Tag vor der Invasion Osttimors

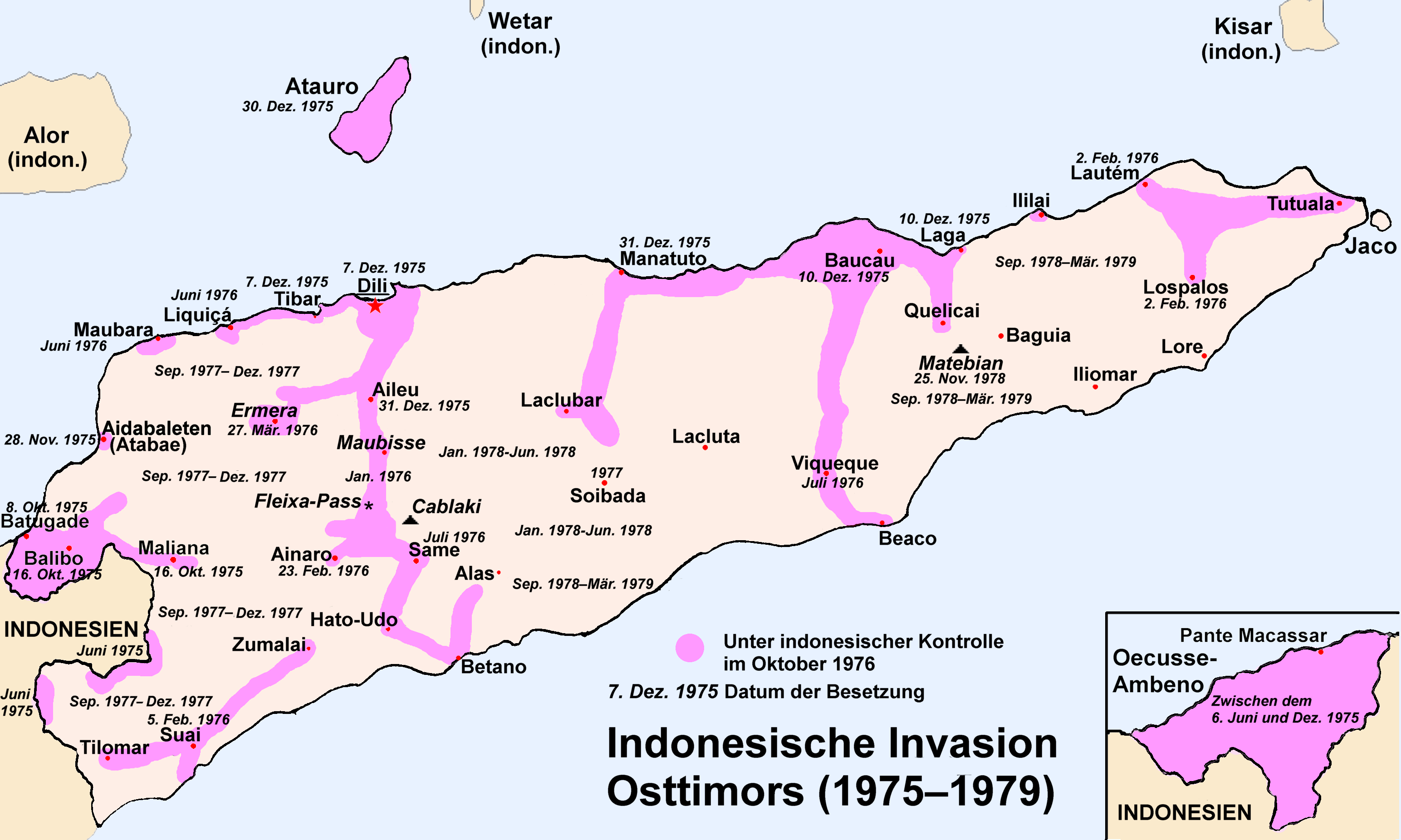
Verlauf der indonesischen Invasion (1975–1979)

Politische Unterstützung für die Invasion erhielt Indonesien von der Regierung der Vereinigten Staaten. Dies belegen ehemals geheime Regierungsdokumente, die im Dezember 2001 vom US-amerikanischen National Security Archive veröffentlicht wurden. Nur einen Tag vor der Besetzung Osttimors trafen sich demnach in der indonesischen Hauptstadt Jakarta US-Präsident Gerald Ford und US-Außenminister Henry Kissinger mit Indonesiens Präsident Suharto.
Australiens Regierung protestierte zwar öffentlich lautstark, nachdem die Besetzung Osttimors schon nahezu vollzogen war, man hatte aber bereits im Geheimen zugesichert nicht aktiv einzugreifen. Mit der Annexion durch Indonesien hatte Australien die Möglichkeit, nun auch im Osten von Timor eine Seegrenze zu seinem Vorteil festzulegen, mit erheblichen Anteilen der Erdölvorräte im Timorgraben auf australischer Seite. Schon 1972 hatte Australien mit Indonesien den Grenzverlauf in der Timorsee bei Westtimor festgelegt. Mit Portugal kam eine entsprechende Vereinbarung nicht zustande, so dass in der Grenze die so genannte Timor Gap (deutsch Timorlücke) bestehen blieb. Diese Politik war in der australischen Öffentlichkeit nicht populär, da man sich an den heldenhaften Kampf der Timoresen während des Zweiten Weltkrieges auf Seiten der Australier erinnerte. Es kam zu heftigen Protesten, die jedoch keine Beachtung bei der Regierung fanden.
José Ramos-Horta reiste drei Tage nach Beginn der Invasion als Außenminister des unabhängigen Staates Timor-Leste nach New York, um den Weltsicherheitsrat der Vereinten Nationen über das Vorgehen des indonesischen Militärs zu informieren. Zwar hatten die Vereinten Nationen noch einige Jahre zuvor bei der Annexion Westneuguineas noch ein Auge zugedrückt, die Besetzung Osttimors erkannten sie aber nicht an. Hier übten mehrere Staaten Druck aus, allen voran Portugal. Pro-indonesische Staaten, wie Indien, Japan und Malaysia, legten noch in der Generalversammlung der Vereinten Nationen einen Resolutionsentwurf vor, in dem Portugal und den timoresischen Parteien die Verantwortung für die Toten vorgeworfen wurde, dieser wurde aber zugunsten eines Antrags von Algerien, Kuba, dem Senegal, Guyana und anderen abgelehnt. Am 12. Dezember 1975 verabschiedete die UN-Generalversammlung die Resolution 3485, in der bestätigt wurde, dass…

„…die Stellungnahme des Vertreters Portugals als verwaltende Macht betreffs der Entwicklungen in Portugiesisch-Timor gehört wurden. […] [Die Generalversammlung] beklagt die militärische Intervention durch Streitkräfte Indonesiens in Portugiesisch-Timor und ruft die Regierung von Indonesien dazu auf, unverzüglich seine Truppen aus dem Territorium zurückzuziehen[…] [und] fordert den Weltsicherheitsrat auf dringendste in Aktion zu treten um die territoriale Integrität von Portugiesisch-Timor und das unveräußerliche Recht seiner Bewohner auf Selbstbestimmung zu schützen.“

International galt Osttimor weiterhin als „abhängiges Territorium unter portugiesischer Verwaltung“. In der Verfassung Portugals von 1976 legte sich Portugal mit Artikel 307 die Verantwortung für Osttimor auf. Noch 2001 war dieser Abschnitt Teil der Verfassung (dann Artikel 293):

„(1) Portugal ist weiterhin an die ihm im Einklang mit dem Völkerrecht auferlegten Verantwortlichkeiten gebunden, das Recht Osttimors auf Unabhängigkeit zu unterstützen und zu gewährleisten.
(2) Es ist die Aufgabe des Präsidenten der Republik und der Regierung, alle Handlungen vorzunehmen, die zur Verwirklichung der in dem vorstehenden Absatz genannten Ziele erforderlich sind.“

Am 22. Dezember verabschiedete der Weltsicherheitsrat die UN-Resolution 384, die der Resolution der Generalversammlung folgte. Am 22. April 1976 wurde die Forderung in der UN-Resolution 389 wiederholt. Als einziges Land erkannte Australien 1979 die Annexion Osttimors durch Indonesien an.
Während der Invasion kam es zu Massenmorden und -vergewaltigungen. In der ersten Zeit besetzten die Indonesier nur strategisch wichtige Ortschaften und Verbindungsstraßen. In vielen Dörfern lebte man gleichzeitig noch unbehelligt von den Invasoren. In dieser Phase flohen viele Timoresen in das Inselinnere, wo es ihnen möglich war, kleine Siedlungen aufzubauen und Ackerbau zu betreiben. Erst Mitte 1977 begann das indonesische Militär in das Landesinnere vorzudringen, indem es mit der Luftwaffe Felder und Dörfer bombardierte und dabei auch Napalm und Entlaubungsgifte einsetzte.

### Organisation des Widerstands und interne Kämpfe

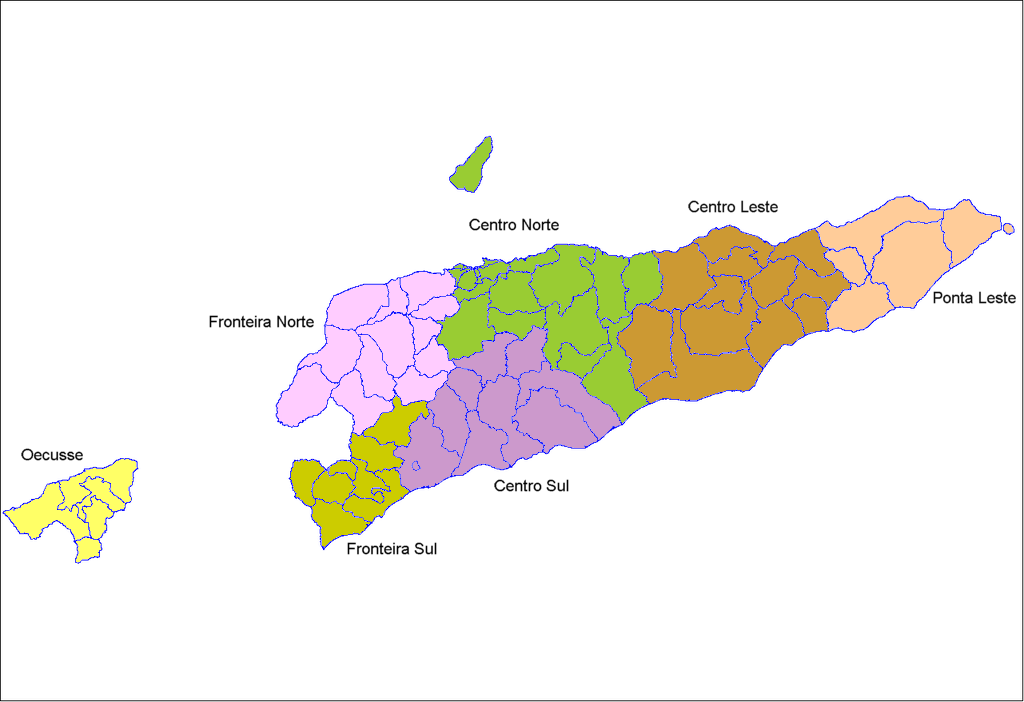
Widerstandssektoren der FALINTIL in Osttimor 1975–1998

Mitglieder der Communist Party of Australia übergaben der FRETILIN einen Radiosender, den Alarico Fernandes, der osttimoresische Informations- und Sicherheitsminister, nach der Invasion als Radio Maubere verwendeten, um die Bevölkerung zu informieren, Propaganda zu verbreiten und kodierte Nachrichten an die Kämpfer zu senden. Australische Aktivisten fingen die Sendungen in Darwin auf und verbreiteten sie in Australien weiter. Am 12. Dezember 1978 wurde Radio Maubere durch die Indonesier ausgeschaltet. Es gibt Spekulationen, dass Fernandes zu den Indonesiern übergelaufen sei und bereits vor seiner Gefangennahme verschlüsselte Nachrichten über das Radio an die Invasoren sendete, um Stellungen des Widerstands zu verraten.
Auf dem FRETILIN-Kongress vom 15. Mai bis 2. Juni 1976 in Soibada wurde Lobato offiziell zum militärischen Kommandanten erhoben. Auf dem Kongress entwickelte die FRETILIN Strukturen für die Zivilbevölkerung in den von ihr kontrollierten Gebieten und den militärischen Widerstand durch die FALINTIL. Die geflohene Zivilbevölkerung wurde in sogenannten bases de apoio (Deutsch: Unterstützungs- oder Rückhaltbasis) in jeder Verwaltungseinheit, nach ihren Heimatorten aufgeteilt, gesammelt. Diese Basen dienten als politische und logistische Stützpunkt, sowohl für Zivilisten, als auch für die Kämpfer.
Innerhalb der FRETILIN kam es 1976/77 zum Streit um die Ausrichtung der Bewegung und die richtige Strategie im Kampf gegen die Invasoren. Der linksradikale Flügel der FRETILIN erklärte andere nationale Kräfte (oft ehemalige portugiesische Soldaten mit katholisch-konservativem Hintergrund) zu Konterrevolutionären, denen Gefangenschaft, Folter und Hinrichtung drohte. Verschiedene Mitglieder kritisierten die Schaffung von befreiten Zonen (zonas libertadas), in denen die Zivilbevölkerung den bewaffneten Widerstand unterstützen konnte. So forderte Aquiles Freitas Soares, der sich bei der Verteidigung von Atabae Verdienste erworben hatte, eine rein militärische Strategie, die ohne die zivilen Basen auskommt, um den Zivilisten die Möglichkeit zu geben aus den Bergen in ihre Wohnorte zurückzukehren und sich zu ergeben. Der Liurai Francisco Ruas Hornay sprach sich in Iliomar gegen die Versammlung von Zivilbevölkerung zur politischen Bildung im Sinne der FRETILIN aus. Auch schlug man vor, mit anderen Parteien, wie der UDT, im Kampf gegen die Indonesiern zusammenzuarbeiten. Unter den Kritikern waren ehemalige Mitglieder der portugiesischen Kolonialarmee, traditionelle Führer und auch Teile der FRETILIN-Führung. Die Meinungsunterschiede eskalierten zum Konflikt. Soares gründete in Quelicai eine eigene Einheit, das Comando da Luta Boru-Quere (Kampfkommando Boru-Quere), auch wegen der Ermordung von mindestens neun Zivilisten in Venilale durch lokale FRETILIN-Führer, die die Opfer der Kollaboration verdächtigt hatten. Hornay musste nach einem Schusswechsel mit seinen Männern fliehen. Die Führung in den Sektoren ging massiv gegen die Dissidenten vor, Ende 1976 wurden sie gefangen genommen. Soares, Hornay und mehrere ihrer Männer wurden hingerichtet.
| Wichtige bases de apoio (1976 bis 1978) | Wichtige bases de apoio (1976 bis 1978) | Wichtige bases de apoio (1976 bis 1978) | Wichtige bases de apoio (1976 bis 1978) | Wichtige bases de apoio (1976 bis 1978) |
| --------------------------------------- | --------------------------------------- | --------------------------------------- | --------------------------------------- | --------------------------------------- |
| Alas                                    | Baguia                                  | Barique                                 | Beco                                    | Builo (Berg)                            |
| Cabalaki (Gebirgszug)                   | Cailaco                                 | Catraileten                             | Fatuberlio                              | Fatubessi                               |
| Foho Bibileo                            | Foho Taroman                            | Halik                                   | Iliomar                                 | Labarai                                 |
| Laclo                                   | Laclubar                                | Lacluta                                 | Laleia                                  | Lobito                                  |
| Manufahi (Süd- und Nordsektoren)        | Malehui (Maucatar)                      | Matebian                                | Maucatar                                | Mehara                                  |
| Natarbora                               | Ossu                                    | Remexio                                 | Uai-Mori                                | Uato-Lari                               |
| Zoilpo                                  | Zova                                    | Zumalai                                 |                                         |                                         |

Auch innerhalb des Zentralkomitees stiegen die Spannungen. Amaral boykottierte die Teilnahme an der Konferenz in Laline im Mai/Juni 1977. Vor allem im Sektor Nordzentrum (Centro Norte) gab es Spekulationen, dass es innerhalb des Widerstands Verräter gäbe. Menschen wurden verhaftet und getötet, weil sie Kontakt mit UDT-Anhängern gehabt hatten, so im Umerziehungslager (Campos de Rehabilitação Nacional, Renal) in Remexio, wo 21 Personen im April 1977 hingerichtet wurden.
Ende Juli beschloss das Zentralkomitee der FRETILIN in Herluli (Remexio), wegen Meinungsverschiedenheiten über das Vorgehen gegen die indonesische Besatzung, die Absetzung Amarals. Nach der Absetzung Amarals kam es im August zu einer Säuberungsaktion innerhalb der FRETILIN. Mehrere Anhänger Amarals wurden gefangen genommen, verprügelt und erschossen, darunter viele seiner Leibwächter. Amaral selbst wurde am 14. September 1977 in Tutuluro gefangen gesetzt. Das FRETILIN-Zentralkomitee warf ihm Hochverrat vor, weil er die Bevölkerung seiner Heimat Turiscai vor Gräueltaten der indonesischen Armee schützen wollte. Auf lokaler Ebene hatte er daher über Truppenreduzierungen und Waffenstillstand verhandelt. Im September 1977 wurde Lobato auch Vorsitzender der FRETILIN und nominell Präsident der Demokratischen Republik Osttimor. Zum Premierminister und stellvertretenden FRETILIN-Vorsitzenden wurde António Mau Lear Duarte Carvarino und Vicente Sa'he dos Reis wurde zum Nationalen Politkommissar ernannt.
Auf einer FRETILIN-Konferenz in Aicurus wurde im selben Jahr das Verteidigungsministerium einschließlich der stellvertretenden Ministerposten abgeschafft, nachdem eine Evaluierung ergeben hatte, dass es nicht effizient war. Die Führung der FALINTIL ging auf den Generalstab der FALINTIL über. Die beiden bisherigen stellvertretenden Verteidigungsminister wurden zu Sektorkommandeuren degradiert. Hermenegildo Alves wurde Kommandeur des Sektors Centro Leste und Guido Soares Kommandeur des Sektors Centro Sul. Zum neuen Stabschef wurde der bisherige Stellvertreter Domingos da Costa Ribeiro ernannt. Im Generalstab von FALINTIL gab es nun acht Stabsstellen mit der Bezeichnung colaborador do estado maior, die für die dem Generalstab unterstellten Bereiche wie Operationen, Codes, Information, Logistik und Ausbildung zuständig waren. Der Generalstab war dem Staatspräsidenten Nicolau Lobato unterstellt. Gleichzeitig hatte Lobato auch das Amt des politischen Kommissars für den Generalstab inne, der die politische Ordnung in der Armee gewährleisten sollte.

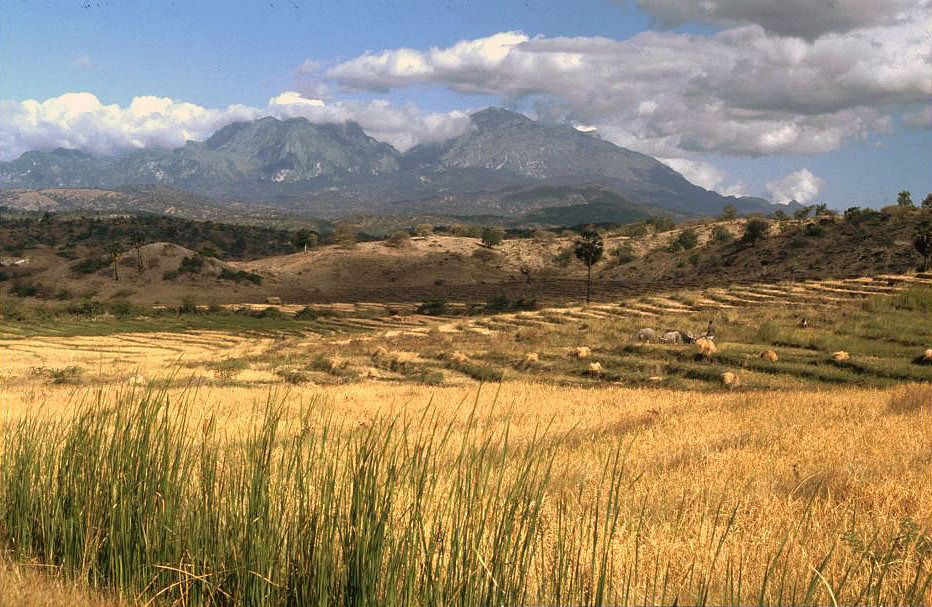
Der Matebian war eines der wichtigsten Rückzugsgebiete für die FALINTIL zwischen 1976 und 1978

Nach Forschungen von Loro Horta, dem Sohn von José Ramos-Horta, wurde mit einer Seeblockade der indonesische Marine zwischen 1975 und 1978 mit australischer Unterstützung verhindert, dass Schiffe der Volksrepublik China die FALINTIL mit Waffen versorgte. China versuchte demnach Waffen für 8000 Kämpfer inklusive mittleren Luftabwehrgeschützen, leichter Artillerie und Anti-Panzerwaffen für die Infanterie nach Osttimor zu bringen. Die Waffen wurden schließlich stattdessen nach Mosambik gebracht und von der dortigen Regierung im Kampf gegen die RENAMO benutzt. Nach dem Tod Mao Zedongs 1976 sank das Engagement der Volksrepublik für Osttimor und endete 1978 fast völlig. Inoffizielle Kontakte durch Einzelpersonen blieben bestehen, so hielt zum Beispiel Marí Alkatiri über Hongkong und seine Auslandsvertretungen Kontakt zur Volksrepublik. 1997 war Alkatiri sogar als Gast der chinesischen Regierung bei der Zeremonie zur Übergabe Hongkongs an China anwesend. Finanzielle Hilfen für den timoresischen Widerstand wurden über chinesische Geschäftsleute weitergeleitet.

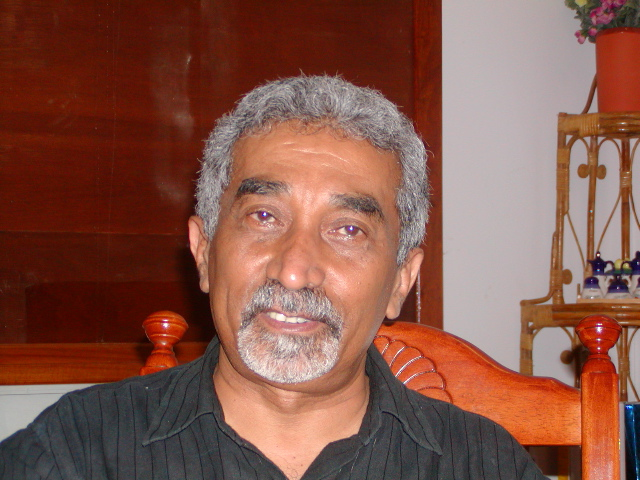
Marí Alkatiri (2006)

Mit Zunahme der Angriffe der indonesischen Armee baute man die Verteidigung der bases de apoio weiter aus. Im äußeren Ring standen Kämpfer der FALINTIL (Companhias de Intervenção, Interventionseinheiten), dem folgte ein Ring ziviler Verteidigungseinheiten, den Forças de Auto-Defesa (Selbstverteidigungskräfte, kurz FADE oder auch Armas Brancas, Weiße Waffen, genannt). Die Zivilisten befanden sich im Zentrum. Ihnen war es verboten den Verteidigungsring zu verlassen. In der Basis war jeder dazu angehalten neben den eigenen Anbauflächen, auch die Gemeinschaftsgärten der Gemeinde zu bestellen. Die Jugendorganisation OPJT (Organização Popular da Juventude Timorense) und Frauenorganisation OPMT (Organização Popular de Mulheres Timorense) der FRETILIN organisierten Anpflanzungen von Reis, Mais, Maniok und anderen Feldfrüchten. Die Ernte wurde an Bedürftige verteilt und zur Versorgung der FALINTIL-Soldaten verwendet. Außerdem webten die Frauen Stoffe und stellten traditionelle Medizin her. In einfachen Schulen lehrte man Lesen und Schreiben und die politische Ideologie der FRETILIN. Nachts sang man Freiheitslieder. Noch heute romantisieren ehemalige Bewohner diese Zeit, während andere die Arbeit zur Versorgung der Kämpfer als Zwangsarbeit beschreiben. Streitigkeiten und Konflikte, auch private, wurden von politischen Kadern der FRETILIN oder offenen Volkstribunalen (assembleia popular) entschieden. Übeltäter kamen in einfache Gefängnisse, wie Schweineställe, die Renal (Rehabilitação Nasional) genannt wurden. Dabei kam es auch zu Misshandlungen und Folter. Geringere Vergehen wurden mit Arbeiten, wie das Anlegen von Feldern, bestraft. Gingen die Lebensmittelvorräte durch den Angriff der indonesischen Armee verloren, konnte das für die Einwohner den Hungertod bedeuten. Die Versorgung der Bevölkerung wurde mit zunehmender Einengung der unbesetzten Regionen, wie die Gebiete um Matebian, Alas und die Ebene von Natarbora, immer schwerer. Mit dem zunehmenden Bombardement wollten immer mehr Zivilisten sich den Indonesiern ergeben, was die FRETILIN unterband, um die Moral nicht zu untergraben. Teils mit Misshandlungen und Gefängnis. Doch mit der Zeit gaben immer mehr Timoresen auf. Die ersten Zivilisten, die in die Wälder geflohen waren ergaben sich den Invasoren am 3. Februar 1976 in Bobonaro. Jede Woche folgten weitere Gruppen mit bis zu 700 Mitgliedern. Mit als letzte stellten sich 1979 Bunak, die drei Jahre in den Wäldern gelebt hatten.
Bis November 1978 wurden auch die letzten bases de apoio zerstört. Lobato wurde bei der indonesischen Operation „Einkreisung und Vernichtung“ verletzt und kurz darauf am 31. Dezember 1978 von den Indonesiern gestellt. Je nach Quelle beging er daraufhin Selbstmord oder wurde von den indonesischen Soldaten erschossen. Die „Operation Einkreisung“ richtete sich nicht nur gegen die Basen der FRETILIN, sondern auch gegen deren Produktion von Nahrungsmitteln. In der Regel wurde das Zielgebiet zunächst massiv bombardiert. Napalm sollte den Wald entlauben. Danach folgte Artilleriebeschuss und der Angriff der Bodentruppen. Das Zieldorf wurde umzingelt und die Einwohner in Transitcamps deportiert. Mitglieder und Sympathisanten der FRETILIN wurden hingerichtet, ihre Häuser niedergebrannt. Am Ende der Operation stand die FRETILIN vor der Niederlage. Über 80 % der FRETILIN-Kämpfer waren gefallen, 85 % der Mitglieder des Oberkommandos waren getötet worden und 90 % ihrer Waffen zerstört.

### Indonesische Verwaltung
| Gouverneure der Provinz Timor Timur | Gouverneure der Provinz Timor Timur |
| ----------------------------------- | ----------------------------------- |
| Arnaldo dos Reis Araújo (APODETI)   | 4. August 1976–1978                 |
| Guilherme Maria Gonçalves (APODETI) | 1978–1982                           |
| Mário Viegas Carrascalão (UDT)      | 18. September 1982 – Juni 1992      |
| José Abílio Osório Soares (APODETI) | 18. September 1992 – Oktober 1999   |

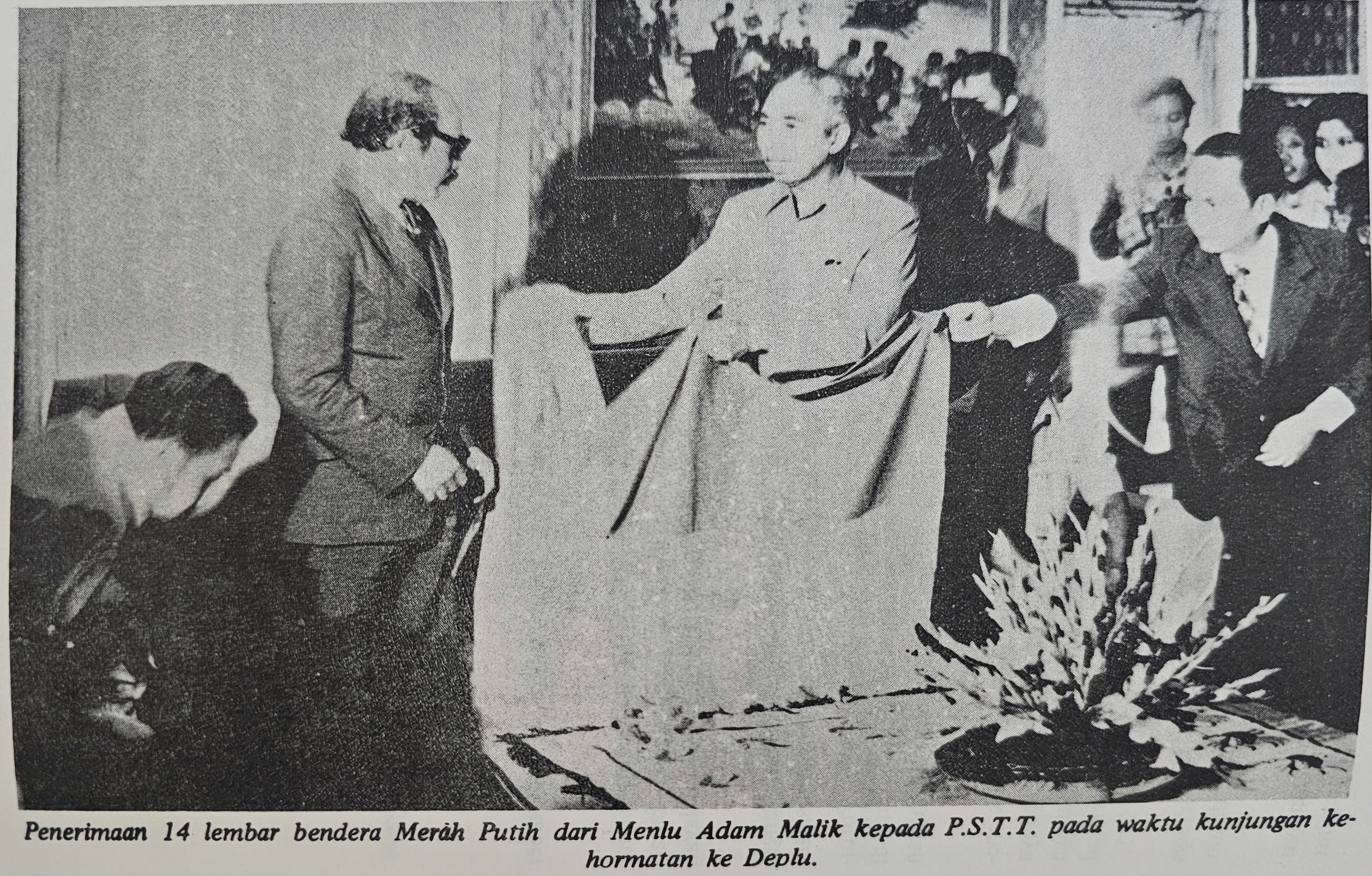
Arnaldo dos Reis Araújo werden als Vertreter der PSTT bei einem Besuch bei Indonesiens Außenminister Adam Malik 14 indonesische Flaggen überreicht (1976)

Handschlag zwischen Arnaldo dos Reis Araújo und Suharto nach Übergabe der Petition zum Anschluss Osttimors an Indonesien (1976)

Mit dem APODETI-Mitglied Arnaldo dos Reis Araújo als Präsidenten wurde von Indonesien am 17./18. Dezember 1975 die Provisorische Regierung Osttimor (PGET, Indonesisch: Pemerintah Sementara Timor Timur, PSTT) als Marionettenregierung aufgestellt, bestehend aus APODETI- und UDT-Führern. Araújo lehnte am 22. Dezember 1975 in einem Schreiben an den UN-Generalsekretär die Entsendung eines Beobachterteams der Vereinten Nationen ab. Allerdings klagte er in einem geheimen Schreiben im Juni 1976 auch an den indonesischen Präsident Suharto über Übergriffe durch das indonesische Militär:

„Wir räumen ein, dass die Plünderung privater Geschäfte, Behörden und der Staatsfinanzen auf die Emotionen des Krieges zurückzuführen sein könnten. Es ist aber schwer zu verstehen, weshalb noch nach sechs Monaten der grausame Zustand der Unsicherheit besteht. […] Tag und Nacht kommen zu mir ins Büro Witwen, Waisen, Kinder und Krüppel und betteln um Milch und Kleidung. Ich kann nichts tun, als mich mit meinen Tränen ihnen anzuschließen, da die Provisorische Regierung nichts besitzt.“

Am 31. Mai 1976 verabschiedete eine vom indonesischen Geheimdienst ausgewählte Volksversammlung mit allen 37 Stimmen eine Petition für den Anschluss an den Nachbarstaat ohne Referendum. Mário Carrascalão erklärte später, dass dies auch der einzige Zweck dieser Volksversammlung gewesen war. Unterzeichnet wurde die Petition von PGET-Präsident Araújo und dem Vorsitzenden der Volksversammlung Guilherme Gonçalves. Man berief sich dabei auf die Balibo-Deklaration. Danach wurden die osttimoresischen Vertreter mit einem Militärflugzeug nach Jakarta geflogen und am 7. Juni übergaben Araújo, Gonçalves, Francisco Xavier Lopes da Cruz und Carrascalão die Petition an den indonesischen Präsident Suharto. Mit dem indonesischen Gesetz Nr. VII/1976 wurde am 17. Juli Timor Timur (indonesisch für Osttimor) offiziell die 27. Provinz der Republik Indonesien und Araújo am 4. August Gouverneur. Vizegouverneur wurde Francisco Lopes da Cruz. Die Gouverneure aller indonesischen Provinzen wurden während der Suharto-Diktatur durch den Präsidenten für jeweils fünf Jahre ernannt und durch den Volksvertretungsrat der Republik Indonesien (DPR) bestätigt. Während in vielen Provinzen aktive oder Militärangehörige im Ruhestand ernannt wurden, waren die Gouverneure Timor Timurs alles Zivilisten, die aus der ehemaligen portugiesischen Kolonie stammten. An zweiter Stelle der Administration stand der Sekretär der Regionalverwaltung (Sekretaris Wilayah Daerah, Sekwilda), der durch den indonesischen Innenminister eingesetzt wurde. Er hatte die Kontrolle über das Provinzbudget. Bis auf einen waren alle Sekretäre in Timor Timur Offiziere des Militärs, die für die Verwaltung abgestellt waren (Karyawan).
Am 4. August 1976 wurde der Rat der Volksrepräsentanten der Provinz (indonesisch Dewan Perwakilan Rakyat Daerah DPRD Level I) installiert, mit Guilherme Gonçalves als Vorsitzenden. Der Rat hatte 25 bis 45 Mitglieder. Zunächst wurden die Mitglieder ernannt, ab 1982 konnte die Bevölkerung Vertreter der vom indonesischen Staat kontrollierten Parteien in den Rat wählen. 80 % der Sitze waren diesen Parteien vorbehalten, die restlichen 20 % standen den indonesischen Streitkräften (Angkatan Bersenjata Republik Indonesia ABRI) zu. Zudem kam es auch zu Wahlfälschungen. Auch die Vertreter in den Distriktsparlamenten (DPRD Level II) wurden zunächst berufen. Ab Ende 1976 gab das indonesische Militär Passierscheine (surat jalan) an die Bevölkerung aus, die es ihnen erlaubte, ihre Siedlungen zu verlassen, um die umliegenden Felder zu bewirtschaften. Noch bis 1978 gab es starke Einschränkungen in der Bewegungsfreiheit und erst 1983 hatte sich die Situation so weit normalisiert, dass auch Flüchtlinge und Vertriebene in ihre Heimatdörfer zurückkehren konnten.
Kritik an den Folgen der Besatzung für die Zivilbevölkerung wurde vom indonesischen System nicht toleriert. So wurden im Juli 1980 drei UDT-Aktivisten verhaftet und verprügelt, nachdem sie in Manu-kokorek, dem tetumsprachigen Programm von Radio Republik Indonesia kritische Beiträge gesendet hatten. Zwei Mitglieder des DPRD wurden im November 1981 verhaftet, nachdem sie in einem Brief an Präsident Suharto von angeblichen schweren Verfehlungen indonesischer Beamter und Militärangehöriger berichtet hatten, darunter die Ermordung von osttimoresischen Zivilisten.
Araújo verlor 1978 seinen Posten, nachdem er Indonesien öffentlich die wirtschaftlichen Zustände unter der indonesischen Verwaltung mit der portugiesischen Kolonialzeit verglichen hatte, in der sämtliche Investitionen direkt wieder in das Mutterland zurückflossen. Araújos Nachfolger wurde Guilherme Gonçalves, der ebenfalls vorzeitig abtreten musste, nachdem es mit Oberst A. Paul Kalangi, dem Sekretär der Regionalverwaltung, zum Disput über den Anteil der Kaffeesteuer für die örtliche Regierung gekommen war. Vom 18. September 1982 bis zum Juni 1992 war Mário Carrascalão Gouverneur. In seiner Amtszeit normalisierte sich die Zivilverwaltung. Carrascalão strebte einen friedlicheren Weg an. Zweimal traf er den FALINTIL-Kommandanten Xanana Gusmão zu Friedensgesprächen, 1983 in Lariguto und 1990 in Ariana. Ergebnis war aber nicht eine Beendigung des Konflikts mit den Indonesiern, sondern der Schulterschluss der verschiedenen Fraktionen des politischen Osttimors. Zudem machte Carrascalão Menschenrechtsverletzungen der indonesischen Besatzungsmacht öffentlich bekannt. José Abílio Osório Soares, Bruder des verstorbenen Chefstrategen der APODETI José Fernando Osório Soares, übernahm 1992 als letzter Gouverneur für zwei Amtszeiten den Posten.
Francisco Lopes da Cruz blieb bis 1982 Vizegouverneur. Ihm folgten die indonesischen Offiziere Brigadegeneral Antonius Baldinuci Saridjo (1989–1993) und Oberst Johanes Haribowo (1993–1998). Beide waren zuvor Sekretäre der Regionalverwaltung, die offiziell hinter dem Gouverneur an zweiter Stelle der Administration waren, allerdings die Kontrolle über das Provinzbudget hatten. Eingesetzt wurden sie durch den indonesischen Innenminister und bestätigt durch den DPRD. Die weiteren Vizegouverneure waren Oberst Johannes Suryo Prabowo (1998), Radjakarina Brahmana (1998) und Musiran Darmosuwito (1998–1999). Bis auf einen waren alle Stellvertreter und Sekretäre in Osttimor Offiziere des Militärs.
Kopassus und Kostrad-Einheiten bauten parallel zur Zivilverwaltung eine militärische Kommandostruktur auf. Versuche von Vittorio Winspeare Guicciardi, des Sondergesandten des UN-Generalsekretärs, Gebiete von Darwin aus zu besuchen, die noch von der FRETILIN gehalten wurden, wurden vom indonesischen Militär durch eine Blockade Osttimors verhindert. Der Militärbezirk Korem 164/Wira Dharma wurde offiziell am 26. März 1979 unter dem Hardliner Oberst Adolf Sahala Rajagukguk als Kommandeur etabliert. Die Militärführung der Streitkräfte in Jakarta hatte im selben Jahr für Osttimor die Spezialeinheit Kohankam (ab 1989 Kolakops) geschaffen. In den Jahren 1976 und 1978 wurden in Osttimor die Infanteriebataillone 744 und 745 aufgestellt, in der einheimische Osttimoresen unter indonesischen Offizieren rekrutiert wurden. Doch obwohl diese die Einheiten mit den meisten Osttimoresen in der indonesischen Armee waren und als einzige permanent in Osttimor stationiert waren, blieben die lokalen Kräfte in der Minderheit. So waren von 600 Angehörigen des Bataillon 745 nur 150 Osttimoresen. Zudem waren sie in ihrer Loyalität nicht sehr zuverlässig. Gleiches galt für die von Indonesien aufgestellten Milizen, von denen viele zwangsrekrutierten Mitglieder vor allem im Vorfeld des Unabhängigkeitsreferendums 1999 sich absetzten. Das galt selbst für den westlichen Distrikt Bobonaro, der laut Pro-Integration-Sprecher der am stärksten pro-indonesische gewesen sein sollte.
Um auch schwere Waffen in entlegenere Gebiete bringen zu können, wurde von den Indonesiern das Straßennetz ausgebaut. Die Portugiesen hatten für den Transport von Handelswaren wegen des notorischen Geldmangels nur Schotterpisten angelegt. Am Ende der Kolonialzeit existierten daher gerade mal sechs Kilometer asphaltierte Straßen in Osttimor. Gerade der Straßenbau wurde von Indonesien als Beispiel der Entwicklung der Region genannt, womit man versuchte die Besetzung zu legitimieren und die portugiesische Kolonialmacht für ihr Versagen zu schmähen. Xanana Gusmão kommentierte diesen Punkt später in seiner Verteidigungsrede vor dem indonesischen Gericht folgendermaßen:

„Müssen wir Timoresen nun, weil Portugal versagte, in 400 Jahren Osttimor zu entwickeln, für die Fehler der einen Kolonialmacht zahlen, während wir für die Verbrechen der anderen Kolonialmacht zahlen? (…) Ich muss fragen, ob man Kolonialismus als ‚gut‘ oder ‚schlecht‘ bewerten kann.“

Zur besseren Kontrolle wurden Teile der Bevölkerung aus entlegenen Gebieten zwangsumgesiedelt. Für sie richtete Indonesien in Osttimor sogenannte „Transit Camps“ ein, in die auch hunderttausende der Zivilisten gebracht wurden, die zuvor vor den Invasoren in FALINTIL-kontrollierte Gebiete geflohen waren. Die indonesischen Offensiven 1977/78 zwangen die FRETILIN-Führung dazu, den Zivilisten zu erlauben, sich den Indonesiern zu ergeben. Im Dezember 1978 lebten laut Angaben des indonesischen Militärs 372.900 Timoresen, etwa 60 % der Bevölkerung, in diesen Transit Camps. 1979 gab es nach heutigem Wissensstand in mindestens 139 Orten solche Lager, die wirkliche Zahl der Camps lag wahrscheinlich höher. Allein im Ort Ainaro gab es drei verschiedene Lager. Eines der schlimmsten befand sich ab Ende 1979 in Railaco. Überlebende erzählten, dass sie Wurzeln und Blättern sammeln mussten, um nicht zu verhungern. Internierte aus Lacluta berichteten später:
| Bevölkerungsentwicklung in Osttimor 1970 bis 1980 | Bevölkerungsentwicklung in Osttimor 1970 bis 1980 | Bevölkerungsentwicklung in Osttimor 1970 bis 1980 | Bevölkerungsentwicklung in Osttimor 1970 bis 1980 | Bevölkerungsentwicklung in Osttimor 1970 bis 1980 | Bevölkerungsentwicklung in Osttimor 1970 bis 1980 | Bevölkerungsentwicklung in Osttimor 1970 bis 1980 | Bevölkerungsentwicklung in Osttimor 1970 bis 1980 |
| Verwaltungsamt/Subdistrikt                        | 1970                                              | 1980                                              | Änderung [%]                                      | Verwaltungsamt/Subdistrikt                        | 1970                                              | 1980                                              | Änderung [%]                                      |
| ------------------------------------------------- | ------------------------------------------------- | ------------------------------------------------- | ------------------------------------------------- | ------------------------------------------------- | ------------------------------------------------- | ------------------------------------------------- | ------------------------------------------------- |
| Aileu                                             | 26.217                                            | 9.241                                             | −64,8                                             | Lautém                                            | 7.088                                             | 9.143                                             | 29,0                                              |
| Ainaro                                            | 8.985                                             | 10.428                                            | 16,1                                              | Letefoho                                          | 11.410                                            | 11.501                                            | 0,8                                               |
| Alas                                              | 5.034                                             | 3.574                                             | −29,0                                             | Liquiçá                                           | 16.416                                            | 8.895                                             | −45,8                                             |
| Atabae                                            | 5.013                                             | 6.346                                             | 26,6                                              | Lolotoe                                           | 11.689                                            | 4.502                                             | −61,5                                             |
| Atauro                                            | 3.133                                             | 5.206                                             | 66,2                                              | Lospalos                                          | 10.992                                            | 15.693                                            | 42,8                                              |
| Atsabe                                            | 15.325                                            | 10.668                                            | −30,4                                             | Luro                                              | 8.212                                             | 5.205                                             | −36,6                                             |
| Baguia                                            | 12.239                                            | 8.138                                             | −33,5                                             | Maliana                                           | 7.508                                             | 12.233                                            | 62,9                                              |
| Balibo                                            | 30.743                                            | 13.179                                            | −57,1                                             | Manatuto                                          | 5.703                                             | 6.875                                             | 20,6                                              |
| Barique                                           | 5.744                                             | 1.683                                             | −70,7                                             | Maubara                                           | 14.610                                            | 11.450                                            | −21,6                                             |
| Baucau                                            | 20.398                                            | 25.317                                            | 24,1                                              | Maubisse                                          | 20.119                                            | 10.409                                            | −48,3                                             |
| Bazartete                                         | 16.610                                            | 8.997                                             | −45,8                                             | Nitibe                                            | 4.753                                             | 7.058                                             | 48,5                                              |
| Bobonaro                                          | 11.085                                            | 20.480                                            | 84,8                                              | Oesilo                                            | 5.922                                             | 7.296                                             | 23,2                                              |
| Cailaco                                           | 6.753                                             | 5.240                                             | −22,4                                             | Ossu                                              | 16.655                                            | 12.022                                            | −27,8                                             |
| Dili                                              | 28.516                                            | 62.874                                            | 120,5                                             | Pante Macassar                                    | 10.698                                            | 17.034                                            | 59,2                                              |
| Ermera                                            | 18.506                                            | 18.816                                            | 1,7                                               | Passabe                                           | 4.379                                             | 5.722                                             | 30,7                                              |
| Fatuberlio                                        | 8.942                                             | 3.074                                             | −65,6                                             | Quelicai                                          | 18.780                                            | 11.258                                            | −40,1                                             |
| Fatululic                                         | 1.899                                             | 1.215                                             | −36,0                                             | Remexio                                           | 7.851                                             | 4.880                                             | −37,8                                             |
| Fatumean                                          | 2.379                                             | 2.164                                             | −9,0                                              | Same                                              | 18.438                                            | 17.250                                            | −6,4                                              |
| Fohorem                                           | 4.677                                             | 3.515                                             | −24,8                                             | Suai                                              | 13.484                                            | 15.250                                            | 13,1                                              |
| Hato-Udo                                          | 4.724                                             | 7.871                                             | 66,6                                              | Tilomar                                           | 3.272                                             | 3.501                                             | 7,0                                               |
| Hatu-Builico                                      | 6.829                                             | 8.459                                             | 23,9                                              | Turiscai                                          | 5.981                                             | 2.890                                             | −51,7                                             |
| Hatulia                                           | 20.743                                            | 15.096                                            | −27,2                                             | Tutuala                                           | 2.200                                             | 2.623                                             | 19,2                                              |
| Iliomar                                           | 4.136                                             | 5.435                                             | 31,4                                              | Uato-Lari                                         | 13.911                                            | 14.683                                            | 5,5                                               |
| Laclo                                             | 6.512                                             | 3.578                                             | −45,1                                             | Uatucarbau                                        | 6.071                                             | 5.802                                             | −4,4                                              |
| Laclubar                                          | 15.316                                            | 10.611                                            | −30,7                                             | Vemasse                                           | 5.727                                             | 4.977                                             | −13,1                                             |
| Lacluta                                           | 9.965                                             | 4.132                                             | −58,5                                             | Venilale                                          | 11.736                                            | 11.148                                            | −5,0                                              |
| Laga\|                                            | 14.914                                            | 13.989                                            | −6,2                                              | Viqueque                                          | 14.665                                            | 17.986                                            | 22,6                                              |
| Laleia                                            | 3.169                                             | 1.695                                             | −46,5                                             | Zumalai                                           | 13.494                                            | 7.043                                             | −47,8                                             |
| [ 199 ]                                           |                                                   |                                                   |                                                   | GESAMT                                            | 610.270                                           | 555.350                                           | −9,0                                              |

„1979 ergaben wir uns in der alten Stadt von Lacluta. Etwa 500 Personen starben an Hunger und durch den Mangel an Medikamenten zur Bekämpfung von Tuberkulose, Marasmus und Durchfall. Viele die starben, hatten keine Familienmitglieder mehr, um sie zu beerdigen. Einige starben im Camp und einige während sie im Wald nach etwas zum Essen suchten. Wir überlebten von Essen wie:
- Sago aus der Bebakpalme
- Früchte des Gummibaums
- Guaven
- Blätter vom Ende der Kokosnuss
- Maek (eine Knolle)
- Kuan (eine kleine, fasrige Yamswurzel)
- Aidak (eine Art Lychee)
- Wasserspinat
- Bananenschößlinge
- Laho (Mäuse)
- Samea (Schlangen)
- Manduku (Frösche)

Pferde wurden für nur 1.000 indonesische Rupiah und zwei Dosen Reis für je eine Mahlzeit (rantang) von der Hansip gekauft. Goldketten konnte man für eine Dose Reis erwerben. Im Tausch für Nahrung, wie Büffel- oder Hirschfleisch, konnten Töchter an Hansip-Mitglieder und Militärangehörige zwangsverheiratet werden, selbst wenn sie schon gesetzlich verheiratet waren.
Die indonesischen Streitkräfte und der Subdistriktadministrator (camat) entschlossen sich die Internierten von der alten Stadt Lacluta in das Dorf Dilor zu verlegen. In Dilor wurden politische Führer und FALINTIL-Mitglieder gefoltert und getötet. Alle Männer, die älter als 15 Jahre alt waren, wurden angewiesen, sich beim Militärposten am Morgen und am Abend zu melden und nachts Wachdienst zu leisten. Wenn sie sich nicht fügten, wurde ihr gesamter Besitz gestohlen und sie konnten gefoltert werden. So zum Beispiel konnte man in schmutziges Wasser für drei Stunden eingetaucht werden, gezwungen werden durch Dornenbüsche zu laufen, auf Kohlen zu stehen oder man wurde mit dem Kopf nach unten aufgehängt. Frauen wurden regelmäßig vergewaltigt und an Hansip und Soldaten zwangsverheiratet, ohne ihr Einverständnis oder ihrer Familien. Viele Kinder die daraus hervorgingen, wurden einfach verlassen.
1979 bis 1980 erhielten wir Hilfsgüter vom Indonesischen Roten Kreuz, wie Trockenfisch, Huhn, Milch, Mehl, Salz, Decken und Medikamente und wurden von medizinischen Personal betreut, einem Arzt und zwei Krankenschwestern. Jedoch war das Essen, was wir bekamen, zu proteinreich zum Verdauen für unterernährte Menschen und viele starben. Uns wurde schließlich erlaubt, Gärten anzulegen, aber nur in einem Umkreis von weniger als einen Kilometer rund um Dilor und nur mit einer Reisegenehmigung vom Sicherheitschef. Häufig gab es Zwangsarbeit ohne Bezahlung. Es gab keine Ausbildungsmöglichkeiten, weil es keine Einrichtungen oder Lehrer gab. Schulkinder wurden zum Dienst als TBOs (tenaga bantuan operasi, ‚Operationsassistenten‘) gezwungen.“

Bis zu zehn Menschen, Kinder und alte Menschen, starben demnach pro Tag. Untersuchungen gehen von tausenden Toten in den Lagern aus. Erst im Oktober 1979 erreichte das Internationale Rote Kreuz Dili. In Kooperation mit dem Indonesischen Roten Kreuz wurde die Hilfe für die Internierten organisiert. Erste Hilfsmaßnahmen gingen sofort nach Hatulia und Laclubar. In sechs Monaten sollten 1.800 Tonen Getreide, 360 Tonnen Reis, 1.080 Tonnen Bohnen, 216 Tonnen Pflanzenöl, 270 Tonnen Milchpulver und 180 Tonnen Eiweiß-Biskuits an 60.000 Menschen geliefert werden. 1981 erreichte das Hilfsprogramm des Roten Kreuzes 80.000 Menschen in 15 Siedlungen und hatte in der ersten Phase ein Budget von 6,26 Mio. US-Dollar. Die Hälfte davon wurde alleine für den Transport via Helikopter verwendet. In den 1980ern wurde einigen Insassen erlaubt, wieder in ihre Heimatdörfer zurückzukehren. Andere wurden nach strategischen Gesichtspunkten in neuen Dörfern oder anderen Orten, sogenannten „Siedlungszentren“ (tempat pemukiman) zwangsangesiedelt. In dieser Zeit wurden Zwangsumsiedlungen zu einer der wichtigsten Waffen gegen den timoresischen Widerstand. Opfer waren jene, die unter Verdacht standen, mit der FRETILIN zusammenzuarbeiten oder einfach auch nur die, von denen Familienmitglieder beim Widerstand waren. Tausende, zumeist Frauen und Kinder, wurden Anfang der 1980er nach Atauro deportiert, wo es wieder an Nahrung und anderen Wichtigem fehlte. Erst 1982 wurde dem Internationalen Roten Kreuz erlaubt, auch diesen Zwangsumgesiedelten zu helfen.
Andere Hilfslieferungen wurden von Soldaten der indonesischen Streitkräfte abgefangen. Ein Mitglied des amerikanischen Catholic Relief Services (CRS) berichtete, dass sie 1979 gezwungen wurden, die Lebensmittel zum militärischen Distriktshauptquartier zu bringen. Statt 10 kg pro Person, durften die CRS nur 5 kg verteilen. Begründet wurde die Maßnahme vom Militär, dass sonst Nahrungsmittel an die FRETILIN weitergegeben werden würde. Erst bei weiteren Lieferungen durch die CRS würden weitere Hilfen an die Bevölkerungen ausgeteilt. Den CRS-Mitarbeitern wurde erklärt, dass die Soldaten die zweite Hälfte der Hilfslieferungen für sich verwenden oder verkaufen wollten. Auch sollten mit den Lebensmitteln Bauarbeiter bezahlt werden, obwohl die indonesische Regierung dafür bereits finanzielle Mittel freigegeben hatte. Andere Soldaten tauschten gegen die gelieferten Lebensmittel frische Eier und Hühner ein. Solchen Missbrauch von Hilfslieferungen wurde in Maubisse, Ermera, Hatu-Builico, Liquiçá, Manatuto, Baucau, Lospalos, Laga und Suai dokumentiert. Auch aus Kleidungslieferungen wurden von den Soldaten gut erhaltene Stücke für den Eigengebrauch oder Verkauf aussortiert. CRS-Mitarbeiter, die protestierten, wurden mit vorgehaltener Waffe bedroht und beschuldigt ein FRETILIN-Sympathisant zu sein.

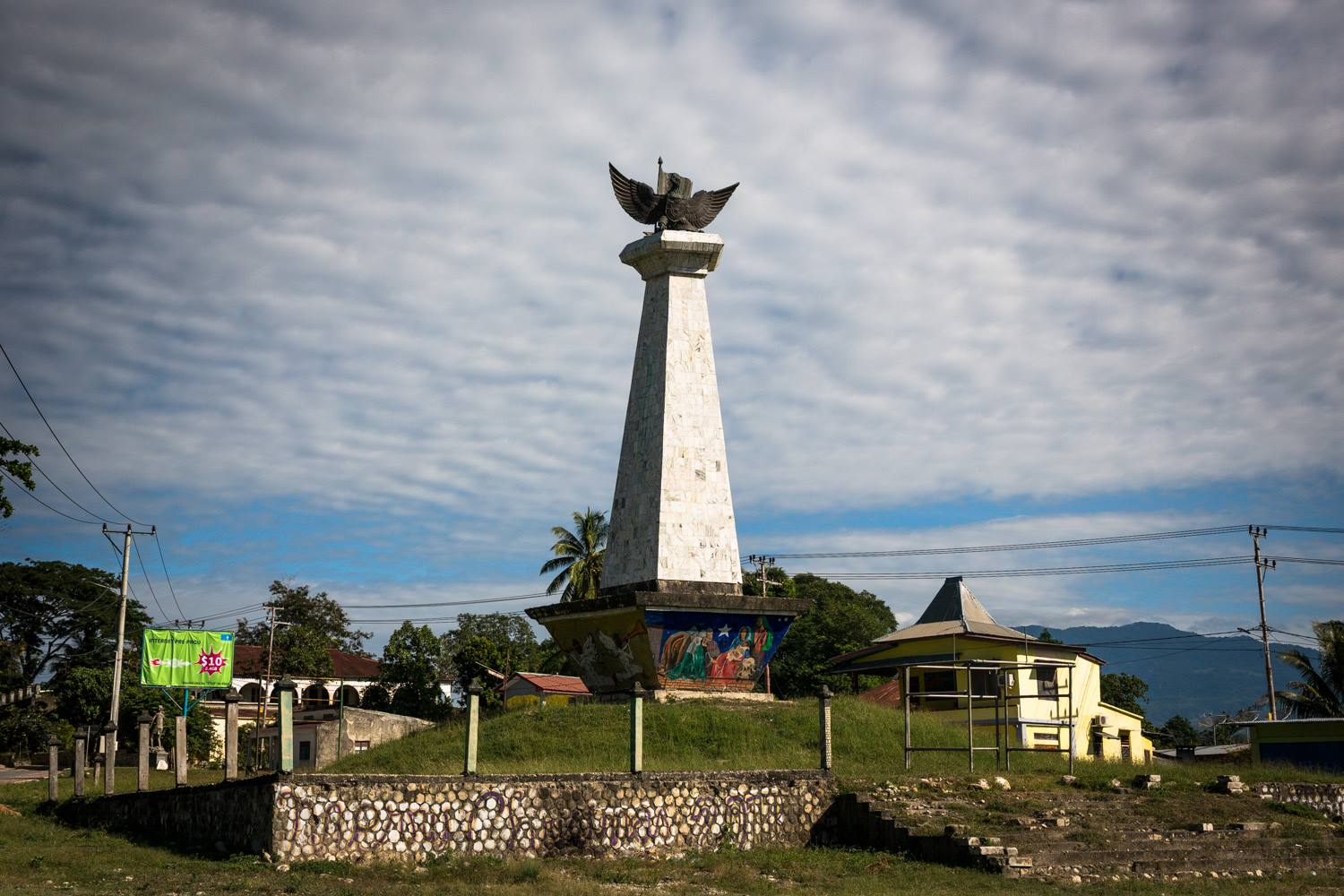
Relikt der Besatzungszeit: Monument mit dem indonesischen Garuda-Adler in Viqueque

Anfang 1979 wurden etwa hundert Männer aus Ermera, der bisherigen Hauptstadt des gleichnamigen Distrikts, und dem Suco Ponilala von der indonesischen Besatzungsmacht an den Ort gebracht, wo heute die Stadt Gleno steht. Das indonesische Militär zwang die Männer, das bisher unbewohnte Gebiet zu roden und von der Vegetation zu befreien, damit hier die neue Stadt gebaut werden konnte. Erfüllten die Zwangsarbeiter ihr Tagespensum nicht, wurden sie zur Bestrafung gefoltert. Drei Männer, die zu krank zum Arbeiten waren, wurden von den Soldaten umgebracht. Da man in der Zeit keine Gärten anlegen konnte, erfolgte die Versorgung mit Nahrungsmitteln durch das Militär. Als die Arbeiten an der neuen Distriktshauptstadt Gleno 1983 beendet waren, stellte das Militär die Versorgung ein. Die Familien der Zwangsarbeiter wurde nun ebenfalls nach Gleno zwangsumgesiedelt. Weil immer noch keine Gärten zur Grundversorgung angelegt worden waren, kam es zu Todesfällen durch Verhungern. Erst ab 1985 durften sich die Bewohner Glenos frei bewegen.
Erstmals nahmen die Einwohner Osttimors an den indonesischen Nationalwahlen 1982 teil, 311.375 Osttimoresen gaben ihre Stimme ab. Das Ergebnis war eindeutig gefälscht. Es ergab über 100 % der Stimmen für die Regierungspartei Golkar. Acht der Räte des DPRD wurden als Abgeordnete in den indonesischen Rat der Volksrepräsentanten entsandt.
1984 wurde mit der Präsidialen Direktive Nr. 65 angeordnet, ehemalige Kolonialbeamte für die indonesische Verwaltung zu rekrutieren. Bis März 1985 hatte man 3443 Personen registriert. Unter Aufsicht von Regionalsekretär Saridjo wurden schließlich 705 von ihnen zum Dienst ausgewählt.
Im Dezember 1988 beendete Präsident Suharto mit dem Präsidialen Dekret 62 formal die Isolation Osttimor. Das besetzte Gebiet erhielt einen gleichwertigen Status zu den 26 anderen Provinzen Indonesiens. Die Reisebeschränkung wurde für indonesische Staatsangehörige aufgehoben und ausländische Touristen und Journalisten durften nach Einholung einer offiziellen Genehmigung in die Provinz einreisen. Die Gründe Suhartos für diesen Schritt sind etwas unklar. Möglicherweise wollte er den Einfluss des Militärs einschränken, das die Wirtschaft Osttimors beherrschte. Tatsächlich nahm die Macht des Militärs in dieser Zeit ab. 1993 wurden die Kolakops-Sondereinheiten des indonesischen Militärs in Osttimor aufgelöst und das Gebiet verlor seinen Status als Sonderzone. Der Militärbezirk Korem 164/Wira Dharma stand dann bis zu seiner Auflösung direkt unter der Führung des regionalen Militärkommandos Kodam IX/Udayana auf Bali.

### Der Kampf um die Unabhängigkeit
| Kommandeure der FALINTIL    | Kommandeure der FALINTIL                                     |
| --------------------------- | ------------------------------------------------------------ |
| Rogério Lobato              | 20. August 1975 – ?                                          |
| Fernando do Carmo           | ? – 7. Dezember 1975 †                                       |
| Nicolau dos Reis Lobato     | Mai 1976 bis 31. Dezember 1978 †                             |
| Xanana Gusmão               | 1981 bis 20. November 1992 (verhaftet)                       |
| Ma'huno Bulerek Karathayano | 1992 bis 5. April 1993 (verhaftet)                           |
| Nino Konis Santana          | April 1993 bis 11. März 1998 †                               |
| Taur Matan Ruak             | 1998 bis 1. Februar 2001 (Umwandlung der FALINTIL in F-FDTL) |

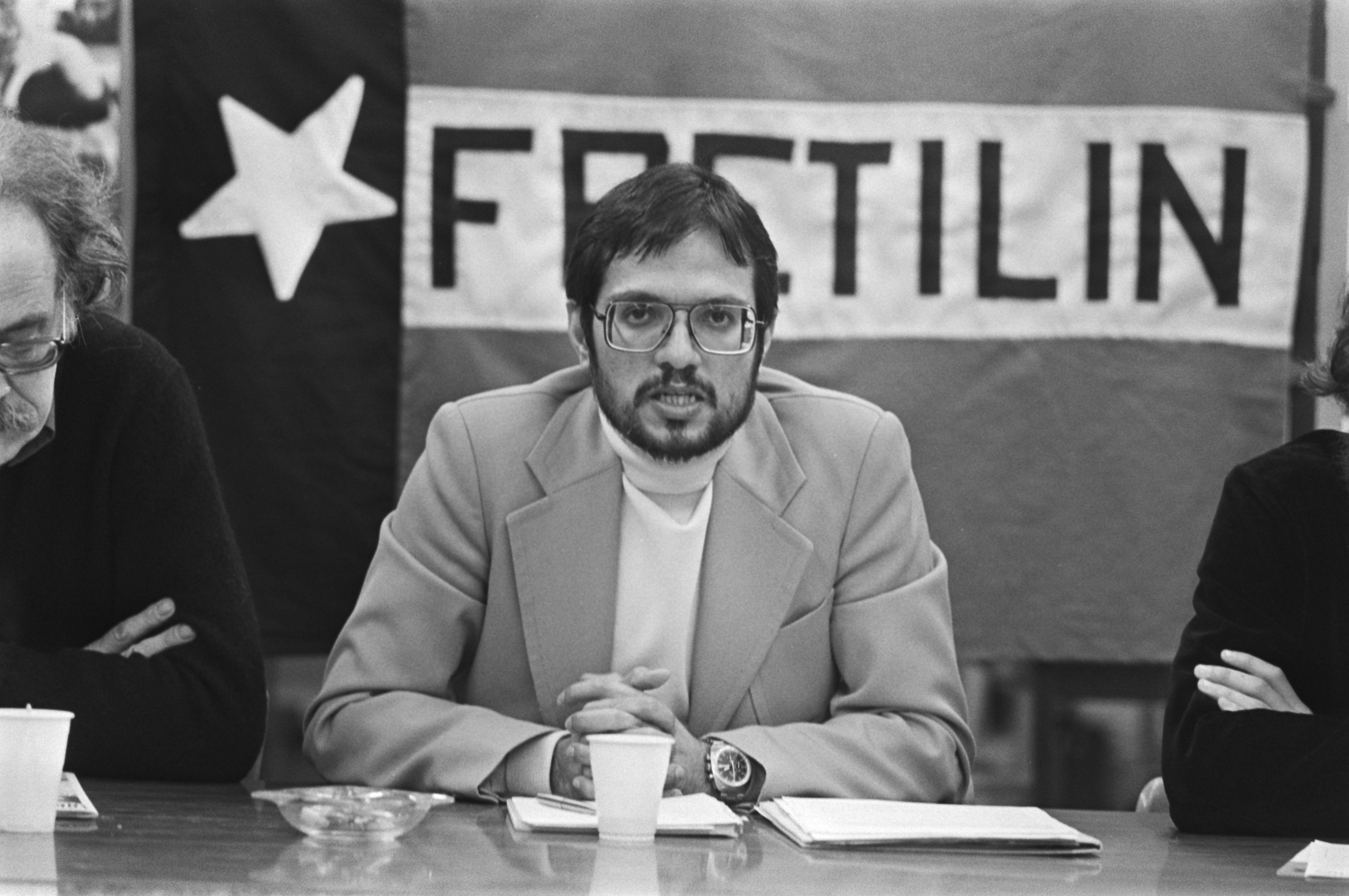
Pressekonferenz von Leonel Andrade, dem FRETILIN-Repräsentanten in Westeuropa (Amsterdam, 1977)

Im August 1977 verkündete Suharto eine Amnestie für FRETILIN-Kämpfer, die sich ergeben und wiederholte das Angebot am 31. Dezember 1977. Doch in der Realität mussten Osttimoresen, die sich ergaben oder gefangen genommen wurden, mit Folter und Ermordung rechnen. Wer in die Hände der Besatzer fiel, wurde zunächst verhört. Dabei wurden die Opfer zum Teil mit stumpfen Gegenständen, brennenden Zigaretten oder Elektroschocks traktiert. Nach dem Verhör entschieden die leitenden Offiziere über Leben und Tod. Wer zur Führung des Widerstands gehörte oder eine höhere Ausbildung hatte, wurde zumeist ermordet, ebenso deren Ehefrauen.
Es folgte eine Zeit geprägt von Terror und der Umsiedlung der Zivilbevölkerung, Verfolgung von Anhängern der Unabhängigkeitsbewegung durch pro-indonesische Milizen und der Armee. Von Indonesien wurden zivile Sicherheitskräfte mit Osttimoresen als Mitglieder aufgestellt. Die Hansip wurden bewaffnet und erhielten einen Sold, während die Ratih (Rakyat Terlatih, „ausgebildete Personen“) weder Bewaffnung noch regelmäßige Zahlungen erhielten. Zivilisten, die sich den Invasoren ergeben hatten, wurden zum Teil als TBOs (Tenaga Bantuan Operasi, Operationsassistenzkräfte) zwangsverpflichtet. TBOs mussten die Truppen an die Frontlinien begleiten und Munition und Ausrüstung tragen. Zeitweise dienten sie auch als Späher und Führer, manchmal auch als Spione in den von der FALINTIL gehaltenen Zonen. Mit der Verwendung von Zivilisten für kriegerische Zwecke verstießen die Indonesier gegen das Kriegsvölkerrecht.
Mau Lear wurde im Februar 1979 gefangen und getötet. Zu diesem Zeitpunkt lebten von den ehemals 48 Mitgliedern des Zentralkomitees der FRETILIN nur noch Sera Key, Xanana Gusmão, Txai und Mau'huno. Alle operierten an der Ostspitze Timors. Im März trafen sich in Titilari Gusmão und Ma'huno mit den anderen verbliebenen politischen Führern Mau Hodu, Bere Malay Laka und Txai und den militärischen Kommandanten Mauk Moruk, Reinaldo Freitas Belo (Kilik Wae Ga’e), Olo Gari, Nelo und Freddy, um den Widerstand zu reorganisieren. Sera Key wurde im April von den Indonesiern gefangen genommen, als er im Zentrum Osttimors nach verbliebenen Kämpfern suchte, und wahrscheinlich ermordet. Auch zwei weitere Aufklärungsmissionen blieben zunächst erfolglos. War der Guerillakrieg durch die FRETILIN bis zum Tod Nicolau Lobatos nicht die Regel gewesen, begann Xanana Gusmão gezielt mit dieser Taktik für die Unabhängigkeit zu kämpfen. Verschiedene timoresische Gruppierungen bekämpften die Besatzer mit Unterstützung aus der Bevölkerung vom Gebirge aus. Am 10. Juni 1980 griffen FALINTIL-Einheiten den Fernsehsender in Marabia, das Waffenlager der B-Kompanie des Infanteriebataillon 744 in Becora und militärische Einrichtungen in Dare und Fatu Naba am Rande der Hauptstadt Dili an. Es war der erste größere Angriff, auch „levantamento“ (port.: Erhebung, Aufstand) genannt, seit der fast völligen Zerschlagung der Widerstandsbewegung im Jahre 1978. Das indonesische Militär tötete als Reaktion darauf über 100 Menschen und folterte oder verbannte Angehörige von Widerstandskämpfern auf die als Gefängnisinsel benutzte Insel Atauro. Bei den Auseinandersetzungen verübte das indonesische Militär massive Menschenrechtsverletzungen und Gräueltaten (unter anderem Mord und Vergewaltigungen). Die Zahl der indonesischen Soldaten, die in Osttimor eingesetzt wurden, variierte von 15.000 bis zu 35.000. Vom 1. bis zum 8. März 1981 fand am Berg Aitana (Subdistrikt Lacluta) ein Treffen der FRETILIN statt. Die „Reorganisation der Nationalen Konferenz“ diente der Restrukturierung des Widerstands gegen die indonesischen Invasoren nach dem Verlust aller Widerstandsbasen (bases de apoio) und befreiten Zonen (zonas libertadas). Dabei wurde Xanana Gusmão zum neuen Chef der FALINTIL gewählt.

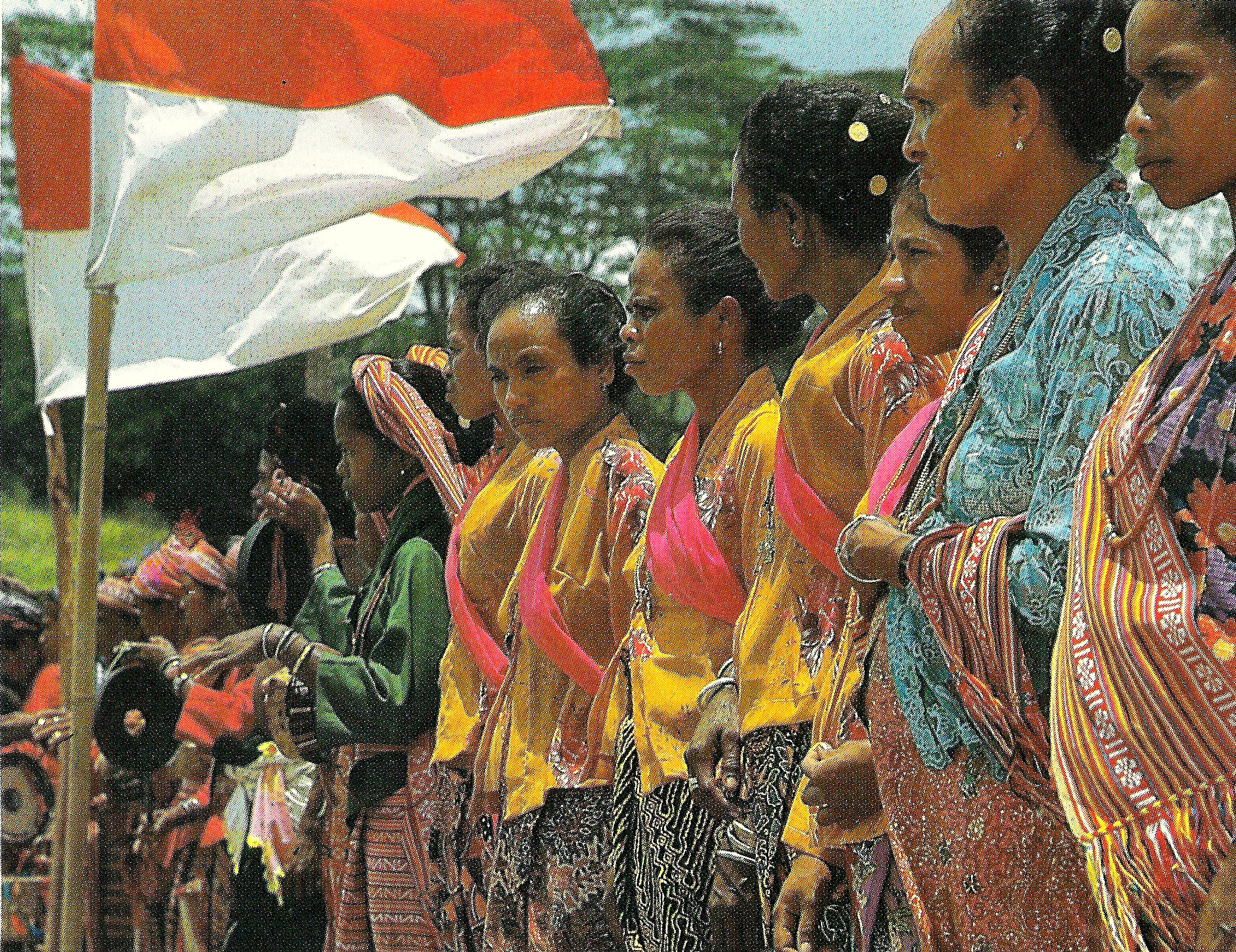
Indonesisches Propagandabild von 1984: „Die Timoresen mit ihrer Nationalflagge, rot und weiß“

Am 7. April 1981 wurde Tetum vom Vatikan als Sprache für die Liturgie zugelassen. Folge war sowohl eine Verstärkung der nationalen Identitätsbildung der Osttimoresen, als auch ein weiterer Zulauf zum katholischen Glauben. Um 1975 betrug der Anteil der Katholiken an der Bevölkerung nur etwa 30 Prozent. Mit ein Grund für die kaum gelungene Evangelisierung war auch die Rivalität zwischen Dominikanern und Jesuiten. Während des Freiheitskampfes gegen Indonesien wurde die katholische Kirche jedoch zur einigenden Klammer zwischen den Stammesverbänden gegen die überwiegend muslimischen Indonesier. Bis 2002 nahm der Anteil der Katholiken in der Bevölkerung daher auf über 90 Prozent zu. Starken Einfluss hatte die Befreiungstheologie aus Lateinamerika. Ein weiterer Grund für die Zunahme der Katholiken war, dass sich die Einwohner Osttimors bei der Registrierung durch die indonesische Behörden zwischen einer der fünf anerkannten Religionen (Islam, katholisches und protestantisches Christentum, Hinduismus, Buddhismus) entscheiden mussten. Unter dem Druck der Wahl entschieden sich die meisten Osttimoresen für den Katholizismus. Teilweise wird angenommen, dass Gemeinsamkeiten zwischen dem traditionellen Konzept des Lulik und dem katholischen Glauben, wie die Verehrung von Toten und die Ikonenanbetung, hier mit eine Rolle gespielt haben.
Von Mai bis September 1981 folgte „Operasi Kikis“ (auch Operation „Pagar Betis“), bei der 60.000 timoresische Zivilisten in einem sogenannten „Zaun aus Beinen“ quer durch die Insel streiften, um Aufständische aufzuspüren. Unter den Zwangsrekrutierten, die an vorderster Front gegen die FALINTIL eingesetzt wurden, waren auch Kinder. Am Ende des Marsches wurden am 7. September am St. Antonius-Schrein am Aitana, je nach Angaben zwischen 70 und 500 Menschen, darunter Frauen und Kinder, durch die indonesische Armee getötet.
Amnesty International veröffentlichte Geheimdokumente vom Juli 1982, nach denen Colonel Adolf Sahala Rajagukguk, der Befehlshaber des Wehrbereichs für Osttimor, und sein Geheimdienstchef Chief Major Williem da Costa schriftlich ihre Einwilligung zur Anwendung von Folter gegenüber verdächtigen Personen mit angeblichen Rebellenverbindungen gegeben hatten. In den Dokumenten stand:

„Hoffentlich werden Vernehmungen mit Anwendung von Gewalt nicht stattfinden, außer in bestimmten Fällen, wenn die Person, die verhört wird, Schwierigkeiten hat, die Wahrheit zu sagen [ist ausweichend] … Wenn es notwendig ist Gewalt anzuwenden, stellen Sie sicher, dass keine anderen Leute anwesend sind [TBO, Hansip, Ratih, Bevölkerung] … Vermeiden Sie es Fotos von laufender Folter zu machen [bei der Verwendung von Elektroschocks, nackt ausziehen usw.]“

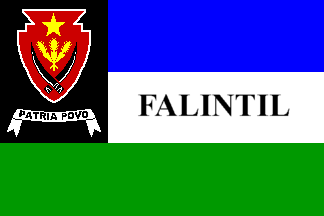
Flagge der FALINTIL

Am 20. August 1982 kam es zum Cabalaki-Aufstand (Levantamento de Kabalaki) in den Orten Mauchiga, Dare, Mulo (alle Hatu-Builico), Aituto (Maubisse) und Rotuto (Same). FALINTIL-Kämpfer und einige Einwohner aus den Orten griffen dabei mehrere Stützpunkte der Indonesier in der Region an. So die Dare Koramil, Koramil und Polizei in Hatu-Builico und die Hansip in Aituto, Rotuto und Raimerhei. Die Indonesier schickten sofort Truppen in die Region. In Dare wurden Häuser niedergebrannt, Schulen geschlossen und Frauen und Kinder dazu gezwungen Wache in Militärposten zu halten. Außerdem kam es zu Zwangsumsiedlungen, Brandschatzung, Plünderungen und Vergewaltigungen. Die Militärposten wurden in jeder Aldeia der Region errichtet, dazu kamen acht Gemeindeposten um Dare herum. FALINTIL-Kämpfer und ein Großteil der Bevölkerung flohen aus dem Gebiet, manche auch auf den Cabalaki, den markanten Gebirgszug der Region.
Purwanto, der indonesische Militärkommandant Osttimors, begann geheime Verhandlungen mit dem Rebellenführer Xanana Gusmão, die am 23. März 1983 mit einem Waffenstillstand („Peaceful Contact“) endeten. Allerdings kam es zu Übergriffe durch die indonesische Armee auf die Bevölkerung, unter anderem auch in Kraras (Subdistrikt Viqueque). Daraufhin verübten die FALINTIL zusammen mit Männern aus der Region am 8. August 1983 einen Überfall auf den indonesischen Militärposten in Kraras. 14 Soldaten kamen dabei ums Leben. Es folgte eine Vergeltungsaktion des Militärs, das sogenannte Kraras-Massaker. Fast 300 Einwohner des Dorfes starben, zahlreiche Personen wurden verhaftet, andere konnten in die Berge fliehen. Das Dorf wurde durch die Besatzer aufgelöst. Die Region wird heute das „Tal der Witwen“ genannt. Aus indonesischer Sicht war der Überfall vom 8. August ein Bruch des Waffenstillstands, auch wenn FALINTIL-Führer Gusmão von dem Angriff erst im Nachhinein erfuhr. Die Vergeltungsmaßnahmen wurden dabei in der öffentlichen Darstellung der Ereignisse von indonesischer Seite her nicht erwähnt. Die Schuld für das Ende der Verhandlungen gab man einseitig den Osttimoresen.

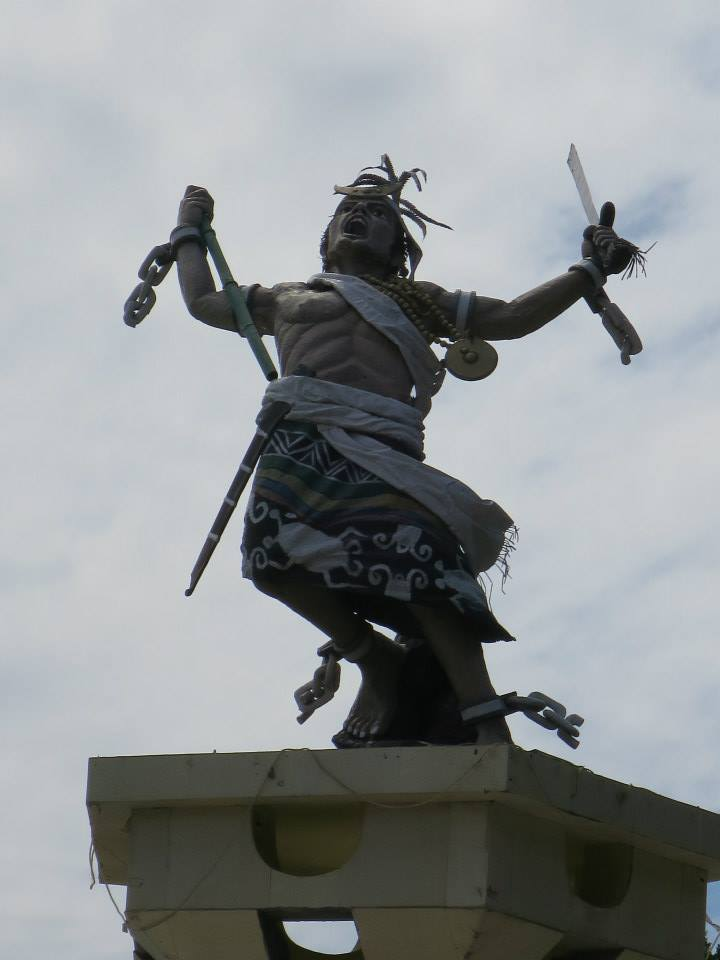
Indonesisches Integrationsdenkmal in Dili

Zwischen dem 5. und 8. August desertierten Hunderte von Mitgliedern von bewaffneten Milizen (Wanra, Hansip) aus Mehara, Lore, Leuro und Serelau (alle im Distrikt Lautém) und schlossen sich der FALINTIL an. In ihren Heimatorten führten die Indonesier Strafaktionen durch. Hunderte Frauen und andere zurückgebliebene wurden auf Lastwagen zusammengetrieben und für mehrere Monate interniert. Es kam zu Folterungen und Vergewaltigungen. Später wurden mehrere hundert Familien auf die Insel Atauro zwangsumgesiedelt. Noch im August folgte die großangelegte Operation „Operasi Sapu Bersih“ („Reiner Tisch“) des indonesischen Militärs und im September 1983 die Operasi Persatuan und die Operasi Keamanan („Operation Sicherheit“).
1984 versuchten Stabschef Reinaldo Freitas Belo, sein Stellvertreter Mauk Moruk, dessen Untergebener Oligari Asswain und ein weiterer FALINTIL-Kommandant den Aufstand gegen Kommandeur Xanana Gusmão. Während sie seine Politik der Vereinigung aller nationalen Kräfte ablehnten, ihn einen Verräter und sich die wahren Vertreter der Revolution nannten, warf Gusmão der Gruppe fehlendes Pflichtgefühl und militärische Fehler aufgrund von Eigenmächtigkeiten vor. Zu einem von Gusmão einberufenen Reorganisationstreffen der FALINTIL in Liaruca im September 1984, erschienen die rebellierenden Kommandanten nicht. Stattdessen versuchten sie in Same andere Kommandanten für sich zu gewinnen. Am 4. September wurde in Liaruca eine radikale Umstrukturierung der militärischen Kommandostruktur beschlossen. Belo und Mauk Moruk wurden zusammen mit drei anderen wegen Aufruhr aus dem Zentralkomitee geworfen. Gusmão wurde neben Kommandeur nun auch zum Stabschef der FALINTIL. Eine Einheit aus Kämpfern aus allen militärischen Regionen wurde entsandt, um die Rebellen zu entwaffnen. Reinaldo Freitas Belo war verschwunden, doch Mauk Moruk konnte entdeckt werden. Obwohl er keine Unterstützung mehr hatte, gelang ihm bewaffnet die Flucht. Er stellte sich schließlich den Indonesiern und ging ins Exil, dass er vor allem in den Niederlanden verbrachte. Laut Angaben von Gusmão erschoss Reinaldo Freitas Belo sich kurz darauf selbst. Gusmão unterstellte ihm später psychologische Probleme. Andere FALINTIL-Kommandanten geben an, Belo sei in einem Gefecht mit den Indonesiern umgekommen. Oligari Asswain, Stellvertreter von Mauk Moruk, wurde aus der FALINTIL verbannt und gründete später den CPD-RDTL. Mauk Moruks Bruder Cornélio Gama wurde zunächst ebenfalls aus der FALINTIL entfernt, durfte aber später zurückkehren. Parallel gründete er aber eine eigene Organisation, die religiöse Züge hatte, die Sagrada Família. Gusmão nutzte seine neugewonnene Macht, um die marxistische Ideologie der FRETILIN im Widerstand über Bord zu werfen, zugunsten der Nationalen Einheit. Auch Widerständler, die nicht im Partisanenkampf beteiligt waren und anderen politischen Strömungen angehörten wurden nun in eine nationale Widerstandsbewegung eingebunden.

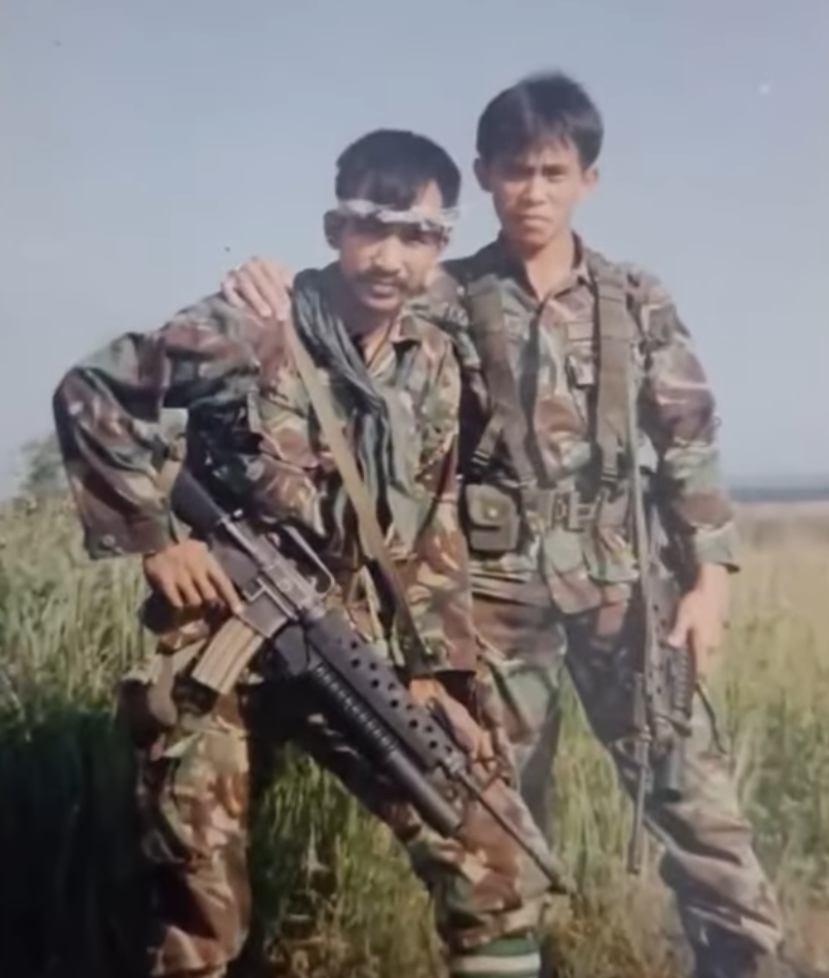
Zwei indonesische Soldaten in Osttimor um 1990. Rechts der spätere General Kemal Hendrayadi

Von August 1983 bis Juni 1984 erfolgten schwere Bombardements durch die indonesische Luftwaffe, die auch die Zivilbevölkerung in Mitleidenschaft zog. Weitere indonesische Offensiven folgten im November 1986, März 1987 und Juli 1987. Die Reaktion des timoresischen Widerstands bestand aus Hinterhalten im Dezember 1985 und im März 1988. Im Oktober 1986 besetzte die FALINTIL sogar für drei Tage die Stadt Viqueque. Am 21. November 1986 starben in einem Hinterhalt der FALINTIL bei der Quelle von Ossohira 34 indonesische Soldaten. Im Dezember 1988 verübte die FALINTIL erfolgreich einen Überfall auf indonesische Soldaten in den Außenbezirken der Hauptstadt Dili.
Mit Unterstützung der Weltbank und der Ford Foundation wurde im April 1985 mit einem Programm zur Geburtenkontrolle begonnen. Berichte aus dieser Zeit sprechen von Zwangssterilisationen, Zwangsabtreibungen und Zwangsverhütung, auch wenn die spätere Empfangs-, Wahrheits- und Versöhnungskommission von Osttimor (CAVR) keinen organisierten Genozid mit diesen Methoden nachweisen konnte. Von einigen Seiten wurden diese angeblichen Maßnahmen, zusammen mit der Einwanderung von Siedlern aus anderen Teilen Indonesiens, auch als Mittel zur Indoniesierung der Bevölkerung angesehen. Das Programm zur Geburtenkontrolle wurde in den Dörfern mit Hilfe des Militärs durchgesetzt, meist durch Hormonimplantate und -spritzen. Wenn es trotzdem zu Schwangerschaften kam, verliefen diese oft mit Komplikationen und tödlich. Einige Kinder wurden mit Missbildungen geboren. Manche Frauen wurden nach der Geburt sterilisiert und Mädchen zusammen mit Impfungen in der Schule ohne Aufklärung empfängnisverhütende Mittel verabreicht. Noch heute misstrauen viele Frauen Kliniken und gynäkologischen Behandlungen. Zudem stieg die Geburtenrate in Osttimor nach Abzug der Indonesier extrem. Zeitweise hatte das Land die höchste Rate weltweit. Ab 1980 wurden 500 Familien von Java und Bali im Transmigrationprogramm angesiedelt. Zwischen 1980 und 1985 zählte man offiziell 14.142 Zuwanderer 1984 hatten sich etwa 5.000 Balinesen in Osttimor niedergelassen. Bis 1988 kamen 15.550 dazu. Bis 1999 stieg die Anzahl der Indonesier in Osttimor auf 85.000. Andere Angaben sprechen von einem Anteil der Indonesier in der Bevölkerung Osttimors von bis zu 20 %, was etwa 200.000 Personen entsprechen würde. Auffällig ist, dass der Anteil an Muslimen trotzdem nur 4 % erreichte. Dies lag mit daran, dass hauptsächlich Katholiken einwanderten.
In den 1980er-Jahren wuchs neben der militärischen und der diplomatischen Front immer mehr eine dritte Widerstandsfront gegen die indonesische Besatzung heran: Die zivilen Widerstandsgruppen. Anders als bei den beiden anderen Teilen des Widerstands dominierte hier nicht die Generation von 1975, sondern führten Jugendliche und Studenten diese Untergrund- und Semi-Untergrundbewegungen an, die letztlich das Ziel hatten, Osttimor für die Indonesier unregierbar zu machen. Ideologisch waren sie zum einen geprägt vom Katholizismus geprägt, der eine Abgrenzung zum islamisch dominierten Indonesien und mit Tetum eine nationale Identitätsbasis bot, zum anderen kurioserweise vom indonesischen Schulsystem. Zwischen 1976 und 1993 stieg die Zahl der Grundschulen von 47 auf 654, 34 Sekundarschulen entstanden und die Universitas Timor Timur (UNTIM) wurde 1986 gegründet. 1500 Studenten erhielten Stipendien an indonesischen Universitäten. Hier wurde vom „glorreichen“ Kampf des indonesischen Volkes gegen den niederländischen Kolonialismus berichtet und die osttimoresischen Studenten lernten die indonesische Verfassung kennen, in der das Recht aller Menschen auf Unabhängigkeit betont wird. Die Osttimoresen adaptierten beides auf ihre Situation. Studentenführer Fernando de Araújo berief sich zum Beispiel später auf diesen Passus der Verfassung, als er das indonesische Gericht ablehnte, vor das er gestellt wurde. Weiterhin übernahm die junge Generation aber auch die Symbole der Kämpfer von 1975 und auch den Gebrauch der portugiesischen Sprache. Den größten Antrieb für den jungen Nationalismus dürfte aber die Brutalität des indonesischen Besatzungsregimes gewesen sein.
Zu der zivilen Front gehörten unter anderem RENETIL, OJETIL, OPJLATIL, FECLETIL, FITUN und die Sagrada Família. Ihr Motto war „Wenn nicht jetzt, wann dann? Wenn nicht wir, wer dann?“ Manche operierten in Indonesien, wie die RENETIL, die sich aus osttimoresischen Studenten vor allem auf Java und Bali zusammensetzte. Indonesien hatte in den 1980er-Jahren damit begonnen, zahlreiche Stipendien für Studienplätze auf Bali und Java an osttimoresische Jugendliche zu vergeben, um sie politisch für sich einzuvernehmen. OJETIL, FITUN und OPJLATIL agierten in Osttimor selbst, wobei die beiden ersten über die Pfadfinderbewegung auch gute Kontakte zur Kirche unterhielten. Zwar propagierten einige Widerstandsgruppen einen säkularen Nationalismus, um möglichst viele Menschen anzusprechen, aber andere nutzten gerade die katholische Kirche zur Mobilisierung der Bevölkerung. War nach der Zerstörung der bases de apoio deren Hauptaufgabe, die Kämpfer in der Wildnis zu versorgen und Nachrichten zwischen den Gruppen und der diplomatischen Front im Ausland zu transportieren, sollten sie in den 1990er-Jahren zur Kernstrategie des Widerstands werden.

Flagge des CNRT

Am 31. März 1986 wurde die Nationale Timoresische Konvergenz (Convergencia Nacional Timorense CNT) von UDT, FRETILIN, KOTA und der Partido Trabalhista (Arbeiterpartei) als Dachverband gegründet. Am 12. August 1988 durfte UDT-Vorsitzender Moisés da Costa Amaral vor dem UN-Komitee für Entkolonialisierung, als Mitglied einer CNT-Delegation, für das Selbstbestimmungsrecht Osttimors sprechen. Weitere Mitglieder der Delegation waren Martinho da Costa Lopes, Roque Rodrigues (FRETILIN) und João Carrascalão (UDT). Die UN-Generalversammlung verabschiedete immer wieder Resolutionen (A/RES/37/30, A/RES/36/50, A/RES/35/27, A/RES/33/39, A/RES/32/34, A/RES/31/53), welche die unrechtmäßige Besetzung verurteilten. Doch der Osttimorkonflikt bekam wenig Aufmerksamkeit durch die internationale Gemeinschaft. Es gab weiterhin immer wieder Spaltungen und Machtkämpfe zwischen den einzelnen Gruppierungen des osttimoresischen Widerstands. Daher gründeten Xanana Gusmão und José Ramos-Horta am 31. Dezember 1988 den Nationalrat des Widerstandes der Maubere (Conselho Nacional de Resistência Maubere CNRM) als neue Dachorganisation mit Gusmão an der Spitze. Er sollte den Freiheitskampf besser koordinieren.
Der Vorschlag der römisch-katholischen Kirche, einen Volksentscheid über die Unabhängigkeit oder den Verbleib als Provinz Indonesiens durchführen zu lassen, führte zu neuen Diskussionen über die Zukunft der Krisenregion. Carlos Filipe Ximenes Belo, der 1988 zum Bischof geweiht wurde, versuchte mit dem Einfluss der Kirche, das Leid der Bevölkerung zu mindern. Der Besuch von Papst Johannes Paul II. am 12. Oktober 1989 in Osttimor stärkte das Selbstbewusstsein der Bevölkerung und rückte den Konflikt für kurze Zeit wieder in das Bewusstsein der Weltöffentlichkeit. Nach der Messe entfaltete eine Gruppe junger Leute Transparente. Sie demonstrierten für Selbstbestimmung und gegen Menschenrechtsverletzungen. Diesem für Indonesien peinlichen Moment folgte eine Welle von Verhaftungen und Folter. Der amerikanische Botschafter in Jakarta, John Monjo, reiste am 17. Januar 1990 nach Dili, um die Foltervorwürfe zu untersuchen. Vor seinem Aufenthaltsort, dem Hotel Turismo in Dili, kam es an drei aufeinanderfolgenden Tagen zu kleineren Demonstrationen. Es gibt Berichte, dass sich die Demonstranten vorher mit Gouverneur Mário Viegas Carrascalão abgesprochen hatten, so dass die Demonstration mehrere Stunden andauerte. 80 bis 90 Jugendliche durften im Hotel den Botschafter treffen und übergaben an ihn Geschenke und eine Petition. Monjo unterstützte die Forderungen der Demonstrationen nicht, verlangte aber für sie eine Sicherheitsgarantie. Als der Botschafter abreiste, wurden die Demonstranten verprügelt. Zwei von ihnen starben. Im September interviewte der ABC-Reporter Robert Domm Xanana Gusmão in seiner Basis in Bunaria.
Indonesische Truppen versuchten am 14. November 1990 in dem Gebiet um Same und Ainaro mit der „Operasi Senyum“ („Operation Lächeln“) Gusmão zu fangen. Vier Tage zuvor war eine Frau gefangen genommen worden, die beim Verhör ausgesagt hatte, dass sich der Rebellenführer bei einem nahegelegenen Berg aufhielt. Xanana Gusmão konnte aber vermutlich eine Nacht vor dem Angriff entkommen. Nach dem Angriff, bei dem zwölf Bataillone und vier Hubschrauber im Einsatz waren, gab das Militär an, etwa 100 Kämpfer aufgespürt zu haben. Weiterhin wurde ein Behälter mit Gusmãos Dokumenten, einer Videokamera und seiner Schreibmaschine gefunden. Unter den Dokumenten befanden sich unter anderem Briefe des Papstes und Bischof Belos.

### Das Santa-Cruz-Massaker, internationale Reaktionen und der Fall Suhartos

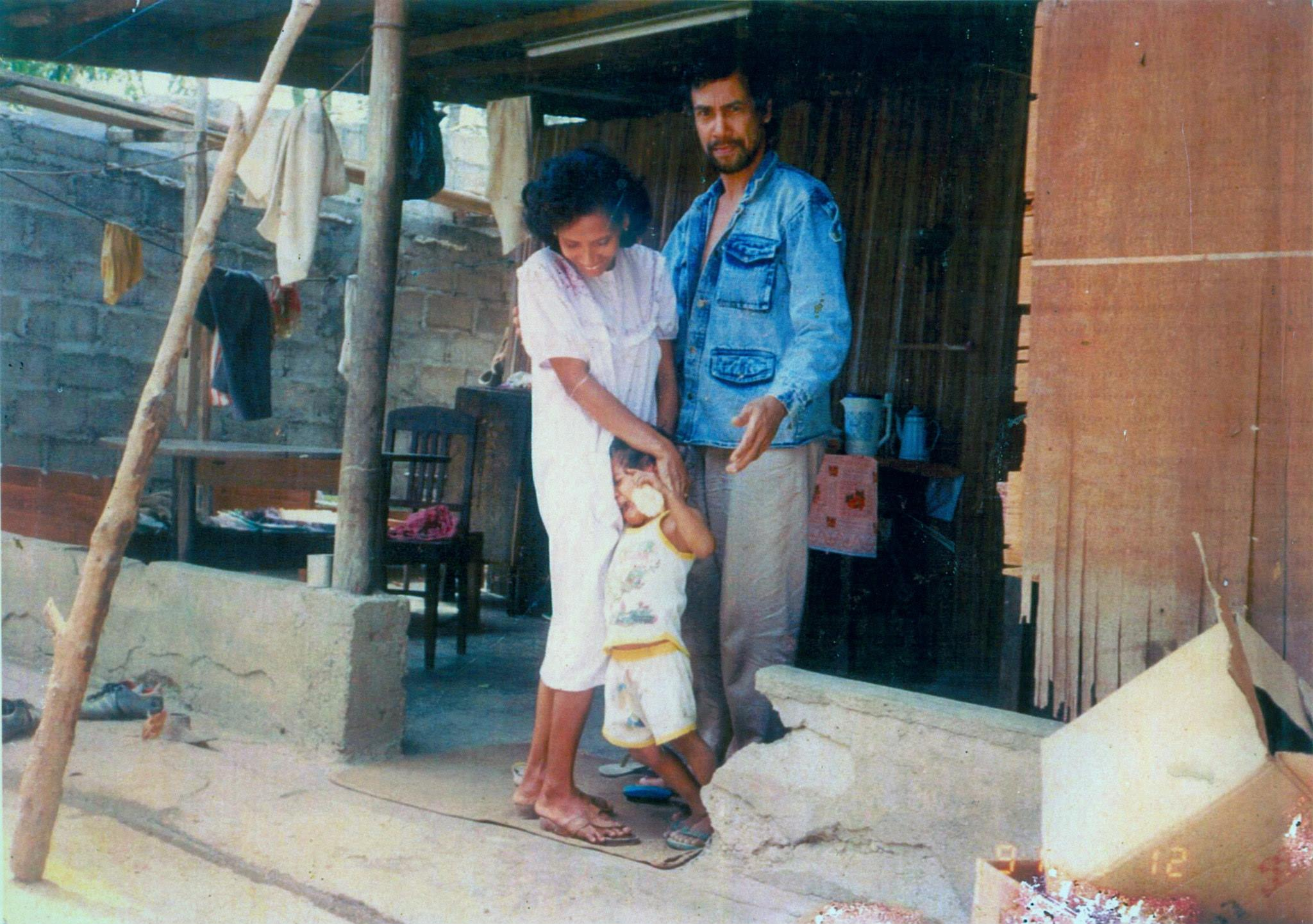
Xanana Gusmão in seinem Versteck bei Matias Gouveia Duarte (1991)

Der Erfolg der Aktionen beim Papstbesuch führte zur stärkeren Ausrichtung des Unabhängigkeitskampfes auf den Widerstand durch die zivile Bevölkerung. Neben kleinen Untergrundaktionen in den Städten verlagerte man sich ab 1990 immer mehr auf zivilen Ungehorsam, Demonstrationen, Propagandaaktionen bei anderen Jugendlichen und der Zivilbevölkerung und später auf andere Aktionen, wie Botschaftsbesetzungen. Im Juni 1990 wurden die Widerstandsbewegungen unter das gemeinsame Kommando des CNRM-Exekutivkomitees unter Sekretär Constâncio Pinto und dem FALINTIL-Oberbefehlshaber Xanana Gusmão, gestellt. Die Untergrundbewegung wurde in verschiedene Abteilungen unterteilt: Jugend und Massenmobilisierung, Agitation und Propaganda, Studium und Analyse, Information und Sicherheit sowie Finanzen. Die FALINTIL entwickelte sich immer mehr zum politischen Symbol und Kommando- und Koordinationszentrum des CNRM. Im Alltag organisierten sich die verschiedenen Gruppen weitgehend selbst und hatten auch jeweils selbst ihre direkten Kontakte zu den FALINTIL-Kämpfern. Nur bei größeren Aktionen, übernahm das Commando da Luta (Kampfkommando) die Organisation und versuchte das Zusammenspiel der drei Fronten zu koordinieren. Die Arbeit des zivilen Widerstands verschaffte der diplomatischen Front die nötige Aufmerksamkeit in der Weltöffentlichkeit. Die Tatsache, dass sich dieser Widerstand aus der Jugend zusammensetzte, zeigte zudem deutlich das Scheitern der militärischen Integrationsversuche Osttimors in den indonesischen Staatsverband.
Indonesien versuchte mit einer Doppelstrategie entgegenzuwirken. Zum einen versuchte der Satuan Gabungan Intelijen (SGI, der Geheimdienst der Kopassus) die osttimoresische Jugend in viele Gruppen aufzuteilen und gegeneinander auszuspielen. Zum anderen folgte man der Strategie der „Ehe zwischen Rassen“ (indonesisch ila kawin sila), auch um eine Islamisierung Osttimors zu erreichen. Frauen wurden aus Indonesien nach Osttimor geschickt, um timoresische Männer zu heiraten. Gleichzeitig ermunterte man junge Timoresen den muslimischen Glauben anzunehmen. Die zivilen Widerstandsgruppen reagierten mit Agitation und Propaganda (Agitprop). Man wollte so die Einheit der osttimoresischen Jugend erreichen und gleichzeitig die indonesische Verwaltung stören und Verwirrung stiften.

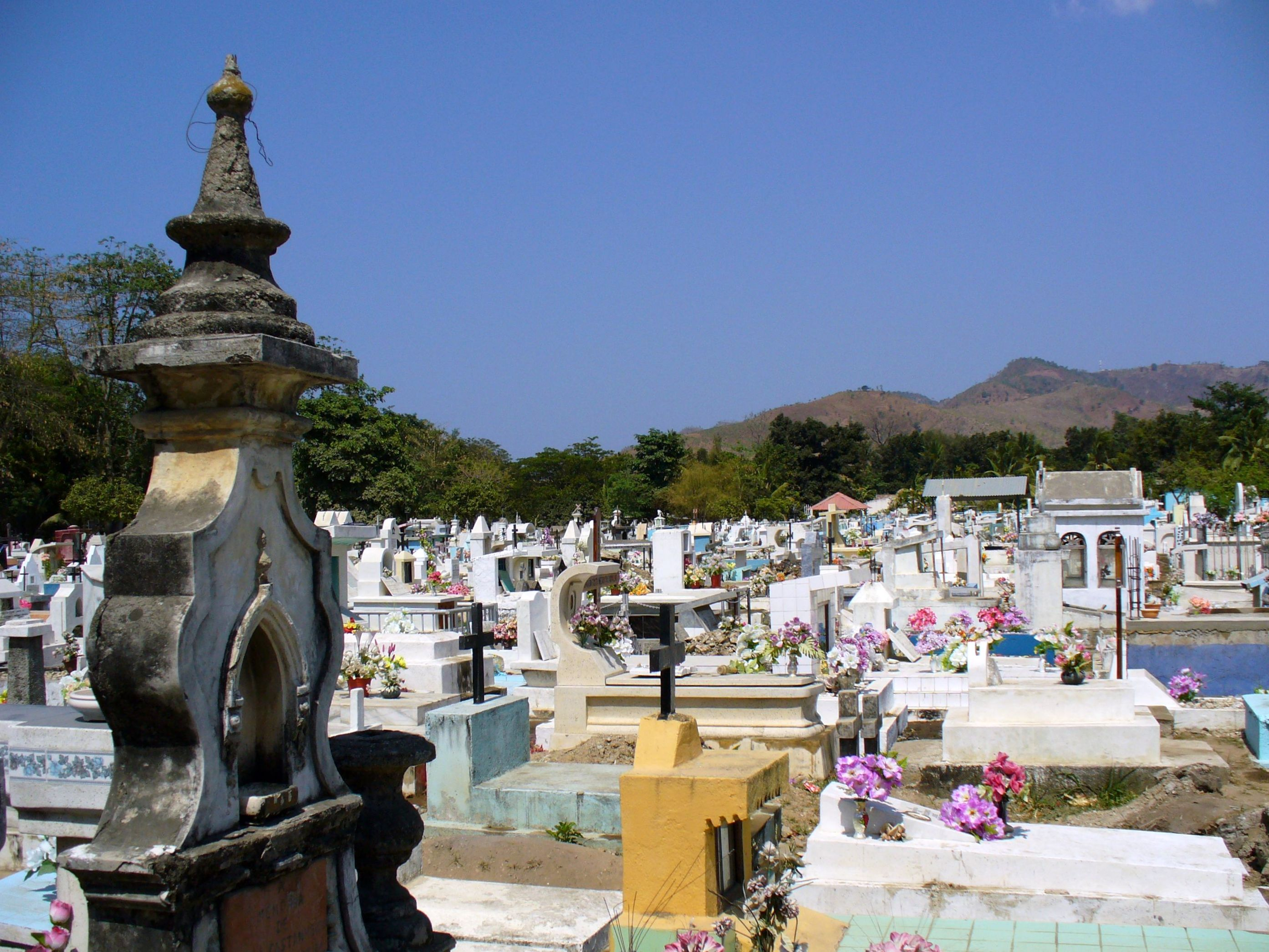
Friedhof von Santa Cruz, Dili

Seit Herbst 1989 war auf Vorschlag des UN-Generalsekretärs de Cuéllar der Besuch einer portugiesischen Parlamentsdelegation im Gespräch, der aber kurz vor dem Stattfinden von den Portugiesen abgesagt wurde, da Indonesien die Einreise der australischen Journalistin Jill Jolliffe verweigerte. Im November 1991 sollte außerdem der Sonderberichterstatter über Folter, Pieter Kooijmans, nach Osttimor reisen, um Berichte von Menschenrechtsverletzungen verschiedener Organisationen zu untersuchen. Während der Anwesenheit des UN-Sonderberichterstatters kam es am 12. November auf dem Friedhof von Santa Cruz in der Hauptstadt Dili zum Santa-Cruz-Massaker (auch Dili-Massaker), bei dem das indonesische Militär über 200 Menschen tötete und in den folgenden Tagen viele verschwinden ließ. Die wegen des geplanten Besuches der Portugiesen angereisten Journalisten konnten das Geschehen beobachten, dem britischen Journalist Max Stahl gelang es, das Massaker zu filmen. Mário Viegas Carrascalão, der zu dieser Zeit der indonesische Gouverneur Timor Timurs war, deckte geheime Exekutionen des indonesischen Militärs auf. Die Veröffentlichung führte weltweit zu großer Empörung. Heute ist der 12. November zum Gedenken der Opfer nationaler Feiertag in Osttimor.
Auch wenn die Führung des zivilen Widerstands durch die Verhaftungswelle zunächst zusammenbrach und die Angst der Menschen weitere Aktionen lähmte, war das Santa-Cruz-Massaker ein Wendepunkt in der indonesischen Besatzungszeit. Die öffentliche Meinung in der westlichen Welt kippte zu Gunsten der Timoresen. Zudem war die Sowjetunion im selben Jahr von der Weltbühne verschwunden, so dass Indonesien nicht mehr das marxistische Schreckgespenst an die Wand malen konnte. Eine Menschenrechtsbewegung, die sich mit Osttimor solidarisierte, entstand in Portugal, Australien, den Vereinigten Staaten und anderen Ländern. Das Massaker hatte große Auswirkungen auf die öffentliche Meinung in Portugal, vor allem, nachdem im Fernsehen Osttimoresen auf Portugiesisch betend gezeigt wurden. In Australien war ebenfalls ein Großteil der Bevölkerung empört und kritisierte Canberras enge Beziehungen zum Suhartoregime und die Anerkennung Jakartas Souveränität über Osttimor. Dies brachte die australische Regierung zwar in Verlegenheit, aber Außenminister Gareth Evans tat die Morde als Fehltritt (englisch aberration) ab. Auch in Osttimor gewann der Widerstand nach dem Santa-Cruz-Massaker wieder an Kraft. Ende der 1980er/Anfang der 1990er Jahre bestand der militärische Widerstand nur noch aus 143 Kämpfern mit 100 Gewehren. Doch nach dem Massaker stieg ihre Anzahl auf 245 Guerillas mit 130 Gewehren. Die RENETIL organisierte ihre erste Demonstration in Jakarta.

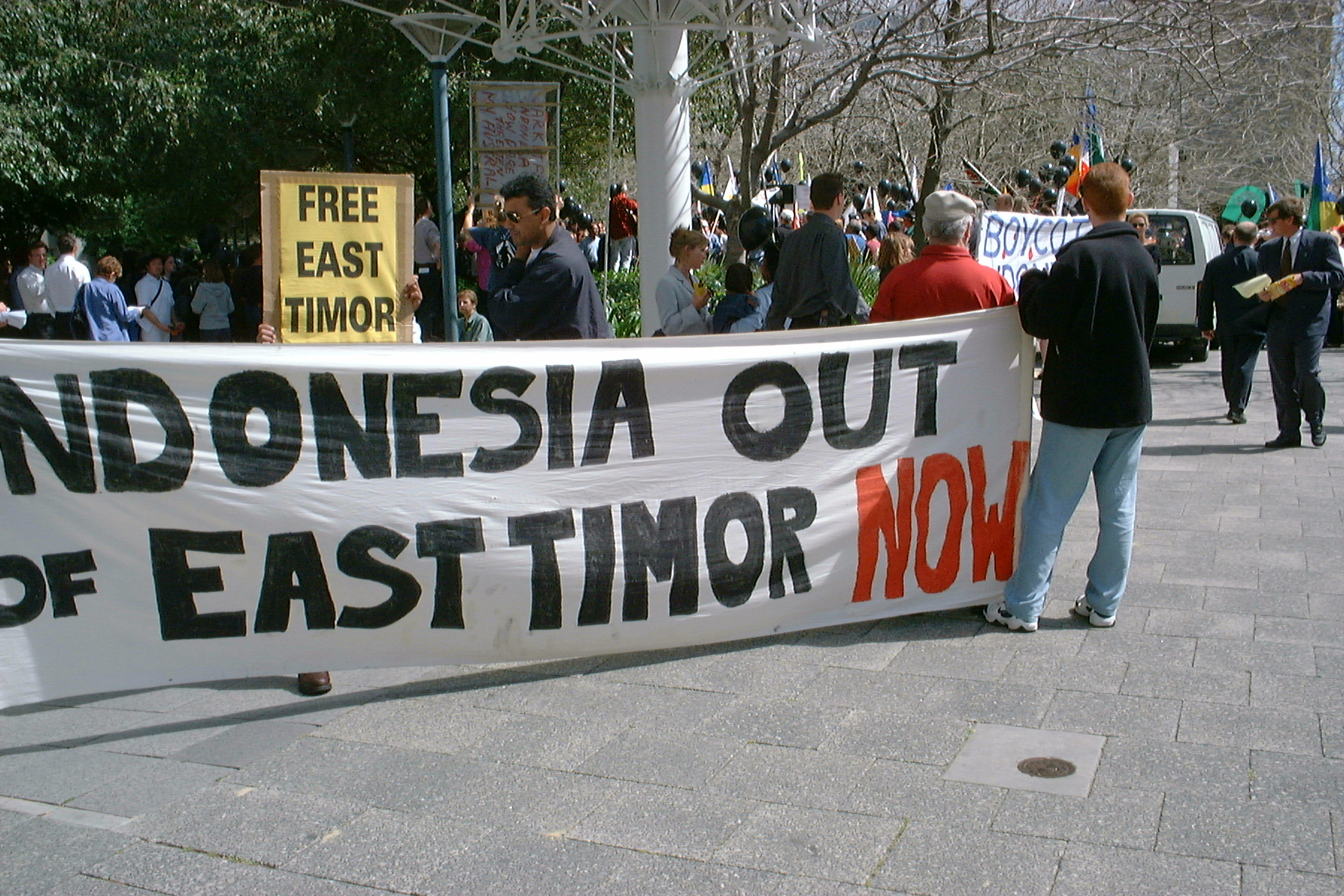
Demonstration für die Unabhängigkeit Osttimors in Australien (1999)

Mit der Verhaftung von Xanana Gusmão am 20. November 1992 und der Weigerung der indonesischen Seite, Verwandte und Mitarbeiter des Internationalen Komitees vom Roten Kreuz zu den Gefangenen zu lassen, verschärfte sich der Konflikt noch weiter. Bereits am 9. Dezember gelang der FALINTIL der erste militärische Schlag nach der Verhaftung Gusmãos. Nahe Maubisse legte sie in Manufahi einer indonesischen Patrouille einen Hinterhalt. Über 30 Soldaten wurden getötet und zwei Lastwagen zerstört. Gusmão erhielt 1993 die höchste Auszeichnung Portugals als Zeichen des Respekts der Portugiesen. Die Führung der FALINTIL übernahm Ma'huno Bulerek Karathayano, der bereits am 5. April 1993 ebenfalls von den Indonesiern gefangen wurde. Ihm folgte Nino Konis Santana, der am 11. März 1998 bei einem Unfall im Distrikt Ermera ums Leben kam.
Portugal versuchte erfolglos, die internationale Gemeinschaft dazu zu bewegen, Druck auf Indonesien auszuüben. Regelmäßig wurde die Situation in Osttimor bei der Europäischen Union zur Sprache gebracht. Allerdings sahen andere EU-Mitglieder keine Vorteile darin, sich mehr für das Land einzusetzen. So zum Beispiel Großbritannien, das enge wirtschaftliche Beziehungen mit Indonesien hatte, inklusive Waffenlieferungen.
Ab 1994 reorganisierte sich der Widerstand der Generation der Santa-Cruz-Demonstranten, der Lorico Asuwain. Im Juni 1994 fand erstmals wieder eine Demonstration von mehr als zehn Personen statt, als ein katholischer Kardinal Dili besuchte. In Folge fanden Demonstrationen an den historischen Daten 12. November, 28. November und 7. Dezember und beim Besuch ausländischer Gäste statt. Zwischen dem 13. und 24. November 1994 kam es in ganz Osttimor zu gewaltsamen Demonstrationen. Vielerorts verlor die indonesische Armee zeitweise die Kontrolle über die Situation. Zwischenzeitlich begann die RENETIL mit indonesischen Demokratiegruppen zusammenzuarbeiten, da man Suharto als das eigentliche Problem für Osttimor ausgemacht hatte.
Beim APEC-Gipfeltreffen im indonesischen Bogor kam es am 15. November zur Besetzung der US-amerikanischen Botschaft in Jakarta. 78 osttimoresische Studenten waren in Taxis zur Botschaft gefahren und 29 von ihnen gelang es trotz der Sicherheitsvorkehrungen über den 2,6 m hohen Zaun in das Botschaftsgelände zu springen, wo sie Banner mit „Free East Timor“ entrollten. Die anderen 49 wurden verhaftet. Diese von langer Hand vorbereitete Botschaftsbesetzung fand internationale Beachtung in den Medien und verdrängte Suhartos Erfolge auf dem APEC-Gipfel. Erst nach zwölf Tagen waren die Botschaftsbesetzer bereit die Aktion zu beenden. Vom Roten Kreuz wurden sie zum Flughafen gebracht, von wo sie ins Asyl nach Portugal ausfliegen konnten. Weitere Botschaftsbesetzungen folgten bis 1997. Alle verliefen gewaltlos.
Auch wenn man meinte, den katholischen Glauben verteidigen zu müssen, gingen die Osttimoresen auf die Straße. 1994 demonstrierte man gegen die Belästigung einer Nonne. Von Januar bis März 1995 kam es zu Ausschreitungen, wegen der Schändung der Hostie in einer katholischen Kirche durch einen indonesischen Beamten bei seiner Rede und Verunglimpfungen des Katholizismus in Gesprächen mit Einheimischen, während seines Besuchs in Osttimor. Daraufhin griffen osttimoresische Jugendliche die indonesische Polizei und muslimische Einwanderer an und zerstörten deren Eigentum. In ganz Osttimor, vor allem in Bobonaro und Viqueque, brannten Moscheen und protestantische Kirchen. Erstmals wurden Unabhängigkeitsbefürworter von paramilitärischen Gruppen angegriffen. Weitere gewaltsame Ausschreitungen folgten in den nächsten Monaten. In dieser Zeit gab es auch häufig Angriffe auf indonesische Einwanderer.
Als Präsident Suharto 1995 die Hannover-Messe und andere Städte in Deutschland besuchte, wurde er von kleineren Protesten, unter anderem von Amnesty International, begleitet. Der Stadtrat von Weimar erklärte Suharto zur unerwünschten Person. In Dresden verwehrte man ihm einen Eintrag in das Goldene Buch der Stadt, bewarf ihn mit Flugblättern und hinderte sein Fahrzeug an der Weiterfahrt. Suharto bevollmächtigte Angehörige des indonesischen Geheimdienstes, in Deutschland zu ermitteln, wer für diese Demonstrationen verantwortlich gemacht werden könnte. Diese Ermittlungen zielten hauptsächlich auf Osttimoresen, die in Deutschland lebten, aber auch auf Sri-Bintang Pamungkas, Mitglied der PPP und des indonesischen Parlamentes, der sich zur selben Zeit in Deutschland aufhielt. Auch wenn die damalige Bundesregierung unter Helmut Kohl die Menschenrechtsverletzungen bei ihren Treffen mit Suharto ansprach, war sie doch ein Befürworter der wirtschaftlichen Zusammenarbeit zwischen Indonesien und Deutschland. Menschenrechtsorganisationen kritisierten vor allem den Export von deutschen U-Booten und Hubschraubern vom Typ Bo 105 nach Indonesien. Auch stellte sich Deutschland zusammen mit der ebenfalls konservativen Regierung des Vereinigten Königreichs unter John Major gegen Bestrebungen der Republik Irland, während ihrer EU-Ratspräsidentschaft in der zweiten Hälfte von 1996 den Osttimorkonflikt auf die Agenda der Europäischen Union zu bringen.

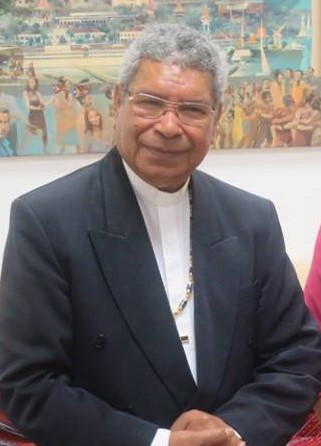
Carlos Filipe Ximenes Belo (2016)

1996 rief die indonesische Demokratische Volkspartei (PRD) zum Rückzug aus Osttimor auf. Die Parteiführung wurde daraufhin im Juli verhaftet. Im selben Jahr erhielten die beiden Friedens- und Unabhängigkeitsaktivisten Bischof Carlos Filipe Ximenes Belo und José Ramos-Horta den Friedensnobelpreis, was dem Konflikt das Interesse der Weltöffentlichkeit einbrachte. Etwa 200.000 Menschen säumten die Straßen, als Belo nach der Verleihung nach Dili zurückkehrte. Ein indonesischer Unteroffizier, der versuchte den Bischof zu ermorden, wurde von der Menge tot geprügelt. Das indonesische Militär reagierte mit hartem Durchgreifen.
Mit Beginn der Asienkrise 1997 und den damit verbundenen Problemen für die Stabilität Indonesiens änderten sich langsam die Umstände. Die Vereinigten Staaten versagten der Regierung in Jakarta weitere Unterstützung und Australien drängte zu mehr Zugeständnissen. Am 29. Mai 1997 fanden Wahlen statt, bei denen Vertreter Osttimors für das indonesische Parlament gewählt werden sollten. Zwischen dem 27. und 31. Mai kam es im Umfeld der Wahlen zu mehreren Angriffen durch FALINTIL-Kämpfer durch die insgesamt neun Zivilisten und 20 Angehörige von indonesischen Sicherheitskräften starben. Auch Unabhängigkeitskämpfer kamen ums Leben. Im Juli besuchte Südafrikas Präsident Nelson Mandela Indonesien und traf sowohl mit Suharto, als auch mit dem im Gefängnis sitzenden Xanana Gusmão zusammen. Mandela drängte in einer schriftlichen Erklärung auf die Freilassung aller osttimoresischen, politischen Führer. „Wir können die Situation in Osttimor niemals normalisieren, wenn nicht alle politischen Führer, inklusive Herrn Gusmão, freigelassen sind. Sie sind es, die eine Lösung bringen müssen.“ Die indonesische Regierung lehnte die Forderung ab, verkündete aber, dass die Haftstrafe Gusmãos, die insgesamt 20 Jahre betrug, um drei Monate gekürzt werde.
Beim Nationalen Timoresischen Kongress vom 23. bis 27. April 1998 in Peniche (Portugal) gelang schließlich die Vereinigung der verschiedenen osttimoresischen Gruppen (FRETILIN, UDT, KOTA, APODETI und Arbeiterpartei) und der CNRM wurde in den Conselho Nacional de Resistência Timorense CNRT umbenannt.
Im Mai 1998 brach die indonesische Wirtschaft zusammen. Die indonesischen Studenten gingen gegen die korrupte Diktatur auf die Straße und besetzten schließlich das Parlament. Auch osttimoresische Studenten beteiligten sich an der Besetzung und verwendeten bei den Protesten teilweise die Flagge Osttimors. Am 21. Mai 1998 trat der langjährige Machthaber Suharto ab. Im Juni bot sein Nachfolger Bacharuddin Jusuf Habibie Osttimor Autonomie innerhalb des indonesischen Staates an. Eine völlige Unabhängigkeit schloss er aber aus und erklärte, Portugal und die Vereinten Nationen müssten die indonesische Souveränität über Osttimor anerkennen. Danach übernahmen Studenten des ETSSC den Campus der UNTIM und forderten ein Unabhängigkeitsreferendum. Als am 16. Juni der Timorese Herman dos Reis Soares vom indonesischen Militär in Manatuto erschossen wurde, zogen mehrere Tausend Demonstranten durch die Stadt und besetzten das Regionalparlament. Am 28. Juni besuchten drei EU-Botschafter Osttimor. Bis zu 30.000 Menschen gingen auf die Straße zur größten Demonstration seit dem indonesischen Einmarsch. Die Protestierenden verlangten statt Autonomie ein Referendum zur Unabhängigkeit. Im Juli setzten sich die Proteste fort.
Am 12. Juni kam es zur größten osttimoresischen Demonstration in Jakarta. 1824 IMPETTU-Mitglieder forderten vor dem indonesischen Außenministerium ein Referendum. Die Polizei löste die Demonstration gewaltsam auf, was unter dem neuen Präsidenten Habibie zum ersten Mal geschah. Trotzdem blieben viele IMPETTU-Mitglieder weiter in der Stadt und demonstrierten zum Beispiel vor der Haftanstalt Cipinang, dem Justizministerium und der Vertretung der Vereinten Nationen. Der CNRT lehnte den Autonmievorschlag am 11. August 1998 ab und forderte stattdessen ein Referendum über die Unabhängigkeit und die Freilassung Xanana Gusmãos. Damit entsprach man dem Willen der Bevölkerung, wie Diskussionsveranstaltungen zeigten, die der ETSSC im ganzen Land von August bis November veranstaltete. Trotzdem folgten von August bis Oktober weiter Diskussionen zwischen UN-Generalsekretär Kofi Annan und den Außenministern Indonesiens und Portugals über einen Sonderstatus für Osttimor mit einer weitgehenden Autonomie.
Infolge eines Überfalls der FALINTIL führte die indonesische Armee im November 1998 in der Region um Alas eine Strafaktion durch. Erstmals wurde mit der ABLAI dabei eine Miliz (Wanra) eingesetzt. Dies sollte nun häufiger geschehen, um die Zivilbevölkerung zu terrorisieren. Etwa 50 Menschen wurden getötet. In Dili reagierten die Studenten mit Protesten und erneuter Besetzung des Parlaments. Eine Untersuchungskommission aus Studenten, ausländischen Journalisten, Kirchen- und Menschenrechtsvertretern wurde auf der Fahrt nach Alas in Same beschossen und vom lokalen Militärkommandanten nach Dili zurückgeschickt.
Der ETSSC sammelte Informationen über Vergehen des Militärs in Osttimor und präsentierte diese ausländischen Journalisten und Diplomaten. IMPETTU und RENETIL betrieben in Indonesien Lobbyarbeit in ihren Universitäten und bei Nichtregierungsorganisationen. Indonesische Politiker, wie Wahid und Megawati Sukarnoputri, überredete man, Xanana Gusmão im Gefängnis zu besuchen. Ende 1998 war die Autonomielösung als einzige Möglichkeit praktisch vom Tisch.

### Das Unabhängigkeitsreferendum von 1999

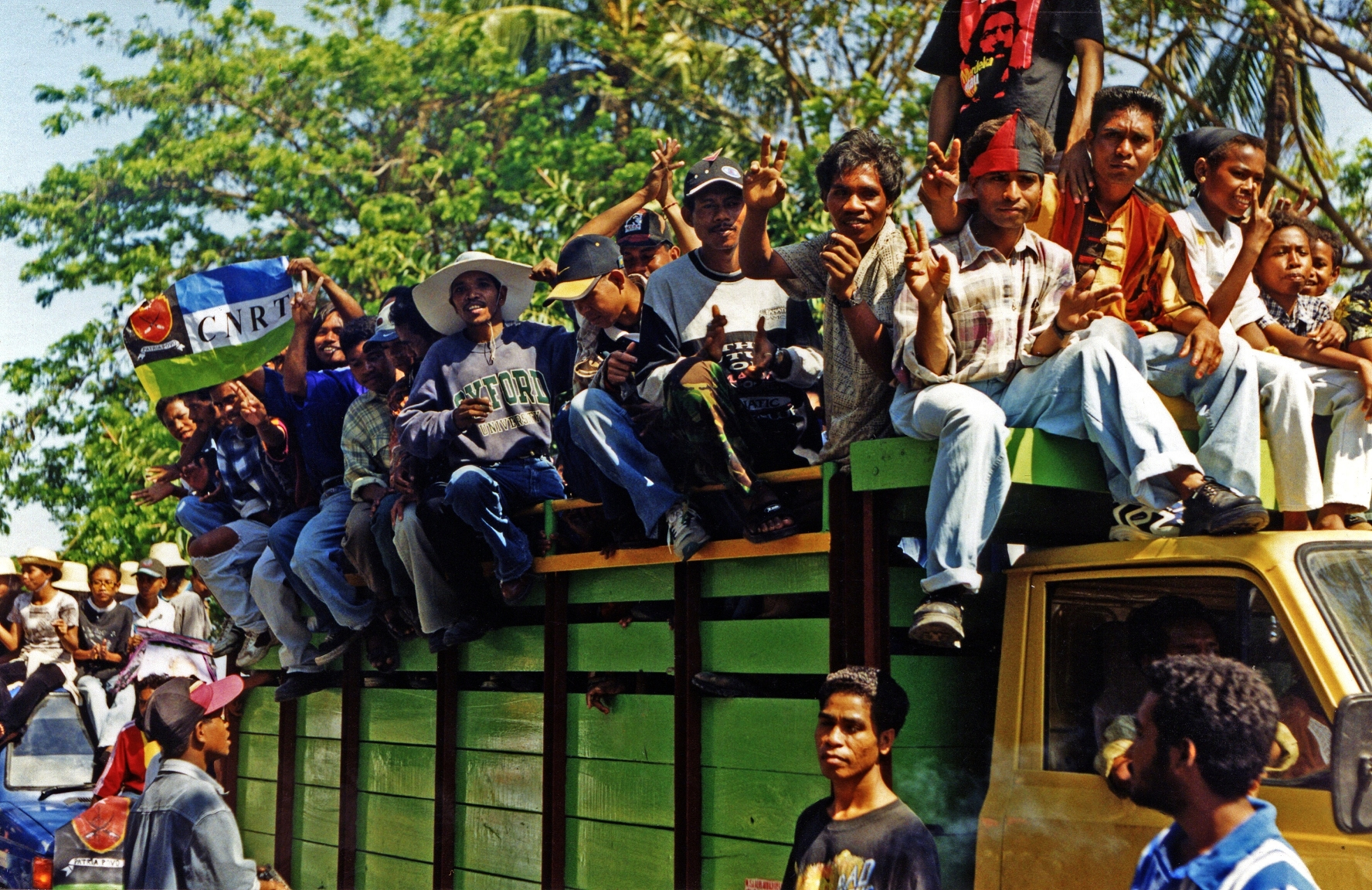
Demonstration des CNRT vor dem Unabhängigkeitsreferendum 1999

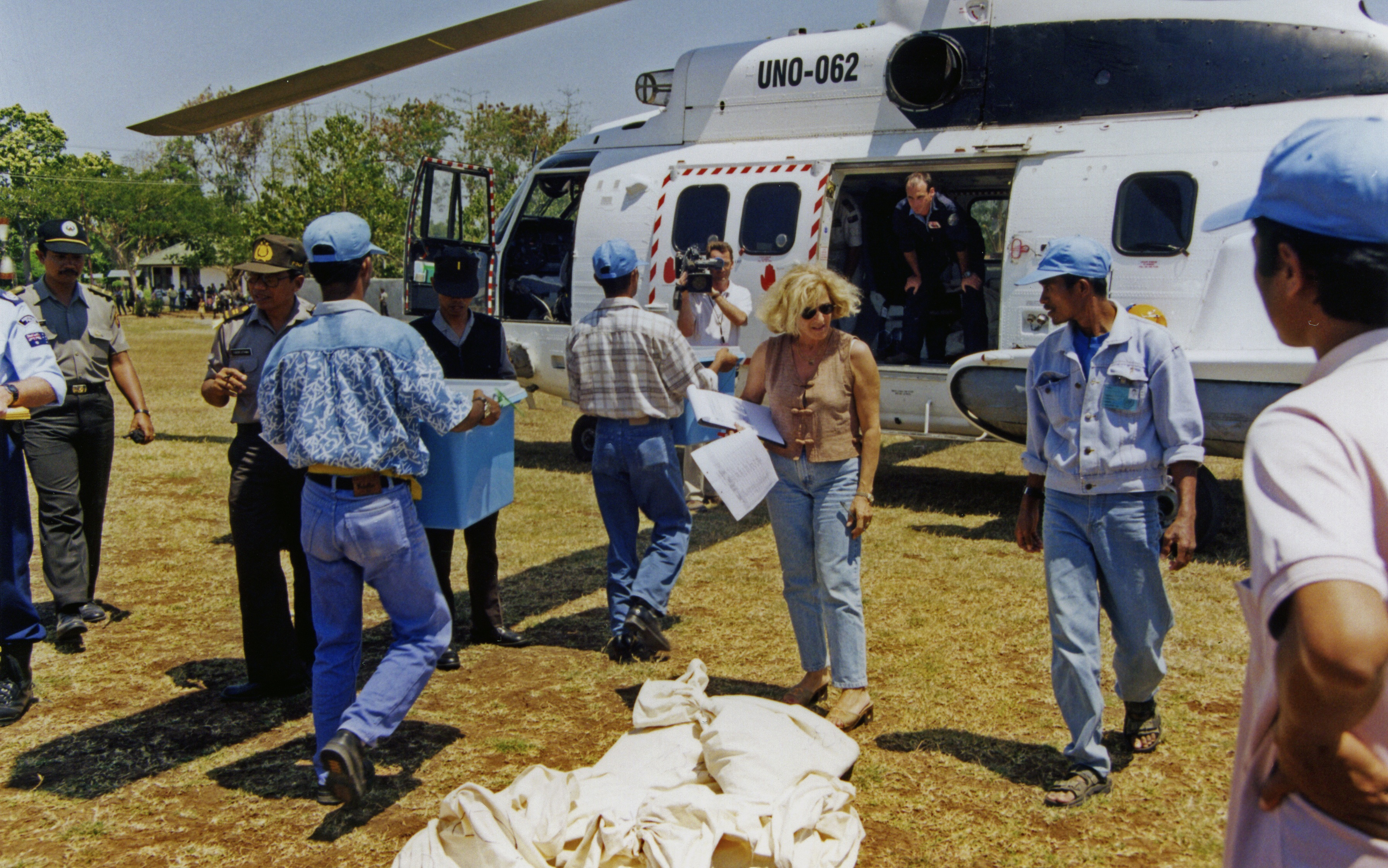
Transport der Stimmzettel mit UN-Helikoptern

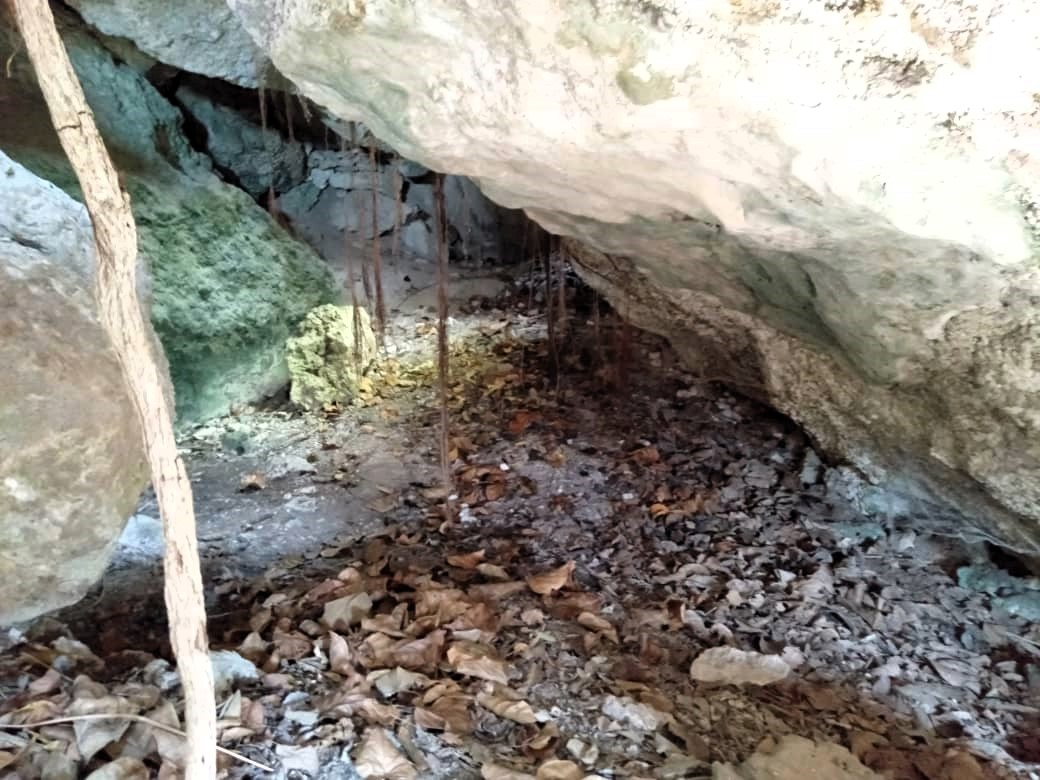
In Höhlen wie dieser in Lamegua fanden Osttimoresen Schutz vor den Milizen

1999 hatte Portugal einige Verbündete, erst in der EU, später auch in anderen Teilen der Welt gewonnen, die Indonesien zu einer Lösung des Konfliktes drängten. Präsident Habibie erklärte unter dem starken internationalen Druck am 27. Januar, dass seine Regierung nun eine Unabhängigkeit Osttimors in Betracht ziehen könne, falls die Osttimoresen eine Autonomielösung ablehnen würden. Am 11. März einigten sich die UN, Portugal und Indonesien auf Ministerebene auf die Abhaltung eines Referendum über die Zukunft Osttimors. Am 21. April einigten sich die Konfliktparteien in Osttimor auf eine Einstellung der Gewalt. Die 2000 Kämpfer der FALINTIL erklärten sich zum Waffenstillstand bereit.
Pro-indonesische Kräfte in Osttimor reagierten auf die Ankündigung des Referendums mit massiver Einschüchterung und Bedrohung der Bevölkerung. Am 6. April 1999 verübten die pro-indonesische Milizen Besi Merah Putih (BMP) und Aitarak, zusammen mit indonesischem Soldaten und Polizisten, das Kirchenmassaker von Liquiçá, bei dem zwischen 61 und über 200 Menschen starben. Menschenrechtskommissarin Mary Robinson äußerte große Besorgnis über die angespannte Lage. Es gab klare Verbindungen zwischen den 20.000 Milizionären und den zu diesem Zeitpunkt 18.000 indonesischen Soldaten, die sich in Kommandostrukturen und Ausrüstung bemerkbar machten. Die Wanra waren vom Militär aufgestellt worden, offiziell als Bürgerwehr zum Schutz der Öffentlichkeit anerkannt und in die lokale Verwaltungsstruktur integriert. Ihre Finanzierung erfolgte aus Regierungsgeldern und Militärangehörige bildeten die Männer aus. Abgesehen von den Führern waren die Mitglieder der Milizen meist keine politischen Überzeugungstäter. Ein Teil der meist ungebildeten, jungen Männern ließ sich von Geld und Macht blenden, andere wurden unter Androhung von Gewalt zum Mitmachen gezwungen. Die Mitgliedschaft wurde mit traditionellen Zeremonien, wie Blutschwüren besiegelt. Alkohol und Drogen spielten eine große Rolle. Menschenrechtsorganisationen gehen davon aus, dass die Wanra den Auftrag hatten, entweder das Referendum durch einen Bürgerkrieg zu verhindern oder das Ergebnis zu Gunsten Indonesiens zu beeinflussen. Unklar blieb wie weit die Aktionen der Milizen von der Armee oder gar von Jakarta aus angeordnet wurden.

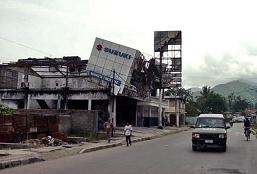
Zerstörungen in Dili im Oktober 1999

Am 5. Mai wurde schließlich die Vereinbarung zwischen Indonesien und Portugal über die Zukunft Osttimors geschlossen und diese am 7. Mai vom Weltsicherheitsrat mit der Resolution 1236 bestätigt. Das Referendum sollte die Einwohner Osttimors vor die Wahl stellen zwischen der Unabhängigkeit und dem Verbleib bei Indonesien als Special Autonomous Region of East Timor SARET. Im Juni traf der UN-Sondergesandte Ian Martin in Dili ein. Er kritisierte die Gewaltakte durch die Milizen, die Zehntausende zur Flucht in den Westteil der Insel zwang. Dort waren sie den indonesischen Einheiten ausgeliefert. Der Weltsicherheitsrat beschloss mit der Resolution 1246 die Aufstellung der UNAMET. 280 UN-Polizisten und 50 UN-Militärberater sollten die indonesischen Sicherheitskräfte während des Referendums beratend zur Seite stehen. Außerdem wurde die indonesische Regierung nochmals auf ihre Pflicht zur Aufrechterhaltung von Ruhe und Ordnung in Osttimor hingewiesen. Am 4. Juli 1999 griff die pro-indonesische Miliz Besi Merah Putih (BMP) einen Hilfskonvoi in Liquiçá an, der von Mitarbeitern von UNAMET und des UNHCR begleitet wurde. Von den 77 Personen im Konvoi wurden mehrere einheimische Mitarbeiter schwer verletzt und die Fahrzeuge mit Stangen und Steinen zerstört. 62 Mitglieder des Konvois retteten sich in die Polizeistation. Später konnten sie nach Dili zurückkehren. Indonesische Polizisten und Mitglieder des Geheimdienstes, die anwesend waren, griffen nicht ein. Im Gegenteil. Eine Woche nach dem Vorfall begann die indonesische Polizei mit Ermittlungen gegen einen UN-Mitarbeiter wegen angeblichen Waffenbesitz. Am 6. Juli kam es zu weiteren Angriffen durch Milizen auf UN-Mitarbeiter in Maliana und Liquiçá. Indonesien versuchte mit einer Pro-Autonomie-Kampagne die osttimoresische Bevölkerung für einen Verbleib zu bewegen. Dafür wurden große Summen investiert und politische Vereinigungen gegründet, die Nahrungsmittel, Medikamente, T-Shirts mit Aufdruck „Pro Autonomie“ und Nationalfahnen, verteilten. Der CNRT verzichtete auf öffentliche Großveranstaltungen, um die Gewalt nicht weiter zu schüren.

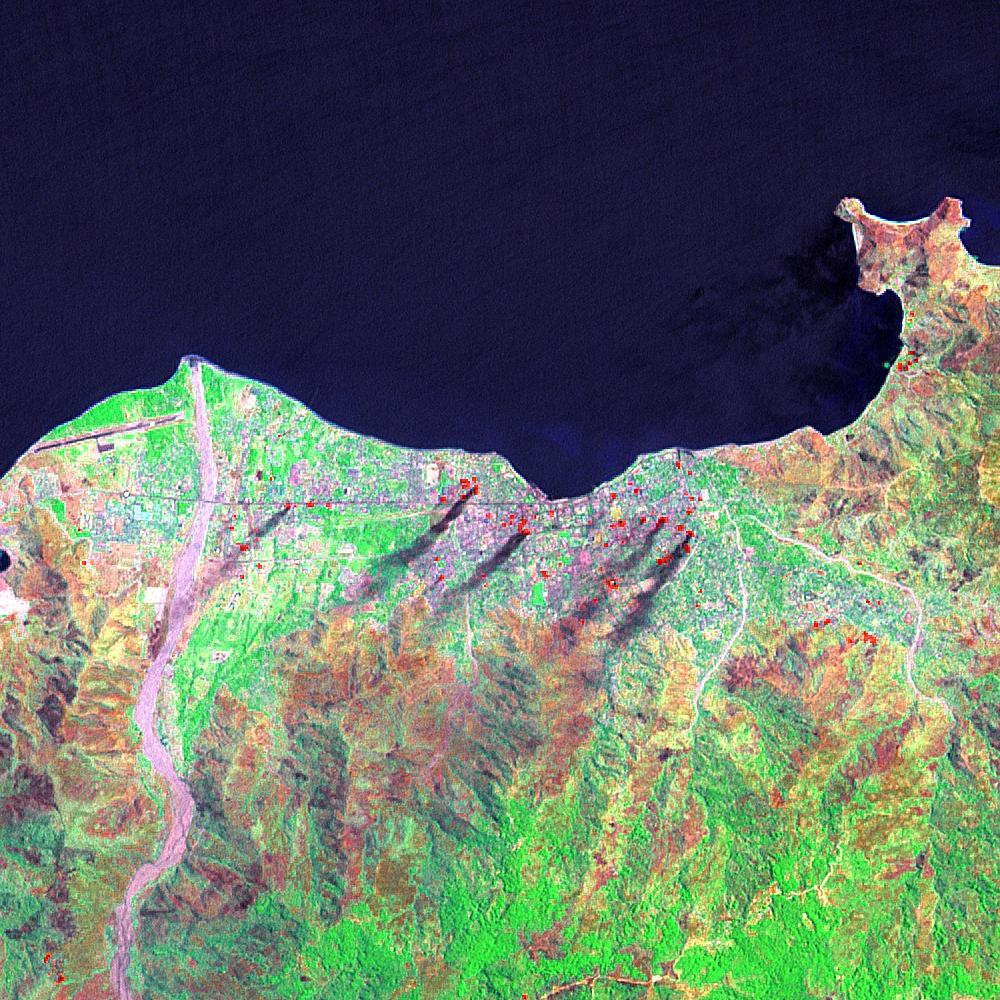
Rauch über Dili am 8. September 1999

Vom 16. Juli bis zum 5. August lief die Registrierung der Wähler. Sie startete mit drei Tagen Verspätung, weil die indonesischen Sicherheitskräfte Schwierigkeiten hatten für die Sicherheit zu sorgen. 451.792 Einwohner Osttimors wurden als Wähler registriert. Am 20. August wurde in Suai eine Veranstaltung der Unabhängigkeitsbefürworter von Milizen attackiert, in Manatuto wurden UN-Mitarbeiter durch Milizen bedroht.
Die Volksabstimmung vom 30. August 1999 brachte schließlich mit 344.580 Stimmen (78,5 %) eine eindeutige Mehrheit für die Unabhängigkeit Osttimors gegen 94.388 Stimmen (21 %) für die Autonomie, bei einer Beteiligung von 98,6 %. Das Ergebnis wurde am 4. September bekannt gegeben. Für den Fall des Sieges der Unabhängigkeitsbefürworter hatte man die Wanra dazu vorbereitet, durch einen Bürgerkrieg die Zustände so weit zu verschlimmern, dass Indonesien weiterhin als Schutzmacht benötigt werden würde. Nur wenige Stunden nach Bekanntgabe des Ergebnisses startete das indonesische Militär zusammen mit den Milizen die Operation Donner (indonesisch Operasi Guntur) in ganz Osttimor eine Welle der Gewalt und Zerstörung. Ziel dieser bereits im Juli unter dem Namen Operasi Wiradharma geplanten Aktion war es, dass das indonesische Parlament (MPR) angesichts der Situation das Referendum kippen würde. Schon ab dem 2. September hatte die Gewalt unter den Augen der Angehörigen der UNAMET-Wahlkommission im ganzen Land eskaliert. Die enttäuschten Gegner der Unabhängigkeitsbewegung, die pro-indonesischen Milizen und die indonesische Armee massakrierten in vielen Landesteilen Menschen und hinterließen nach ihrem Abzug verbrannte Erde. Noam Chomsky schreibt dazu in Radical Priorities:

„In einem Monat wurden bei dieser massiven Militäroperation etwa 2000 Menschen ermordet, Hunderte Frauen und Mädchen vergewaltigt, drei Viertel der Bevölkerung vertrieben und 75 % der Infrastruktur des Landes zerstört.“

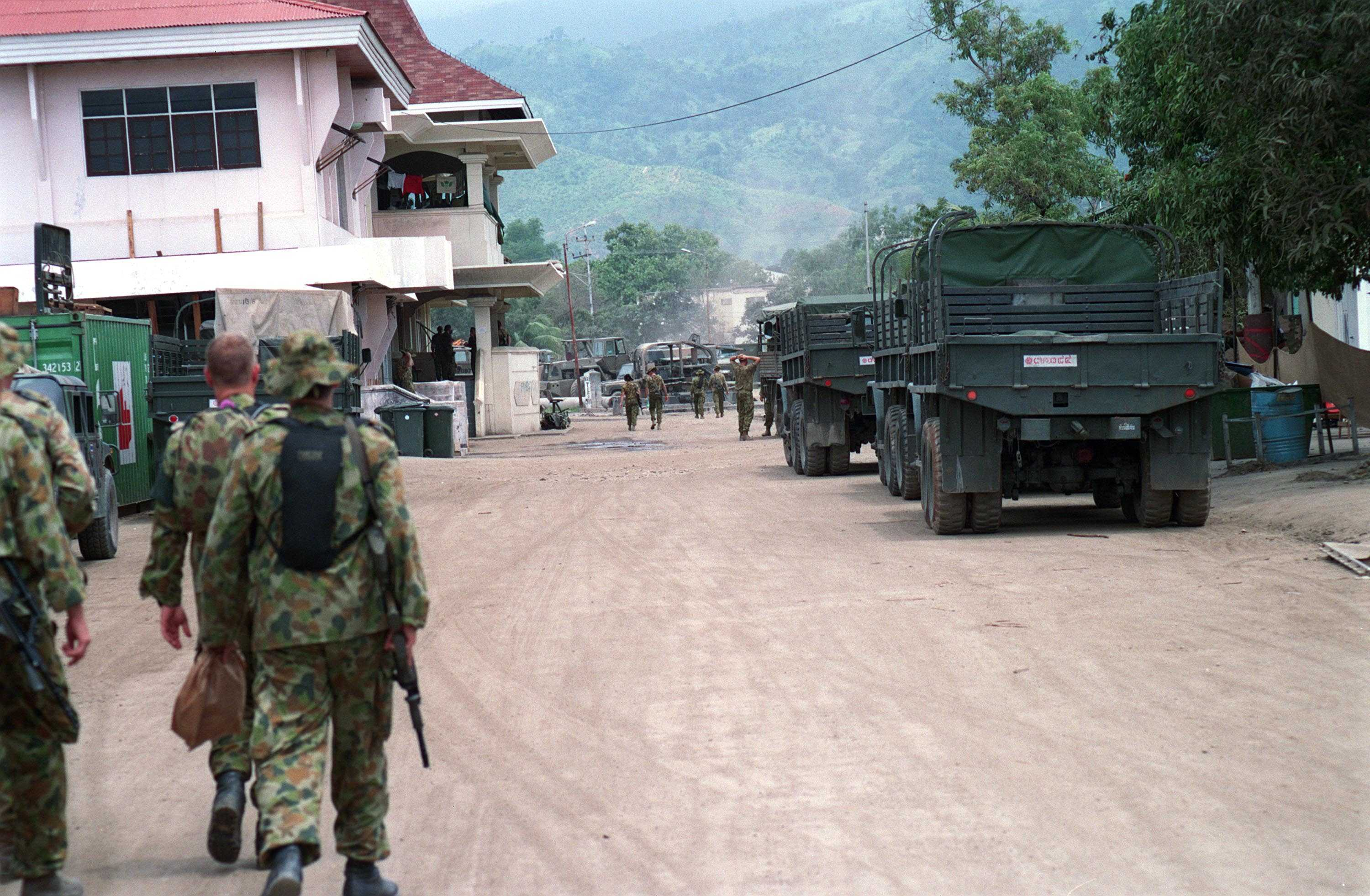
Australische INTERFET-Soldaten in Dili

Die Empfangs-, Wahrheits- und Versöhnungskommission von Osttimor (CAVR) schätzt die Zahl der Toten auf 1400 bis 1500. Am schlimmsten waren die Distrikte Bobonaro und Cova Lima betroffen. 27 Personen wurden in den Flüchtlingscamps in Westtimor ermordet. Etwa 60.000 Häuser wurden von den Milizen niedergebrannt. 80 % der Schulen und praktisch alle medizinischen Einrichtungen wurden zerstört. Etwa 280.000 Osttimoresen, ein Viertel der Bevölkerung, wurden von indonesischen Sicherheitskräften nach Westtimor zwangsevakuiert, ein Teil von ihnen war auch selbst geflohen. Die Anweisung für die Planung dieser Maßnahme war bereits am 5. Mai an das Regionalkommando der Armee in Bali erfolgt. Bis kurz vor der Abstimmung waren selbst die Vereinten Nationen nicht über die Pläne informiert worden. Die Osttimoresen wurden in die Flüchtlingslagern in Noelbaki, Tuapukan, Naibonat in Kupang, Kefamenanu und 200 weitere, kleinere Lager untergebracht. Deportationen gab es vor allem im Großraum Dili, entlang der Grenze zu Westtimor, in der Exklave Oe-Cusse Ambeno und im Distrikt Lautém. Die „Evakuierten“ sollten nach den Plänen der Hintermänner im Militär weiter in ganz Indonesien zerstreut werden. 200.000 Osttimoresen waren innerhalb des Landes auf der Flucht. Doch das Ziel einen Bürgerkrieg auszulösen scheiterte. Die FALINTIL blieb auf Anweisung Xanana Gusmãos ruhig und reagierte nicht auf die Gewalt der pro-indonesischen Milizen.
Menschenrechtler in Portugal, Australien, den Vereinigten Staaten und anderen Ländern der Welt drängten ihre Regierungen, einzugreifen. Die indonesische Regierung solle gezwungen werden, einer multinationalen Eingreiftruppe zuzustimmen, die in Osttimor die Ordnung wiederherstellen könne. Nach der Ermordung von vier lokalen UNAMET-Mitarbeitern ordneten die Vereinten Nationen den Abzug an. Am 9. September wurden Kredite des Internationalen Währungsfonds und der Weltbank auf Eis gelegt. Drei Tage später willigte Habibie ein, seine Streitkräfte zurückzuziehen, und stimmte einer internationalen Eingreiftruppe zu. Am 15. September wurde mit der UN-Resolution 1264 die Friedenstruppe INTERFET (International Force for East Timor) legitimiert, welche die Ordnung wiederherstellen sollte. Trotz der Sympathien der Volksrepublik China für Osttimor bedurfte es noch kurzfristiger Verhandlungen und Garantien durch den Westen, damit China und Russland der Entsendung im Weltsicherheitsrat zustimmten. Man befürchtete einen Präzedenzfall, der zum Beispiel auch auf Tibet angewendet werden könnte. 22 Länder stellten bis zu 11.500 Soldaten. etwa die Hälfte kamen aus Australien, die anderen zum großen Teil aus Thailand, Malaysia, den Philippinen und Neuseeland. Deutschland entsandte zwei Transportmaschinen mit medizinischem Personal. Weitere Länder schlossen sich im Laufe der folgenden Monate der Mission an. Die Streitkräfte standen unter der Führung des australischen Major-General Peter Cosgrove. Am 20. September landeten die ersten australischen Einheiten auf dem Flughafen Dili.

### UN-Verwaltung 1999 bis 2002

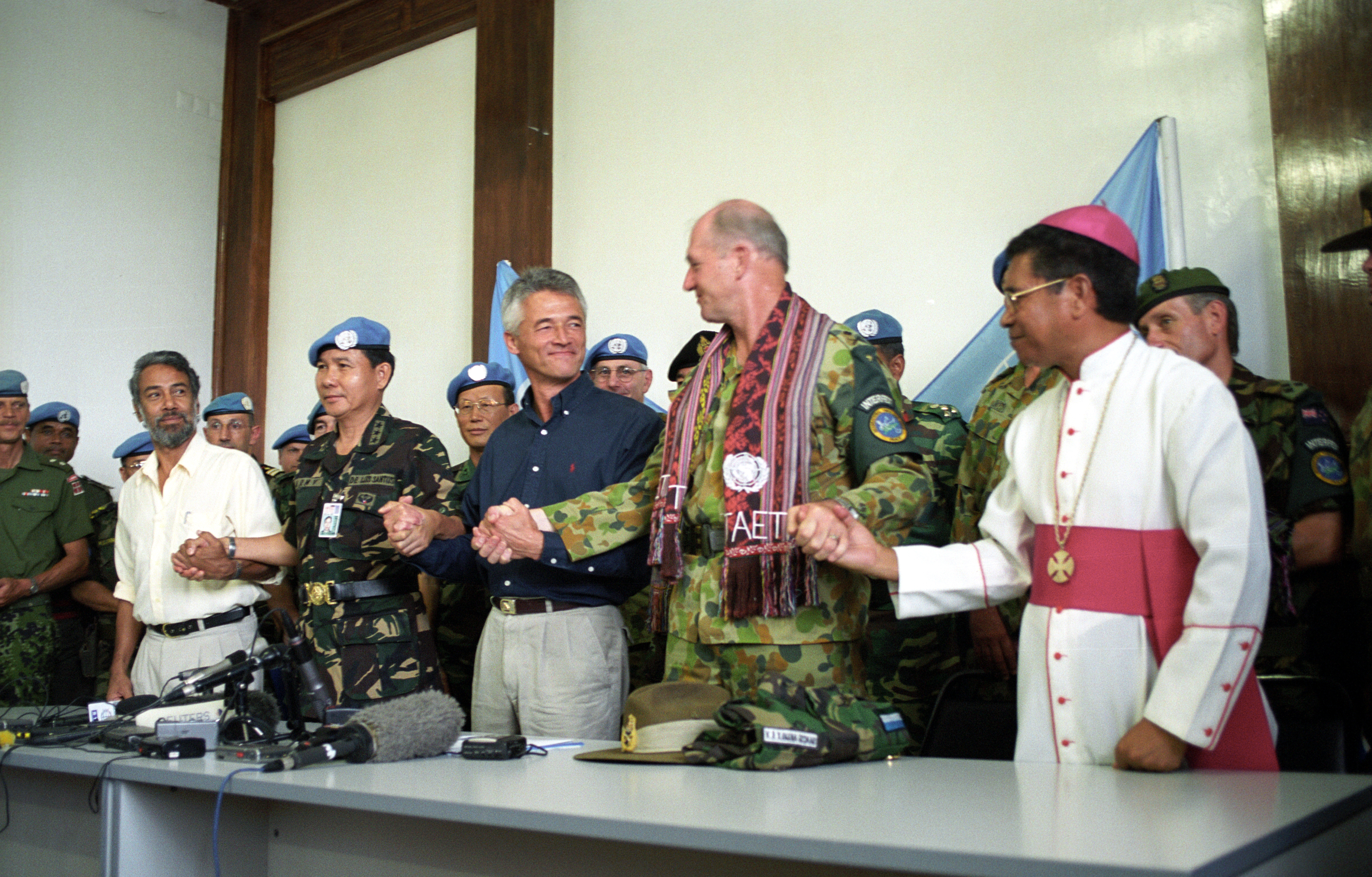
Übergabe der Kontrolle von INTERFET an UNTAET

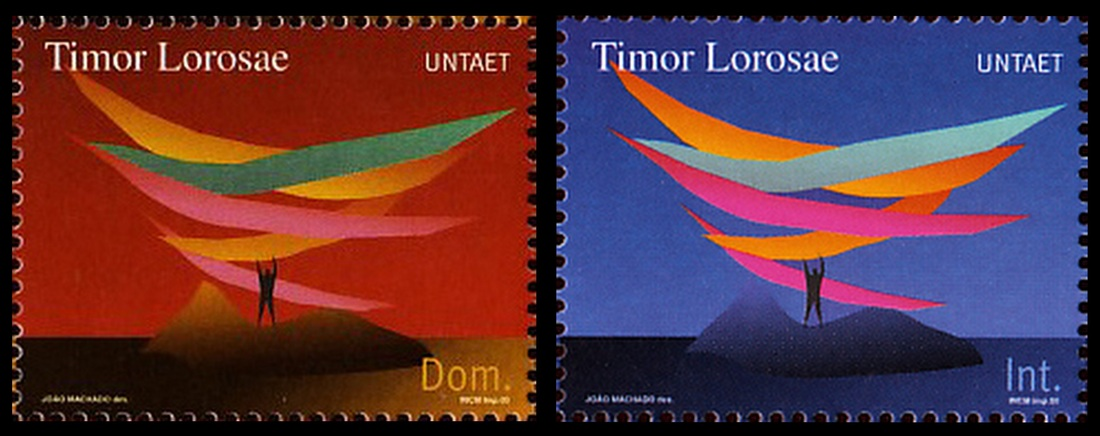
Briefmarken Osttimors unter UN-Verwaltung

Am 21. September 1999 wurde der niederländische Reporter Sander Thoenes von indonesischen Soldaten ermordet. Nach kleineren Zusammenstößen mit den pro-indonesischen Milizen kontrollierte die INTERFET schnell die Region. Große Teile der Bevölkerung waren in die Berge oder den Westteil der Insel geflohen. Aber auch Mitglieder der Milizen hatten sich nach Westtimor zurückgezogen und führten von dort sporadisch Überfälle durch, hauptsächlich auf den südlichen Teil der Grenze, der von der neuseeländischen Armee kontrolliert wurde. Als diese Überfälle abgewehrt wurden und die indonesische Unterstützung aufgrund internationalen Drucks beendet wurde, zerstreuten sich die Milizen. Bei ihrem Abzug setzten sie noch viele Häuser in Brand. Die Exklave Oe-Cusse Ambeno wurde im Oktober befreit. Am 19. Oktober akzeptierte das indonesische Parlament offiziell das Ergebnis des Referendums und annullierte das Annexionsgesetz von 1976. Mit der Resolution des Weltsicherheitsrates 1272 wurde die UN-Übergangsverwaltung UNTAET am 25. Oktober bemächtigt, ab dem 14. Februar 2000 den Wiederaufbau des Landes zu organisieren und INTERFET abzulösen. Doch Flüchtlinge wurden in Westtimor noch Monate nach der offiziellen Übergabe an die Friedensmission der UN in Lagern festgehalten und ermordet. Am 1. November 1999 verließ der letzte indonesische Soldat Osttimor im Rahmen einer Verabschiedungszeremonie, bei der neben Vertretern des indonesischen Militärs und der UN auch Xanana Gusmão als Präsident des CNRT teilnahm. Am 17. November trat Sérgio Vieira de Mello als neuer UN-Sondergesandter in Dili seinen Posten als Übergangsverwalter Osttimors an. Auf einer Konferenz am 17. Dezember 1999 in Tokio wurden Finanzhilfen in Höhe von über 417 Millionen Euro zugesagt.
Im Dezember wurde der 15-köpfige National Consultative Council (NCC) geschaffen, der die Bevölkerung Osttimors in der Verwaltung als eine Art Übergangsparlament vertreten sollte. Am 23. Februar 2000 ging das militärische Kommando von INTERFET auf UNTAET über. Am 28. April nahm der Postdienst Osttimors den Betrieb auf, am 12. Mai fand die erste öffentliche Verhandlung des Distriktsgerichts von Dili statt. Am 12. Juli stellte der NCC ein Übergangskabinett auf. Die Mitglieder des NCC wurden von Administrator Mello ernannt. Auch wenn die Auswahl der osttimoresischen Mitglieder de jure Mello zustand, überließ er diese Xanana Gusmão, dem CNRT-Präsident. Neben Mello saßen in dem Kabinett vier weitere Vertreter der UN und fünf Osttimoresen, darunter Ramos-Horta, Marí Alkatiri und João Carrascalão.
| UN-Verwalter Osttimor              | UN-Verwalter Osttimor                 |
| ---------------------------------- | ------------------------------------- |
| Sérgio Vieira de Mello             | 17. November 1999 bis 19. Mai 2002    |
| UN-Sonderbeauftragter für Osttimor |                                       |
| Ian Martin                         | Mai 1999 bis November 2002            |
| Sérgio Vieira de Mello             | 17. November 1999 bis 19. Mai 2002    |
| Kamalesh Sharma                    | 21. Mai 2002 bis 21. Mai 2004         |
| Sukehiro Hasegawa                  | 21. Mai 2004 bis 30. September 2006   |
| Atul Khare                         | 6. Dezember 2006 bis 4. Dezember 2009 |
| Ameerah Haq                        | 4. Dezember 2009 bis 8. Juni 2012     |
| Finn Reske-Nielsen                 | 8. Juni 2012 bis 31. Dezember 2012    |

Am 24. Juli 2000 wurde der neuseeländische UN-Soldat Leonard Manning (24) bei einem Schusswechsel mit einer pro-indonesischen Miliz an der Grenze bei Tilomar getötet und der Leichnam verstümmelt. Er war der erste im Kampf getötete Angehörige der UN-Friedenstruppe in Osttimor. Am 10. August starb der nepalesische UN-Soldat Devi Ram Jaishi im Kampf mit einer Miliz in Suai nahe der Grenze. Drei weitere nepalesische Soldaten und ein osttimoresischer Zivilist wurden verletzt. Am 6. September wurden drei UNHCR-Mitarbeiter in einem Flüchtlingslager in Atambua (Westtimor) ermordet. Der Weltsicherheitsrat forderte daraufhin Indonesien mit der UN-Resolution 1319 auf, gegen die Milizen, die ihre Basen in Westtimor hatten vorzugehen, sie zu entwaffnen und die Flüchtlingslager und die Grenze zu sichern. Insgesamt starben 17 UNTAET-Angehörige während der Mission.
Im Oktober 2000 wurde nach einer Vereinbarung von UNTAET und CNRT der NCC neu geordnet. Der National Council (NC) hatte nun 33 Mitglieder, die alle Osttimoresen waren. CNRT-Präsident Xanana Gusmão wurde am 23. Oktober zum Sprecher des NC gewählt. Die Nationaluniversität Osttimors wurde am 15. November wieder eröffnet. Am 12. September 2000 beschloss das Übergangskabinett die Gründung der Verteidigungskräfte Osttimors F-FDTL. Die Umwandlung der FALINTIL in die F-FDTL wurde offiziell am 1. Februar 2001 in einer Zeremonie in Aileu vollzogen. FALINTIL-Kommandant Taur Matan Ruak wurde als Brigadegeneral zum Kommandeur der Streitkräfte ernannt.
Am 9. Juni 2001 löste sich der CNRT auf, um den Weg für den Wahlkampf der verschiedenen Parteien zur bevorstehenden ersten Wahl frei zu machen. Die Wahlen für die verfassunggebende Versammlung wurden am 30. August 2001 abgehalten. Aus der Versammlung wurde mit der Unabhängigkeit das erste Parlament Osttimors. Die FRETILIN gewann bei der Wahl 55 der 88 Sitze (57,3 % der Stimmen), die UDT nur zwei. Zweitstärkste Kraft wurde die Partido Democrático. Am 20. September wurde das zweite Übergangskabinett vereidigt. Mello verblieb als einziger Vertreter der UN als Administrator im Kabinett. Ihm zur Seite gestellt war nun Alkatiri, als Vertreter der Mehrheitspartei FRETILIN. Die weiteren Regierungsmitglieder waren Osttimoresen, die entweder der FRETILIN oder der PD angehörten oder parteilos waren. Am 22. März 2002 wurde die erste Verfassung von der verfassunggebenden Versammlung verabschiedet. Am 14. April wurde Xanana Gusmão bei den ersten Präsidentschaftswahlen zum neuen Staatsoberhaupt Osttimors gewählt. Er erhielt 82,7 % der Stimmen.

## Die ersten Jahre der Unabhängigkeit
| Premierminister der Demokratischen Republik Timor-Leste | Premierminister der Demokratischen Republik Timor-Leste |
| ------------------------------------------------------- | ------------------------------------------------------- |
| Nicolau dos Reis Lobato (FRETILIN)                      | 28. November 1975 bis September 1978                    |
| António Mau Lear Duarte Carvarino (FRETILIN)            | Oktober 1977 bis Februar 1979 †                         |
| Marí Bin Amude Alkatiri (FRETILIN)                      | 20. Mai 2002 bis 26. Juni 2006                          |
| José Ramos-Horta (parteilos)                            | 10. Juli 2006 bis 19. Mai 2007                          |
| Estanislau da Silva (FRETILIN)                          | 19. Mai 2007 bis 8. August 2007                         |
| Xanana Gusmão (CNRT)                                    | 8. August 2007 bis 16. Februar 2015                     |
| Rui Maria de Araújo (FRETILIN)                          | 16. Februar 2015 bis 15. September 2017                 |
| Marí Bin Amude Alkatiri (FRETILIN)                      | 15. September 2017–22. Juni 2018                        |
| Taur Matan Ruak (PLP)                                   | 22. Juni 2018–30. Juni 2023                             |
| Xanana Gusmão (CNRT)                                    | seit 1. Juli 2023                                       |

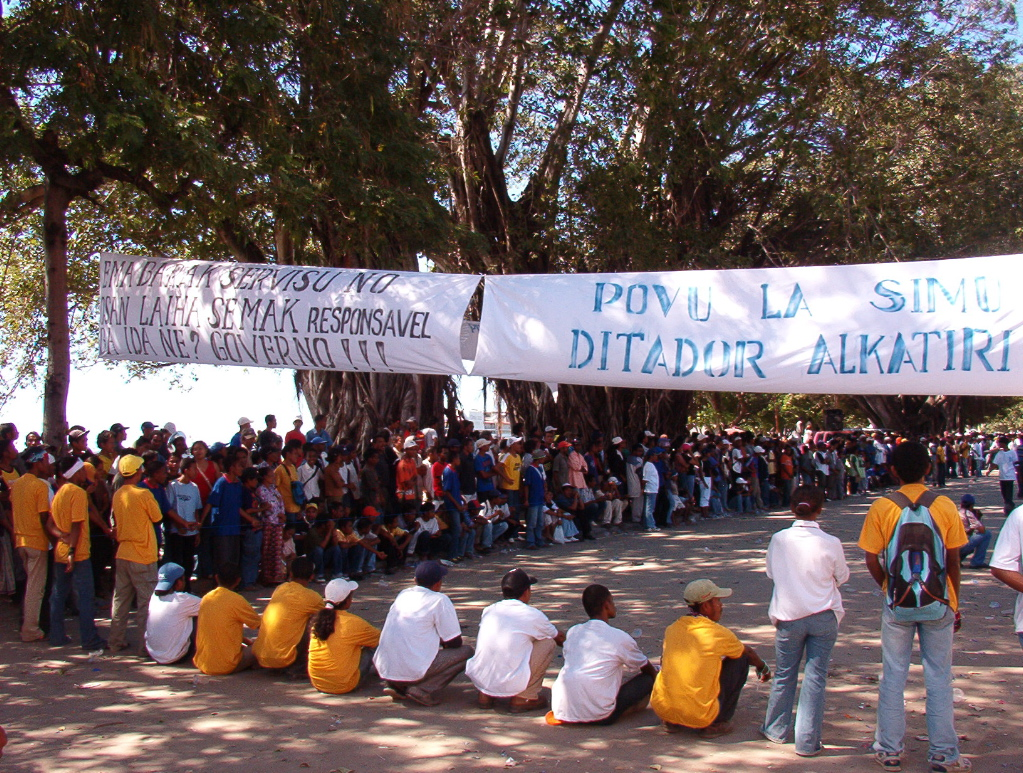
Anti-Alkatiri-Demonstration für den Erhalt des Religionsunterrichts (2005)

Mit der UN-Resolution 1410 vom 17. Mai 2002 wurde, drei Tage vor der formalen Unabhängigkeit, ein dreijähriges Mandat für die Nachfolge der UNTAET-Mission vereinbart. Die UNMISET überwachte den Demokratisierungsprozess in Osttimor von 2002 bis 2006.
Am 20. Mai 2002 wurde die Demokratische Republik Timor-Leste offiziell in die Unabhängigkeit entlassen. Der Beitritt zu den Vereinten Nationen als 191. Mitglied erfolgte am 27. September.
Am 4. Dezember 2002 kam es zu Unruhen in Dili und anderen Orten Osttimors, nachdem am Vortag ein Student unter Mordverdacht verhaftet worden war. Zunächst demonstrierten Studenten und Lehrer vor dem Parlament gegen die Verhaftung, da sie diese für unbegründet hielten. Zwar vereinbarte Präsident Gusmão mit den Protestlern, dass diese sich für die Nacht zurückziehen würden, um am nächsten Tag über den Fall mit ihm zu diskutieren, doch zwischenzeitlich trafen weitere Männer ein, die den Protest an sich rissen. Sie marschierten zum Hauptquartier der Polizei, um dort zu demonstrieren. Viele der Protestierenden hatten zu diesem Zeitpunkt keinen Bezug mehr zu dem Verhafteten oder kannten überhaupt seine Geschichte. Die Situation eskalierte und die Polizei eröffnete das Feuer. Zwei Studenten wurden getötet. Ihre Körper trugen andere Studenten zum Parlamentsgebäude, wo es dann zu Kämpfen mit der Polizei und zu Plünderungen von Geschäften kam, die zumeist chinesischen Händlern gehörten. Der Supermarkt Hello Mister wurde angezündet, ebenso das Haus von Premierminister Marí Alkatiri, Regierungsfahrzeuge und die Annur-Moschee im arabischen Viertel Dilis. Wieder schoss die Polizei auf die Randalierer und vier weitere Studenten wurden getötet. Alkatiri leitete eine Untersuchung ein und machte ausländischen Einfluss für die Vorfälle verantwortlich.
Im Mai 2005 wurde der Religionsunterricht in öffentlichen Schulen nach wochenlangen Protestmärschen wieder als Pflichtfach in den Lehrplan aufgenommen. Premierminister Alkatiri hatte im Februar einen Gesetzentwurf eingebracht, nachdem das Fach nur freiwillig besucht werden sollte. Unter den Führern der Proteste war der Pfarrer Domingos da Silva Soares.
Am 20. Mai verließen die letzten UN-Blauhelmsoldaten der UNMISET Osttimor. Zurück blieb das Büro der Vereinten Nationen in Osttimor (UNOTIL) mit 45 Mitarbeitern. Am 23. Januar 2006 forderte Präsident Gusmão eine weitere Präsenz der UN in Osttimor. So würden noch UN-Kräfte zur Ausbildung von Polizisten und als Unterstützung für die kommenden Wahlen 2007 benötigt. Für diese Aufgaben sollten, laut Gusmão, 15–20 militärische Verbindungsleute in einem Special Political Office weiter arbeiten.
Am 6. Januar 2006 wurden drei Indonesier an der Grenze bei Turiskain auf dem Malibacafluss von osttimoresischen Polizisten erschossen. Laut indonesischen Militärquellen waren die drei Opfer beim Fischen, als ohne Vorwarnung auf sie das Feuer eröffnet wurde. Jakarta protestierte heftig. Nach dem Vorfall kam es zu Vergewaltigungen von osttimoresischen Frauen.

### Festlegung der Landesgrenzen

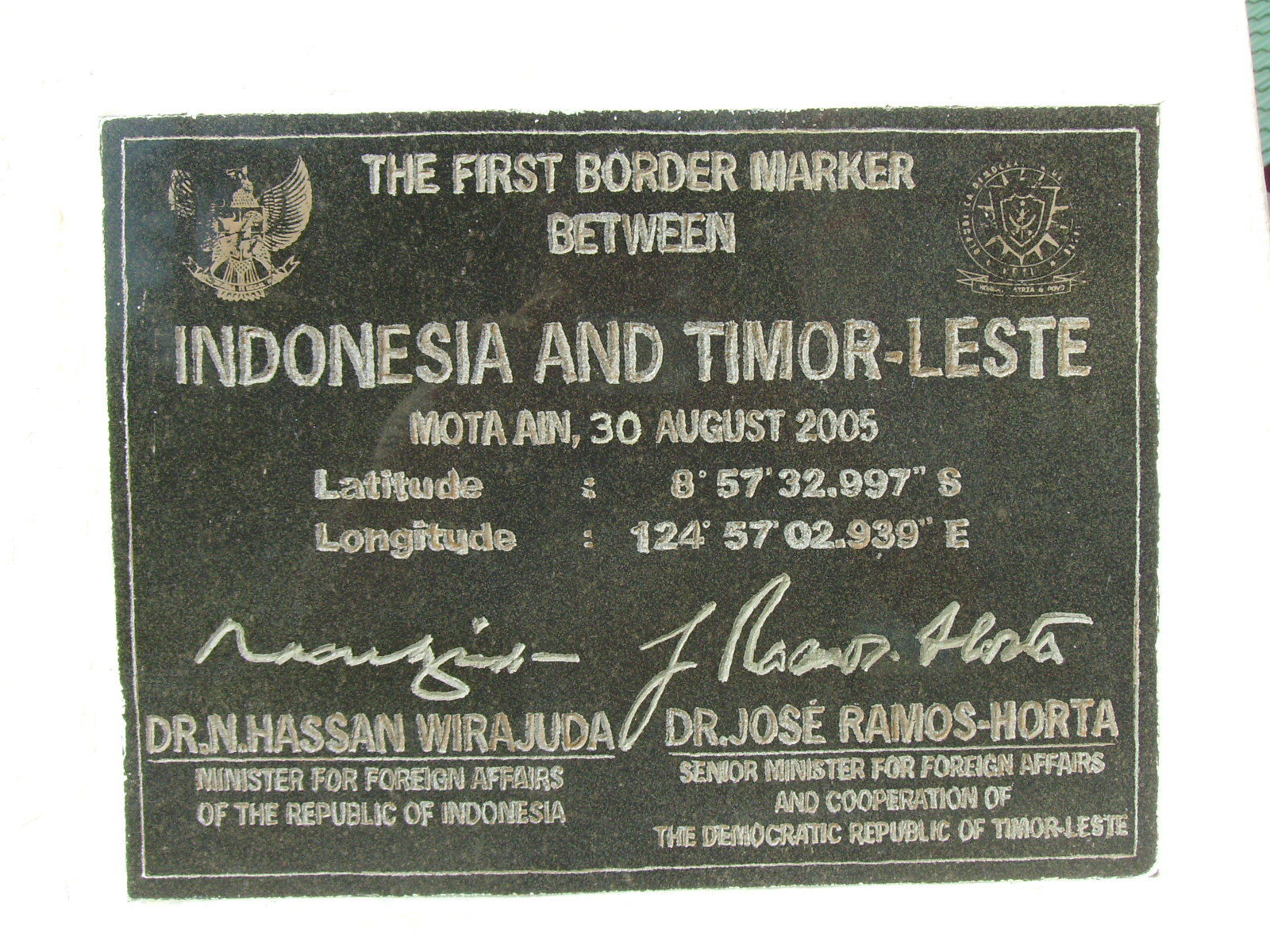
Der erste Grenzstein zwischen Indonesien und Osttimor

Bereits 2001 warnten Angehörige des indonesischen Militärs, dass die Unabhängigkeit Osttimors Sezessionsbewegungen in Westtimor hervorrufen könne. Osttimoresische Separatisten hätten in Westtimor lokale Unterstützung, auch von der dortigen katholischen Diözese Atambua erhalten. Ziel sei die Vereinigung der beiden Inselteile zu einem unabhängigen „Groß-Timor“. 2005 warnte eine lokale Kommission erneut vor einer „Groß-Timor-Gruppierung“ in Westtimor. In der breiten Öffentlichkeit trat eine solche Gruppierung allerdings nicht in Erscheinung und weder die Regierung, noch die großen Parteien Osttimors verfolgen eine solche Politik.
Seit 2005 ist der Grenzverlauf zu Lande mit Indonesien zu 97 % geregelt. Er orientiert sich weitgehend an der kolonialen Grenzziehung zwischen Portugal und den Niederlanden, die aber aufgrund technischer Probleme nur begrenzt nachzuvollziehen war. War in den kolonialen Verträgen zum Beispiel der Talweg als Grundlage der Grenzziehung bei Flüssen festgelegt worden, stellte sich nun heraus, dass dies aufgrund des ständig ändernden Verlaufs der meisten Flüsse nicht möglich war. Man einigte sich dann auf den Median als neue Orientierungslinie. Strittige Punkte waren noch bis 2019 Gebiete um die Exklave Oe-Cusse Ambeno (Área Cruz im Subdistrikt Passabe, Citrana-Dreieck im Subdistrikt Nitibe), sowie die genauen Modalitäten eines Korridors von Oe-Cusse Ambeno zum Hauptstaatsgebiet. Die Ansprüche an die unbewohnte kleine Insel Fatu Sinai (Pulau Batek) gab Osttimor nach einigen Jahren auf.
Am 21. April kam es bei Maliana zu einem Schusswechsel zwischen indonesischen Soldaten und osttimoresischer Grenzpolizei. Ein indonesischer Soldat wurde verletzt. Zu dem Geschehen gab es unterschiedliche Angaben von beiden Seiten.
Im September 2009 fuhr eine Gruppe von indonesischen Soldaten in das osttimoresische Dorf Naktuka und begann Fotos von neu errichteten Gebäuden zu machen. Sie wurden von den Einwohnern kurzerhand rausgeworfen und über die Grenze zurückgeschickt. Am 26. Mai 2010 drangen 28 bewaffnete Soldaten der Streitkräfte Indonesiens in den Suco Beneufe ein und setzten in Naktuka ihre Flagge, einen Kilometer von der Grenze entfernt. Am 29. Mai 2010 zerstörten sie zwei Häuser sozialer Einrichtungen im Suco. Am 24. Juni drang erneut eine bewaffnete Einheit der indonesischen Armee einen Kilometer in das Gebiet von Naktuka ein, zog sich aber zurück, als sie auf eine Einheit der osttimoresischen Grenzpolizei traf. Einwohner Naktukas sehen einen Zusammenhang mit der unklaren Grenzziehung zwischen den Ländern. Dies waren die schwersten Vorfälle zwischen den beiden Ländern seit der Unabhängigkeit Osttimors 2002.

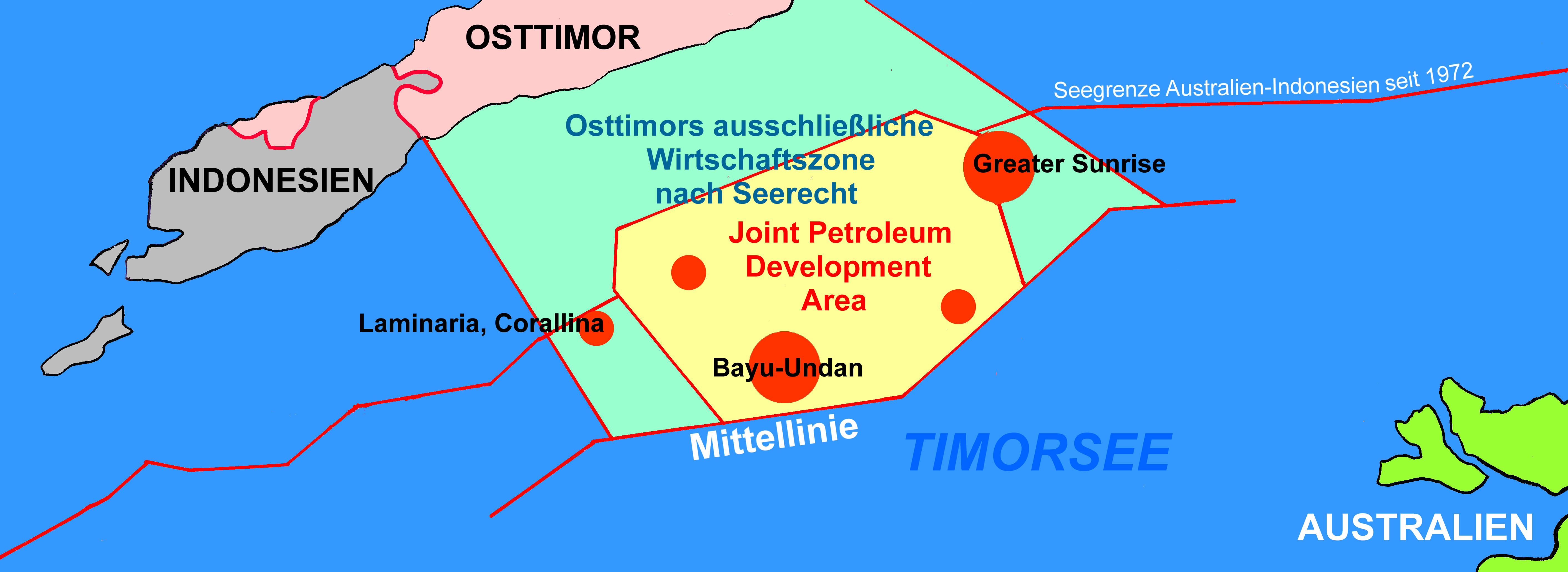
Grenzen nach dem Timor Sea Treaty und die theoretische ausschließliche Wirtschaftszone Osttimors. Die orangen Kreise zeigen die Lage der Erdöl/Erdgasfelder.

Das Verhältnis zu Australien war durch die Debatten über die Seegrenze zwischen den beiden Ländern gespannt. Canberra beanspruchte Erdöl- und Erdgasfelder südlich des Timorgrabens, die aber nach dem Seerechtsübereinkommen innerhalb der ausschließlichen Wirtschaftszonen Osttimors liegen würden. Australien trat im März 2002, kurz vor der Unabhängigkeit Osttimors, aus dem Übereinkommen aus und berief sich auf den Verlauf des Randes der australischen Kontinentalplatte. In der indonesischen Besatzungszeit wurde das Ölfeld in der Timorsee zwischen Timor und Australien entdeckt und am 11. Dezember 1989 der Timor Gap Treaty zwischen Jakarta und Canberra geschlossen. Noch im Mai 2004 bekräftigte die australische Regierung erneut die Gültigkeit des Vertrages in dieser Form, der die Seegrenze, und damit auch die Rohstoffe, zu Gunsten Australiens verschob. Osttimor warf Australien daraufhin vor, durch seine Grenzziehung Osttimor täglich eine Million US-Dollar an Lizenzeinnahmen vorzuenthalten. Am 12. Januar 2006 einigten sich die beiden Länder im Timor Sea Treaty und im Treaty on Certain Maritime Arrangements in the Timor Sea über die Aufteilung der Gewinne aus den Erdöl- und Erdgasvorkommen. Mit den 2007 ratifizierten Abkommen geht ein 50-Jahre-Moratorium bezüglich der Seegrenze einher, ohne dass Osttimor auf seine Gebietsansprüche verzichtet.

### Aufarbeitung der Menschenrechtsverletzungen

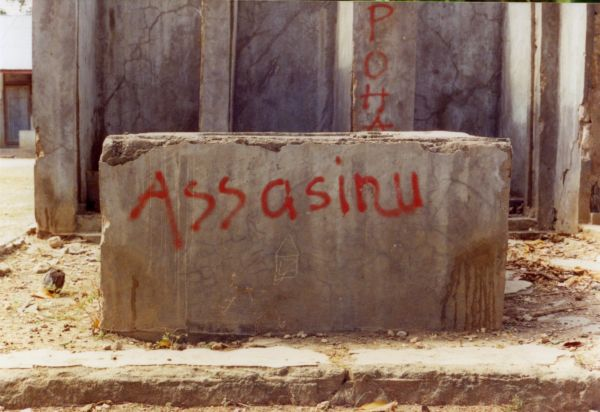
In Tutuala erinnert ein Graffito mit dem Wort für „Mörder“ an die Gewalttaten von 1999

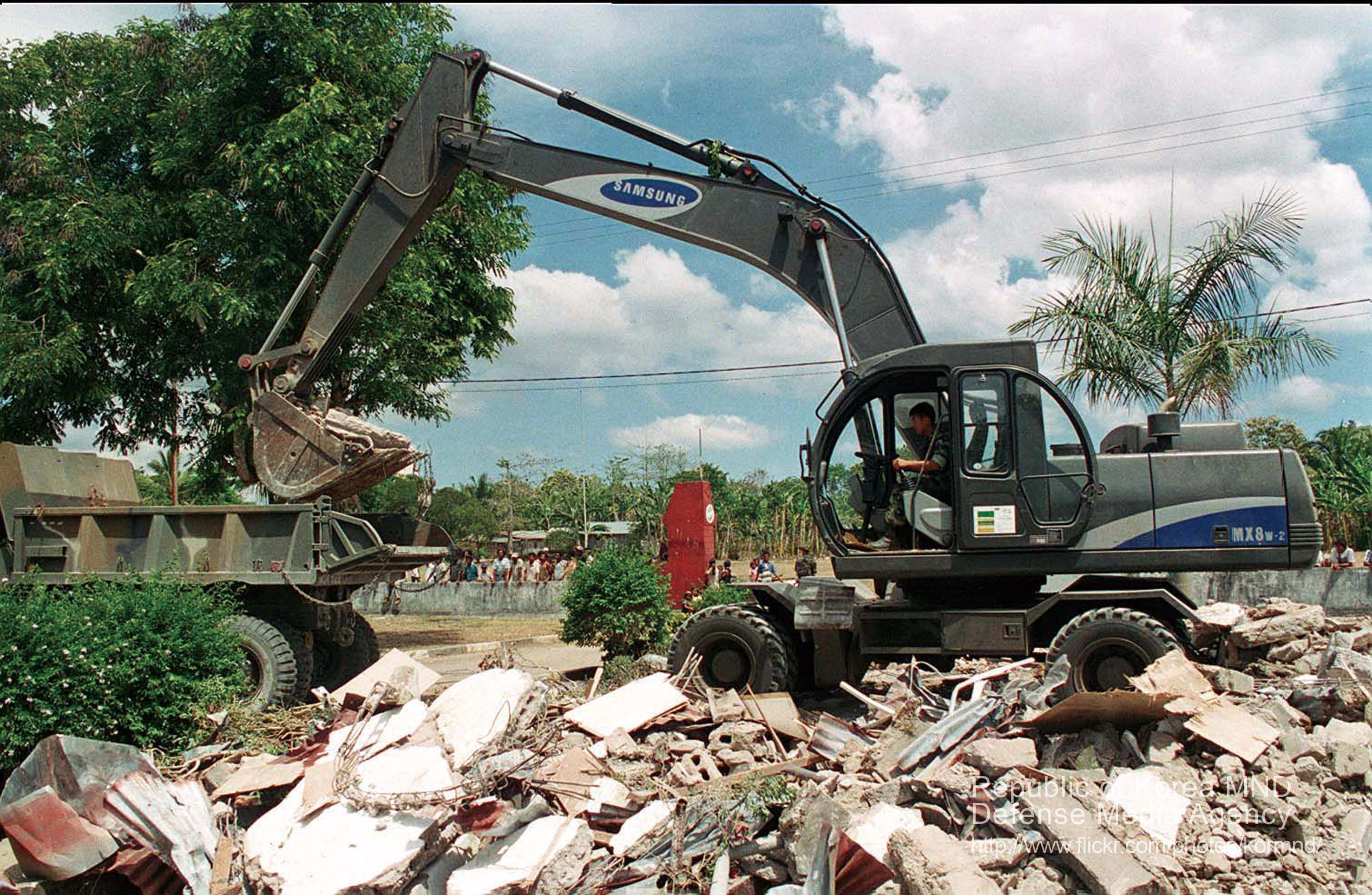
Südkoreanische Soldaten bei der Trümmerbeseitigung nach der indonesischen Besetzung

Die Aufarbeitung der Menschenrechtsverletzungen während der Besatzungszeit und speziell um das Unabhängigkeitsreferendum 1999 fand auf verschiedenen Ebenen statt. Zum einen durch ein Ad-hoc-Menschenrechtsgericht in Jakarta und den Special Panels for Serious Crimes (SPSC) in Osttimor. Dazu kamen die von Osttimor und Indonesien gemeinsam eingerichtete Wahrheits- und Freundschaftskommission (Commission for Truth and Friendship CTF) und die Empfangs-, Wahrheits- und Versöhnungskommission (Comissão de Acolhimento, Verdade e Reconciliacão de Timor-Leste CAVR) von den Vereinten Nationen.
Die rechtliche Aufbereitung sparte aufgrund der Masse an Verbrechen von vornherein kleinere Vergehen wie Einschüchterung, Beleidigung, Brandstiftung, Diebstahl, Zerstörung von Eigentum und Ernten sowie leichte Körperverletzung aus. Ermittelt wurde nur wegen Verbrechen gegen die Menschlichkeit, wie Mord, Vergewaltigung und Vertreibung. Problematisch bei der Versöhnungsarbeit war auch, dass in Osttimor meistens Täter und Opfer aus demselben Dorf kamen und mitunter sogar miteinander verwandt waren. Viele Täter von geringeren Straftaten waren aufgestachelt oder unter Gewaltandrohung zum Mitmachen gezwungen worden. Immer wieder sind die Täter von 1999 auch zuvor selbst Opfer im Bürgerkrieg zwischen UDT und FRETILIN geworden. Diese inneren Spannungen verhinderten die Rückkehr vieler Flüchtlinge aus Westtimor. Diese Probleme wollte man durch die Arbeit der Wahrheitskommissionen ausgleichen.
Etwa 4000 Kinder wurden in den 24 Jahren Besatzung aus Osttimor durch indonesische Soldaten, Beamte und religiöse Organisationen gebracht, meist um ihnen zu helfen. Oft wurde den Eltern Versprechungen für eine gute Ausbildung der Kinder gemacht. Andere Kinder wurden von den Soldaten, die ihre Eltern getötet oder sie ihnen entrissen hatten, wie Sklaven gehalten. Nach einem geheimen Militärdokument sollten indonesische Soldaten die Überführung von Kindern nach Indonesien unterstützen, um den Islam in Osttimor zu verbreiten. Viele Kinder kamen in strenge muslimische Schulen und wurden zwangskonvertiert. Die Verschleppung war zwar nie offizielle Staatspolitik, aber bereits ein Jahr nach der Invasion hatte zum Beispiel Präsident Suharto 23 osttimoresische Kinder in seiner Residenz in Jakarta aufgenommen. Sie wurden zu einem osttimoresischen Zweig der Suhartofamilie. Da ein Großteil nur zwei oder drei Jahre alt waren, kann man heute nur schwer ihre Familien in Osttimor wiederfinden. Zahlreiche Kinder sind auch einfach verschwunden.
Anfang 2015 rief die Regierung die Politik des „Ent-trauern der Nation“ (tetum Dez-lutu Nasional) oder „Ablegen des Schwarzen“ aus. Die Erinnerung an die Vergangenheit solle nun mehr in Gedenken vollzogen werden, als wie bisher in Trauer. Kritiker merken an, dass viele Familien mit der Trauer noch nicht abschließen können, da die sterblichen Überreste ihrer Verwandten noch nicht gefunden wurden. Von vielen Opfern der Besatzung fehlt jede Spur, auch vom Volksheld Nicolau Lobato, dessen Todestag am 31. Dezember 2015 den Abschluss des Dez-lutu Nasional darstellen soll.

#### Menschenrechtsgericht in Jakarta
Mit der Einrichtung des Menschenrechtsgerichtshofs in Jakarta (englisch Human Rights Ad Hoc Tribunal) verhinderte Indonesien ein internationales Tribunal. Allerdings beschränkte man die Zuständigkeit des Gerichts auf Verbrechen gegen die Menschlichkeit, die im April und September 1999 in den Distrikten Dili, Liquiçá und Suai verübt wurden. Am 14. März 2002 begann der Menschenrechtsgerichtshof mit seiner Arbeit. 16 Angehörige des indonesischen Militärs und Polizei, der letzte Gouverneur Timor Timurs José Abílio Osório Soares und der Führer der Aitarak-Miliz Eurico Guterres wurden in zwölf Verfahren angeklagt. Olivio Moruk, ein weiterer Milizenführer, wurde kurz nach Bekanntwerden der Anklage unter bis heute nicht geklärten Umständen in Atambua umgebracht. Es wird darüber spekuliert, dass er über die Hintermänner der Gewaltwelle von 1999 im indonesischen Militär habe aussagen wollen. Entgegen der Forderung der indonesischen Untersuchungskommission KPP-HAM fanden sich der ehemalige Oberkommandierende des Heeres und Verteidigungsminister General Wiranto, der frühere Geheimdienstchef Generalmajor Zacky Anwar Makarim und João da Costa Tavares, der Oberkommandierende der Milizen, nicht auf der Anklagebank wieder. Menschenrechtler kritisierten auch bereits die Anklageschriften der Staatsanwaltschaft. Obwohl die Gewaltwelle 1999 eindeutig vom indonesischen Militär initiiert und die Milizen durch das Militär ausgerüstet und finanziert wurden, stellte man die Vorfälle als bürgerkriegsähnliche Auseinandersetzungen innerhalb der Bevölkerung dar, die nicht ihren Ursprung in der Armee hatten. Entsprechend bewertete das Gericht die Vorfälle und ließ die de facto Kontrolle der Milizen durch die indonesische Zivilverwaltung und dem Militär bei den Urteilen unbewertet.

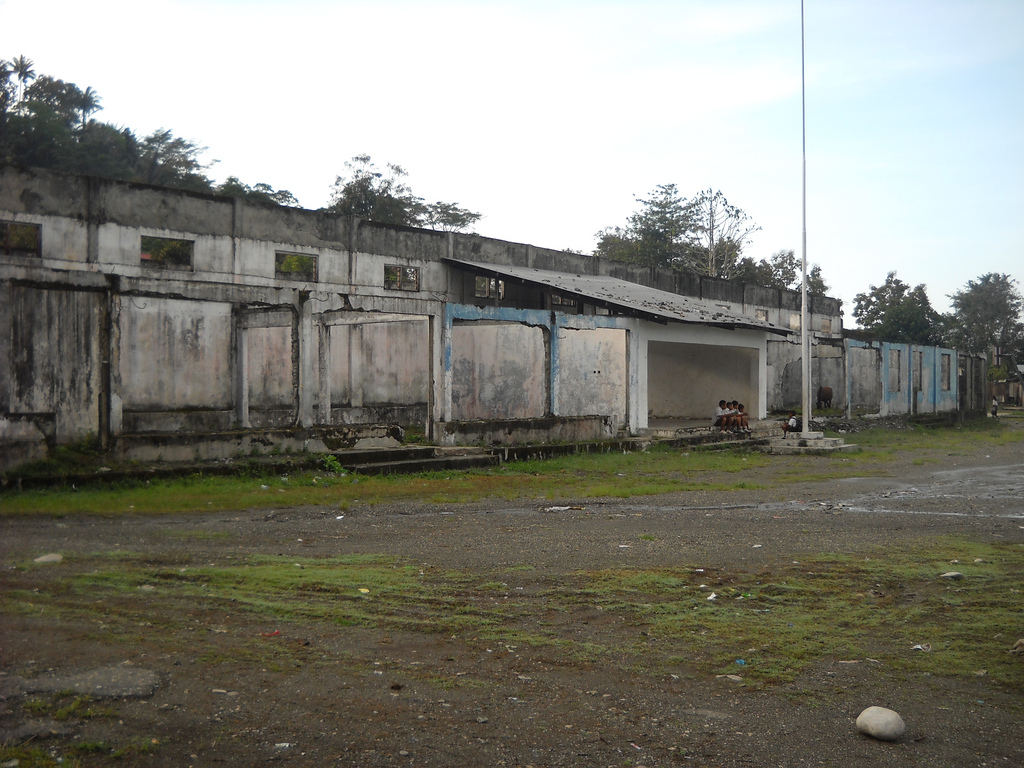
Der alte Markt von Same. Das Gebäude wurde von den indonesischen Armee zerstört und war 2010 noch nicht wieder aufgebaut

Sechs der 18 Angeklagten wurden schließlich verurteilt. Am 27. November 2002 erhielt Eurico Guterres zehn Jahre Haft. Seiner Miliz wird die Beteiligung an mehreren Massakern angelastet, so unter anderem die Kirchenmassaker von Suai und von Liquiçá. Ein Berufungsgericht verringerte 2004 die Strafe auf fünf Jahre. Guterres war dann aber bis zu einer weiteren Verhandlung am Obersten Gerichtshof Indonesiens auf freiem Fuß. Am 13. März 2006 bestätigte das Oberste Gericht in Jakarta die zehnjährige Haftstrafe wegen Verbrechen gegen die Menschlichkeit gegen Guterres. Vier der fünf Richter sahen als erwiesen an, dass er im April 1999 seine Anhänger nicht abgehalten hat das mit Flüchtlingen gefüllte Haus von Manuel Carrascalão anzugreifen. Guterres, der jetzt die indonesische Staatsangehörigkeit besitzt, bezeichnete sich als unschuldig. Im Mai 2006 wurde er in Kupang verhaftet und in Jakartas Hochsicherheitsgefängnis Cipinang gebracht. Ironischerweise wurde hier zuvor der ehemalige Freiheitskämpfer und jetzige Präsident Osttimors Xanana Gusmão gefangen gehalten. Im April 2008 sprach das Oberste Gericht Guterres erneut frei, da er nicht für alle Taten seiner Miliz verantwortlich gemacht werden könne.
Am 12. März 2003 wurde Brigadegeneral Noer Moeis zu fünf Jahren Haft verurteilt. Er war der Befehlshaber der Truppen in Osttimor im Sommer 1999 und wurde für schuldig befunden, die Gräueltaten der pro-indonesischen Milizen geduldet zu haben. Ähnlich begründet wurden die drei Jahre Haft, zu denen Generalmajor Adam Damiri, der ranghöchste Angeklagte, am 5. August verurteilt wurde. Überraschend, denn die Staatsanwaltschaft hatte aufgrund angeblich mangelnder Beweise bei Damiri auf Freispruch plädiert. José Abílio Osório Soares wurde zu einer dreijährigen Haftstrafe verurteilt. Der Vertreter der Anklage hatte zehneinhalb Jahre gefordert. Das Oberste Gericht in Jakarta bestätigte den Schuldspruch des Menschenrechtsgerichtshofs am 12. April 2004. Nach nur vier Monaten Haft war aber eine Anfechtung des Urteils in letzter Instanz erfolgreich und Soares wurde freigelassen. Begründet wurde die Aufhebung des Urteils damit, dass Osttimor damals unter Militärverwaltung stand und daher der zivile Gouverneur nicht für die Verbrechen verantwortlich gemacht werden könne.
Letztlich wurden vom Menschenrechtsgerichtshof sechs der achtzehn Angeklagte verurteilt, die Urteile aber alle nach und nach durch die oberste Instanz wieder aufgehoben. Auffällig war, dass nur bei den beiden Osttimoresen das Mindeststrafmaß von zehn Jahren Haft angewandt wurde. Bereits für die relativ milden Urteile und die zwölf Freisprüche des Menschenrechtsgerichtshofs gab es Kritik durch die internationale Staatengemeinschaft und Menschenrechtsorganisationen.

#### Special Panels for Serious Crimes in Dili

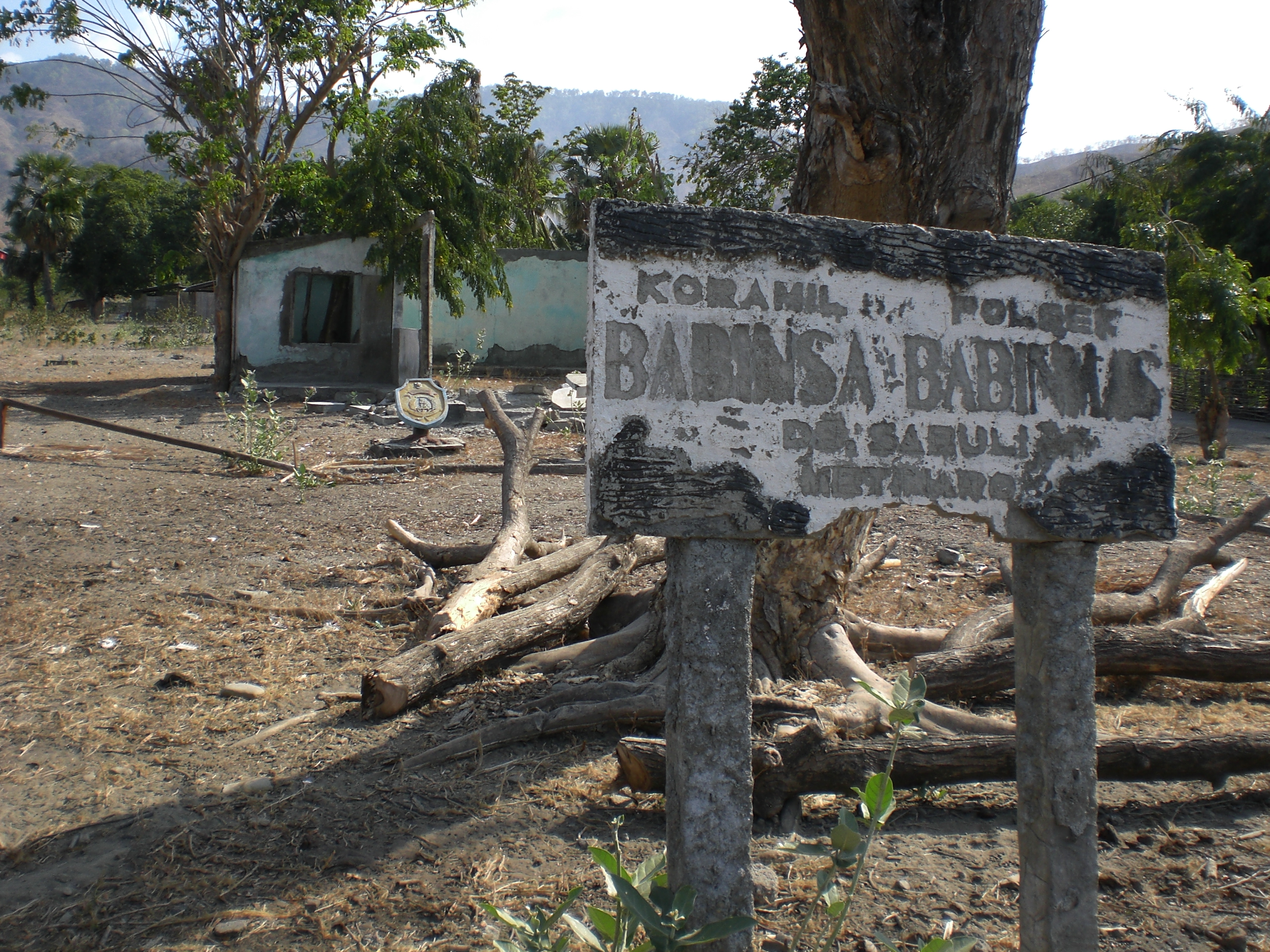
TNI/Koramil/Polsek-Gebäude in Metinaro

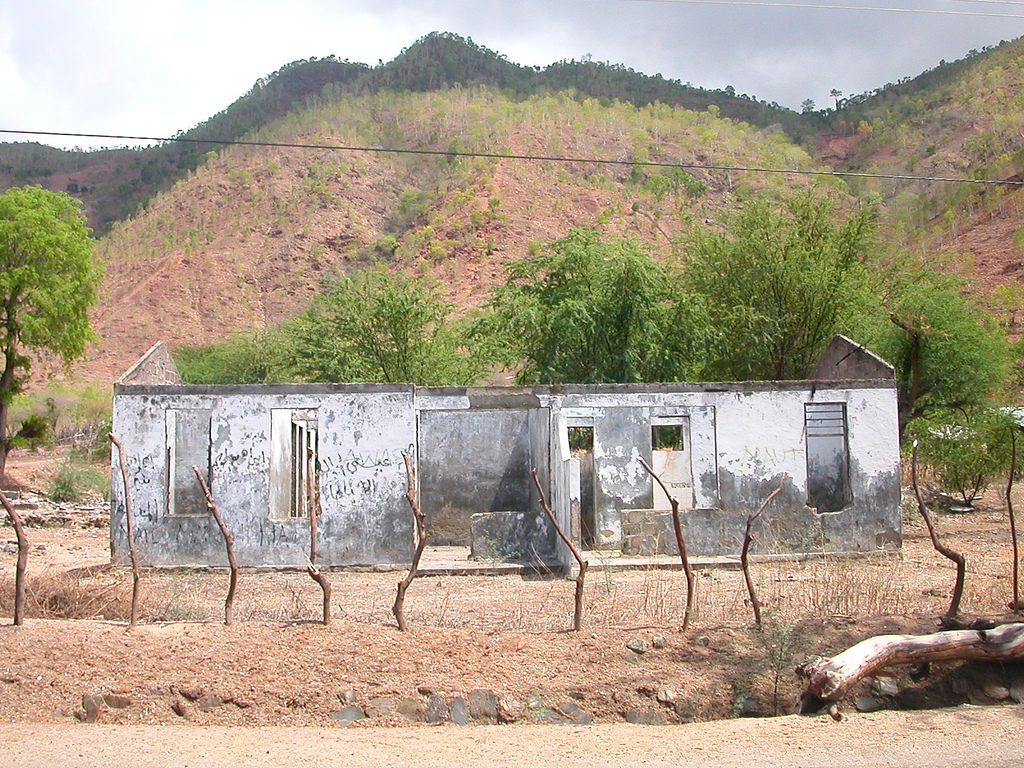
Aufgegebenes Gebäude der indonesischen Armee

Gleichzeitig mit dem Abzug der letzten UN-Blauhelmsoldaten, stellten am 20. Mai 2005 die von den Vereinten Nationen eingerichtete Anklagebehörde (Serious Crimes Unit) und die Sonderkammer (Special Panels for Serious Crimes SPSC) beim Distriktsgericht Dili ihre Arbeit ein. Hunderte ungelöste Fälle von schweren Menschenrechtsverletzungen wurden der vollkommen überforderten nationalen Justiz überlassen. Mehr als die Hälfte der Mordfälle und ein noch größerer Anteil der Vergewaltigungen blieben damit nicht geahndet. Im November 2004 endeten bereits die Ermittlungen durch die SCU.
Das Tribunal bestand jeweils aus zwei internationalen und einem einheimischen Richtern. Die Ankläger der SCU waren ebenfalls internationale Juristen. Bis zur Unabhängigkeit Osttimors 2002 unterstand die Behörde der UN-Mission, danach direkt der obersten Staatsanwaltschaft des Landes. Nebenbei wurde mit Hilfe des SPSC auch einheimisches Personal ausgebildet, was den Aufbau der nationalen Justiz unterstützte. Die SCU verfolgte Verbrechen gegen die Menschlichkeit, die im Zeitraum zwischen dem 1. Januar und dem 25. Oktober 1999 begangen wurden. Grund für die Einschränkung war die geringe finanzielle und personelle Ausstattung der Behörde. Ziel war es, nicht nur die ausübenden Straftäter zur Verantwortung zu ziehen, sondern auch die Befehlshaber und die für ihre Untergebenen Verantwortliche zu verurteilen, was auch die indonesische Streitkräfte betraf. Der ehemalige Mitarbeiter der SCU Marco Kalbusch erklärte:

„Das gesamte Territorium Osttimors wurde als ein einziger Tatort angesehen, wodurch die Hunderte einzelner Menschenrechtsverletzungen – Tötungsdelikte, Vergewaltigungen, Zerstörungen und Vertreibungen – in ihrer Gesamtheit betrachtet werden konnten. Somit konnte der Nachweis eines weitreichenden und systematischen Angriffs gegen die Zivilbevölkerung erbracht werden, dessen Teil die einzelnen Menschrechtsverletzungen waren, mit denen die Täter Druck auf die Bevölkerung ausüben wollten, damit diese beim Referendum aus Angst zugunsten einer Autonomie innerhalb des indonesischen Staatsverbandes stimmen würde.“

Bis zur Einstellung ihrer Arbeit hatte die UN-gestützte Justiz 391 Personen angeklagt, von denen sich jedoch 316 in Indonesien aufhielten. 87 Angeklagte, meist Mitläufer in pro-indonesischen Milizen kamen ins Gefängnis. So wurde zum Beispiel am 9. Dezember 2003 das ehemalige Milizenmitglied Salvador Soares wegen der Ermordung zweier UNTAET-Mitarbeiter 1999 zu zehneinhalb Jahren Haft verurteilt.
Am 24. Februar 2003 wurden Ex-Gouverneur José Abílio Osório Soares und der frühere indonesische Armeechef General Wiranto durch das SPSC in Abwesenheit verurteilt. Am 10. Mai 2004 wurde durch das SPSC ein internationaler Haftbefehl gegen Wiranto erlassen, doch er wurde vom osttimoresischen Generalstaatsanwalt Longuinhos Monteiro nicht an Interpol weitergeleitet. Die Regierungen in Jakarta und Dili arbeiteten mit dem Gericht bei der Verfolgung indonesischer Angeklagter nicht zusammen. Sie wollten beiderseitige Verhältnis nicht belasten, weswegen indonesische verurteilte Verantwortliche aus Verwaltung und Militär nicht zur Rechenschaft gezogen wurden. Präsident Xanana Gusmão bedauerte gegenüber Indonesien sogar die Anklagen, während die Vereinten Nationen für die Verantwortung für die Anklagen auf die osttimoresische Justiz verwiesen.

#### CAVR und CTF

Logo der CAVR

Um eine Versöhnung parallel zur Strafverfolgung zu erreichen, gründeten die Vereinten Nationen und Osttimor 2000 die Empfangs-, Wahrheits- und Versöhnungskommission (CAVR). Im Juli 2001 unterzeichnete Sérgio Vieira de Mello die Regulation zur Einrichtung der CAVR. Sie sollte alle Menschenrechtsverletzungen in der Zeit zwischen dem 25. April 1974 und dem 25. Oktober 1999, inklusive der Vorkommnisse des Bürgerkrieges zwischen UDT und FRETILIN, dokumentieren und bei der Versöhnung innerhalb des Landes unterstützen. Dafür wurden Aussagen von Zeugen, Opfern und Tätern gesammelt und öffentliche Anhörungen durchgeführt.
Sieben nationale Kommissare, 30 regionale und 250 Mitarbeiter arbeiteten, unterstützt von internationalen Experten, in 13 Distriktsteams. Der Hauptsitz der CAVR war in Dili, dazu gab es sechs weitere regionale Büros. Außerdem gab es ein beratendes Gremium, zu dem beispielsweise der am 7. September 2004 ermordete indonesische Menschenrechtsanwalt Munir Said Thalib gehörte. Der Hauptsitz der CAVR befand sich in Dilis Stadtteil Balide im ehemaligen Gefängnis Comarca.
Die öffentliche Arbeit der CAVR endete im April 2004. Im Oktober 2005 übergab die CAVR den über 2000 Seiten starken Bericht Chega! (port.: „Genug!“, „Schluss!“) über die Auswirkungen der Indonesischen Besatzung an Präsident Xanana Gusmão. Im November wurde eine Kopie dem Parlament und im Januar 2006 der UN ausgehändigt. Die australische Zeitung The Australian, die singapurer The Straits Times und andere Zeitungen veröffentlichten Inhalte aus dem Bericht schon zuvor, nachdem er ihnen zugespielt wurde. Die Veröffentlichung des Berichts führte zu Verstimmungen in der osttimoresischen Regierung, die dadurch die Beziehungen zu Indonesien weiter belastet sah, zumal die indonesische Regierung vorher nicht die Gelegenheit hatte, den Bericht genauer zu studieren.

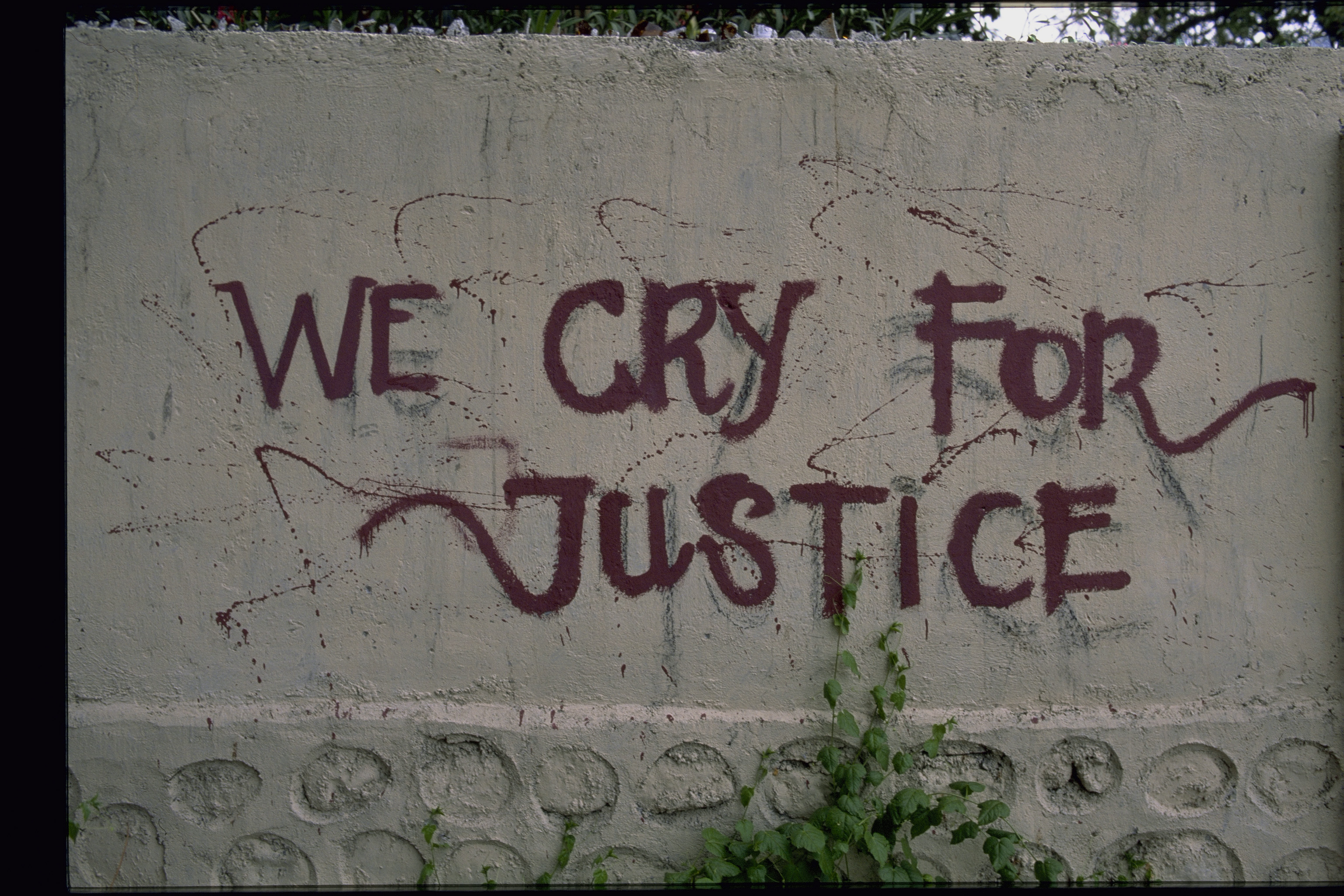
Forderung nach Gerechtigkeit (2013)

Die CAVR sprach mit 8.000 Zeugen und kam zu dem Schluss, dass zwischen 1975 und 1999 bis zu 183.000 osttimoresische Zivilisten umkamen – von insgesamt 800.000 Einwohnern. 18.600 seien illegal ermordet worden oder verschwanden, weitere 84.200 verhungerten oder starben an Krankheiten. 8500 Folterfälle habe es gegeben. 70 % aller Morde hätten indonesische Sicherheitskräfte begangen. Auf dem Monument zum Gedenken der indonesischen Gefallenen der Operation Seroja stehen die Namen von über 3600 indonesischen Soldaten. Die meisten Verluste gab es in den ersten Jahren der Besatzung. In Osttimor gibt es zwölf indonesische Militärfriedhöfe mit 1124 Gräbern, den größten Friedhof in Dili. Der Rest geht aufs Konto osttimoresischer Kollaborateure, aber auch Freiheitskämpfer haben getötet. The Australian zitierte weiter, die Besatzer hätten „beschlossen, Verhungernlassen als Kriegswaffe einzusetzen“. Außerdem wurde im Bericht vom Verbrennen oder Vergraben von lebenden Menschen, Abschneiden von Ohren und Genitalien und vom Einsatz von Napalm berichtet. Indonesien bestritt in einer Stellungnahme überhaupt die Möglichkeit gehabt zu haben, Napalm einzusetzen, allerdings belegen Unterlagen des australischen Geheimdienstes sowohl die Kapazitäten als auch die Pläne zum Napalmeinsatz durch Indonesien.

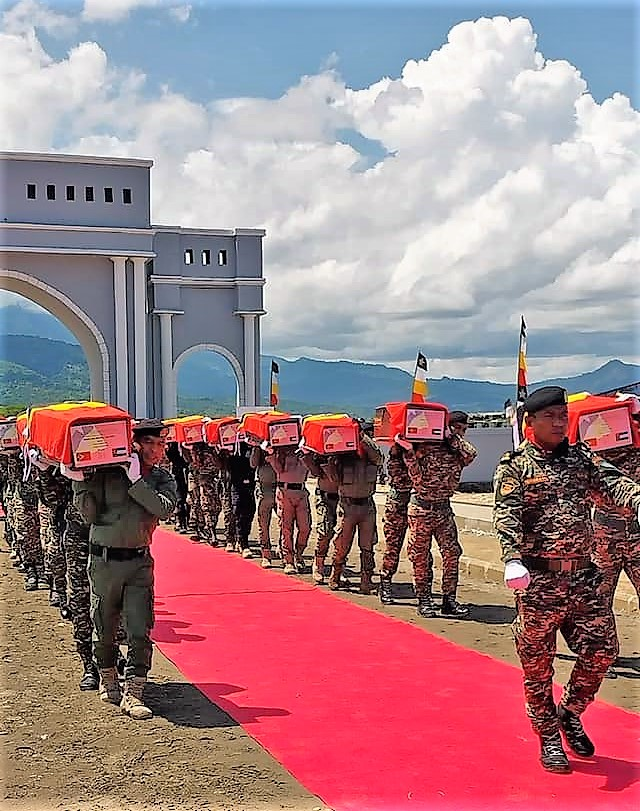
Heldenfriedhof von Laga

Weiter heißt es im CAVR-Bericht: „Systematische Exekutionen, Folter, Vergewaltigungen und sexuelle Sklaverei waren offiziell von Indonesien akzeptiert“, so die CAVR. Die CAVR warf Regierungsbeamten und indonesischen Ministern vor von den geplanten Einschüchterungen und die Strategie der verbrannten Erde gewusst zu haben. Anstatt sie aufzuhalten, unterstützten sie diese direkt, hieß es im Bericht. Die CAVR empfahl, die Täter vor Gericht zu stellen und Entschädigungen von Indonesien zu fordern. Ebenso von Staaten, die das Suhartoregime militärisch unterstützten, wie die Vereinigten Staaten und Großbritannien.
Auch der FRETILIN wurden für die Zeit von 1974 bis 1999 Menschenrechtsverletzungen vorgeworfen. Im Bericht wurden 1297 illegale Tötungen (Mord), 71 Fälle von Verschwinden von Personen, über 3000 Verhaftungen, fast 1000 Fälle von Misshandlungen, sexuelle Übergriffe, über 400 Fälle von Zwangsumsiedlung, erzwungene Rekrutierung und Zerstörung von Privateigentum aufgeführt. Diese Vorfälle fanden mehrheitlich in den 1980er Jahren statt.
Der ehemalige Oberbefehlshaber des indonesischen Militärs General Endriartono Sutarto erklärte, er könne sich nicht vorstellen, dass Militär und Polizei so viele Tote zu verantworten haben. Auch eine absichtlich verursachte Hungersnot bestritt er. Indonesiens Verteidigungsminister Juwono Sudarsono nannte den Bericht „einen Statistikkrieg über Sachen, die nie geschehen sind.“

Logo der Wahrheits- und Freundschaftskommission CTF

Als Alternative zum Strafverfolgungsprozess in Osttimor und Indonesien sollte sich die Wahrheits- und Freundschaftskommission (CTF), nach südafrikanischem Vorbild, mit der Aufarbeitung der Verbrechen von 1999 beschäftigen. Am 9. März 2005 unterzeichneten die Präsidenten Gusmão und Yudhoyono in Jakarta ein entsprechendes Abkommen. Menschenrechts- und Nichtregierungsorganisationen kritisierten in einer Erklärung das Abkommen als Versuch, einen Schlussstrich unter der Vergangenheit zu ziehen, ohne die Täter zu bestrafen.
Präsident Xanana Gusmão sagte 2005 über die CAVR, sie hätten „grandiosen Idealismus, der weit über konventionelle politische Grenzen geht“. Er warb für ein gutes Verhältnis mit dem inzwischen demokratischen Indonesien. Er hielt an der CTF und ihrem Ziel „Aufarbeitung ohne Strafverfolgung“ fest. Dem gegenüber kritisierte UN-Generalsekretär Ban Ki-moon 2007 die CTF, da sie Amnestie auch für schwere Verbrechen gewährt. Ban erklärte:

„Die Politik der Vereinten Nationen ist jedoch, dass sie nicht eine Amnestie für Völkermord, Verbrechen gegen die Menschlichkeit, Kriegsverbrechen oder schwere Verbrechen gegen die Menschenrechte befürworten oder stillschweigend dulden kann und auch nicht etwas unternehmen kann, das solches unterstützt.“

Ban untersagte UN-Angehörige, wie den UN-Sondergesandten in Osttimor 1999 Ian Martin, als Zeugen vor der Kommission auszusagen.
Generalleutnant a. D. Kiki Syahnakri, der letzte Militärkommandeur der Provinz Timor Timur, bestätigte in seiner Aussage vor der CTF im Oktober 2007, dass die Wanra (Volkswiderstandsgruppen) vom indonesischen Militär als paramilitärische Gruppen legal ausgebildet und bewaffnet worden seien. Menschenrechtsverletzungen durch den indonesischen Staat bestritt er aber. Stattdessen beschuldigte er die Vereinten Nationen für die Gewalt von 1999 mitverantwortlich gewesen zu sein.
Im Juli 2008 legte die CTF schließlich ihren 300 Seiten starken Bericht vor. In ihm wird festgestellt, dass Regierung, Militär und Polizei Indonesiens eine schwere Mitschuld an den Menschenrechtsverletzungen bei den Unruhen von 1999 haben. Die alte Besatzungsmacht habe die Milizen finanziert und ausgerüstet. Indonesische Soldaten werden im Bericht bezichtigt führende Rollen bei den Massakern innegehabt zu haben. Die Polizei wird beschuldigt bei der Gewalt mitgewirkt zu haben, anstatt sie zu verhindern. Diese Gewalt sei nicht zufällig, willkürlich oder spontan, sondern organisiert gewesen. Hier widerspricht der Bericht der bisherigen indonesischen Darstellung. In kleinerem Rahmen werden auch Unabhängigkeitsgruppen für Menschenrechtsverletzungen, wie Freiheitsberaubung verantwortlich gemacht. Der Abschlussbericht wurde einstimmig von der CTF verabschiedet und von den Regierungen beider Länder akzeptiert. Im Bericht werden die Verantwortlichen aufgefordert, sich bei den Opfern zu entschuldigen. Namen einzelner Täter werden im Bericht nicht aufgeführt, was von Außenstehenden kritisiert wird. Indonesiens Staatspräsident Susilo Bambang Yudhoyono erklärte seine „Reue für die Fehler“, die 1999 gemacht wurden. Osttimors Premierminister Xanana Gusmão sagte, er sei zufrieden mit der Entschuldigung.

#### Nahe biti– eine Matte für den Frieden ausrollen

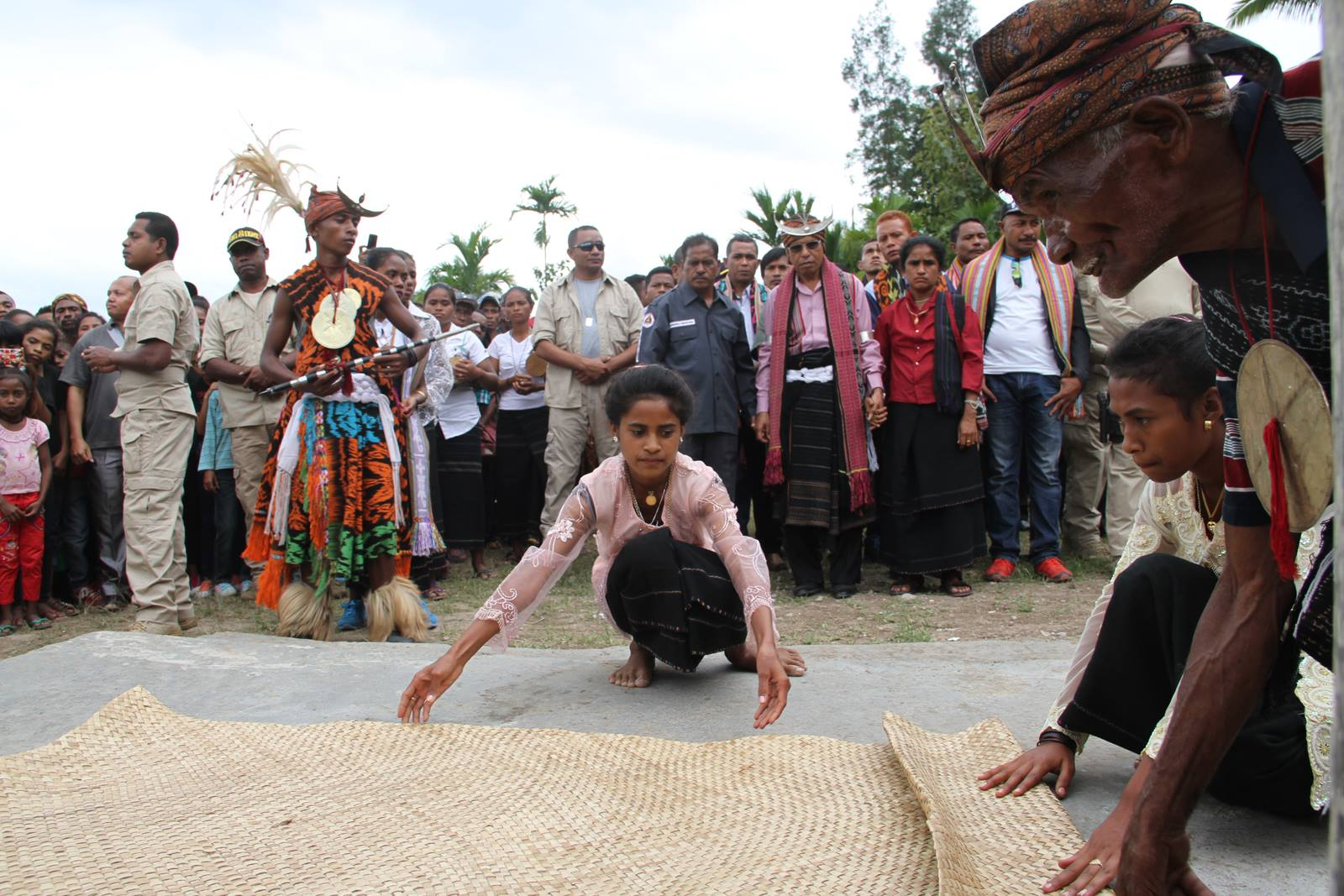
„Nahe biti“

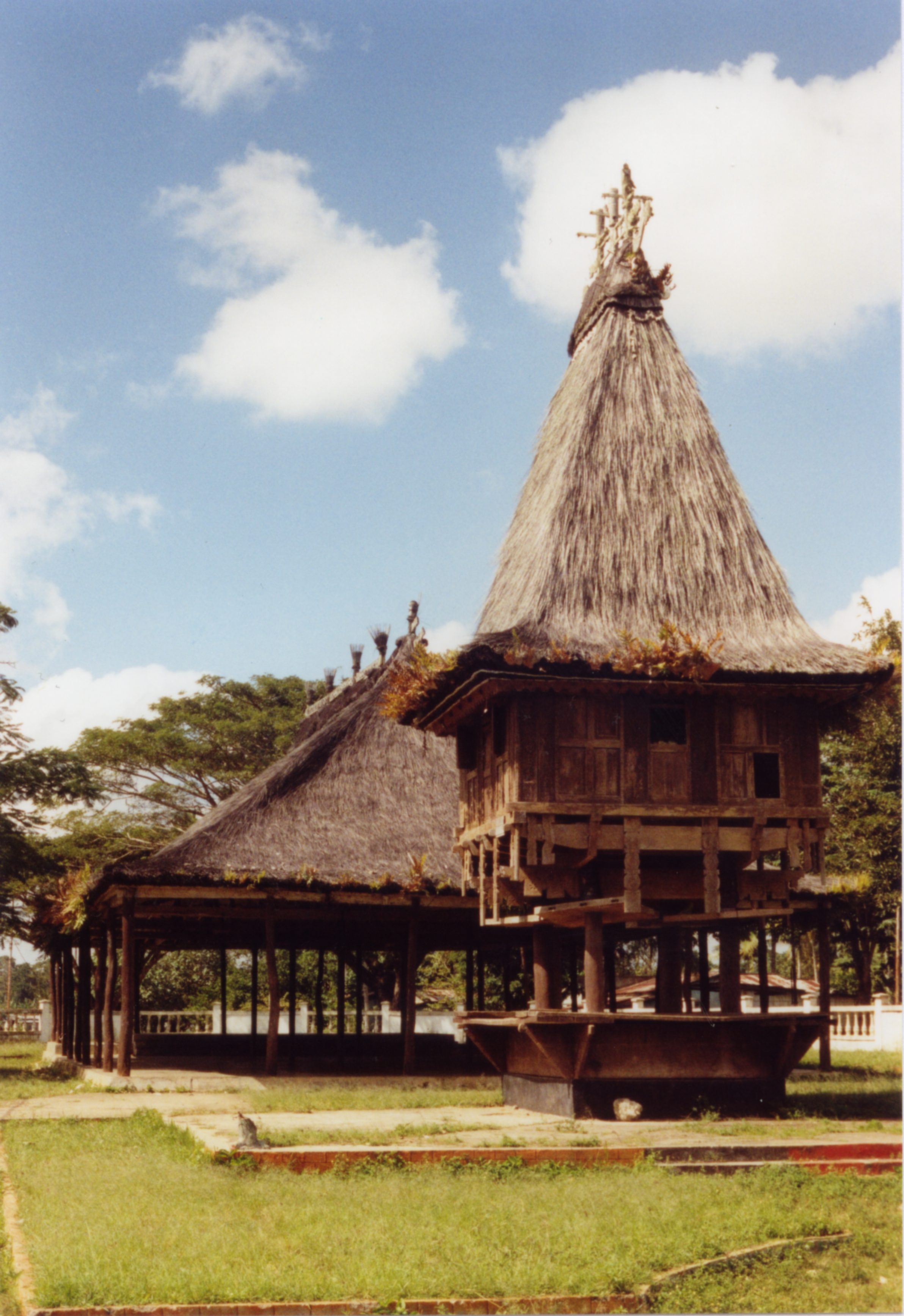
Traditioneller Ort der Versöhnung: Ein Heiliges Haus (Uma Lulik) in Lospalos

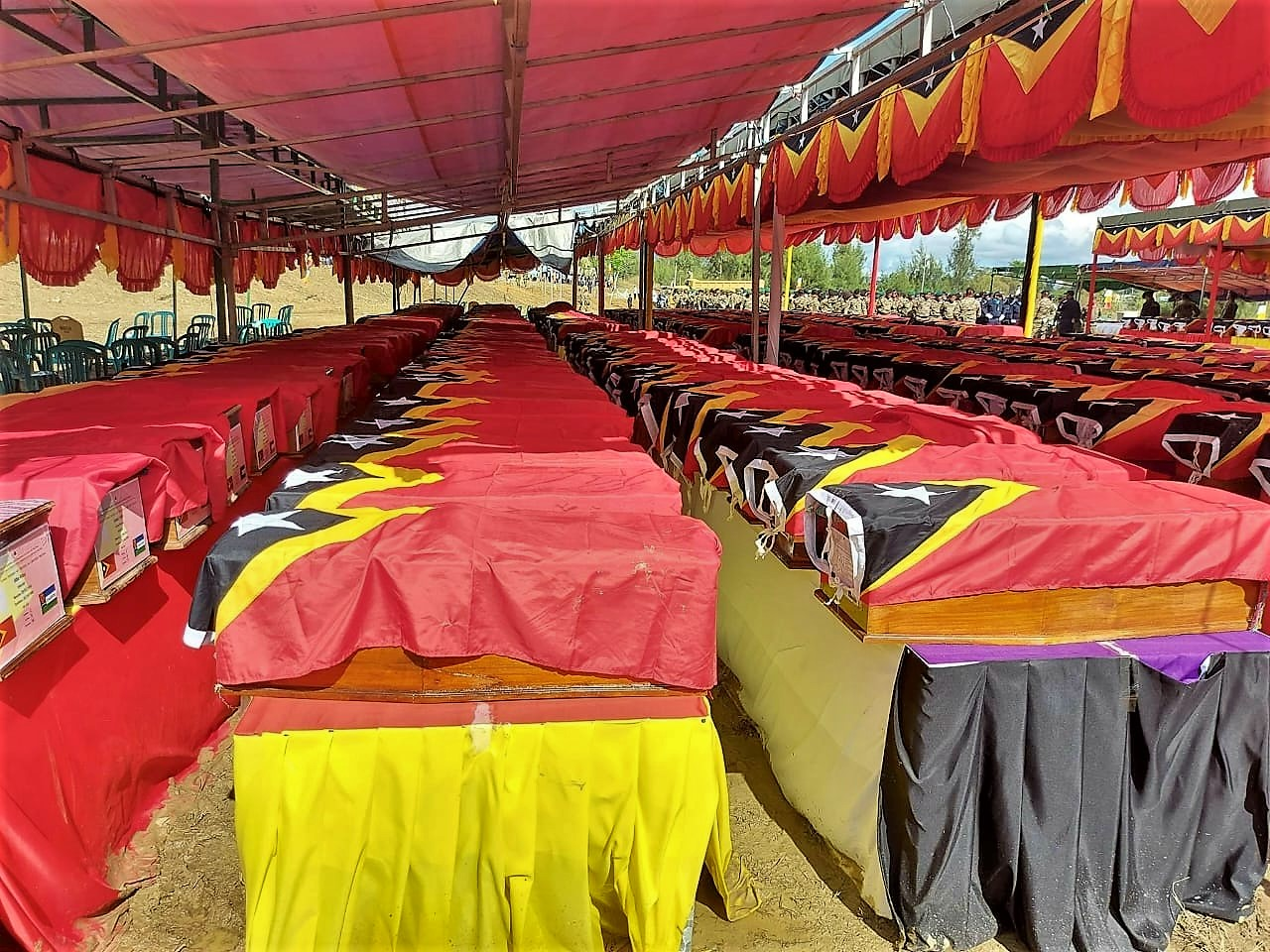
Einweihung des Heldenfriedhofes in Dubuai (Suco Lelalai), 2022

Gerade die mitten durch Gemeinden und Dorfgemeinschaften verlaufenden Konfliktlinien, aber auch Fehden, die schon seit Jahrhunderten bestanden, erschwerten den Versöhnungsprozess im Land, den die CAVR begleitete. Hilfreiches Mittel dafür war das Streitschlichtungs- und Versöhnungsverfahren „nahe biti“ (tetum „eine Matte ausrollen“, in etwa: „Meinungsverschiedenheiten lösen“), das aus der traditionellen Kultur Osttimors stammt und in nahezu allen ethnischen Gruppen des Landes zu finden ist. Dabei vermitteln traditionelle Autoritäten, wie der Lian Nain, nach Anhörung beider Seiten, woraufhin eine Entschädigungszahlung erfolgt. Mit dem Niederlassen auf einer Bastmatte besiegeln die Konfliktparteien mit dem Vermittler die Versöhnung. Das nahe biti wird mit den Worten „Saida mak ladiak haluha tiha ka monu hela iha ne’e, labele louri ba liur. Maibe buat nebe mak diak lori ba hodi fo hatene ba, no hanourin, oan sira.“ (tetum: „Was schlecht ist, soll vergessen sein und soll nicht nach Hause mitgenommen werden. Ihr könnt jedoch die guten Dinge mitnehmen, um davon zu erzählen und um sie Euren Kindern beizubringen.“) beendet. Die Osttimoresen unterschieden dabei traditionell zwischen biti boot („großen Matten“, Dinge die den Stamm, Clan oder Sippe betrafen) und biti kiik („kleinen Matten“, Familienangelegenheiten).
Aus der Tradition entwickelte man einen formalen Prozess zur Versöhnung in den Gemeinden (Community Reconciliation Process) für minderschwere Verbrechen, der sowohl rechtlich als auch gesellschaftlich anerkannt wurde. Durchgeführt wurden die Zeremonien in Heiligen Häusern (Uma Lulik), in denen auch die für sie notwendigen rituellen Gegenstände (Sasan Lulik) aufbewahrt wurden.
Entschied sich ein Täter freiwillig für die Versöhnung, konnte er sich an die CAVR wenden, sofern er vollständig geständig war, sich der Verantwortung für seine Taten stellte und in Zukunft auf Gewalt verzichtete. Diese Vereinbarungen wurden schriftlich protokolliert. Straftäter ohne politischen Hintergrund blieb dieser Weg verwehrt. Die Anklagebehörde prüfte nun, ob es sich bei der Tat nun um ein minderschweres Verbrechen gehandelt hatte und ob es keine weiteren Anschuldigungen gegen den Täter gab. War beides der Fall setzte sich das Distriktsteam der CAVR mit dem betroffenen Suco und den Opfern in Verbindung, um ihre Bereitschaft zur Versöhnung zu prüfen. Mit fünf Vertretern des Sucos wurden dann, wenn möglich, an ein oder zwei Tagen, mehrere den Suco betreffende Fälle behandelt. Meistens waren die Vertreter von der Kirche, traditionelle Führer (Liurai oder Dato-lulik) und Chefe de Sucos, beziehungsweise Chefe de Aldeias. Besonders achtete man entgegen der bisherigen Tradition darauf, dass im Gremium auch mindestens ein oder zwei Frauen saßen. Trotzdem war es schwer Frauen, sei es nun als Opfer oder als Täter, im Prozess teilhaben zu lassen. Zum einen waren sie sehr zurückhaltend, zum anderen verließen sie oft die bis spät nachts dauernden Versöhnungsveranstaltungen, um sich zum Beispiel um die Kinder zu kümmern. Teilweise vergaß man auch einfach Frauen als Opfer. Der Distriktkommissar der CAVR leitete den Prozess. Nach Anhörung der Täter, die die Umstände der Geschehnisse beschrieben und um Verzeihung baten und der Opfer, konnte die gesamte Gemeinde Fragen zu dem Vorfall stellen. Dann vermittelte das Gremium eine angemessene Entschädigung und eine symbolische Wiedergutmachung. Neben der Zahlung von kleinen Geldsummen und traditionellen Gegenständen konnte dies auch in Form von Gemeindearbeit oder der Hilfe beim Wiederaufbau eines Hauses geleistet werden. Die Vereinbarung wurde, wie ein Urteil beim Distriktsgericht registriert. Nach Ableistung der Sühne konnte der Täter nicht mehr strafrechtlich verfolgt werden. Bei Verstoß drohten ihm aber ein Jahr Gefängnis oder bis zu 3.000 US-Dollar Geldstrafe.
Am Ende gab es bei der CAVR 1542 Anfragen auf ein Versöhnungsverfahren. Bei 86 Personen wurde es verweigert, da man den Tätern schwerere Verbrechen anlastete. Über 90 % der Verfahren betrafen Straftaten während der Krise von 1999. Die meisten Täter waren Mitglieder oder Mitläufer der pro-indonesischen Milizen oder hatten für das indonesische Militär, Polizei oder Geheimdienst gearbeitet. In einigen Fällen wurde den Tätern durch das Gremium die Vergebung verweigert, weil man die Entschuldigung nicht für glaubwürdig empfand. Die große Resonanz für das Versöhnungsverfahren lässt sich mit dem Wunsch der Täter erklären, wieder in die Gesellschaft aufgenommen zu werden, zumal auch deren Kinder und andere Familienmitglieder ausgegrenzt wurden.
Zudem wurde ein nationales nahe biti mit Vertretern aus allen 13 Distrikten des Landes in der Hauptstadt Dili durchgeführt. Dabei entstandene Sasan Luliks wurden dann an zwölf Uma Luliks in den anderen Distrikten Osttimors weitergegeben.
Die meisten geständigen Täter, die sich dem nahe biti unterzogen hatten, waren zufrieden mit der Aussöhnung, doch gab es Kritik, dass nur die kleinen Täter zur Rechenschaft gezogen wurden, während Befehlshaber und Hintermänner sicher vor Strafverfolgung in Indonesien waren. Ohne eine Verurteilung der Haupttäter bliebe nach Ansicht vieler Osttimoresen die Versöhnung und Aufarbeitung nur unvollständig. Noch heute leben mehrere Tausend Osttimoresen im indonesischen Westtimor und anderen Teilen Indonesiens.
Am 25. April 2023 erklärte Präsident José Ramos-Horta, dass die Versöhnung in Osttimor noch nicht abgeschlossen sei.

„Mit Mut haben wir es geschafft, zu vergeben, uns zu versöhnen, die Wunden des Körpers und der Seele zu heilen und die große timoresische Familie wieder zu vereinen. Aber der Versöhnungsprozess ist noch nicht vollständig, er ist noch nicht echt, denn die Spuren der von der UNTAET im Jahr 2000 geschaffenen Institutionen sind immer noch vorhanden und betreffen 400 Personen unter den Timoresen (jetzt indonesische Staatsbürger) und einige indonesische Militärs.“

### Die Unruhen von 2006

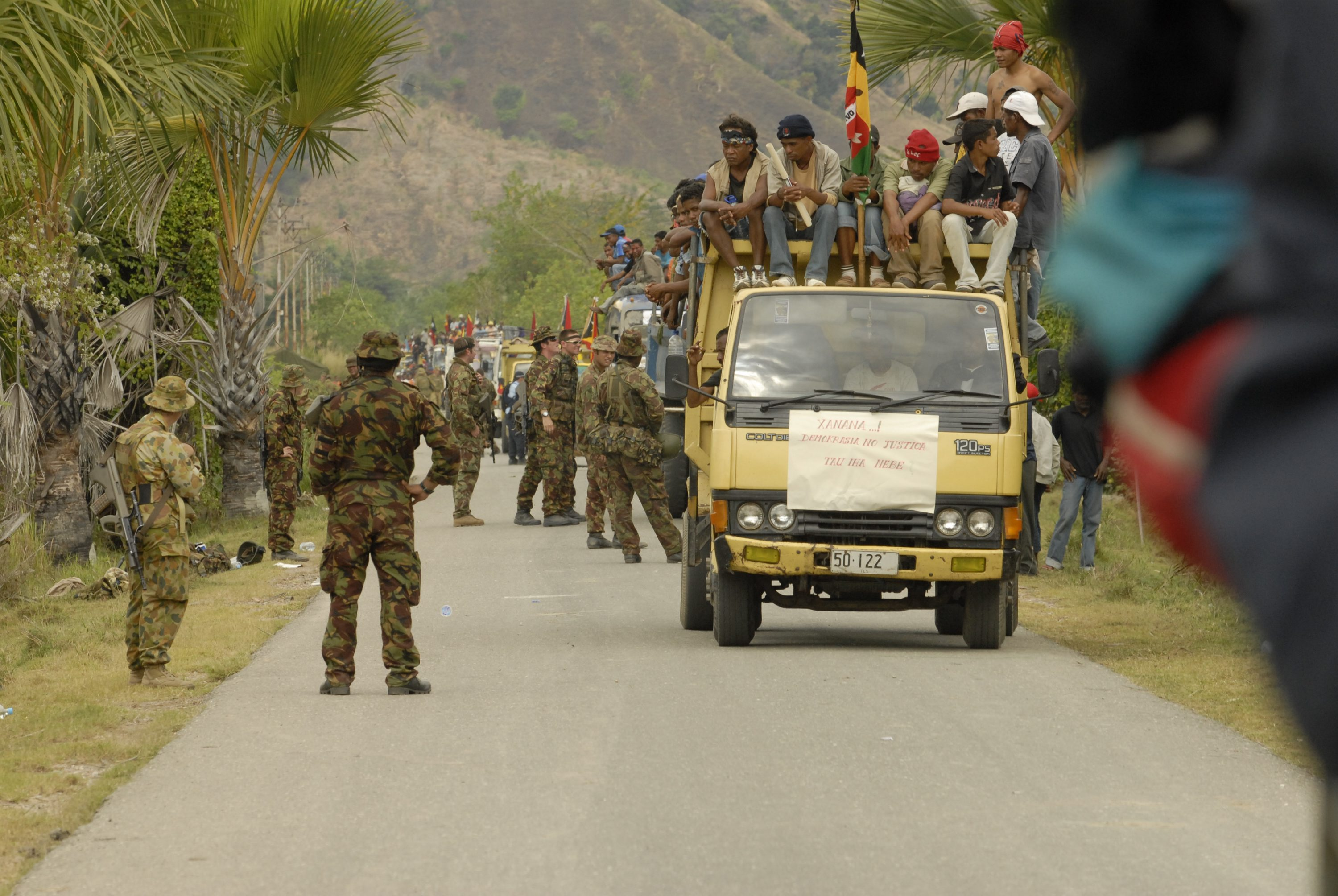
ISF-Soldaten kontrollieren Demonstranten vor der Einfahrt nach Dili (29. Juni 2006)

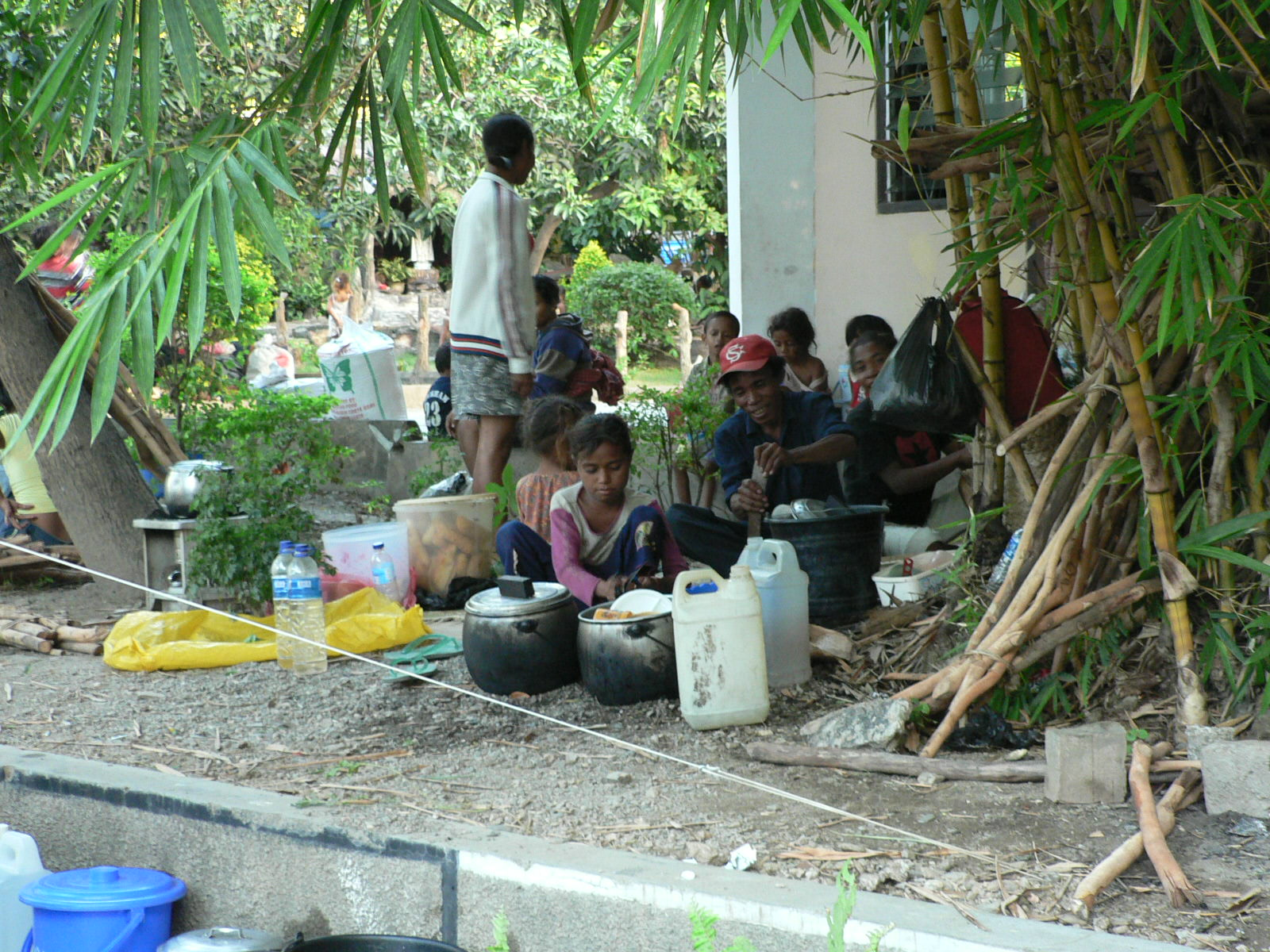
Flüchtlingslager in Balide, Dili 2006

In der Bevölkerung machte sich schon länger immer mehr der Unmut über die fehlenden Verbesserungen der Situation breit. Osttimor ist das ärmste Land Asiens und vollständig abhängig von ausländischer Hilfe. Die Arbeitslosigkeit ist hoch, das Wirtschaftswachstum niedrig und die regierenden Politiker standen in der Kritik. Die Reichtümer aus den Gas- und Erdölvorräten konnten bisher noch nicht ausgebeutet werden, um die leeren Staatskassen zu füllen. Die Regionen im Westen des Landes fühlten sich bei der Verteilung von Ämtern gegenüber den östlichen Landesteilen benachteiligt. Hier spielten anscheinend die traditionellen Netzwerke und innere Spannungen eine Rolle.
Ab Ende April 2006 erlebte Osttimor die schlimmsten Unruhen seit dem Abzug des indonesischen Militärs 1999. Die Proteste entzündeten sich an der Entlassung von knapp 600 der 1600 Soldaten der Verteidigungskräfte Osttimors, die Anfang 2006 im Laufe weniger Wochen aus Protest über die schlechten Arbeitsbedingungen und Beförderungsregelungen desertierten. Sie beschuldigten Premierminister Marí Alkatiri, er würde bestimmte Volksgruppen bei den Beförderungen bevorzugen. Im Mai eskalierte der Konflikt. Es kam in Dili zu Straßenschlachten und Brandschatzungen. Kriminelle Jugendbanden zogen plündernd durch die Hauptstadt und die FDTL lieferte sich mit den Rebellen Gefechte. Am 25. Mai landete eine internationale Eingreiftruppe (International Stabilization Force ISF) auf Bitten der Regierung Osttimors. Unter Führung Australiens sollten die Soldaten aus dem Nachbarland, aus Neuseeland, Malaysia und Portugal wieder für Ruhe und Ordnung sorgen.
Der Konflikt entwickelte sich mit der Zeit immer mehr zum Machtkampf zwischen Premierminister Marí Alkatiri und Präsident Gusmão. Alkatiri wurde beschuldigt Milizen mit Waffen ausgerüstet zu haben um politische Gegner ermorden zu lassen. Innenminister Rogério Lobato und Verteidigungsminister Roque Rodrigues wurden in diesem Zusammenhang entlassen, Lobato verhaftet. Am 25. Juni traten Außenminister und Friedensnobelpreisträger José Ramos-Horta und der Minister für Verkehr, Kommunikation und Öffentlichkeitsarbeit Ovídio Amaral von allen ihren politischen Ämtern zurück. Damit protestierten sie gegen die Entscheidung der FRETILIN an Premierminister Alkatiri festzuhalten. Einen Tag später gab Alkatiri auf, nahm die Verantwortung für die Unruhen auf sich und erklärte seinen Rücktritt. Am 8. Juli wurde José Ramos-Horta offiziell zu Alkatiris Nachfolger ernannt und am 10. Juli vereidigt.
In Dili herrschte zunächst gespannte Ruhe, da Ramos-Horta von allen Seiten akzeptiert wird. Langsam kehrten ein Teil der Flüchtlinge in ihre Heimat zurück oder zogen, wenn ihre Häuser zerstört waren, in die von der Regierung bereitgestellten Massenzeltlager. Die Zahl der niedergebrannten Häuser soll in die Tausende gehen. Bei den Unruhen sind mindestens 37 Menschen getötet worden, 155.000 waren auf der Flucht. Ab Ende August kam es immer wieder zu Kämpfen zwischen den Banden aus den verschiedenen Landesteilen. Bis Anfang 2007 fanden weitere 30 Menschen dadurch den Tod.

### UNMIT

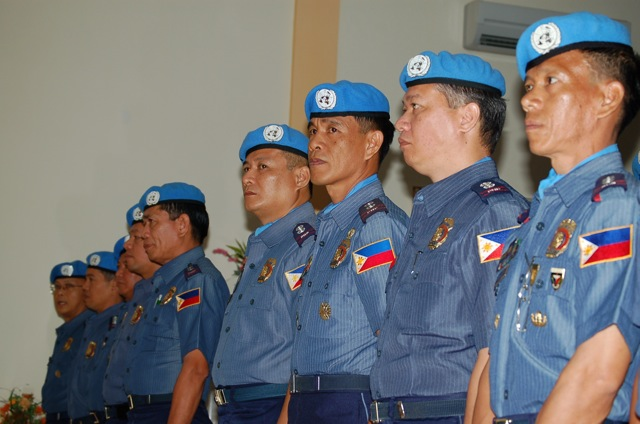
UNMIT-Angehörige aus den Philippinen in Osttimor

Der Weltsicherheitsrat einigte sich am 25. August 2006 auf eine neue Mission, die gemäß der Resolution 1704 die Sicherheit in Osttimor wiederherstellen, beim wirtschaftlichen Aufbau helfen und die anstehenden Präsidenten- und Parlamentswahlen 2007 unterstützen sollte. Die UNMIT (United Nations Integrated Mission in Timor-Leste), die Folgemission der UNOTIL, bestand aus etwa 1600 Polizisten, Militärberatern und zivilen Angestellten.
Nach der Zeremonie kündigte Premierminister Ramos-Horta seinen Rücktritt für den Fall an, dass Milizen und oppositionellen Gruppen weiter gewaltsam Widerstand gegen die Regierung leisten. Wenige Stunden nach dem Beginn der UN-Mission beschossen sich am Abend rivalisierende Banden mit Pfeilen in der Nähe des Präsidentenpalastes.
Am 17. Oktober veröffentlichen die UN einen Bericht zu den Unruhen, in dem ein Ermittlungsverfahren gegen Ex-Premierminister Alkatiri, die ehemaligen Minister Rogerio Lobato und Roque Rodrigues und dem Chef der Streitkräfte Brigadegeneral Taur Matan Ruak empfohlen wird. Alkatiri habe es nicht geschafft zu verhindern, dass Waffen an Zivilisten verteilt wurden, obwohl er davon gewusst haben soll. Ruak und die Minister sollen für die Waffenverteilung verantwortlich gewesen sein. Der Bericht kommt zu dem Schluss, dass Ruak versagt habe die Unruhen zu verhindern. Die Erschießung unbewaffneter Polizisten durch Soldaten könne ihm aber nicht zur Last gelegt werden. Auch Präsident Gusmão werden im Bericht Fehler bei den Verhandlungen mit den Rebellen vorgeworfen. Er habe die institutionellen Kanäle nicht respektiert. Vom Vorwurf, Gusmão habe Rebellenchef Alfredo Alves Reinado und seine Männer zu Straftaten angestiftet, wurde er entlastet. Im Zusammenhang mit einer Schießerei am 23. Mai wurden Reinado und seinen Männern „crimes against life and the person“ vorgeworfen. Reinado rechtfertigte sich, er sei damals angegriffen worden und habe sich nur verteidigt. Präsident Gusmão begrüßte den Bericht als unabhängig und unparteiisch und forderte die Regierung auf, die Empfehlungen des Berichts zu überprüfen. Am 7. März 2007 wurde Ex-Minister Lobato nach einem Gerichtsverfahren zu siebeneinhalb Jahren Gefängnis verurteilt. Die Haftstrafe wurde zum Unabhängigkeitstag 2008 auf die Hälfte der Zeit verkürzt.

## Die Regierung Xanana Gusmão

### Machtverlust der FRETILIN bei den Wahlen 2007

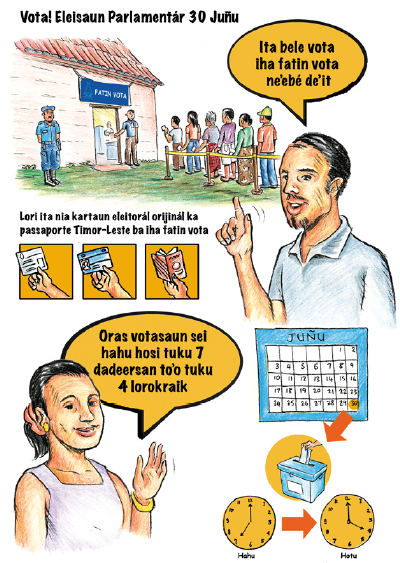
Wählerinformation zu den Parlamentswahlen 2007

Die Wahlen 2007 verliefen relativ gewaltlos. Bei der Präsidentschaftswahl trat Xanana Gusmão nicht wieder an. Stattdessen stellte er sich später bei den Parlamentswahlen als neuer Premierminister zur Wahl. Dafür bewarb sich sein enger politischer Freund, der seit 2006 amtierende parteilose Premierminister José Ramos-Horta für das Amt des Präsidenten. Während der erste Wahlgang von verschiedenen Unregelmäßigkeiten gekennzeichnet war, verlief der zweite ohne größere Zwischenfälle. Ramos-Horta konnte sich gegen den Kandidaten der Regierungspartei FRETILIN Francisco Lu-Olo Guterres durchsetzen und trat das Amt des Staatspräsidenten am 20. Mai an. Tags zuvor war er vom Amt des Premierministers zurückgetreten, welches Vize-Premierminister Estanislau da Silva von der FRETILIN übernahm. Internationale Wahlbeobachter kritisierten zwar mehrere Vorkommnisse bei der Wahl, nannten sie aber im Großen und Ganzen frei und fair.
Zu den Parlamentswahlen am 30. Juni 2007 traten insgesamt 14 Parteien an. Die Stimmauszählung war ohne größere Auffälligkeiten. Die FRETILIN verlor ihre absolute Mehrheit und konnte nur noch 29,02 % der Wähler hinter sich vereinigen. Der CNRT von Xanana Gusmão erreichte auf Anhieb 24,10 % und ging mit Coligação ASDT/PSD und Partido Democrático PD eine Allianz (Aliança da Maioria Parlamentar) ein. Diese Allianz stellt im neuen Parlament 37 der 65 Abgeordneten. Außerdem zogen noch zwei weitere kleine Parteien und ein Wahlbündnis (PUN und UNDERTIM und Aliança Democratica KOTA/PPT) in das Parlament ein. Die anderen Parteien scheiterten an der Drei-Prozent-Hürde. Xanana Gusmão wurde am 8. August 2007 zum Premierminister vereidigt.
Bereits kurz nach der Beauftragung Gusmãos mit der Regierungsbildung kam es zu gewaltsamen Ausschreitungen. Allein in den östlichen Hochburgen der FRETILIN, den Distrikten Viqueque und Baucau wurden zwischen dem 8. und 14. Dezember 323 Häuser angezündet und 4000 Menschen vertrieben. Insgesamt betrug die Zahl neuer Vertriebener 6000. Die schlimmsten Vorfälle waren der Überfall auf ein Konvent und Waisenhaus der Salesianer Don Boscos in Baguia, bei der minderjährige Mädchen vergewaltigt wurden und ein Überfall auf einen UN-Konvoi in Viqueque. Neuen Zündstoff brachten drei Vorfälle, bei denen australische Truppen die Flagge der FRETILIN verunglimpft und gestohlen haben sollen. Der australische Kommandeur, Brigadier John Hutcheson gab persönlich eine der Flaggen zurück und bedauerte den Vorfall. Die zwei anderen Flaggen wurden über andere Behörden zurückgegeben. FRETILIN-Generalsekretär Alkatiri forderte daraufhin den Abzug der Australier, da sie nicht mehr neutral seien.

### Erste Amtszeit von Gusmão

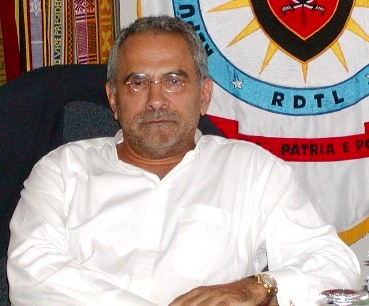
Osttimors Staatspräsident und Friedensnobelpreisträger José Ramos-Horta wurde am 11. Februar 2008 schwer verletzt

Rebellenchef Reinado hatte am 16. Juni 2006 seine Waffen abgegeben unter der Voraussetzung, dass die internationalen Truppen für seine Sicherheit garantieren. Doch am 25. Juli wurde Reinado von den Australiern aufgrund illegalen Waffenbesitzes verhaftet. Später sollte er auch wegen Mordes angeklagt werden, da bei Gefechten zwischen seinen Leuten und regierungstreuen Truppen am 23. Mai 2006 ein Soldat ums Leben gekommen war. Reinado und 56 Anhänger gelang jedoch am 30. August die Flucht aus dem Gefängnis. Im Distrikt Ermera erklärten sie sich bereit sich unter Aufsicht der Sicherheitskräfte zu stellen. Ende Februar 2007 floh Reinado erneut mit seinen Leuten. Man schreibt ihnen die Überfälle auf zwei Posten der Grenzpolizei zu, bei denen Waffen gestohlen wurden. Präsident Gusmão ermächtigte die internationale Friedenstruppe zur Verhaftung von Reinado und bat auch Indonesien um Unterstützung.
Am 1. März 2007 wurde Reinado in Same zusammen mit 150 Mann von der australischen Armee eingeschlossen. Zu ihm gesellten sich Gastão Salsinha, ein weiterer Anführer der rebellierenden Soldaten und der unabhängige Parlamentsabgeordneter der Leandro Isaac, um ihn zu unterstützen. Teile der Zivilbevölkerung flohen aus dem Ort. Reinado drohte der Regierung erneut mit Bürgerkrieg, Australien warf er eine illegale Invasion in Osttimor vor. Am Morgen des 4. März stürmten australische Einheiten, unterstützt von zwei Hubschraubern und gepanzerten Fahrzeugen den Ort. Vier Rebellen wurden getötet, doch Reinado und Salsinha konnten mit ihren Männern fliehen. Nur einige Rebellen konnten gefangen genommen werden. Isaac blieb unverletzt. In der Nacht darauf kam es zu Protesten und Ausschreitungen in Dili, Gleno und Ermera. Isaac distanzierte sich später von Reinado, mit der Begründung, dieser strebe einen bewaffneten Kampf gegen die Regierung an.
Im Laufe des Jahres 2007 versuchte die Staatsführung Reinado zu bewegen, sich den Behörden zu stellen. Obwohl Staatspräsident José Ramos-Horta sich auch persönlich mit dem Rebellen traf, konnte er keinen Erfolg erzielen. Reinado drohte sogar mit Bürgerkrieg. Am 11. Februar 2008 kam es in Dili im Wohnhaus von Ramos-Horta zu einem Schusswechsel zwischen den Rebellen und dem Sicherheitspersonal. Reinado und ein weiterer Rebell kamen dabei ums Leben, Ramos-Horta und einer seiner Leibwächter wurden schwer verletzt. Kurz darauf wurde auch Premierminister Xanana Gusmão von Reinados Männern angegriffen, konnte aber unverletzt entkommen. Die Rebellenbewegung brach in den folgenden Wochen zusammen. Die Rebellen wurden entweder gefangen genommen oder begaben sich freiwillig in Regierungsgewahrsam. Am 3. März 2010 wurden 24 Rebellen für die Überfälle zu Haftstrafen zwischen 9 und 16 Jahren verurteilt. Unklar blieb auch nach der Gerichtsverhandlung wer auf den Präsidenten schoss und wer Reinado und seinen Kameraden tötete. Am 24. August begnadigte Präsident Ramos-Horta alle Verurteilten.

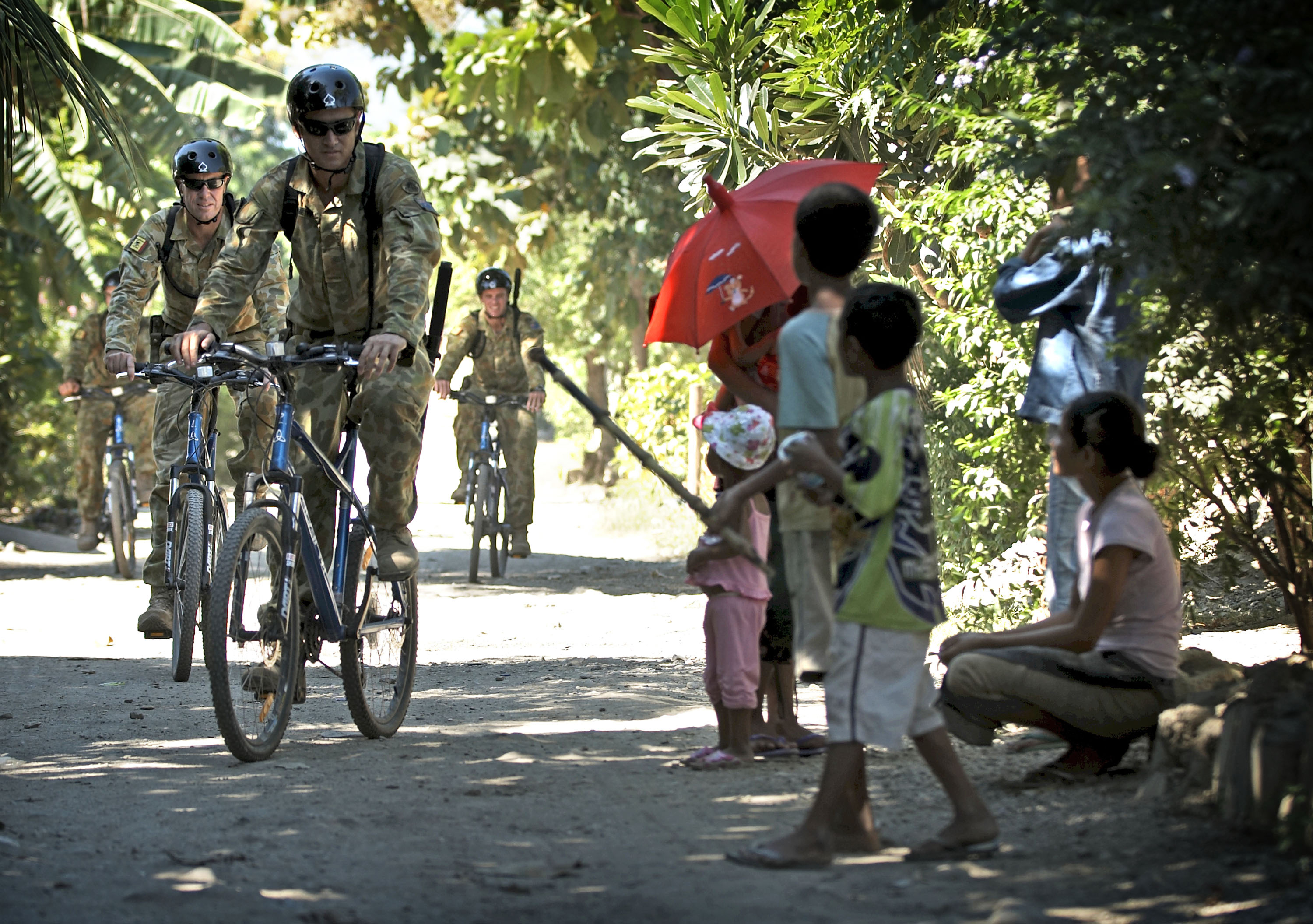
ISF-Soldaten in Dili auf Patrouille (2009)

Am 12. Oktober 2009 konnte die Regierung ein Misstrauensvotum mit den Stimmen der Koalition (38 gegen 25) abwehren. Auslöser war die Freilassung des mutmaßlichen Kriegsverbrechers Maternus Bere auf Veranlassung von Premierminister Gusmão und Präsident Ramos-Horta. Indonesien hatte gegen die Verhaftung seines Staatsbürgers Anfang August protestiert, woraufhin Bere am 30. August zum 10. Jahrestag des Unabhängigkeitsreferendums an die indonesische Botschaft in Dili übergeben wurde. Die eigenmächtige Freilassung führte zu schweren Vorwürfen aus der Bevölkerung, von den Vereinten Nationen, der Katholischen Kirche und Menschenrechtsorganisationen. Das Oberste Gericht des Landes ermittelt wegen eines möglichen Verfassungsbruchs. Gusmão erklärte, er habe Bere im Interesse der gutnachbarschaftlichen Beziehungen freigelassen. Bere wird die Beteiligung am Kirchenmassaker von Suai vorgeworfen, bei dem 1999 vermutlich bis zu 200 Menschen ermordet wurden.
Korruptionsvorwürfe durch die oppositionelle FRETILIN gegen Regierungsmitglieder konnten zunächst nicht bestätigt werden, führten aber Ende 2008 zu ausführlichen Diskussionen zu dem Thema. 35 % der Osttimoresen glaubten, die Korruption wäre schlimmer geworden. Die Regierung gründete daraufhin eine Anti-Korruptionskommission CAC, die die verschiedenen Vorwürfe untersuchen sollte. Im September 2010 wurden der stellvertretende Premierminister José Luís Guterres und Außenminister Zacarias da Costa vorläufig suspendiert. Hintergrund ist die Vergabe eines hochdotierten Diplomatenposten an die Ehefrau von Guterres. Am 25. November wies das Distriktsgericht von Dili alle Vorwürfe gegen Costa zurück. Am 9. Mai wurde auch Guterres freigesprochen. Dafür kamen wenige Monate später neue Vorwürfe gegen die Ministerinnen Emília Pires (Finanzen) und Lúcia Lobato (Justiz) auf. Lobato wurde schließlich wegen Missmanagement zu fünf Jahren Gefängnis und einer Geldstrafe verurteilt. Anlässlich des 15. Jahrestages des Unabhängigkeitsreferendum am 30. August 2014 begnadigte Staatspräsident Taur Matan Ruak Lúcia Lobato nach insgesamt nur 18 Monaten Haft.
Die Bindungen zu Australien schwächten sich weiter ab, da Osttimor versuchte mit möglichst vielen Partnern zusammenzuarbeiten. Der Wunsch der australischen Premierministerin Julia Gillard, in Osttimor ein Zentrum für Asylanten einzurichten, lehnte die Regierung Gusmão, wie die Opposition ab. Von der Volksrepublik China kaufte Osttimor, sehr zum Missfallen Australiens, zwei neue Patrouillenboote. Auch mit den Vereinigten Staaten und der Gemeinschaft der Portugiesischsprachigen Länder (CPLP) begann eine militärische Zusammenarbeit. Mit der ehemaligen Besatzungsmacht Indonesien verbesserten sich die Beziehungen weiter. Es unterstützte, wie die meisten Mitglieder, den Vorschlag Osttimor in die ASEAN aufzunehmen. Allerdings gab es immer wieder Zwischenfälle um das umstrittene Gebiet bei Naktuka. Mehrfach drangen indonesische Soldaten in das von Osttimor beanspruchte Gebiet ein, vertrieben Osttimoresen und zerstörten deren Eigentum.

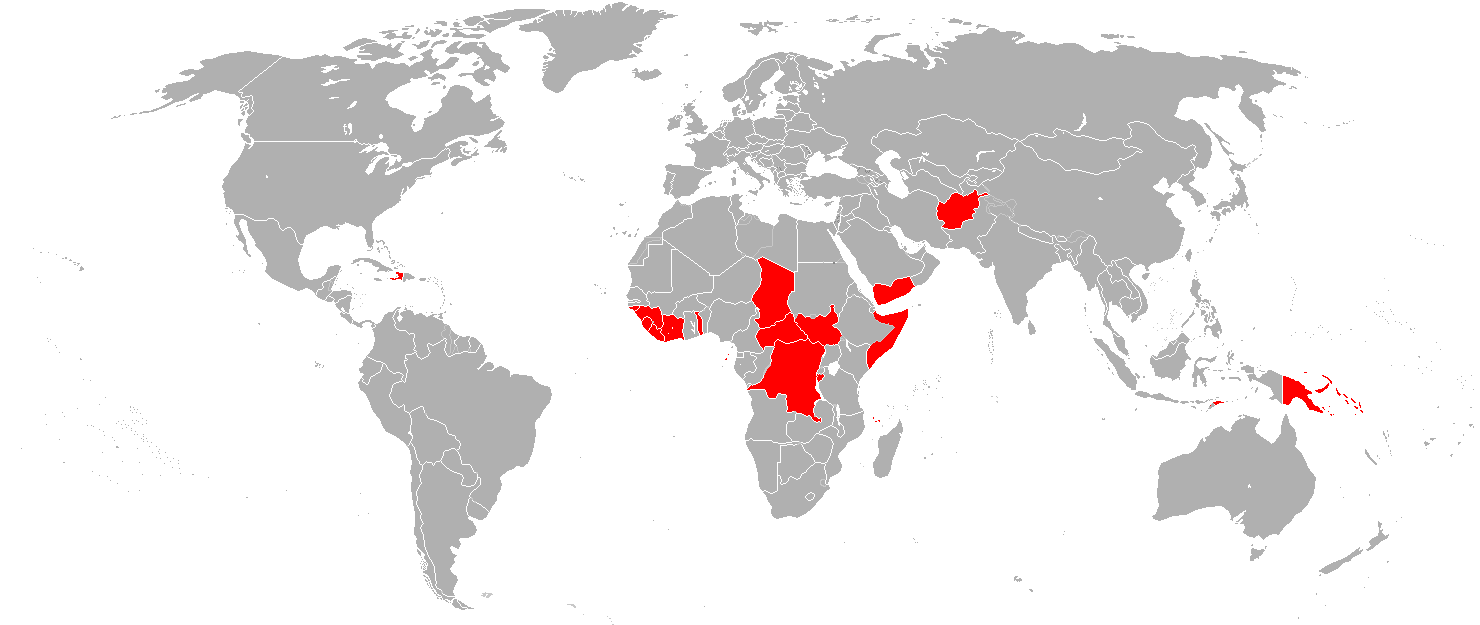
Mitgliedsstaaten der g7+

Als Sprecher sogenannter „gefallener Staaten“ etablierte sich Osttimor durch eine Konferenz der g7+-Staaten in Dili im April 2010. Die Konferenz sollte zum Austausch von Erfahrungen bei Stabilisierungsmaßnahmen und zur Stärkung gemeinsamer Interessen gegenüber Geberstaaten dienen, wobei sich Osttimor selbst als Erfolgsbeispiel für eine gelungene Stabilisierung sieht. Osttimors Finanzministerin Emília Pires wurde zur neuen Vorsitzenden der g7+-Staaten gewählt.
Am 13. September 2011 wurde die Behörde für Bank- und Zahlungswesen (portugiesisch Autoridade Bancária e de Pagamentos ABP) in die Zentralbank von Osttimor (portugiesisch Banco Central de Timor-Leste BCTL) umgewandelt.

### Wahlen 2012

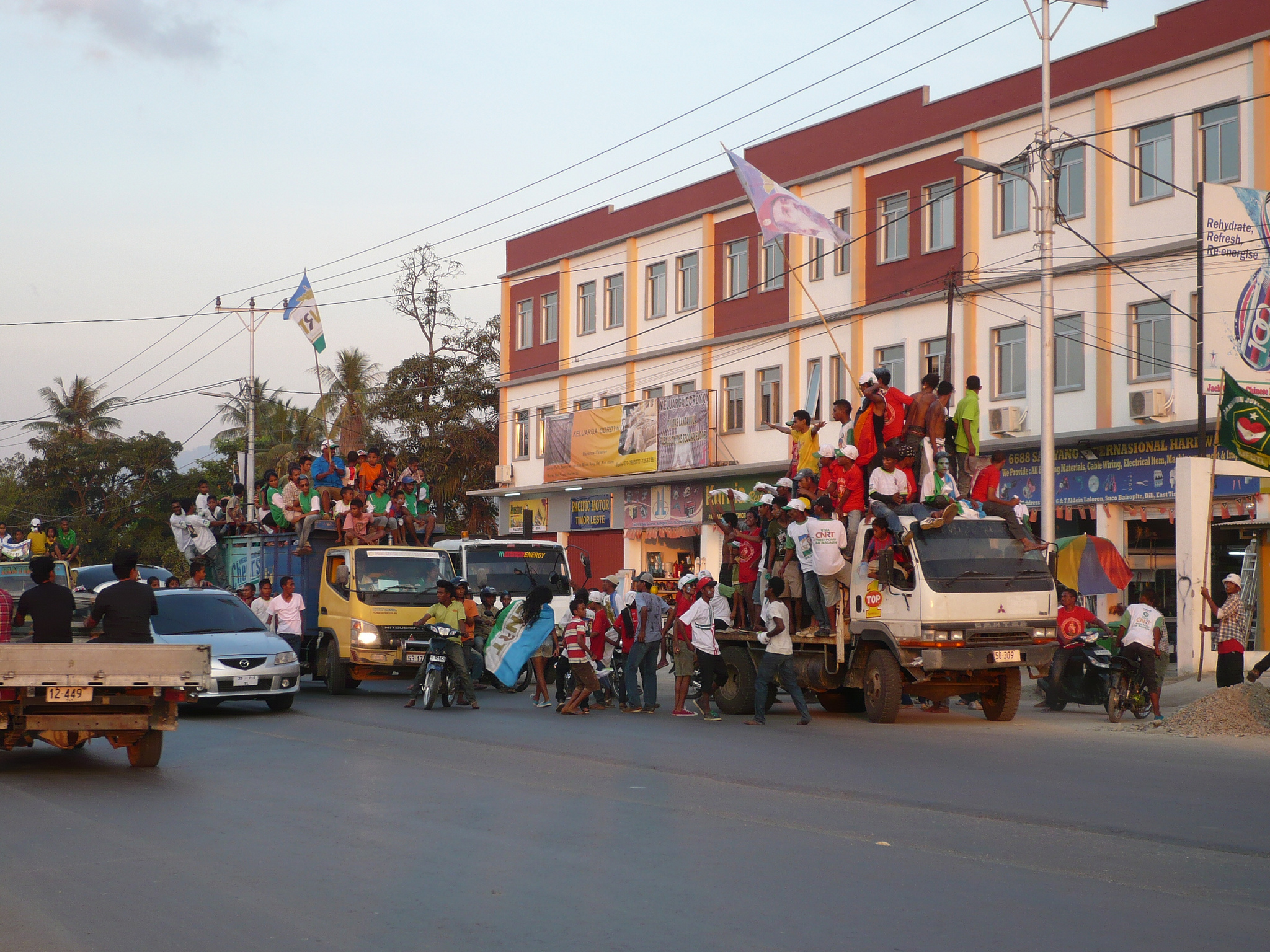
CNRT-Kampagne zu den Parlamentswahlen 2012

Bei den Präsidentschaftswahlen in Osttimor 2012 verlor José Ramos-Horta bereits in der ersten Runde. Nachdem er mehrfach die Regierung kritisiert hatte, entzog ihm Xanana Gusmão die Unterstützung. Stattdessen sprach sich der Premierminister für Taur Matan Ruak, den ehemaligen Oberbefehlshaber der Streitkräfte aus. Dieser gewann die Stichwahl gegen Francisco Guterres, der zum zweiten Mal erfolglos für die FRETILIN antrat. Taur Matan Ruak übernahm das Präsidentenamt am 20. Mai 2012. Abgesehen von einigen Brandstiftungen und Steinwürfe verliefen die Wahlen verhältnismäßig friedlich. Auch bei den Parlamentswahlen am 7. Juli kam es zu keinen größeren Zwischenfällen. Als stärkste Kraft ging Gusmãos CNRT aus ihnen hervor, der aber knapp die absolute Mehrheit verfehlte. Auch die FRETILIN hat rechnerisch die Möglichkeit eine Regierungskoalition mit den beiden kleinen Parteien Partido Democrático und Frenti-Mudança FM aufzustellen. Die anderen Parteien scheiterten an der Drei-Prozent-Hürde.

### Zweite Amtszeit

#### CPD-RDTL und KRM

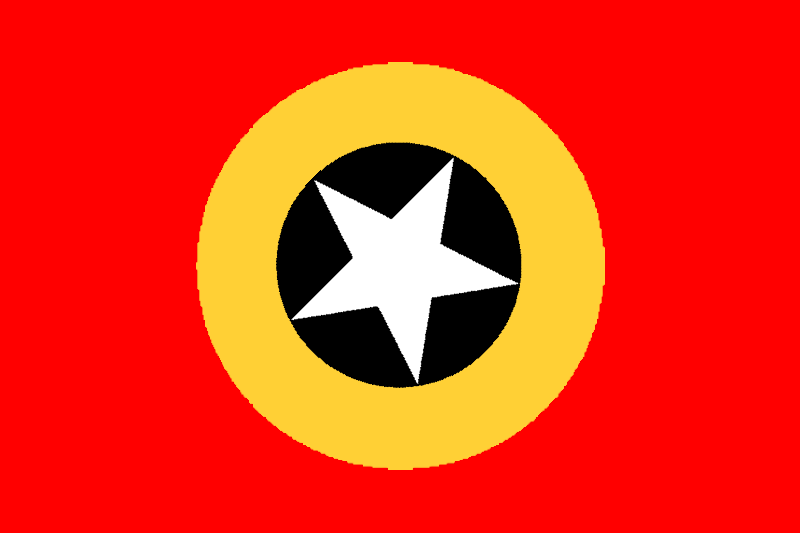
Flagge der CPD-RDTL

Ende 2012 besetzten über 1.000 Anhänger der Veteranenbewegung CPD-RDTL unter der Führung von Generalkoordinator Aitahan Matak eine größere Fläche in Welaluhu (Suco Clacuc, Subdistrikt Fatuberlio, Distrikt Manufahi), die der dortigen Dorfgemeinschaft gehört. Der Administrator des Subdistrikts Fatuberlio Tobias Hornay sprach sogar von 7.000 Mitgliedern der CPD-RDTL, die Organisation selbst von 11.000. Als Anlass wurde das hundertjährige Jubiläum der Rebellion von Manufahi unter dem Liurai Boaventura genannt. Da die Mitglieder der CPD-RDTL Macheten und Uniformen trugen, fühlte sich die lokale Bevölkerung von ihnen bedroht und verlangten ihren Abzug. Aitahan Matak verneinte eine kriminelle Handlung. Man wolle hier in einer Kooperative Landwirtschaft betreiben, um Osttimor unabhängig von Importen zu machen. Auch gäbe es keine illegalen Geldsammlungen. Man nehme nur Spenden an, um das Projekt zu finanzieren. Den Viehdiebstahl bestritt die CPD-RDTL ebenfalls. Die Einheimischen beklagten, dass deren Felder von der CPD-RDTL besetzt worden seien, während die Organisation von ungenutzten Flächen sprach, die zuvor von den Indonesiern für ihr Umsiedlungsprogramm genutzt wurden und daher nun dem Staat gehörten. Mitte März 2013 wurden die verbliebenen 800 CPD-RDTL-Mitglieder von der Polizei von Welaluhu wieder in ihre Heimatdistrikte gebracht. Die Felder wurden lokalen Autoritäten übergeben. Der CPD-RDTL wurde von der Regierung angeboten, Grundstücke in anderen Distrikten als Kooperative zu bewirtschaften.
Im November 2013 erregte der Konseilu Revolusionariu Maubere (KRM, deutsch Revolutionärer Rat Maubere) Aufsehen, als Mitglieder in Laga in Militäruniformen aufmarschierten und damit gegen das Uniformverbot für Zivilpersonen verstießen. Gegründet wurde der KRM von Mauk Moruk, der erst im Oktober aus seinem Exil in den Niederlanden zurückgekehrt war. Noch im selben Monat hielt Mauk Moruk eine Rede an der Nationaluniversität, in der er die Intellektuellen des Landes aufrief sich seiner Anti-Armut-Revolution anzuschließen und die Regierung Gusmão zu stürzen. Eine weitere Forderung war die Rückkehr zur Verfassung von 1975. Auch sollten sich die Intellektuellen der Sagrada Família von Mauk Moruks Bruder Cornélio da Conceição Gama (L7) anschließen. Eine angekündigte Demonstration für vorgezogene Neuwahlen in der Dili am 28. November, dem Unabhängigkeitstag, fand ebenso wenig statt, wie die geforderten Gespräche mit Premierminister Gusmão. Demonstrationen gegen Australien und den umstrittenen CMATS-Vertrag erhielten keine polizeiliche Genehmigung. Der KRM wuchs zu einer Bedrohung der Stabilität des Landes an. Im Februar 2014 kam es in Lalulai (Subdistrikt Laga) bei einer Polizeiaktion zu einem Schusswechsel mit KRM-Mitgliedern. Ein Polizist wurde durch einen Molotowcocktail verletzt. Am 3. März wies das Nationalparlament die Polizei an, gegen Aktivitäten des KRM und des CPD-RDTL vorzugehen. Am 10. März errichteten KRM-Mitglieder im Subdistrikt Laga eine Blockade an der Straße nach Baucau. Eine Person wurde durch einen geworfenen Sprengsatz verletzt. Nach Beratungen der Führungsspitze erklärte L7 am 14. März, der KRM sei dazu bereit mit den Behörden zu kooperieren, auch wenn „ganz Dili brennen würde“, wenn er das wünscht. Mauk Moruk und Co-Chef José Santos Lemos (Labarik Maia) wurden festgenommen, L7 kam unter Hausarrest. António da Costa (Aitahan Matak), Chef des CPD-RDTL, stellte sich selbst den Behörden und kam ebenfalls unter Hausarrest. Mangels Beweise kamen Mauk Moruk und Labarik Maia am 13. Dezember 2014 wieder frei. Im Januar 2015 nahm der KRM in Laga zwei Polizisten als Geiseln und verwundete zwei weitere. Premierminister Gusmão fuhr persönlich in einem Konvoi nach Laga und erreichte in Verhandlungen die Freilassung der Geiseln. Mauk Moruk floh mit seinen Leuten in den Dschungel.

#### Grenzstreit mit Australien

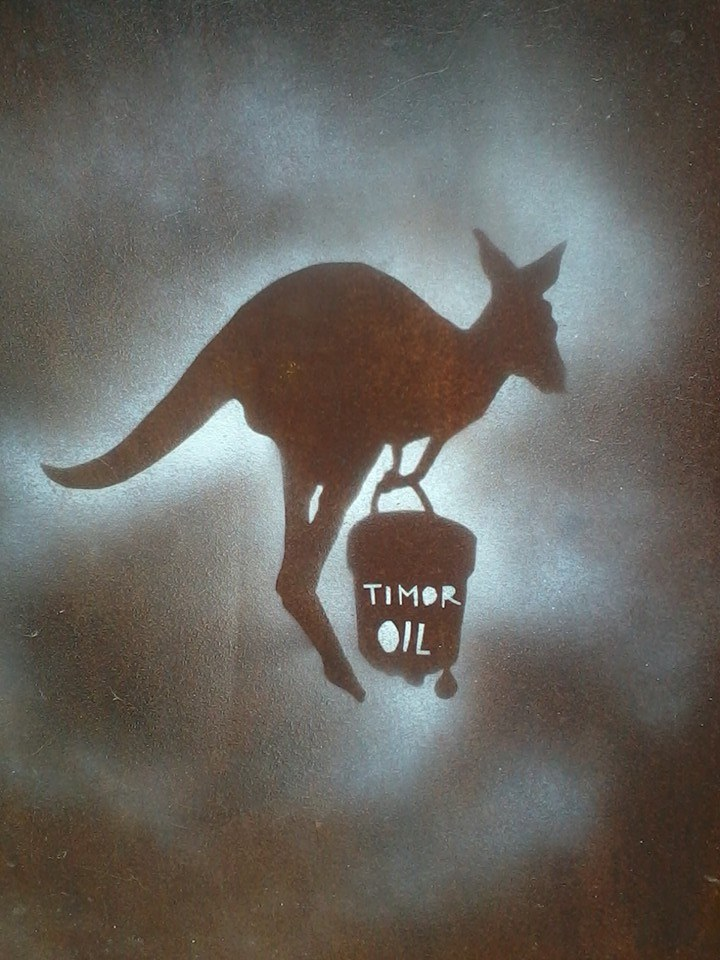
Protest gegen Australien

2006 waren die Uneinigkeiten über den Grenzverlauf in der Timorsee und die Ausbeutung der Bodenschätze mit Australien durch den CMATS-Vertrag beigelegt worden. Allerdings kam es zum Streit, da die mit der Ausbeutung des Gasfeldes Greater Sunrise beauftragte australische Firma Woodside Petroleum das Erdgas auf See verflüssigen wollte, statt an Land, wo Arbeitskräfte in Osttimor profitieren würden. 2013 wurde dann auch noch bekannt, dass der australische Auslandsgeheimdienst ASIS 2004 Wanzen im osttimoresischen Kabinettssaal installiert und Gespräche abgehört hatte, die die Verhandlungen über den Grenzverlauf mit Australien betrafen. Angebracht hatten die Abhörgeräte Geheimdienstmitarbeiter, die als Entwicklungshelfer in Osttimor arbeiteten. Osttimor stellte deswegen die Gültigkeit des Moratoriums über den Grenzverlauf in Frage und zog vor den Ständigen Schiedshof in Den Haag. Am 3. Dezember 2013, wenige Tage bevor die Gerichtsverhandlung begann, durchsuchte der australische Inlandsgeheimdienst ASIO die Räume des für Osttimor arbeitenden Anwalts Bernard Collaery und eines ehemaligen ASIS-Agenten, der als Whistleblower in diesem Fall gilt. Dokumente und Datenträger wurden beschlagnahmt. Von ASIS-Agenten wurde sein Reisepass eingezogen. Er wollte eigentlich als wichtiger Zeuge (Codename Witness K) bei der Verhandlung in Den Haag auftreten, nachdem er erfahren hatte, dass der für die Spionage verantwortliche ehemalige australische Außenminister Alexander Downer, nachdem er aus dem Parlament ausgeschieden war, eine bezahlte Beratertätigkeit bei Woodside Petroleum annahm. Osttimors Regierung protestierte heftig gegen das Vorgehen, der australische Justizminister Michael Keenan und Premierminister Tony Abbott erklärten jedoch, die Aktion sei im legitimen Interesse der nationalen Sicherheit erfolgt.
Am 3. März 2014 ordnete der Internationale Gerichtshof (ICJ) Australien an, die Spionage gegen Osttimor einzustellen. Die Kommunikation zwischen Osttimor und seinen Rechtsberatern darf nicht gestört werden. Die beschlagnahmten Dokumente darf Australien zwar bis zum Abschluss der Verhandlung am Schiedshof behalten, darf sie aber weder auswerten, noch gegen Osttimor verwenden. Wenige Tage später warnte Australien Osttimor, dass der Streit über die Seegrenzen die Beziehungen zwischen den Ländern gefährden könnte. Im Oktober einigten sich die beiden Streitparteien auf eine Aussetzung des Verfahrens und neuen Verhandlungen über die Seegrenzen.
Im Januar 2017 erklärten beide Regierungen, dass der CMATS aufgelöst werden soll. Am 6. März 2018 unterzeichneten beide Staaten einen neuen Grenzvertrag, der die Vereinbarungen zugunsten Osttimors verschob.

#### Weitere Ereignisse

Anti-Korruptionskommission CAC

Am 31. Dezember 2012 beendeten die Vereinten Nationen offiziell die UNMIT-Mission. Am 25. März 2013 wurden die letzten Einrichtungen der ISF an Osttimor übergeben.
Auch die zweite Regierung Gusmãos sah sich Korruptionsvorwürfen durch die CAC gegen führende Politiker konfrontiert. Am 24. Januar 2013 erhob die Staatsanwaltschaft formal Anklage gegen Staatssekretär Francisco da Costa Soares, wegen des Verdachts des Amtsmissbrauchs und des Steuerbetrugs. Die Vorwürfe beziehen sich auf seine Zeit als Generaldirektor beim Finanzministerium. Da aber die Regierung Druck auf das Parlament ausübte, wurde die Immunität von Soares nicht aufgehoben und die Ermittlungen blieben liegen. Am 21. Juli 2015 wurde der ehemaligen Bildungsminister João Câncio Freitas zu einer Haftstrafe von sieben Jahren und der Zahlung einer Entschädigung an den Staat von 500.000 US-Dollar verurteilt. Ihm wurden Machtmissbrauch und die wirtschaftliche Beteiligung an einen Fernsehbildungsprogramm vorgeworfen.
Im Juli 2013 verbot die Regierung drei Martial-Art-Gruppen (MAG): Persaudaraan Setia Hati Terate (PSHT), Korka und Kera Sakti. Allein die PSHT hatte 35.000 Mitglieder. Die Verfassungsmäßigkeit des Verbots war umstritten, da die Gewalt zwischen den Banden immer einzelnen Mitgliedern zuzuschreiben sei und nicht der gesamten Gruppe. Da das Training und das Tragen der Gruppenuniformen und Symbole nun verboten ist, arbeiten diese Gruppen nun verdeckt im Geheimen. Zeremonien werden teilweise in das indonesische Westtimor verlagert. Problematisch bleibt die weitverbreitete Mitgliedschaft von Angehörigen von Polizei und Armee. Wem die Loyalität im Konfliktsfall gilt, ist fragwürdig. Immerhin legten 993 Polizisten und Soldaten in einer offiziellen Zeremonie ihre MAG-Uniformen ab. Im Januar 2015 schworen 288 Angehörige der Sicherheitskräfte am Regierungspalast ihren MAGs ab und bekannten sich öffentlich mit ihrer Loyalität zum Staat. Jedoch gelten die Schwüre gegenüber den MAGs als lebenslange Mitgliedschaft, aus der man nicht austreten kann.
Bis 2014 arbeiteten viele Ausländer, vor allem aus Portugal und anderen portugiesischsprachigen Ländern, in der Justiz Osttimors, sowohl als Berater des Generalstaatsanwalts und der Antikorruptionsbehörde als auch als Richter. Es war dem Mangel an qualifizierten Personal nach der Wiederherstellung der Unabhängigkeit geschuldet. Nach und nach wurden in den Jahren seit 2002 die Posten mit Osttimoresen besetzt. Zuletzt kamen etwa 50 % der Justizbeamten, unter ihnen 12 % der Richter, aus anderen Ländern. Nachdem Osttimor aber mehrere Gerichtsverfahren um Steuerforderungen gegen Rohstoffkonzerne verloren hatte, wurden alle Ausländer im Justizwesen durch Parlamentsbeschluss am 24. Oktober entlassen. Nachdem das Oberste Gericht Osttimors erklärte, dass es für den Beschluss keine Rechtsgrundlage gäbe, wurde den Ausländern das Visum entzogen und ihnen die Ausreise innerhalb von 48 Stunden angeordnet. Man warf den Beratern Inkompetenz und möglicherweise Korruption vor, obwohl diese mit den Fällen keine Verbindung hatten. Ausländische Beobachter spekulierten aber, Osttimor wolle ihm unliebsame Urteile rückgängig machen. Andere vermuten, dass auf diese Weise Kritiker entfernt werden sollten. Die Steuerverfahren wurden neu aufgerollt.

#### Vorzeitiger Rücktritt Gusmão
Bereits im November 2013 kündigte Gusmão an, er wolle sich noch vor Ablauf der Legislaturperiode von der aktiven Politik zurückziehen. Spätestens im September 2014 würde er als Premierminister zurücktreten. Später verschob er den Termin auf April 2015, da er noch die neuen Verhandlungen zum Grenzstreit mit Australien zu Ende bringen wolle. Anfang 2015 kündigte Premierminister Xanana Gusmão erneut an, die Regierung umzubilden und auch selbst vorzeitig zurücktreten zu wollen. Am 5. Februar informierte er seine Koalitionspartner, er wolle den ehemaligen Gesundheitsminister Rui Maria de Araújo als seinen Nachfolger vorschlagen und trat mit einem Schreiben an Staatspräsident Taur Matan Ruak zurück. Araújo war Mitglied des Zentralkomitees der Oppositionspartei FRETILIN, weswegen es in den drei Koalitionsparteien Verärgerung über Gusmãos Schritt gab. Unterstützung erhielt Araújo von der Führung der FRETILIN und vom ehemaligen Premierminister und Präsidenten José Ramos-Horta. Präsident Taur Matan Ruak nahm den Rücktritt Gusmãos offiziell am 9. Februar an und beauftragte am 10. Februar Araújo mit der Bildung einer neuen Regierung, nachdem ihn auch der CNRT offiziell vorgeschlagen hatte. Die Liste der neuen Kabinettsmitglieder wurde am 11. Februar veröffentlicht. Bis zur Vereidigung des neuen Premierministers führte Xanana Gusmão das Amt als Premierminister weiter.

## Die Regierung Rui Maria de Araújo

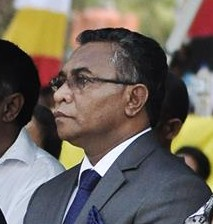
Rui Maria de Araújo (2015)

### Amtsantritt und Konflikt mit dem KRM
Rui Maria de Araújo ist der erste Premierminister Osttimors, der nicht mehr der Generation der Unabhängigkeitskämpfer von 1975 angehört.
Noch vor der Vereidigung der neuen Regierung am 16. Februar 2015 verlor Araújo ein Kabinettsmitglied. Staatssekretär Francisco da Costa Soares erschien zwar zur Zeremonie, nahm aber nicht teil, womit sein Amt vakant blieb. Soares zog damit die Konsequenzen aus den seit 2013 laufenden Ermittlungen gegen ihn wegen Vorteilsnahme. Laut seinen Aussagen soll sein Posten unbesetzt bleiben, bis die Ermittlungen gegen ihn abgeschlossen sind.
Am 8. März 2015 überfiel eine Gruppe um 2 Uhr morgens die lokale Polizeistation von Baguia mit Schusswaffen und selbstgemachten Sprengsätzen. Drei Polizisten, die als Leibwächter von Parlamentspräsident Vicente da Silva Guterres in dem Gebäude übernachteten, wurden verletzt. Der Parlamentspräsident war für die Beerdigung eines Verwandten im Ort und befand sich in einem nahegelegenen Gebäude, war aber wohl nicht das Ziel des Angriffs und blieb auch unverletzt. Neben der Polizeiwache brannten auch das Haus des örtlichen Liurais und mindestens zwei weitere Häuser. Auch Fahrzeuge wurden beschädigt. Laut Polizeiquellen gehörten die Angreifer dem KRM von Mauk Moruk an. Dieser bestritt jedoch eine Beteiligung. Einige Tage später nahmen Spezialkräfte elf Personen gefangen, die in Verbindung mit dem Überfall stehen sollen. Am 28. Juni wurde ein Soldat in Atelari von KRM-Mitgliedern angeschossen. Seit Beginn der Operation Hanita, am 11. März, nach dem Überfall auf Baguia, waren bis zu diesem Zeitpunkt bereits 468 Personen von den Sicherheitskräften verhaftet worden. Menschenrechtsorganisationen kritisierten den rüden Umgang der Sicherheitskräfte mit der Zivilbevölkerung und deren Eigentum.
Am 6. August kam es in Osso-Uaque (Verwaltungsamt Venilale) zu einem Feuergefecht. Ein KRM-Mitglied kam ums Leben, ein Polizist und ein Soldat wurden schwer verletzt. Schließlich wurden Mauk Moruk und zwei weitere KRM-Kommandanten am 8. August von Polizei und Armee gestellt und im Gefecht getötet. Außerdem gab es mehrere Verletzte, darunter einen Polizeibeamten. In einer ersten Stellungnahme bedauerte die Regierung den Tod von Mauk Moruk. Am 19. August erklärte die Regierung offiziell das Ende der Operation Hanita.

### Streit um den Oberbefehl der Streitkräfte

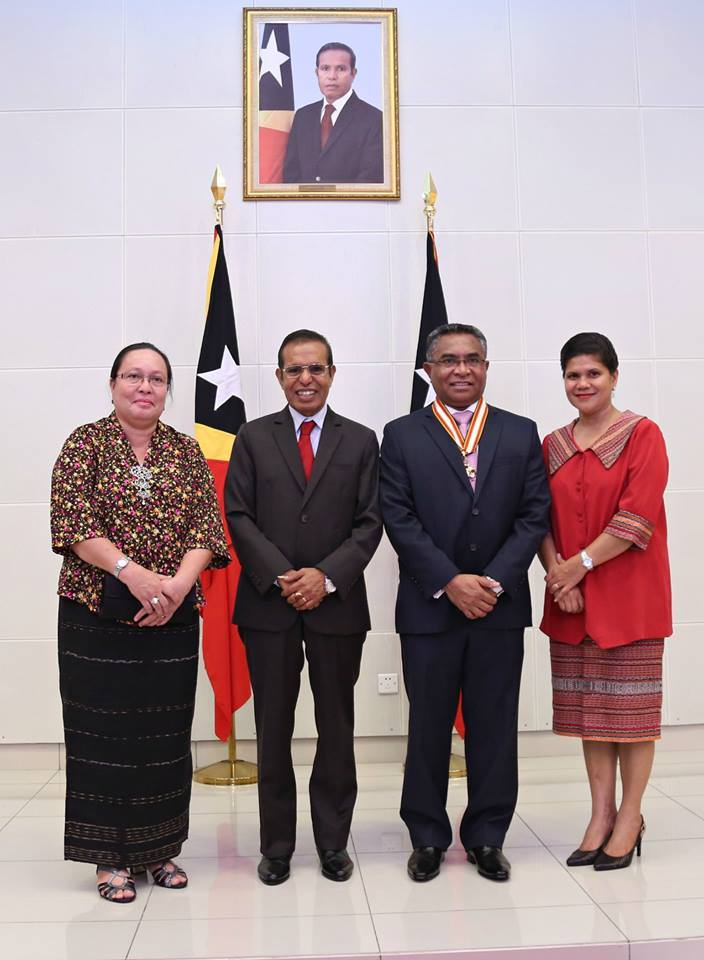
Präsident Taur Matan Ruak, Premierminister Araújo und ihre Ehefrauen (2017)

2016 kam es zum Zerwürfnis zwischen Präsident Taur Matan Ruak einerseits und Parlament und Regierung andererseits. Es begann damit, dass Taur Matan Ruak am 9. Februar Filomeno Paixão zum neuen militärischen Oberbefehlshaber der Streitkräfte ernannte. Der Präsident folgte damit nicht der Empfehlung des Kabinetts vom 12. Oktober 2015, das eine Verlängerung der Amtszeit von Generalmajor Lere Anan Timur vorgeschlagen hatte. Von Seiten der Regierung und des Parlaments wurde diese Entscheidung als Verfassungsbruch angesehen. Aus den Reihen der Abgeordneten wurden Rufe nach einem Amtsenthebungsverfahren gegen den Präsidenten laut. Taur Matan Ruak begründete am 25. Februar in einer Rede vor dem Parlament seine Entscheidung damit, dass es sonst zu einem Beförderungsstau in der F-FDTL gekommen wäre. In derselben Rede warf er den Ex-Premierministern und Parteiführern von CNRT und FRETILIN Xanana Gusmão und Marí Alkatiri vor, dass Verwandte von ihnen bei staatlichen Aufträgen bevorzugt würden. Das gleiche Verhalten hätte zum Sturz des indonesischen Diktators Suharto geführt. Auch gegen den FRETILIN-Vorsitzenden Francisco Lú-Olo Guterres erhob Taur Matan Ruak Korruptionsvorwürfe. Außerdem kritisierte der Präsident die geplanten Großprojekte in Oe-Cusse Ambeno und an der Südküste. Stattdessen sollte mehr Geld zur Steigerung der Lebensqualität der Bevölkerung investiert werden. Mit derselben Kritik hatte Taur Matan Ruak im Dezember bereits zuvor sein Veto gegen den geplanten Staatshaushalt 2016 eingelegt. Gusmão, amtierender Minister für Planung und strategische Investitionen, gab aufgrund des Suharto-Vergleichs aus Protest den Orden zurück, den er am Unabhängigkeitstag 2015 von Taur Matan Ruak erhalten hatte. Der Präsident hatte Gusmão für seine „eloquente Führung im Kampf zur nationalen Befreiung“ ausgezeichnet und ihn den Gründungsvater des Landes genannt. Alkatiri nannte die Rede des Präsidenten einen „Akt der Verzweiflung“. Taur Matan Ruak verstecke sich hinter seiner Immunität. Das Tribunal de Recurso de Timor-Leste entschied nach einer Beschwerde der Regierung, dass die Entscheidung über den militärischen Oberbefehlshaber „charakteristisch für die politische Funktion der Ausübung der Macht“ des Präsidenten sei und wies damit die Forderung nach einstweiliger Verfügung gegen die Ernennung Paixãos zurück. Das Gericht könne nicht gegen einen politischen Akt vorgehen, auch wenn er womöglich illegal sei. Daher erklärte sich das Gericht für nicht zuständig. Am 15. April wurde ein neuer Vorschlag der Regierung veröffentlicht, nachdem neuer Generalstabschef Pedro Klamar Fuik, der bisherige Kommandeur der Marine und des Instituto de Defesa Nacional (IDN) werden sollte. Als dessen Stellvertreter wurde Calisto dos Santos (Coliati) vorgeschlagen, bisher Militärattaché in der Botschaft Osttimors in Canberra. Noch am selben Tag akzeptierte Taur Matan Ruak den Vorschlag. Lere Anan Timur, Paixão und vier weitere Offiziere sollten in die Reserve versetzt werden, doch wurde das genaue Prozedere der Amtsübergabe nicht beschlossen. Letztendlich fand sie innerhalb der Amtszeit von Präsident Taur Matan Ruak dann doch nicht mehr statt. Die Regierung hatte im Oktober 2015 die Verlängerung der Amtszeit von Lere Anan Timur und Filomeno Paixão empfohlen.
Da der CNRT der Meinung war, die PD würde in dem Streit den Präsidenten unterstützen, kündigte die Partei Gusmãos der kleineren Partei die Koalition schriftlich auf. Im Parlament verlangte der CNRT am 11. März entsprechend der neuen Machtverhältnisse die PD-Mitglieder im Parlamentspräsidium zu entlassen. Auch Parlamentspräsident Vicente da Silva Guterres (CNRT) wurde zum Rücktritt aufgefordert, als er sich der Umbesetzung entgegenstellte. Am 5. Mai kam Guterres einer Abwahl zuvor und trat als Parlamentspräsident zurück. Zu seinem Nachfolger wurde am selben Tag sein Stellvertreter Adérito Hugo da Costa (CNRT) gewählt. Die Vizepräsident Adriano do Nascimento und Angelina Machado de Jesus von der PD wurden vom Parlament abgewählt. Zu den neuen Vizepräsidenten wurden Eduardo de Deus Barreto und Duarte Nunes (beide vom CNRT). Maria Fernanda Lay blieb Sekretärin des Präsidiums, Ângela Corvelo ihre Stellvertreterin. Neue Stellvertreterin wurde nun Domingas Álves da Silva (CNRT). Damit waren alle Präsidiumsmitglieder Mitglieder des CNRT.

### Weitere Ereignisse

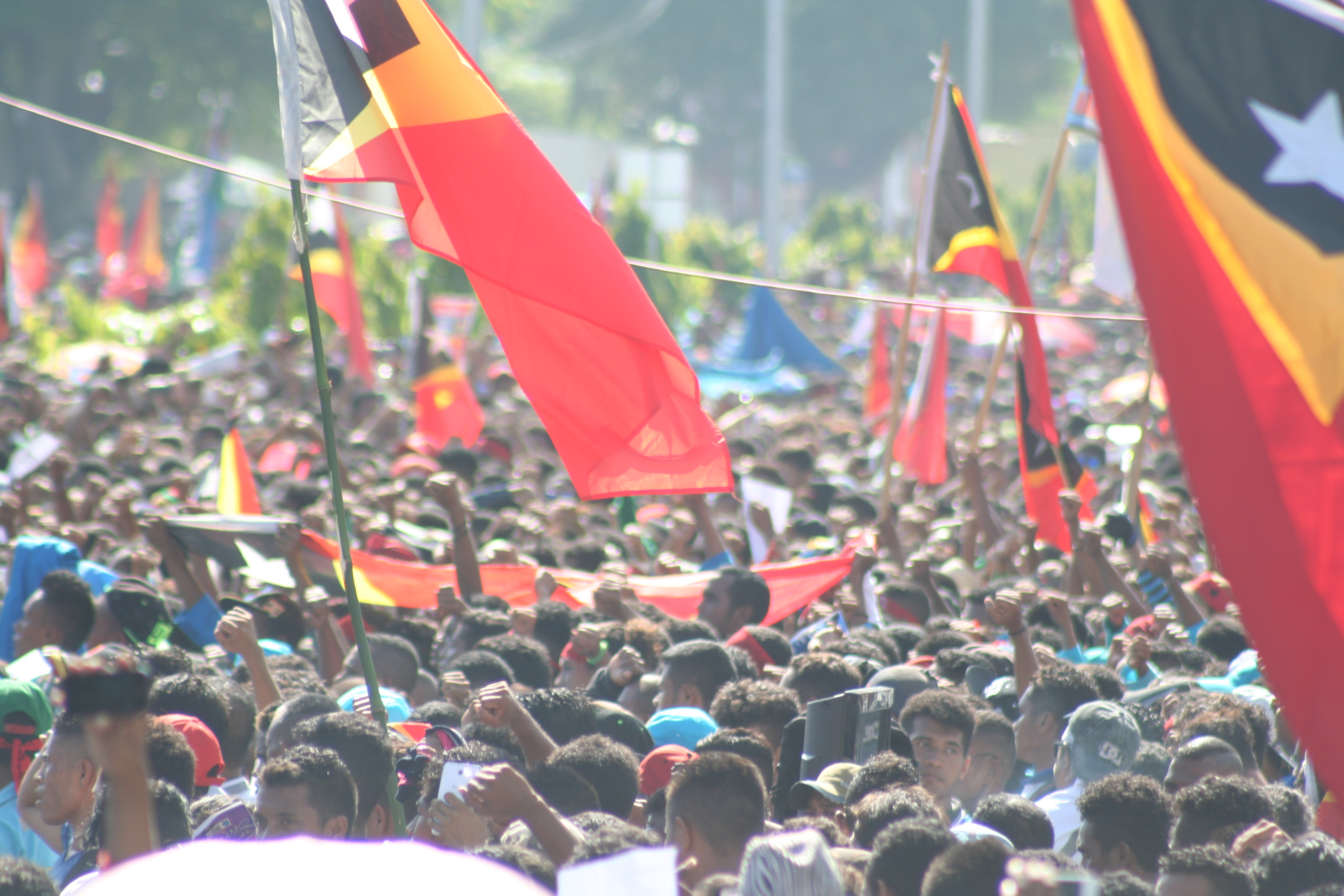
Ende März 2016 demonstrierten über zehntausend Osttimoresen eine Woche lang vor der australischen Botschaft in Dili

2016 verschärfte sich wieder der Streit mit Australien um die Grenzziehung in der Timorsee. Die Movimento Kontra Okupasaun Tasi Timor (MKOTT, deutsch Bewegung gegen die Besetzung der Timorsee) bezeichnet die Situation eine „Besetzung durch Australien“ und den Protest dagegen den „zweiten Kampf um die Unabhängigkeit“. Vom 21. bis zum 24. März demonstrierten über 10.000 Timoresen vor der Botschaft Australiens in Dili. Ebenso in anderen Orten des Landes. In Adelaide und vor den australischen Botschaften in Manila, Jakarta und Kuala Lumpur demonstrierten Exil-Timoresen zusammen mit dortigen Aktivisten. Die größte Demonstration außerhalb Osttimors zog am 24. März in Melbourne mehrere hundert Protestierende an. In Facebook wurde in der Woche zur öffentlichen Forderung nach der Grenzziehung entlang der Mittellinie zwischen den Ländern (#MedianLineNow und #HandsOffTimorOil) aufgerufen. Am 11. April rief Osttimor die Vereinten Nationen um eine Schlichtung im Grenzstreit an. Innerhalb eines Jahres wird es von den Vereinten Nationen einen Bericht geben, der aber nicht bindend ist.
Am 20. Mai 2017 wurde der am 20. März gewählte Francisco Lú-Olo Guterres neuer Präsident Osttimors.

## Die zweite Regierung Alkatiri

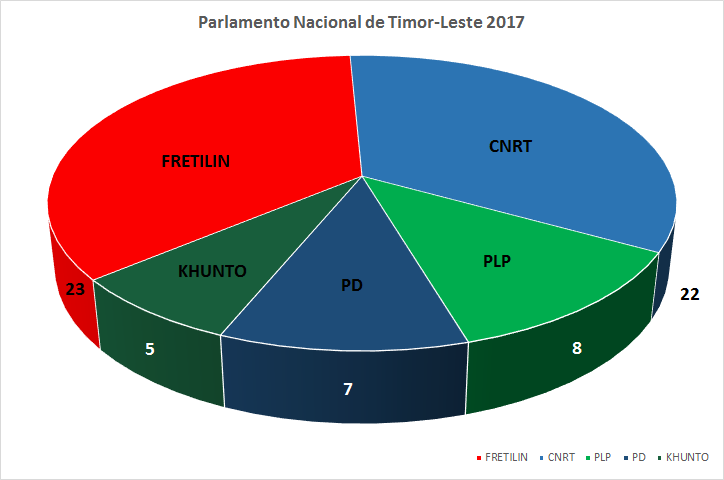
Sitzverteilung im Nationalparlament Osttimors nach den Wahlen 2017

Am 15. September 2017 wurde Marí Alkatiri von der FRETILIN erneut zum Premierminister Osttimors vereidigt. Seine FRETILIN war bei den Parlamentswahlen 2017 mit 23 Sitzen knapp stärkste Kraft geworden. Sie koalierte mit der PD, die aber nur sieben Sitze einbringt, womit das Bündnis nur über 30 der 65 Parlamentssitze verfügt. Die Partei KHUNTO hatte am Tag der Unterzeichnung des Koalitionsvertrags, wegen parteiinterner Streitigkeiten, ihre Zusage zur Beteiligung zurückgezogen, sagte der Minderheitsregierung aber Unterstützung im Parlament zu. Allerdings fehlten FRETILIN, PD und KHUNTO bereits bei der Wahl des Parlamentspräsidenten Aniceto Guterres Lopes (FRETILIN) am 4. September zwei Stimmen, so dass Lopes nur mit einer Stimme Mehrheit seinen Amtsvorgänger Adérito Hugo da Costa (CNRT) schlug. Die drei ehemaligen Premierminister Ramos-Horta, Silva und Araújo und der PD-Parteichef Mariano Sabino Lopes fungieren als Staatsminister. Ramos-Horta hat zudem das neu geschaffene Amt des „Beraters für Fragen der nationalen Sicherheit“, ein neues Amt, das dem Nationalen Sicherheitsberater der Vereinigten Staaten angelehnt ist.
Am 5. Oktober verlängerte Präsident Guterres die Amtszeit der drei höchsten Offiziere der F-FDTL nochmals um ein Jahr.
Am 6. Oktober schickten die 35 Abgeordneten von CNRT, PLP und KHUNTO einen Brief an Staatspräsident Francisco Guterres, in dem sie ihre Bereitschaft bekundeten, eine „alternative Lösung für eine Regierung anzubieten“, um „Frieden, Stabilität und Entwicklung“ sicherzustellen zu können. Guterres wird dafür kritisiert, eine Minderheitsregierung anzuerkennen, statt „nach einer Lösung zu suchen, die eine Mehrheitsregierung ermöglicht hätte“. Am 8. Oktober erklärten die drei Oppositionsparteien die Gründung des Blocks „Oppositionelle Allianz der parlamentarischen Mehrheit“ (tetum Aliansa Opozisaun Maioria Parlamentar AOMP), mit der sie die Arbeit der Regierung kontrollieren wollen. Am 12. Oktober unterschrieben CNRT, PLP und KHUNTO offiziell eine Vereinbarung zur Bildung der neuen Aliança da Maioria Parlamentar (AMP). Am 19. Oktober lehnte die Opposition mit ihrer Mehrheit das von Alkatiri vorgestellte Regierungsprogramm ab.
Am 18. Dezember 2017 setzte Parlamentspräsident Aniceto Guterres Lopes der Regierung eine Frist von 30 Tagen zur Vorlegung des zweiten Programmvorschlages. Nachdem er am 18. Januar 2018 nicht eingereicht wurde und Guterres Lopes auch nicht entgegen den Regeln zu einer Plenarsitzung geladen hat, folgte der Beschluss, dass ab dem 31. Januar über den Misstrauensantrag der Opposition bis zu drei Tage diskutiert werden soll. Beobachter rechnen daher mit dem Fall der Regierung am 2. Februar. Staatspräsident Guterres kann laut Verfassung dann das Parlament auflösen und Neuwahlen anordnen oder einen neuen Regierungschef mit der Bildung einer Regierung beauftragen. Bei einer Parlamentsauflösung muss innerhalb von zwei Monaten neu gewählt werden, womit mit Neuwahlen im April zu rechnen sind.
Am 1. Februar 2018 beschlossen die drei Parteien der AMP auch im Wahlkampf zusammenzuarbeiten. Dafür wurde das Bündnis in Aliança para Mudança e Progresso (deutsch Allianz für Veränderung und Fortschritt) umbenannt.

## Die Regierung Taur Matan Ruak

### Konflikt zwischen Regierung und Staatspräsidenten

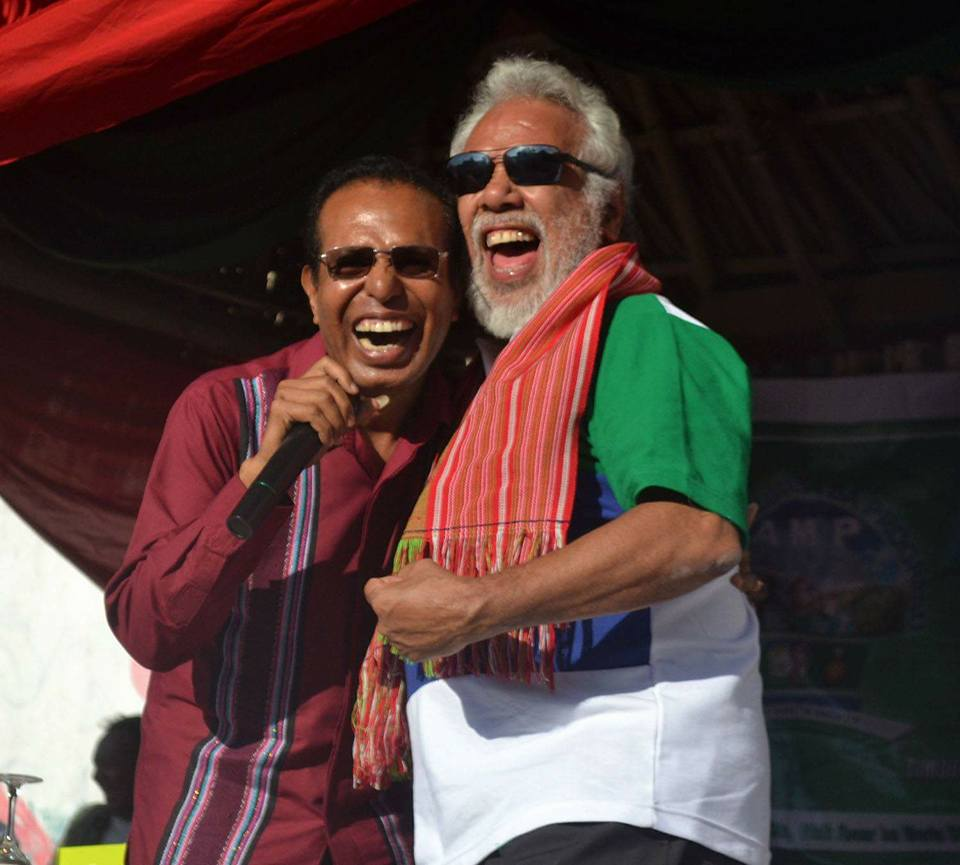
Die Wahlsieger 2018: Taur Matan Ruak und Xanana Gusmão

Bei den Parlamentswahlen am 12. Mai konnte die FRETILIN zwar die Anzahl ihrer Sitze im Parlament bewahren, die AMP erhielt aber die absolute Mehrheit mit 34 Sitzen. Die PD kam nur noch auf fünf Sitze. Neu in das Parlament zog die Frenti Dezenvolvimentu Demokratiku (FDD) mit drei Sitzen ein, ein Bündnis aus Partidu Unidade Dezenvolvimentu Demokratiku (PUDD), UDT, Frenti-Mudança und Partido do Desenvolvimento Nacional (PDN). Eine Beschwerde gegen das Wahlergebnis durch die FRETILIN wegen angeblicher Wahlfälschungen wurde vom Tribunal de Recurso als „unbegründet“ zurückgewiesen.
Am 12. Juni trat das neue Parlament erstmals zusammen. Bei der Wahl des erweiterten Parlamentspräsidiums kam es zum Eklat, weil bei den Posten FRETILIN und PD nicht berücksichtigt werden. Da sich beim Boykott der Sitzung auch der PUDD-Abgeordnete beteiligte, die FM-Abgeordnete aber, unterstützt vom UDT-Vertreter, einen Posten erhielt, zerfiel das FDD-Bündnis am 17. Juni. Der PUDD-Abgeordnete sitzt nun alleine im Parlament, während FM und UDT eine gemeinsame Fraktion bilden. Die Parteien der AMP-Koalition bilden im Parlament drei einzelne Fraktionen.
Am 22. Juni 2018 wurden Taur Matan Ruak zum Premierminister und 27 weiteren Mitgliedern seiner Regierung vereidigt. Elf von Taur Matan Ruak vorgeschlagene Kabinettsmitglieder wurden von Präsident Guterres abgelehnt. Zwei Kandidaten hingen laufende Verfahren wegen Korruption an (sie wurden später von der AMP zurückgezogen), bei sieben Kandidaten gab es Korruptionsvorwürfe und zwei Kandidaten waren aus Sicht von Guterres aus ethnischen Gründen nicht amtswürdig. Guterres beauftragte die Comissão Anti-Corrupção alle nominierten Kandidaten einer Prüfung zu unterziehen. Die Regierungsmitglieder der PLP waren bereits vor der Nominierung von Taur Matan Ruak zur Prüfung der CAC vorgelegt worden und legten ihre Vermögenswerte dem Tribunal de Recurso de Timor-Leste offen.
Am 9. Juli verweigerte das AMP-dominierte Parlament Guterres im Gegenzug, wegen der Blockade, die Erlaubnis zu einer Dienstreise nach Portugal. Am Tag darauf wurde ein Schreiben von CNRT-Chef Xanana Gusmão an den Staatspräsidenten bekannt, in dem er ihm mit einem Amtsenthebungsverfahren drohte. Da Guterres weiter die Ernennung der umstrittenen Kandidaten verweigerte, begann das Parlament mit Sanktionen Druck aufzubauen. Das osttimoresische Staatsoberhaupt benötigt für offizielle Reisen ins Ausland die Genehmigung des Parlaments und die wurde ihm nun verweigert. Im Juli 2018 für den CPLP-Gipfel in Lissabon, im September für die UN-Generalversammlung in New York, im Oktober für einen Staatsbesuch in Indonesien und im November für eine Visite bei Papst Franziskus im Vatikan.

### Koalitionsbruch und -neubildung

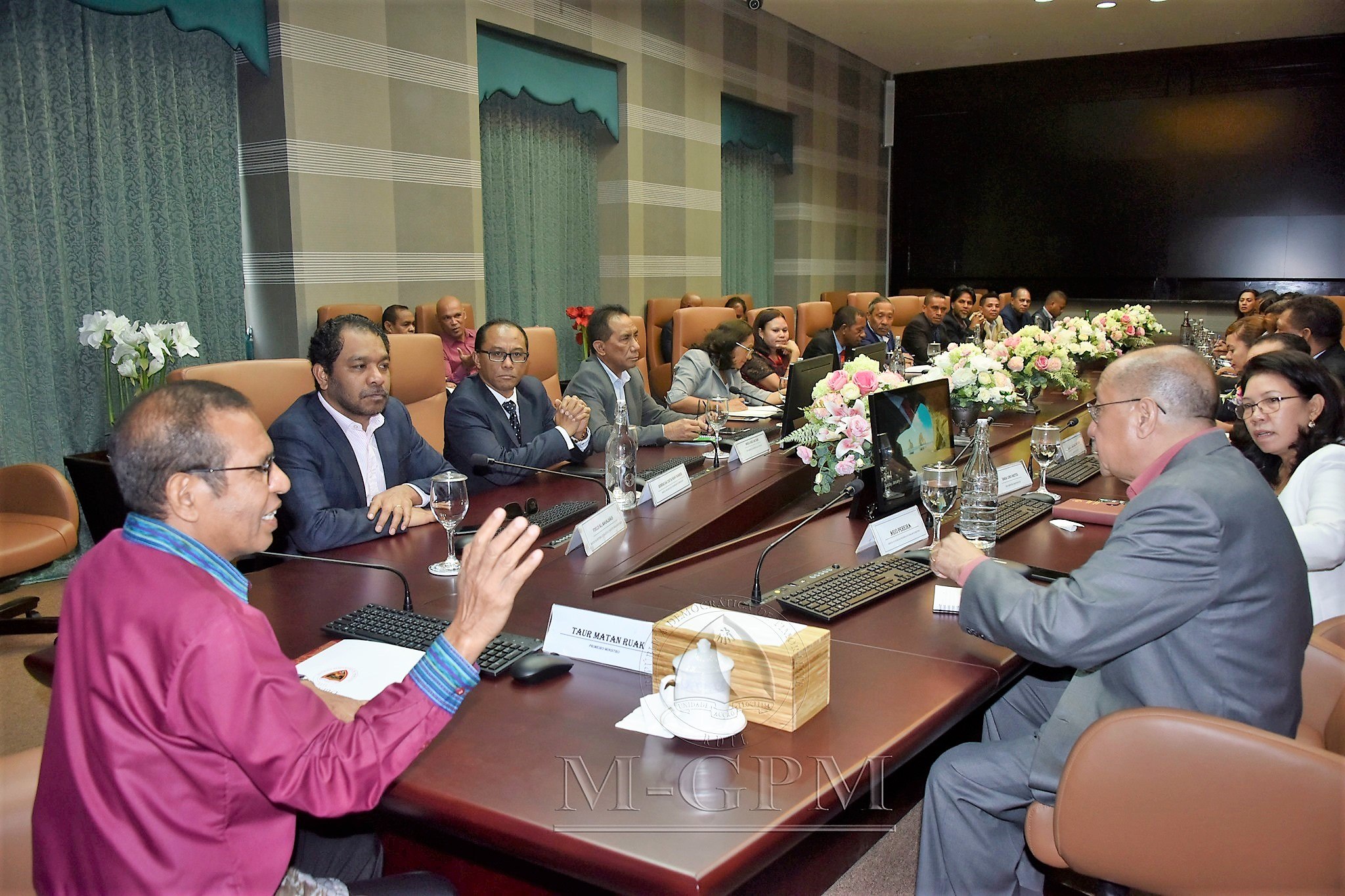
Kabinettssitzung
am 21. Januar 2020 nach dem Bruch der AMP-Koalition

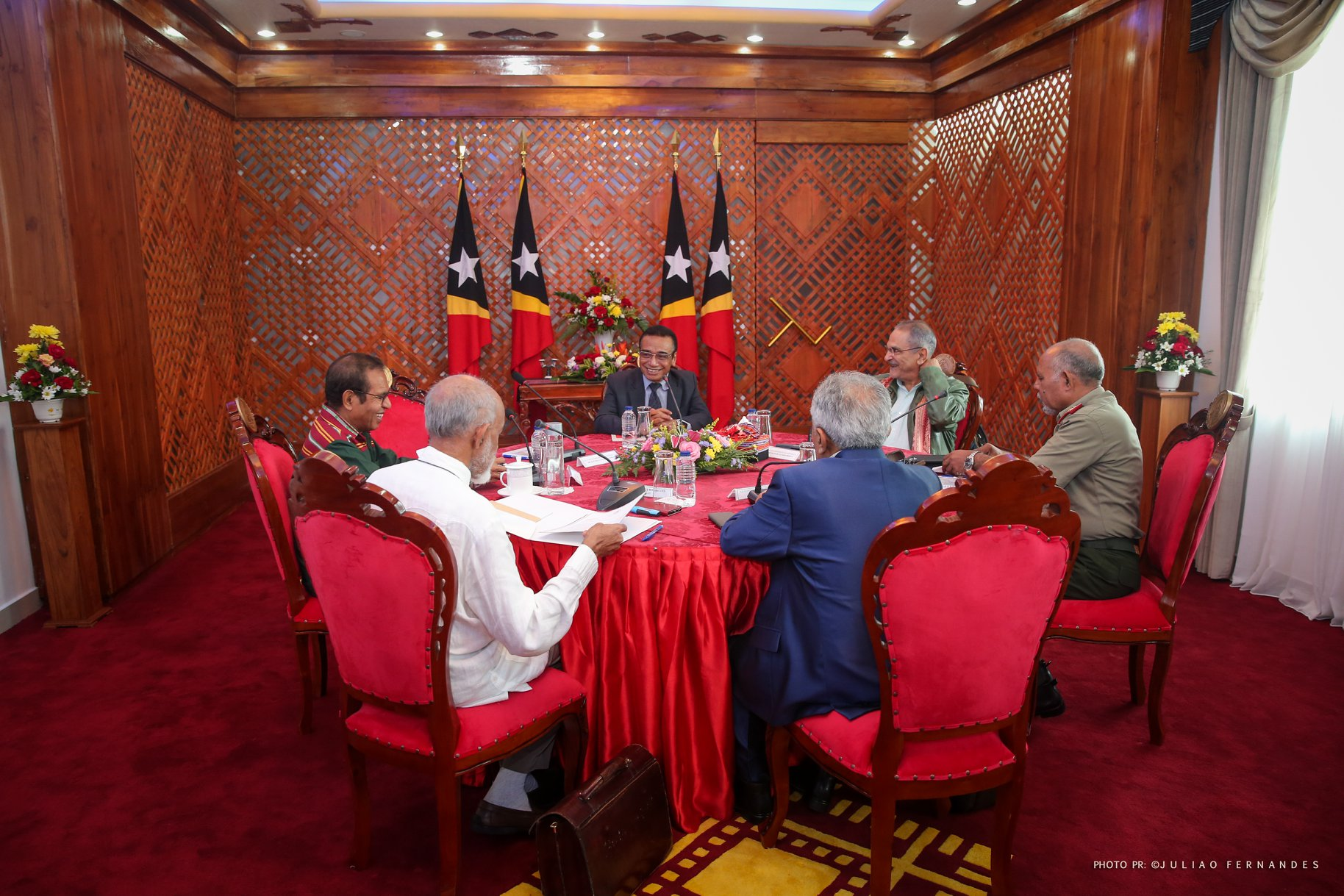
Krisensitzung der führenden Staatsmänner Osttimors. Xanana Gusmão fehlte. (10. Februar 2020)

Ende 2019 machten Abgeordnete des CNRT immer mehr Premierminister Taur Matan Ruak mitverantwortlich dafür, dass der Großteil der CNRT-Minister nach 18 Monaten immer noch nicht im Amt waren, da Präsident Guterres deren Vereidigung blockierte. Auch das langsame Vorankommen beim Tasi Mane project sorgte für Streit zwischen PLP und CNRT. Am 17. Januar 2020 scheiterte der Regierungsvorschlag für den Haushalt 2020 zum erneuten Male. Für den Entwurf stimmten nur die 13 Abgeordneten von PLP und KHUNTO. 15 Abgeordnete der Opposition stimmten dagegen, die Koalitionsabgeordneten des CNRT und die restlichen Oppositionsangehörige enthielten sich der Stimme. Sowohl die Abgeordneten der FRETILIN, als auch die der PD stimmten nicht geschlossen. Taur Matan Ruak erklärte daraufhin das Ende der AMP. Präsident Guterres verzichtete aber auf sein Recht, das Parlament aufzulösen und Neuwahlen auszurufen. Stattdessen beauftragte er Taur Matan Ruak mit der Weiterführung der Regierung. Präsident Guterres führte daraufhin über mehrere Tage Gespräche mit allen im Parlament vertretenden Parteien, zahlreichen Interessenverbänden und führenden Politikern. Gusmão blieb der Einladung fern, erklärte aber, sein CNRT strebe Neuwahlen an, während ansonsten die Neubildung einer Regierung mit dem bestehenden Parlament bevorzugt wurde. Die verschiedenen Parteien begannen Gespräche zur Bildung einer neuen Regierungskoalition. Noch am 21. Februar verkündete die FRETILIN, dass eine Koalition mit der PLP möglich wäre. Sie hätte mit ihren 31 von 65 Abgeordneten aber noch Unterstützung von UDT, FM und PUDD benötigt, die jeweils einen Sitz im Parlament hatten, um eine Mehrheit bilden zu können. Diese waren aber bereits im Gespräch mit dem CNRT. Am 22. Februar unterzeichneten CNRT, KHUNTO, PD, UDT, FM und PUDD öffentlich eine Koalitionsvereinbarung zur Bildung einer neuen Regierung. Das Bündnis verfügt über 34 Sitze und damit über die parlamentarische Mehrheit. Am 24. Februar reichte Taur Matan Ruak sein Rücktrittsgesuch als Premierminister bei Guterres ein. Die PLP gründete mit der FRETILIN eine gemeinsame Plattform, als Gegengewicht zum Sechs-Parteienbündnis.
Aufgrund der Krisensituation um die COVID-19-Pandemie (siehe unten) nahm Taur Matan Ruak am 8. April, nach Rücksprache mit Guterres, sein Rücktrittsgesuch zurück. Der Staatspräsident hatte solange die Entlassung verzögert. Auch den Vorschlag der Sechs-Parteien-Allianz, Gusmão zum Premierminister zu ernennen, beantwortete der Präsident nicht. Die Instabilität der neuen Sechs-Parteien-Koalition zeigte sich auch am 27. April bei der Verlängerung des Ausnahmezustandes, wegen der COVID-19-Pandemie. Im Parlament stimmten PLP, FRETILIN und KHUNTO geschlossen für die Verlängerung. Bei der PD stimmte Parteichef Mariano Sabino Lopes für die Verlängerung, ein Abgeordneter fehlte und die übrigen drei enthielten sich der Stimme, ebenso der Vertreter der PUDD. CNRT, FM und UDT stimmten gegen die Verlängerung. CNRT-Fraktionschef Duarte Nunes erklärte die neue Allianz nach der Abstimmung für bereits wieder gestorben. Am 29. April erklärte die KHUNTO ihren Austritt aus der Allianz, während Taur Matan Ruak und Alkatiri verkündeten offene Stellen in der Regierung mit fünf FRETILIN- und eine mit einem PD-Mitglied besetzen zu wollen. Nach der Ankündigung der PD, dass sie auch die Regierung stützen wolle, erklärte Gusmão am 11. Mai das Ausscheiden des CNRT aus der Regierung und forderte die CNRT-Mitglieder mit Regierungsämtern auf, diese niederzulegen. Die meisten folgten der Aufforderung und blieben nur noch bis zur Ernennung ihrer Nachfolger im Amt.

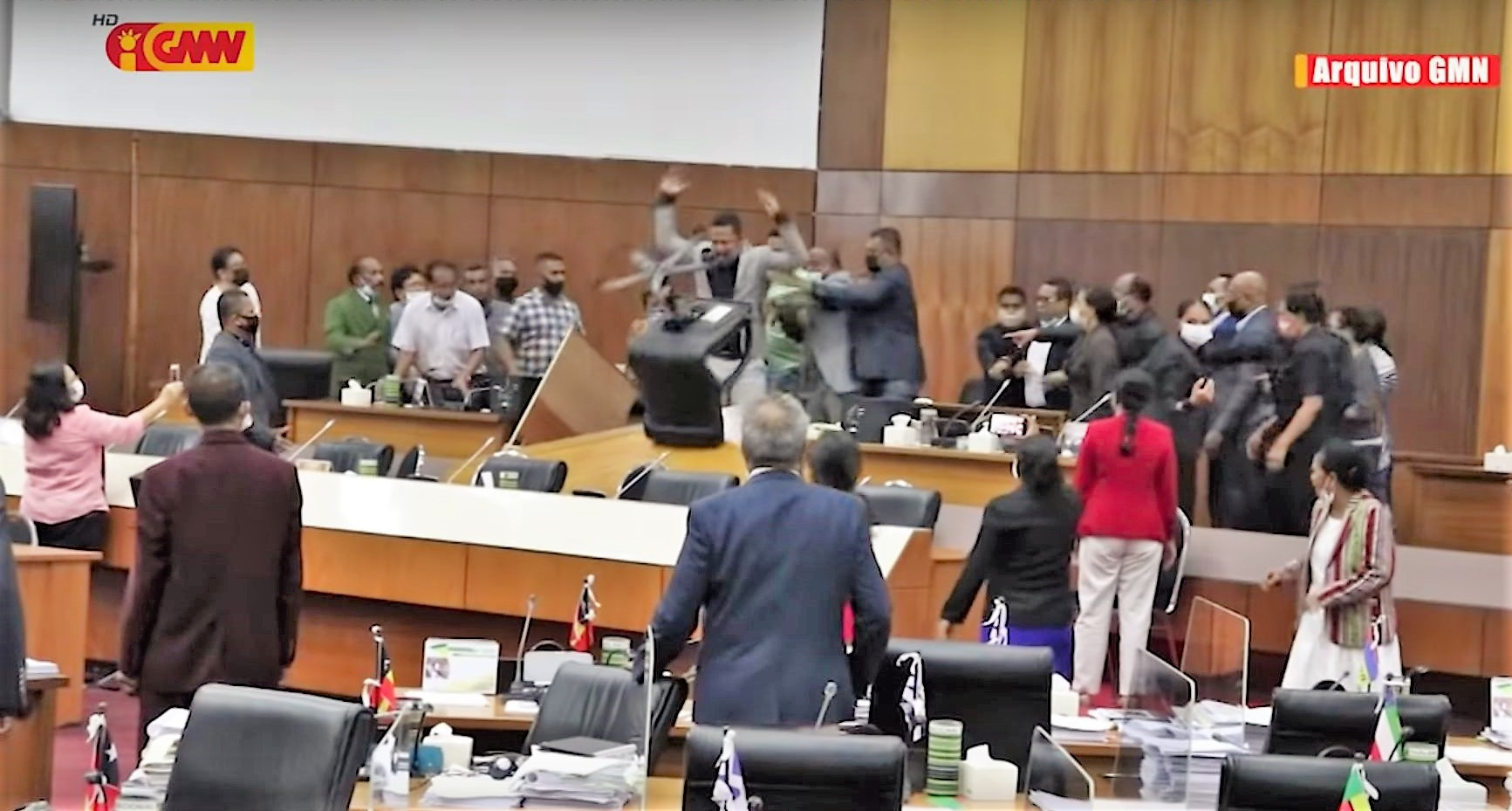
Ausschreitungen im Parlament (2020)

Während Klagen des CNRT gegen den Staatspräsidenten vor dem Obersten Gericht scheiterten, setzten die Abgeordneten von FRETILIN, PLP und KHUNTO den Parlamentspräsidenten Arão Noé da Costa Amaral (CNRT) ab. Weil Amaral sich weigerte, zu einer Sitzung für seine Abwahl einzuladen, übernahm dies seine Vize Maria Angelina Lopes Sarmento (PLP), was vom CNRT als Bruch der Geschäftsordnung kritisierte. Die Sitzungen am 18. und 19. Mai verliefen chaotisch. Abgeordnete des CNRT versperrten am Montag unter Schubsen und Schreien den beiden Vizepräsidenten Sarmento und Luís Roberto da Silva (KHUNTO) den Zugang zu den Plätzen des Präsidiums. Sie warfen den Tisch mit der Verkleidung um und Stühle darüber. Polizisten griffen schließlich ein und hielten alle Abgeordnete vom Bereich des Präsidiums fern. Sarmento nahm stattdessen auf der Regierungsbank Platz und eröffnete unter dem Schutz von Sicherheitspersonal die Sitzung. Mit den Stimmen der Dreier-Koalition wurde Amaral für abgesetzt erklärt und Aniceto Guterres Lopes (FRETILIN) zum neuen Parlamentspräsidenten gewählt. Mehrmals musste die Polizei für Ordnung sorgen und Handgreiflichkeiten verhindern. Das Oberste Gericht wies Klagen gegen die Neubesetzung des Parlamentspräsidiums als politische Entscheidung ab. Bis Ende Juni wurde das Regierungskabinett neu aufgestellt. Ihm gehören nun auch Politiker der FRETILIN und ein PD-Mitglied an.

### Weitere Ereignisse

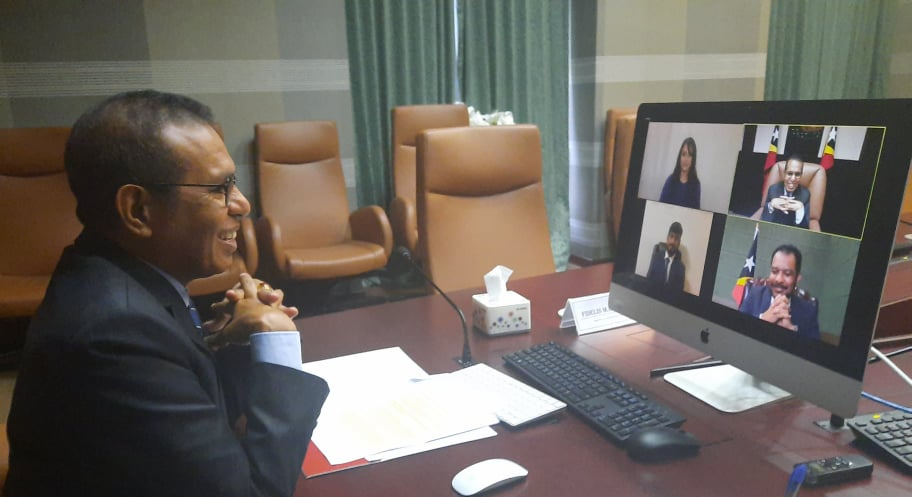
Premierminister Taur Matan Ruak bei einer Telekonferenz (2020)

Am 18. November 2018 erschoss ein betrunkener Polizeibeamter, der außer Dienst war, bei der Tragödie von Culuhun drei junge Männer. Der Vorfall löste allgemeine Empörung und Proteste aus, da Polizeibeamte nur im Dienst Waffen tragen dürfen. Der Todesschütze und drei weitere involvierte Beamten wurden verhaftet.
Am 21. März 2020 wurde erstmals ein Fall einer COVID-19-Infektion gemeldet. Vom 27. März bis 28. November 2021 galt deswegen mit kurzer Unterbrechung der Ausnahmezustand mit weitreichenden Einschränkungen im öffentlichen Lebens. Seit März 2021 breitete sich die Krankheit im Land aus, bis die Welle im November abebbte. Seitdem gibt es nur noch vereinzelt Meldungen von Infektionen.

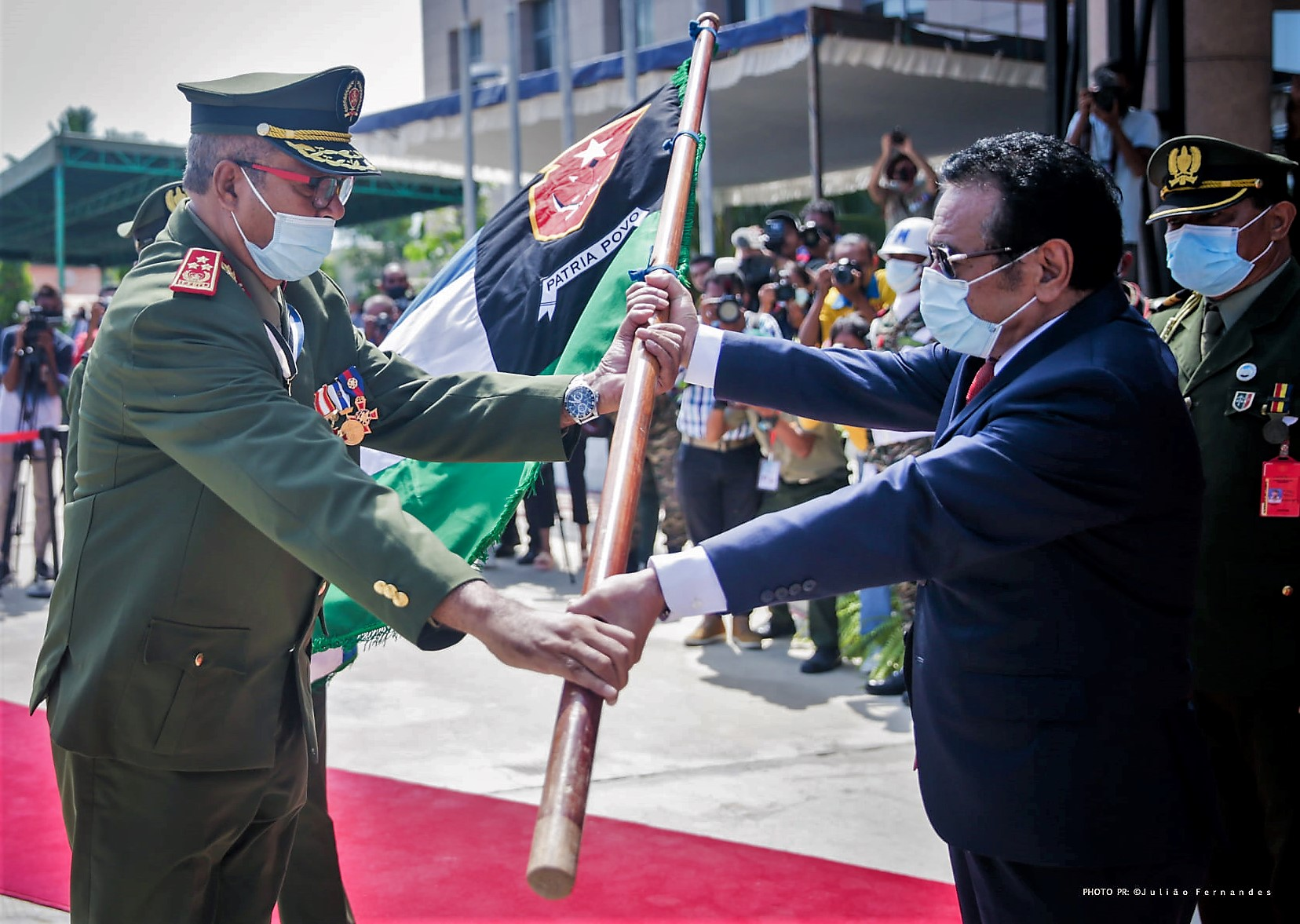
Präsident Guterres übergibt das Oberkommando an Falur Rate Laek (2022)

Die 2020 gegründete Resistensia Nasional Defende Justisa e Konstituisaun RDTL (RNDJK) forderte aufgrund des Konflikts zwischen Regierung und Präsidenten den Rücktritt von Francisco Guterres. Zu den führenden Mitgliedern gehören Angela Freitas, Vorsitzende der Partido Trabalhista (PT) und der ehemalige CPD-RDTL-Chef António Tomás Amaral da Costa. Als die RNDJK ankündigte, mit einer mehrtägigen Demonstration den Rücktritt von Guterres erzwingen zu wollen und auch mit gewalttätigen Gruppierungen drohte, ordnete Armeechef Lere Anan Timur am 1. September an, sieben Soldaten in die Umgebung des RNDJK-Hauptquartiers zu postieren und drohte mit der Verhaftung von Freitas und Costas. Freitas nannte das einen Einschüchterungsversuch. Allgemein wurde die Aktion der Armee als verfassungswidrig kritisiert, da die innere Sicherheit der Polizei obliegt. So auch von Vertretern der Regierungsparteien. Gleichzeitig warf man der RNDJK vor, das Land destabilisieren zu wollen.
In der Nacht zum 4. April 2021 führten starke Regenfälle zu Überschwemmungen in weiten Teilen Osttimors. Nahezu ganz Dili wurde überflutet.
Am 2. Februar 2022 trat Lere Anan Timur als Oberbefehlshaber der Streitkräfte ab. Sein Nachfolger wurde Falur Rate Laek.
Bei den Präsidentschaftswahlen 2022 stellte der CNRT José Ramos-Horta als Kandidaten auf. In der zweiten Runde unterstützten zwar alle drei Parteien des Bündnis Guterres, doch hatte er auch innerhalb seiner FRETILIN Unterstützung verloren. In der ersten Runde hatte Lere Anan Timur ihm aus seiner Wählerschaft große Teile abgenommen. In Lautém wurde Lere Anan Timur sogar stärkster Kandidat. Ramos-Horta gewann schließlich die Stichwahl mit 62,1 % und wurde zu seiner zweiten Amtszeit am 20. Mai 2022 vereidigt.

## Dritte Regierung unter Xanana Gusmão

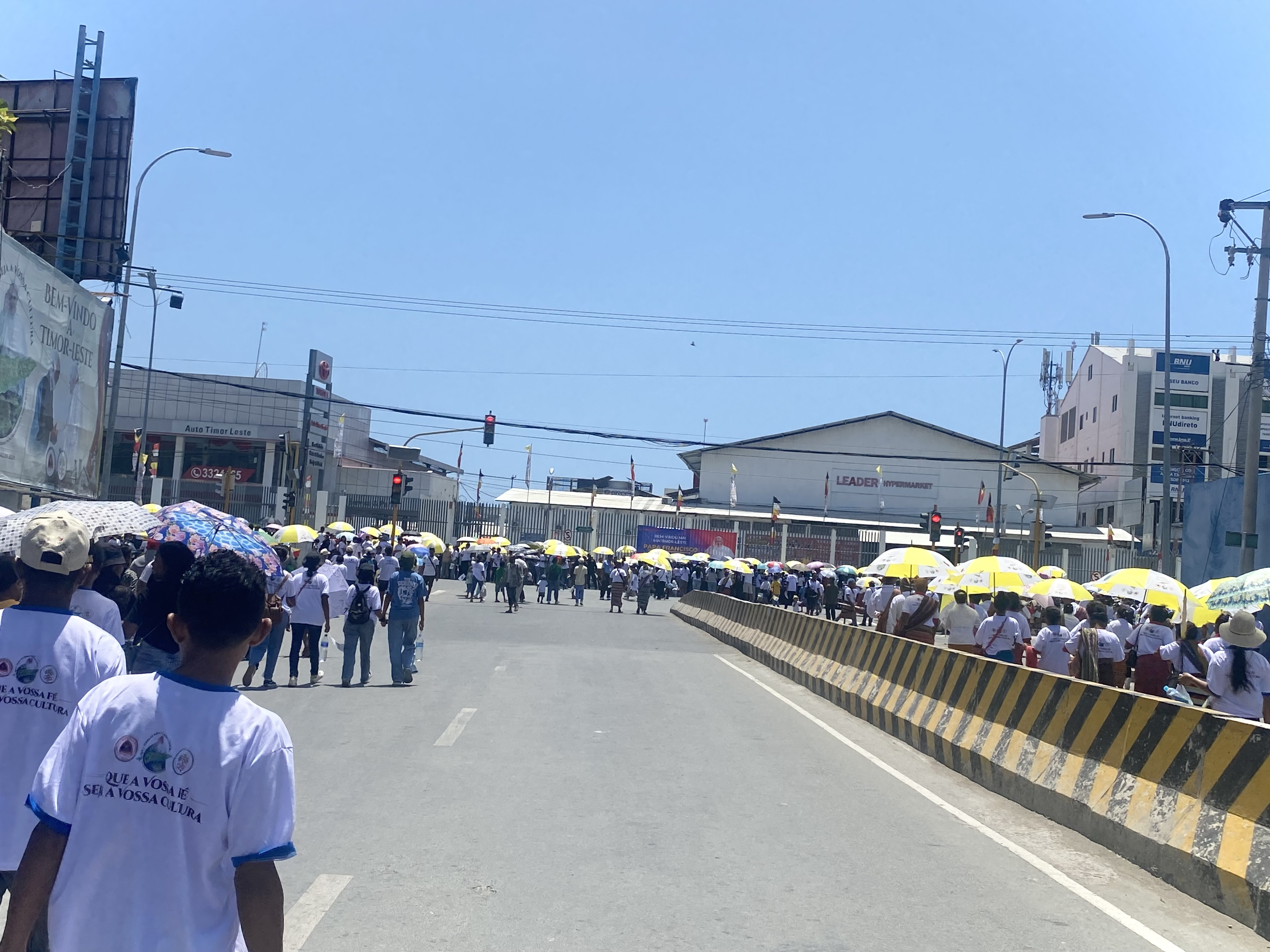
Gläubige warten an der Straße auf den Papst (2024)

Bei den Parlamentswahlen in Osttimor 21. Mai 2023 fuhr die FRETILIN das bisher schlechteste Ergebnis ihrer Geschichte ein und wurde nur zweitstärkste Kraft. Auch die PLP von Premierminister Taur Matan Ruak und der dritte Koalitionspartner KHUNTO erhielten nur wenige Sitze. Großer Gewinner war der CNRT mit 31 der 65 Sitzen im Nationalparlament. Er bildete mit der PD die neue Regierungskoalition mit Xanana Gusmão als Premierminister. Die Regierung steht in der Kritik, da in ihr mehrere „Autonomisten“ Mitglied sind, also Befürworter einer Autonomie Osttimors innerhalb Indonesien, während des Unabhängigkeitsreferendums 1999. Politiker warfen sich gegenseitig vor, für ausländische Interessen zu arbeiten, zum Beispiel bei der Debatte über die Entwicklung des Erdgasfelds Greater Sunrise.
2023 wurde im mit Indonesien umstrittenen Citrana-Dreieck durch ein binationales, technisches Team eine neue Grenzlinie gezogen, ohne die lokale Bevölkerung mit einzubeziehen. Die Mitarbeiter waren angewiesen worden, nicht mit anderen über das Setzen der 70 Metallrohre zu sprechen, die die Linie markierten. Es sei ein „Staatsgeheimnis.“ Ein Grenzvertrag, der die neue Grenzlinie bestätigt, sollte am 26. Januar bei einem Besuch Gusmãos in Jakarta unterzeichnet werden. Für über 1500 Osttimoresen würde dies die Ernährungssicherheit gefährden. Der öffentliche Druck brachte die Regierung dazu, den Grenzvertrag nicht wie geplant zu unterzeichnen. Am 1. Februar besuchte Xanana Gusmão das betroffene Dorf Naktuka. Gusmão und Unterhändler Roberto Soares erklärten, dass die gesetzten Stangen keine neue Grenzlinie darstellen, sondern Orientierungspunkte für die Verhandlungen markieren. Die existierenden Grenzpunkte aus der Kolonialzeit würden die Grenzziehung zugunsten Osttimors unterstützen.
Vom 9. bis 11. September 2024 besuchte Papst Franziskus Osttimor. 600.000 Menschen wohnten seiner Messe in Tasitolu bei.

## Anhang

### Hauptbelege
- A. Barbedo de Magalhães: Population Settlements in East Timor and Indonesia. Universität Coimbra, Portugal, 24. Oktober 1994.
- Katharine Davidson: The Portuguese colonisation of Timor: the final stage, 1850-1912, Sydney 1994.
- Frédéric B. Durand: Timor: 1250–2005 – 750 ans de cartographie et de voyages, S. 31–41, Toulouse, Bangkok 2006, ISBN 2-9520184-4-8.
- Frédéric B. Durand: Three centuries of violence and struggle in East Timor (1726–2008). (PDF; 243 kB) Online Encyclopedia of Mass Violence, (online), 7. Juni 2011, Zugriff am 28. Mai 2012, ISSN 1961-9898.
- Frédéric B. Durand: History of Timor-Leste. Chiang Mai 2016, ISBN 978-616-215-124-8. Übersetzung aus dem Französischen von: 42 000 ans d'histoire de Timor-Est, Toulouse 2009.
- Geoffrey C. Gunn: History of Timor, verfügbar vom Centro de Estudos sobre África, Ásia e América Latina, CEsA der TU-Lissabon (PDF-Datei; 805 kB).
- James J. Fox, Dionísio Babo Soares: Out of the Ashes: Destruction and Reconstruction of East Timor. ANU Press, Canberra 2003, ISBN 975-12-2908-1.
- Andrea K. Molnar: History and Politics. Center for Southeast Asian Studies, Northern Illinois University
- Antoinette Schapper: Finding Bunaq: The homeland and expansion of the Bunaq in central Timor. In: Andrew McWilliam, Elizabeth G. Traube: Land and Life in Timor-Leste: Ethnographic Essays. 2011, S. 163–186.
- Regierung von Timor-Leste: History. (Memento vom 25. Juli 2008 im Internet Archive)
- Monika Schlicher: Portugal in Osttimor. Eine kritische Untersuchung zur portugiesischen Kolonialgeschichte in Osttimor 1850 bis 1912. Aberag, Hamburg 1996, ISBN 3-934376-08-8.
- UNTAET: The United Nations and East Timor – A Chronology. (Memento vom 10. März 2009 im Internet Archive)
- Laura Suzanne Meitzner Yoder: Custom, Codification, Collaboration: Integrating the Legacies of Land and Forest Authorities in Oecusse Enclave, East Timor. (Memento vom 7. März 2007 im Internet Archive) (PDF; 1,5 MB). Yale University 2005.